# Lista bisericilor din Veneția

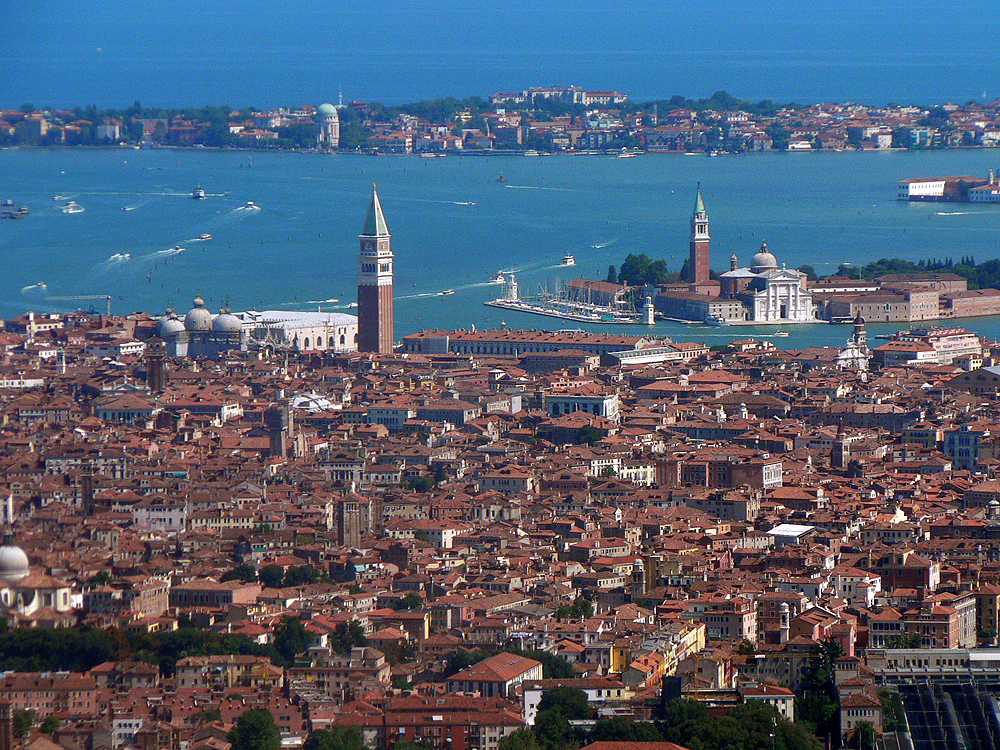
Vedere de la Veneția din partea de nord a centrului istoric, privind spre sud-est. Bazilica San Marco este vizibilă în centrul fotografiei; turlele multor alte biserici pot fi, de asemenea, observate.

Acest articol prezintă bisericile din Veneția (Italia).

## Generalități
Veneția are multe edificii religioase creștine. Centrul Veneției (grupând principalele insule ale orașului) are mai mult de optzeci de biserici. Aproape douăzeci de alte edificii sunt împrăștiate pe alte insule din lagună, ridicând numărul total la mai mult de o sută de biserici.
Aproape toate aceste biserici sunt catolice. Cu toate acestea, există clădiri dedicate riturilor ortodox (San Giorgio dei Greci), armeano-catolic (Santa Croce degli Armeni) și anglican (Sf. Gheorghe). Există, de asemenea, două mănăstiri, San Francesco del Deserto (franciscană catolică) și San Lazzaro degli Armeni (mechitaristă, armeano-catolică). În plus, referitor la clădirile necreștine, Ghetoul Venețian număra până la nouă sinagogi; în prezent au mai rămas doar cinci.
Lista de mai jos identifică bisericile grupate în funcție de parohie și de vicariat. Bisericile parohiale sunt enumerate cu litere aldine.
Fiecare intrare menționează traducerea română a numelui său, precum și numele complet în limba italiană. Unele biserici distruse sau desacralizate sunt de asemenea menționate.

## Listă

### Vicariatul San Marco - Castello

#### San Marco

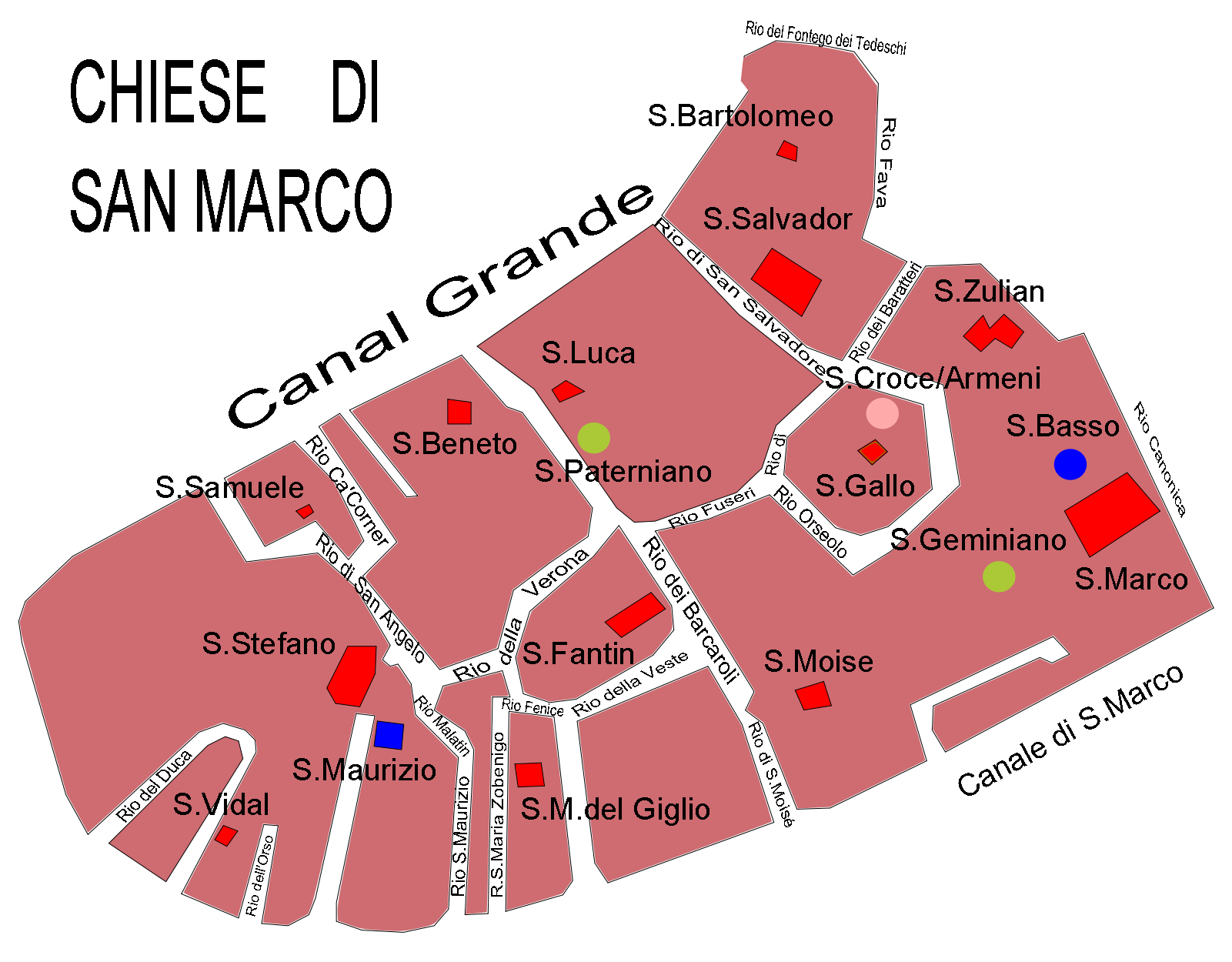
Biserici din San Marco

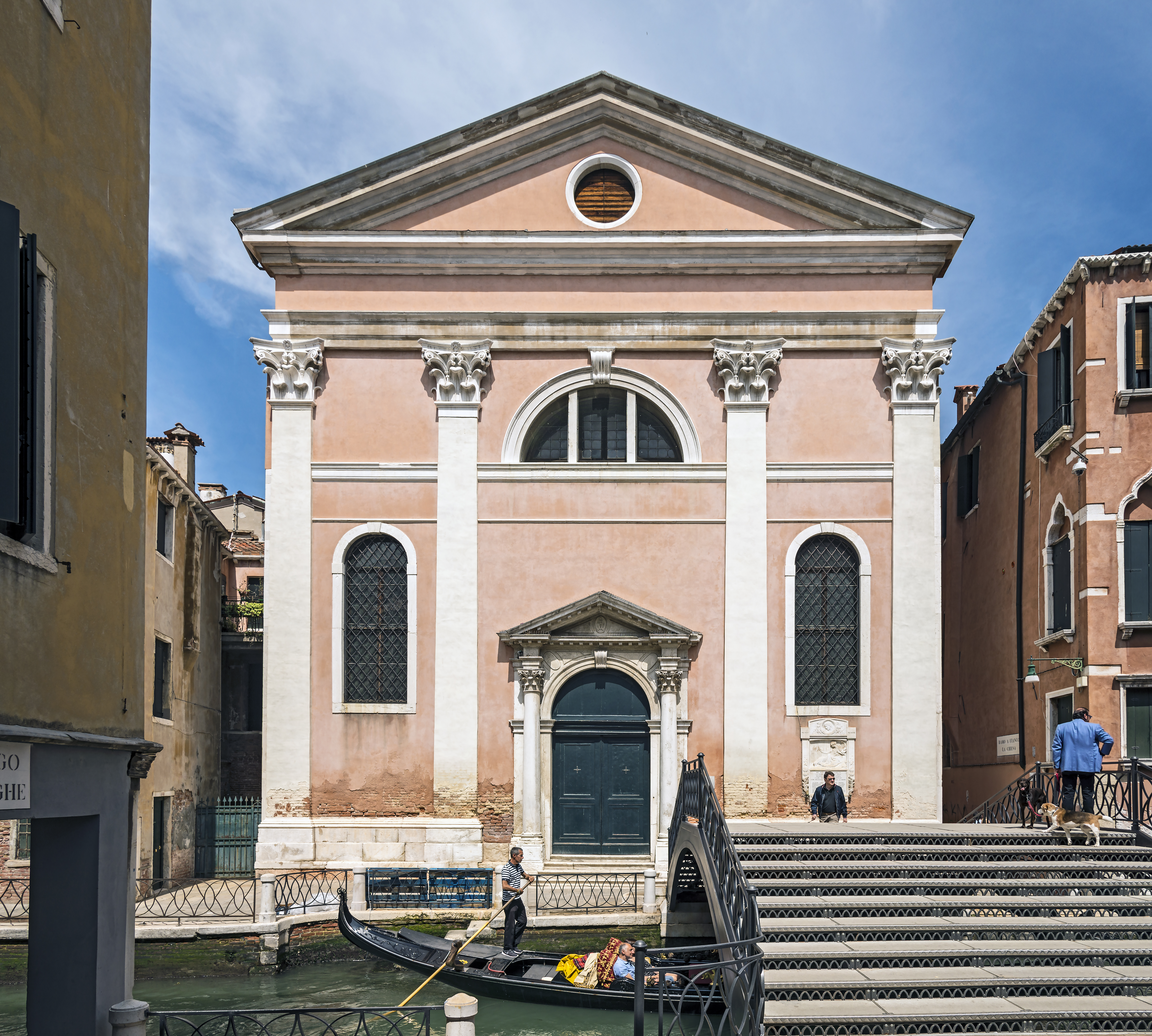
Biserica Sf. Evanghelist Luca (chiesa di San Luca Evangelista, 1050)
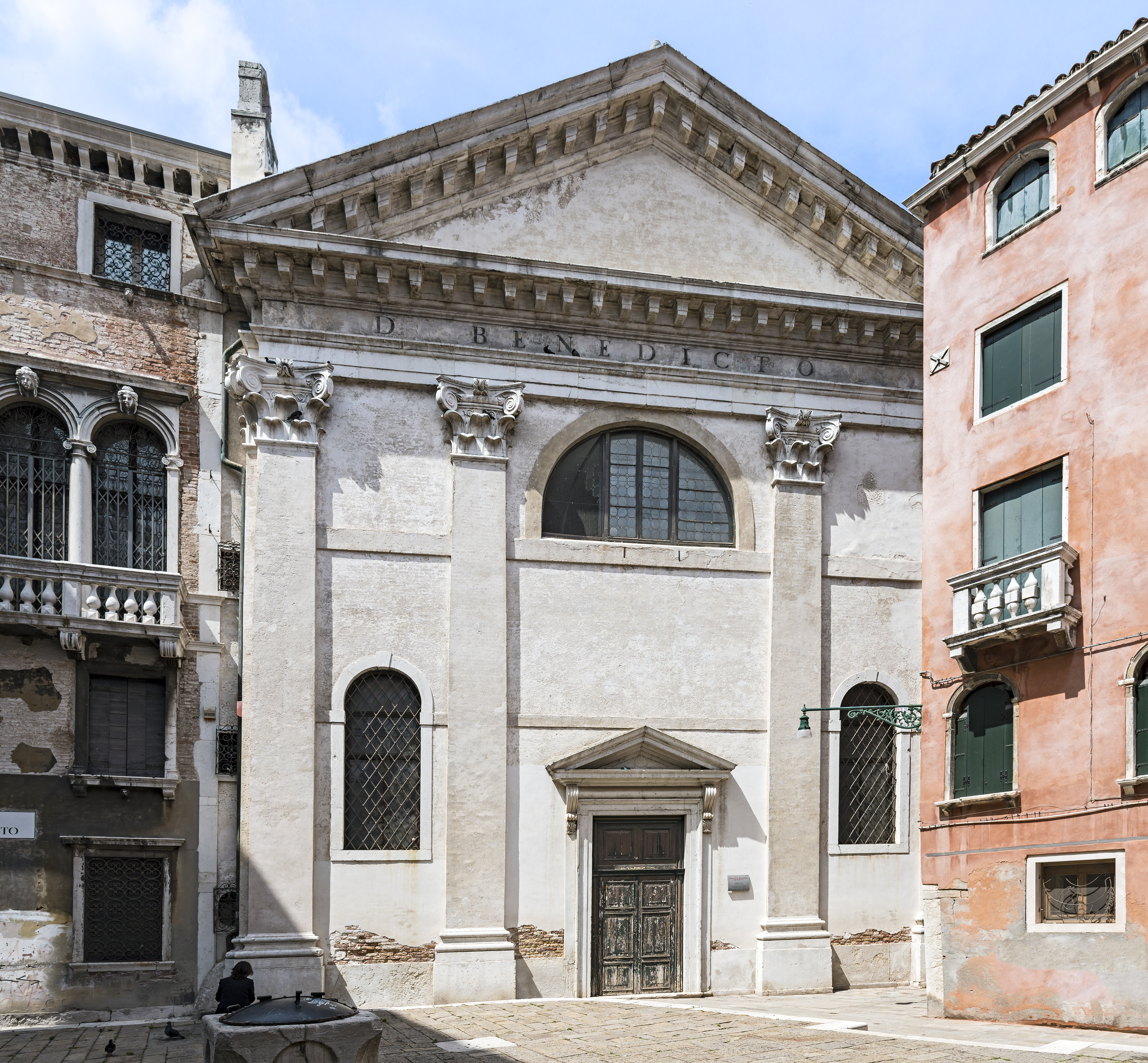
Biserica Sf. Benedict (chiesa di San Benedetto, 1005)
Biserica Sf. Paternian (chiesa di San Paternian, ca.800-1810, distrusă)
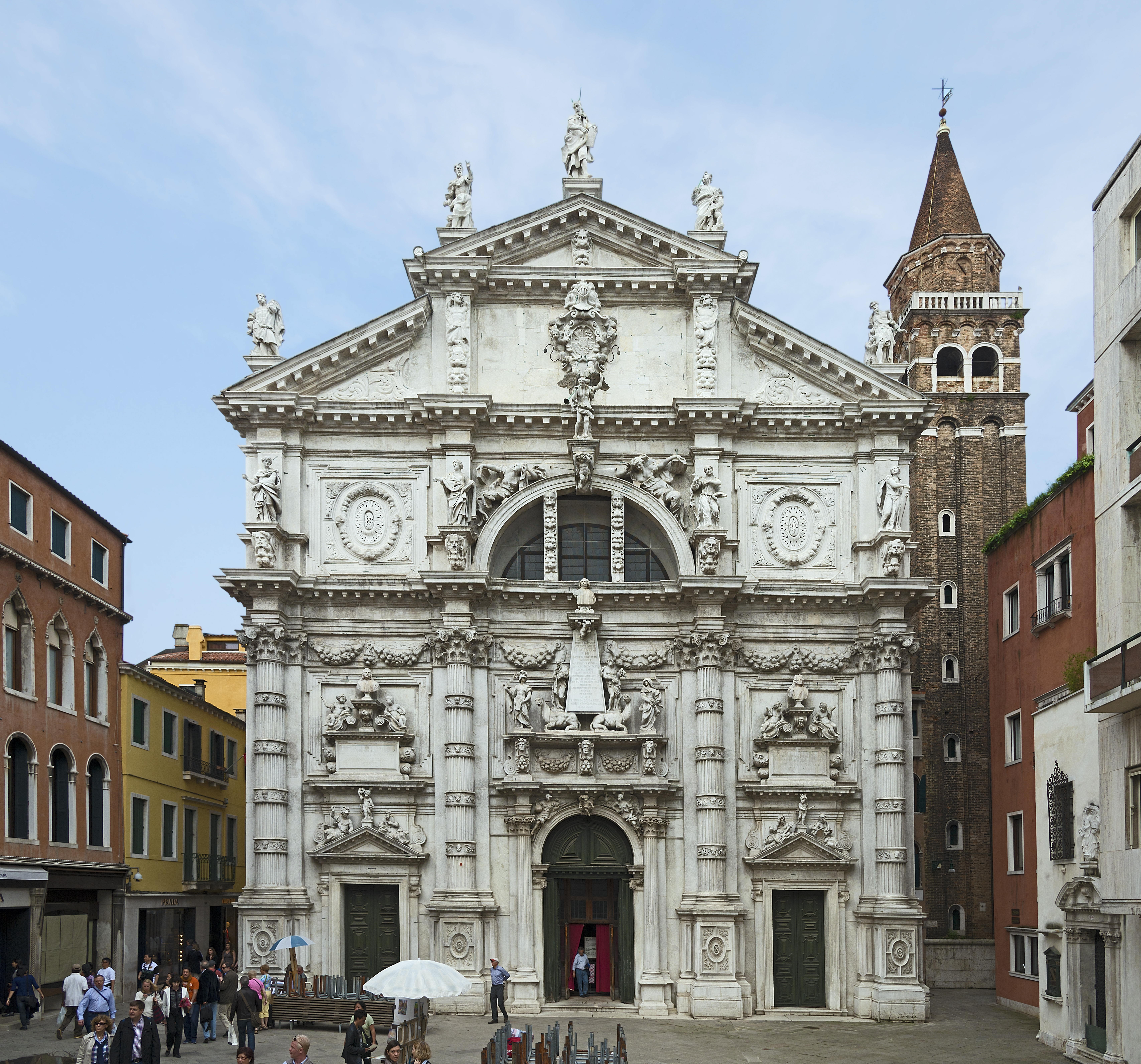
Biserica Sf. Moise (chiesa di San Mosè sau San Moisè Profeta, 750)
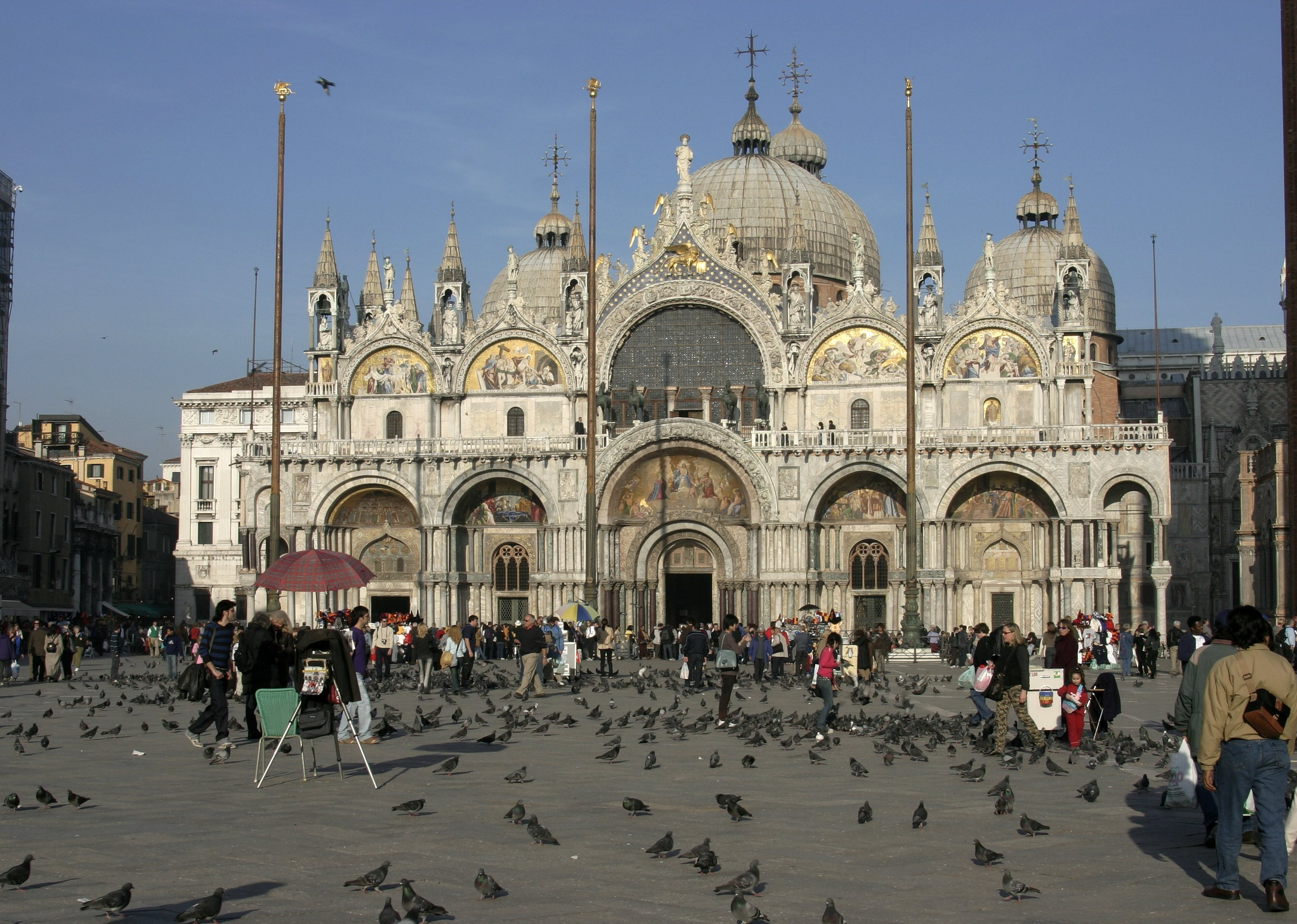
Bazilica Sf. Marcu (basilica di San Marco Evangelista, 828)
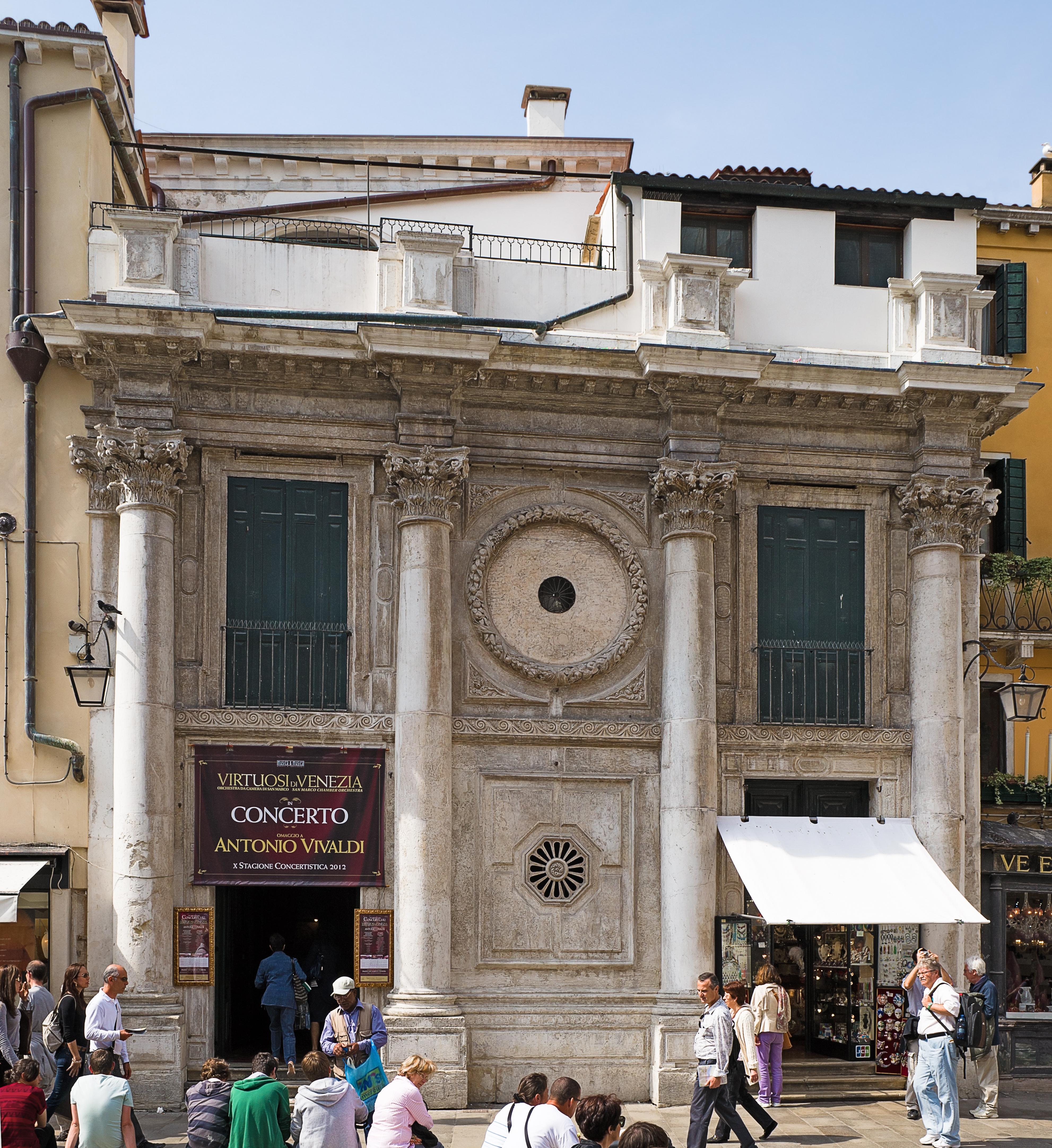
Biserica Sf. Bassus (chiesa di San Basso, 1073, desacralizată)
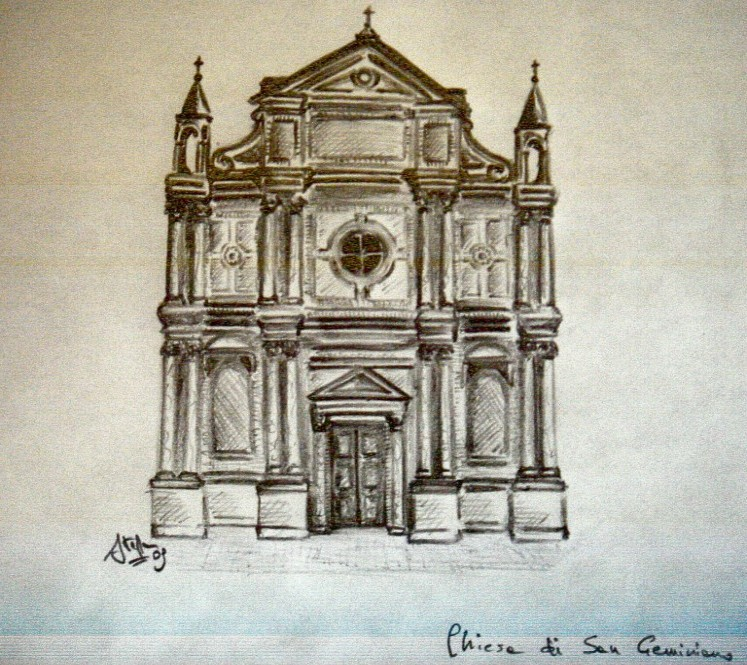
Biserica Sf. Geminian (chiesa di San Geminiano, ca.800-1807, distrusă)
Oratoriul Sf. Gallus (chiesa di San Gallo, 1581)
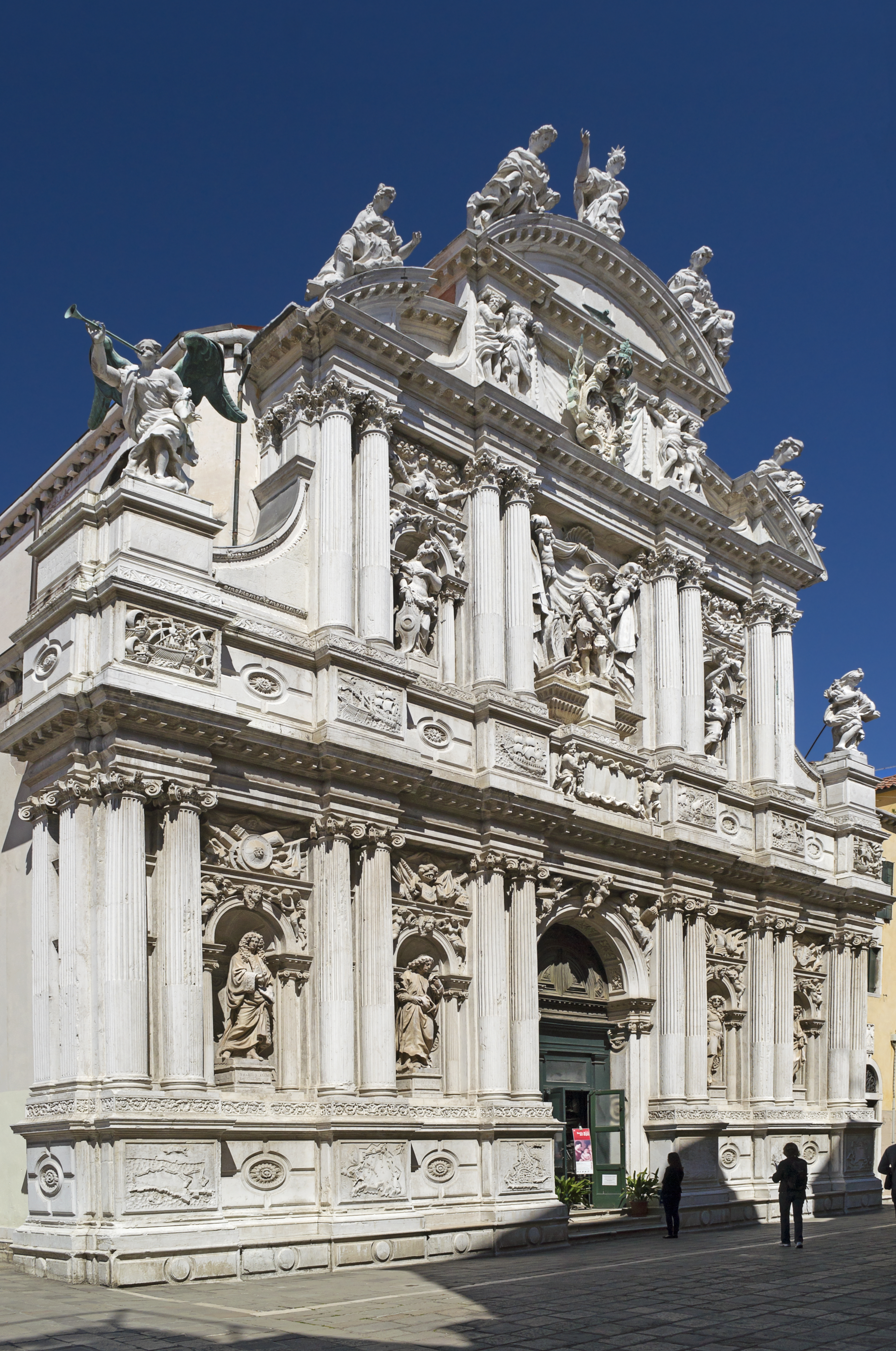
Biserica Sf. Maria a Crinului  (chiesa di Santa Maria del Giglio sau chiesa di Santa Maria Zobenigo, 850)
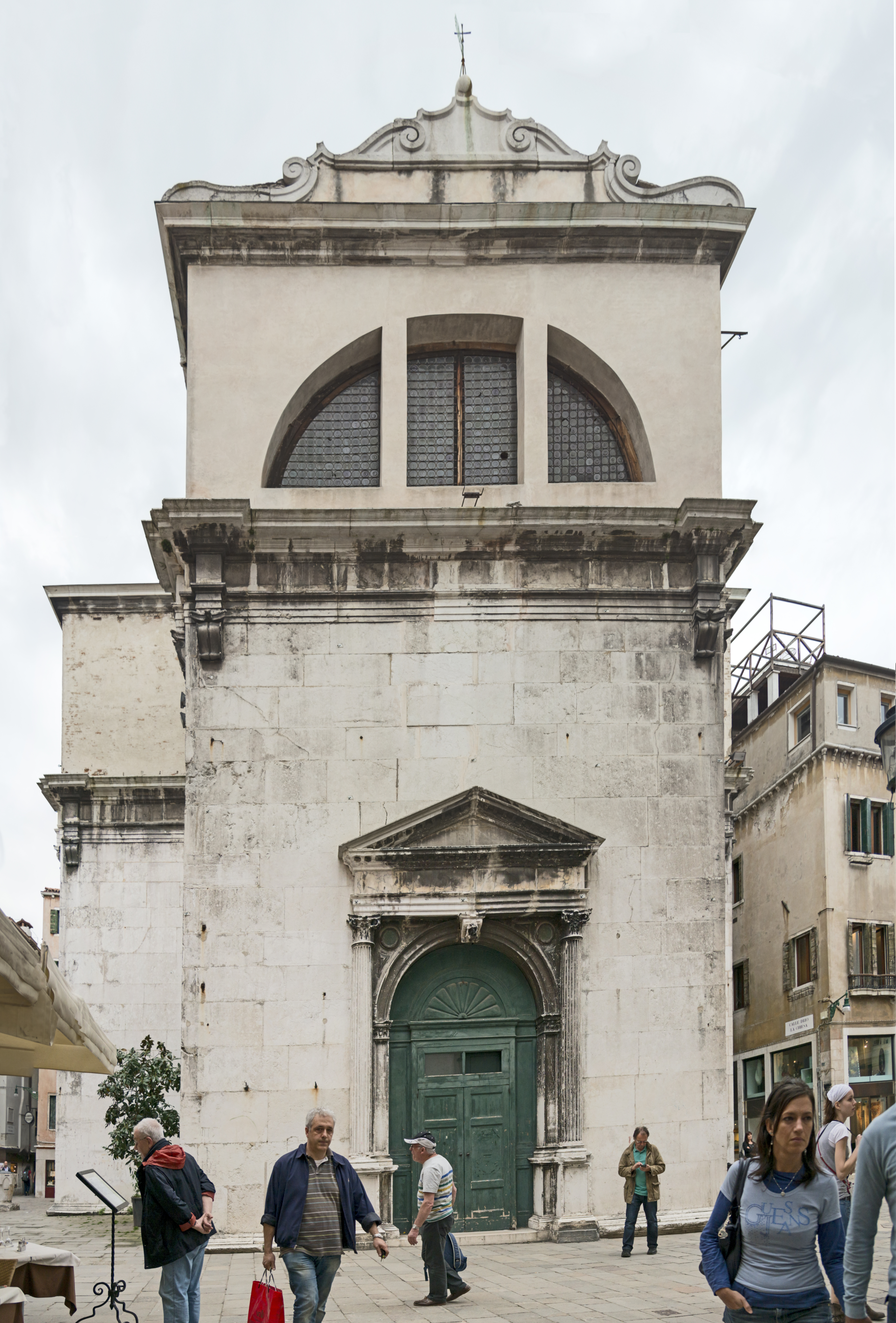
Biserica Sf. Fantin (chiesa di San Fantin, 650)
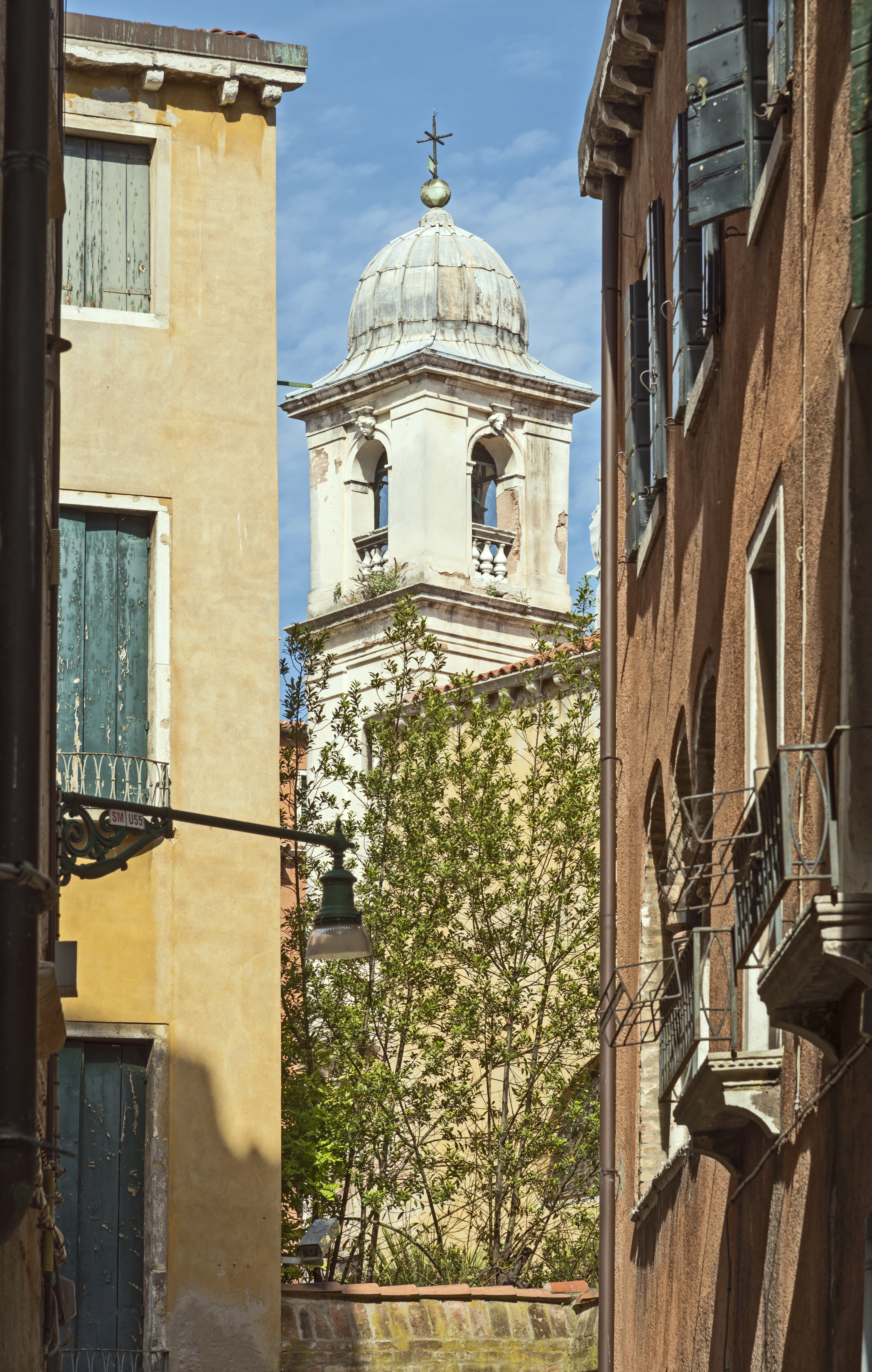
Biserica Sf. Cruce a Armenilor  (chiesa di Santa Croce degli Armeni, 1451, armeano-catolică)
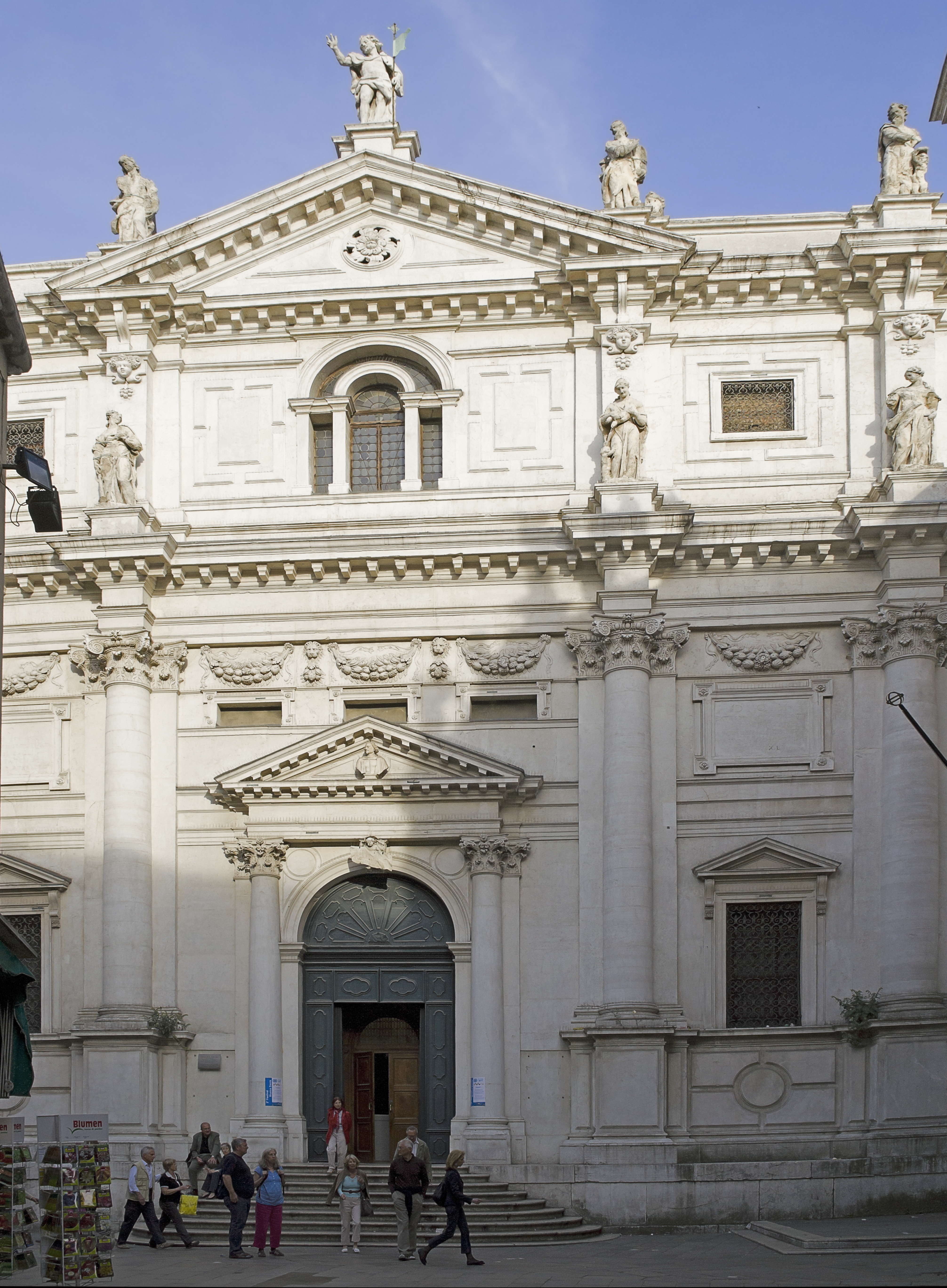
Biserica Preasfântul Mântuitor (chiesa di San Salvador, 650)
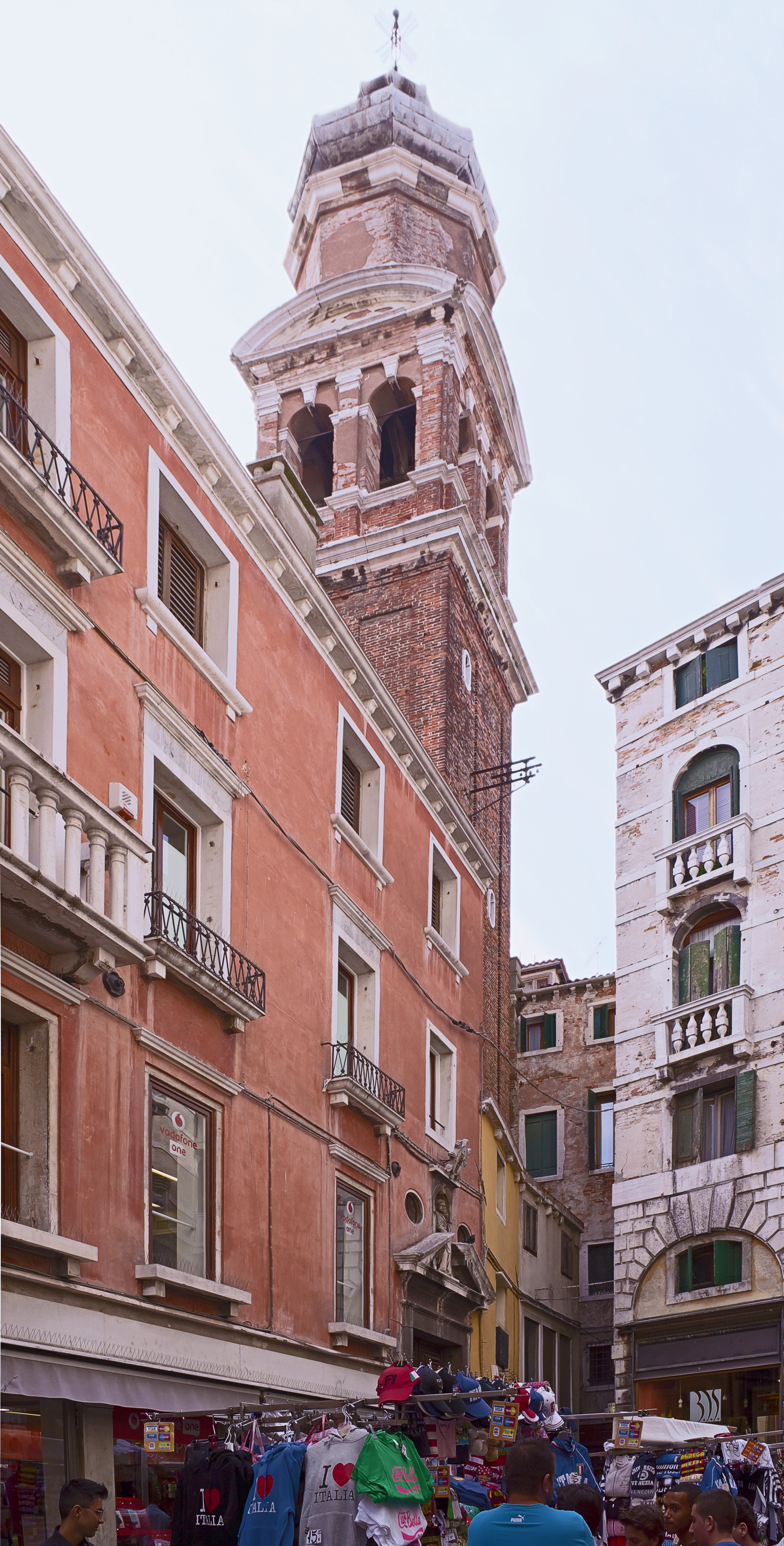
Biserica Sf. Bartolomeu (chiesa di San Bartolomeo, 1170)
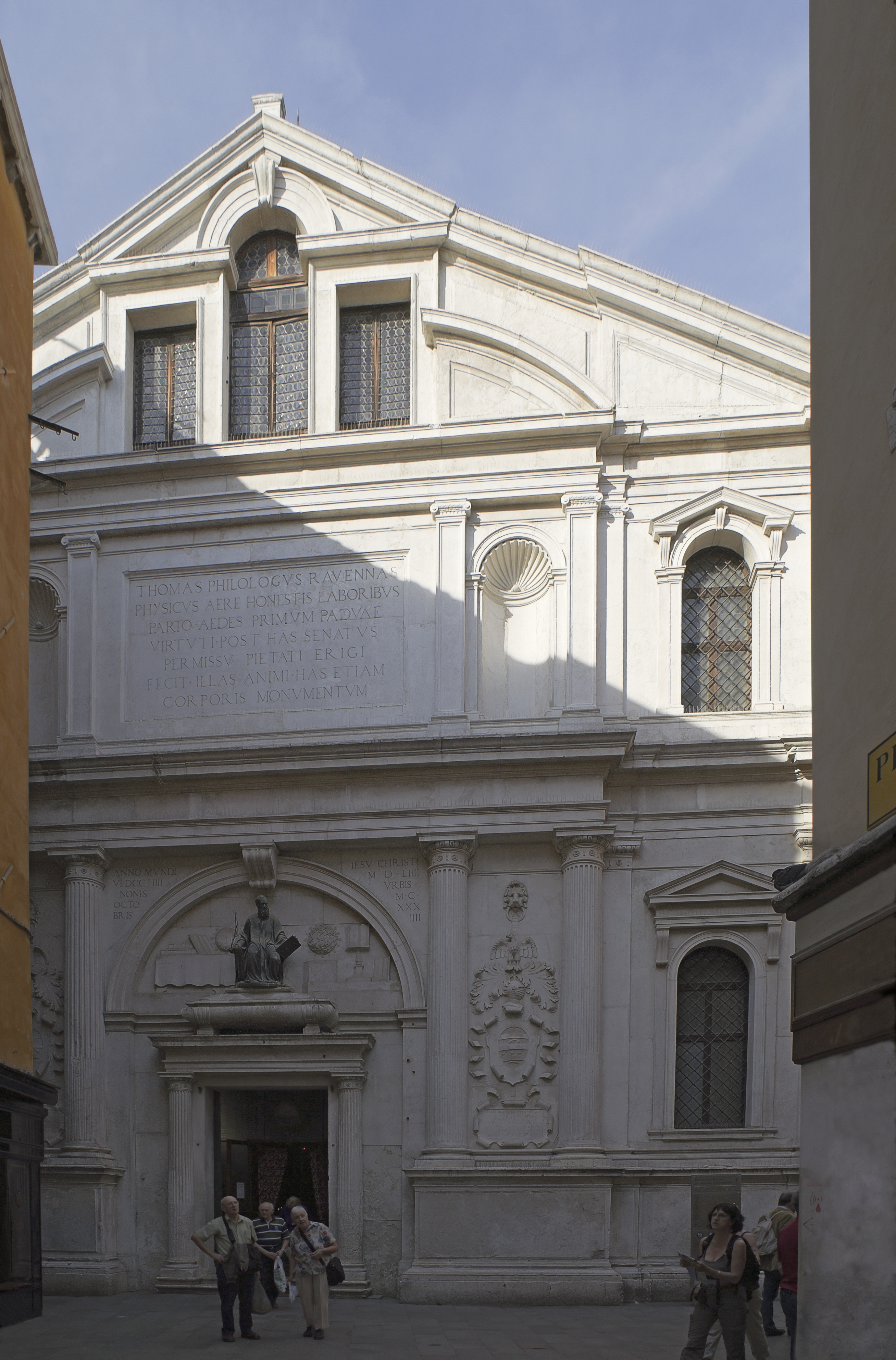
Biserica Sf. Iulian (chiesa di San Zulian sau San Giuliano, 850)
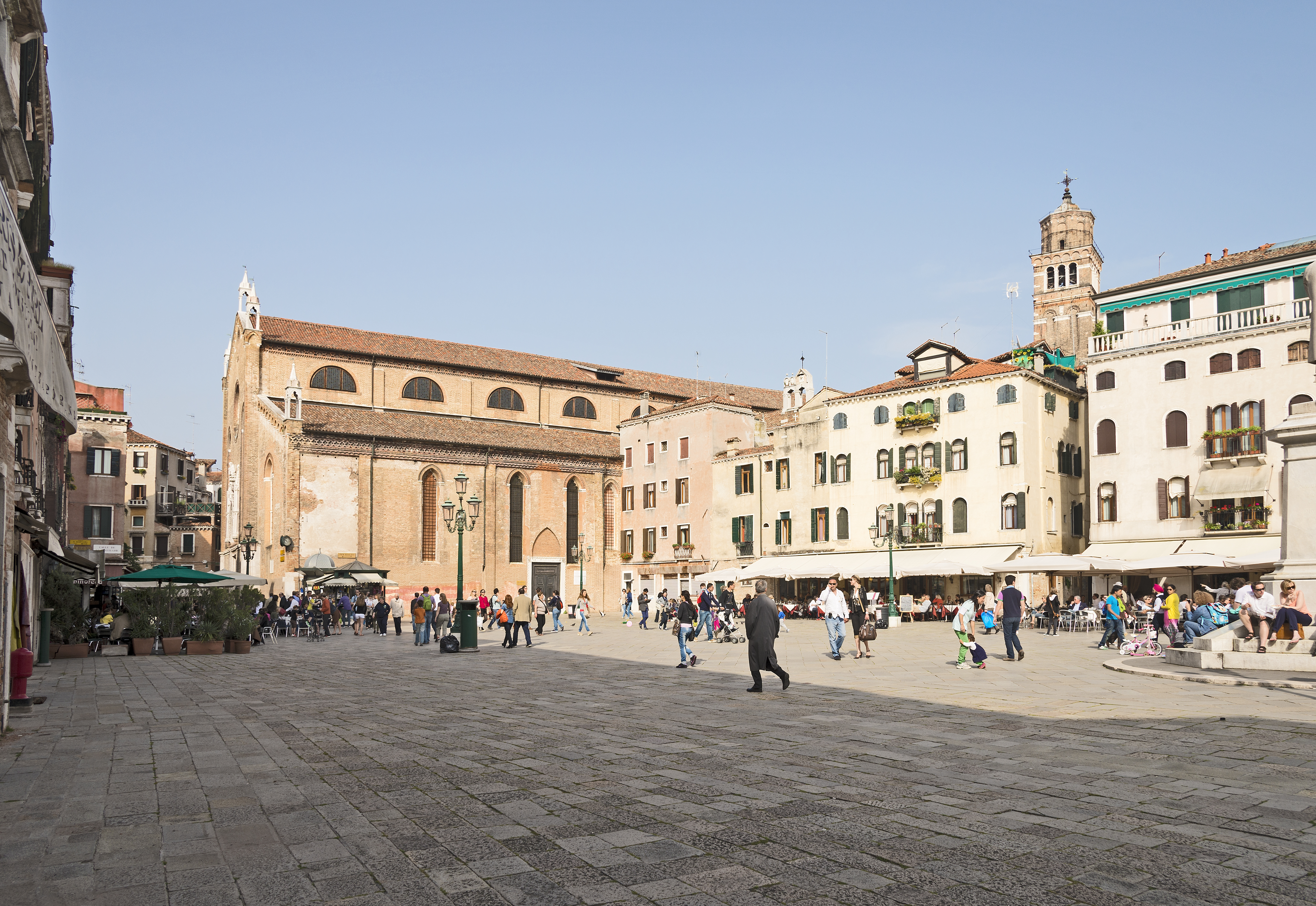
Biserica Sfântul Ștefan  (chiesa di Santo Stefano Protomartire, 1250)
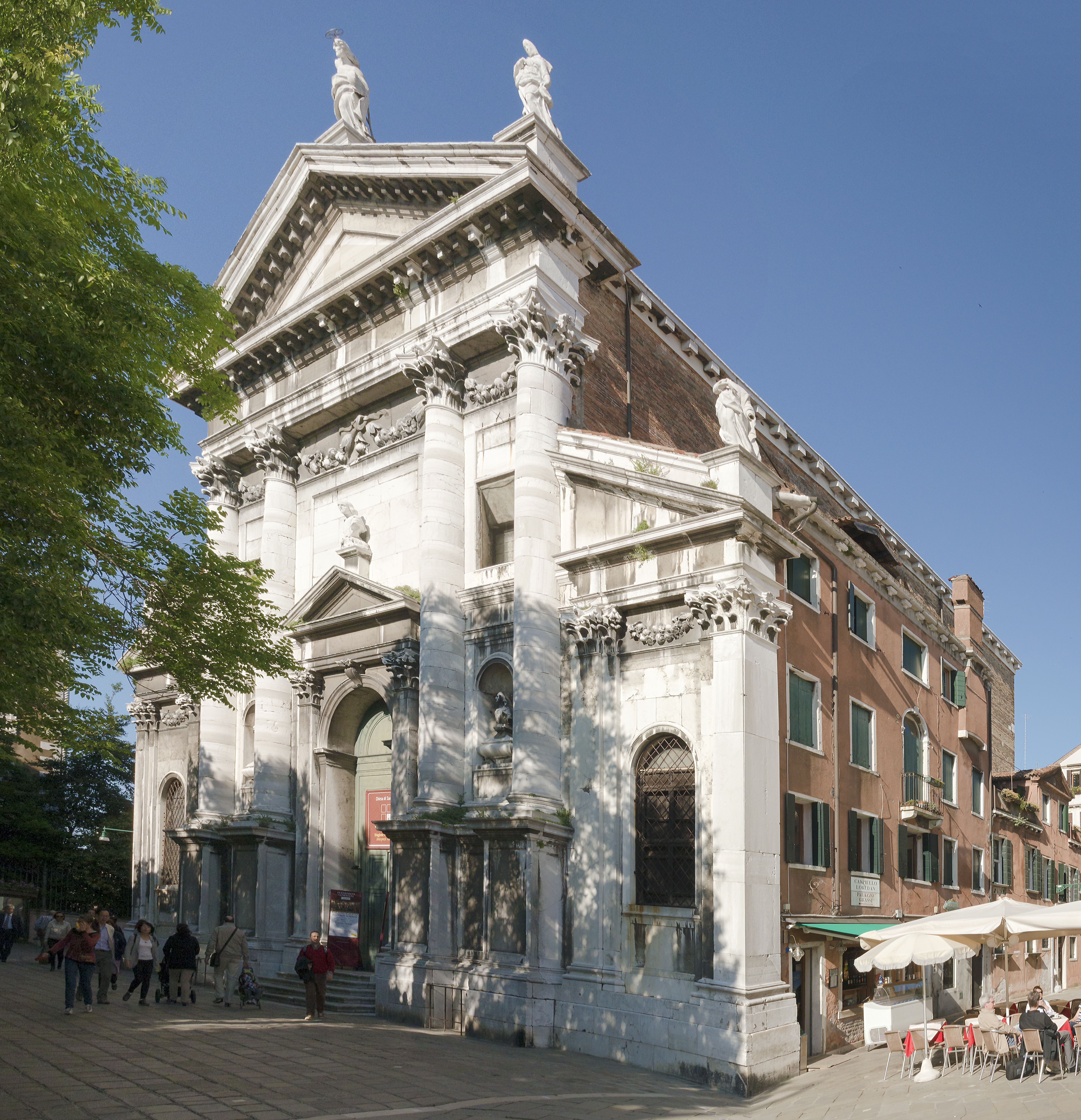
Biserica Sf. Vidal (chiesa di San Vidal, 1050)
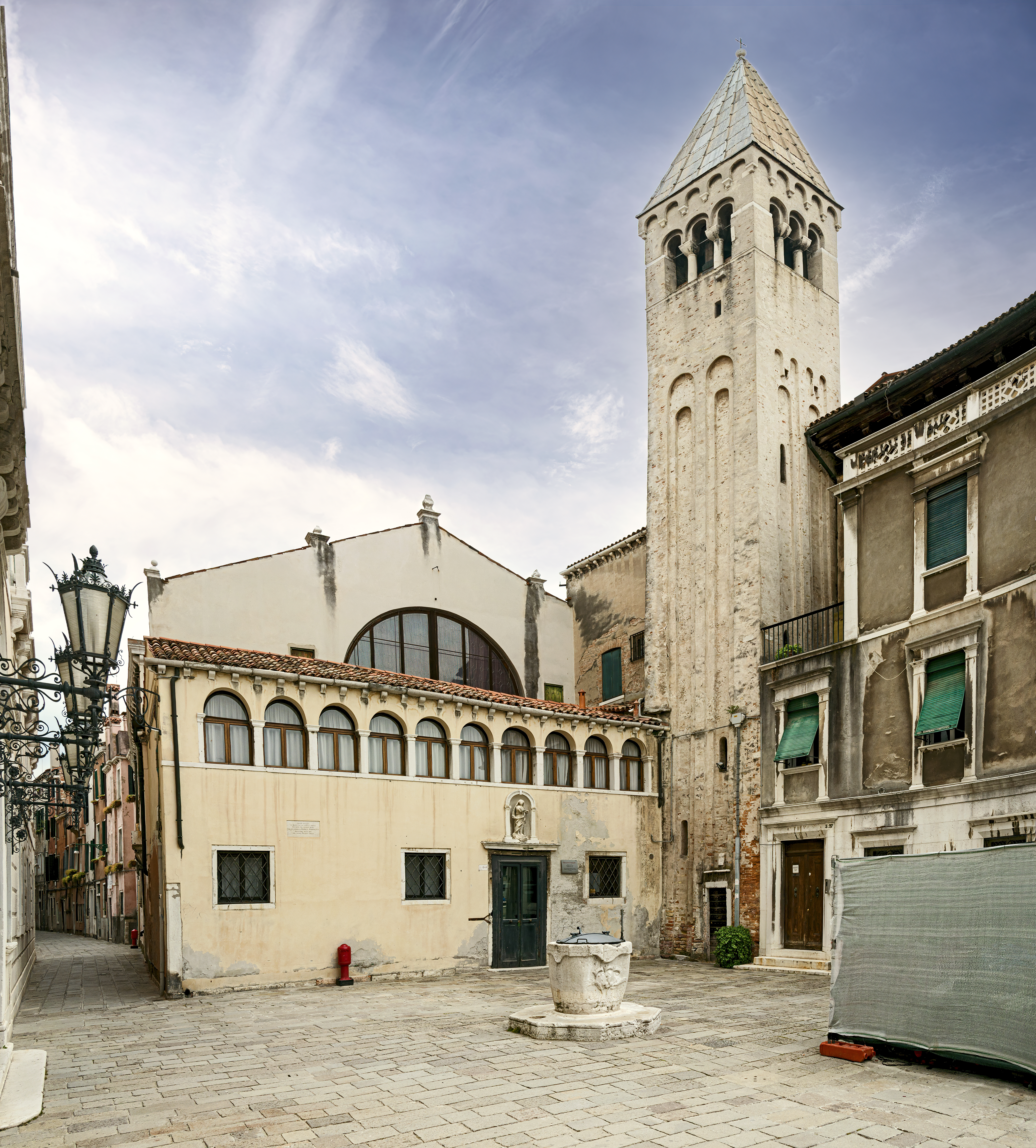
Biserica Sf. Samuel (chiesa di San Samuele Profeta, 1008)
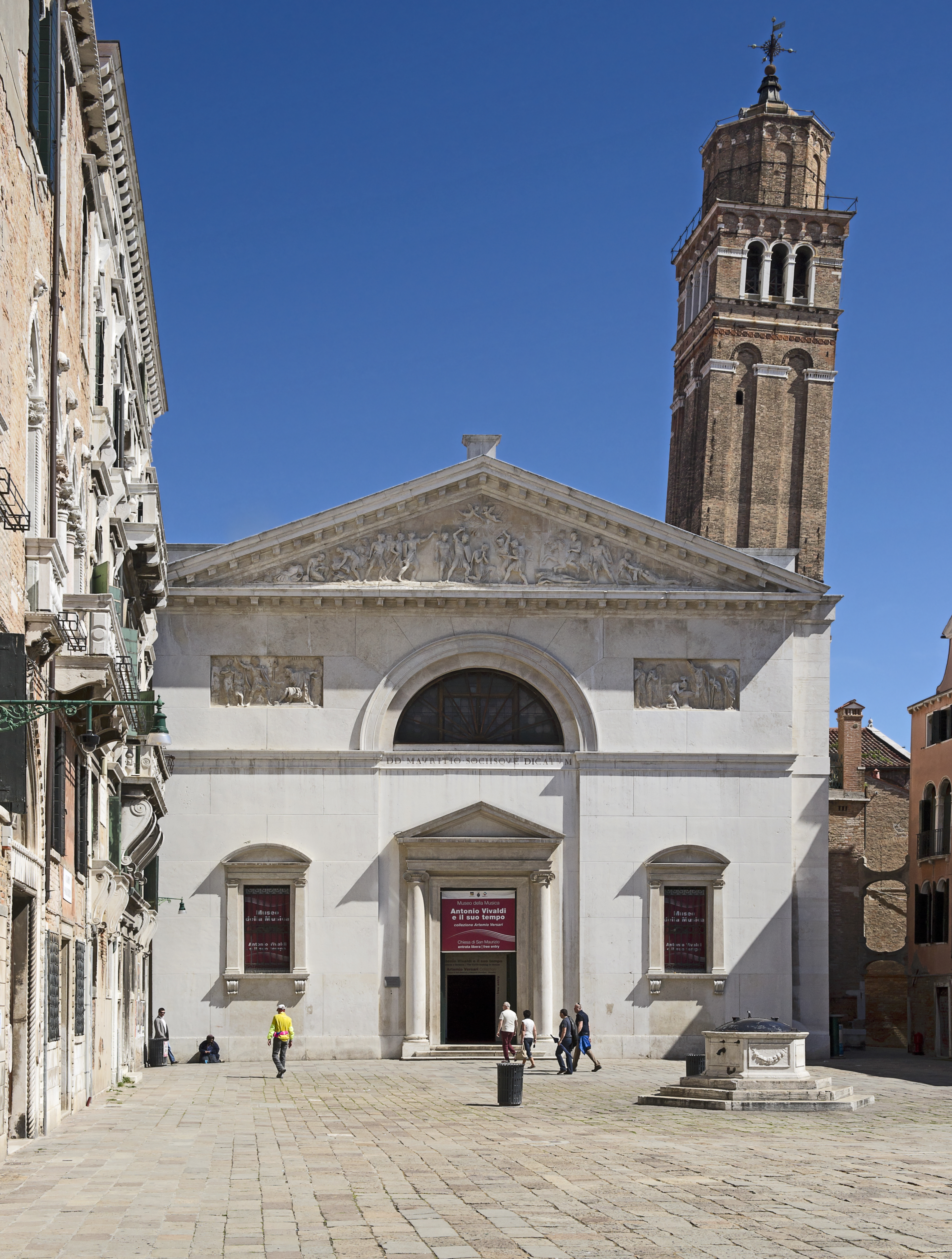
Biserica Sf. Mauriciu (chiesa di San Maurizio, 1590, desacralizată)
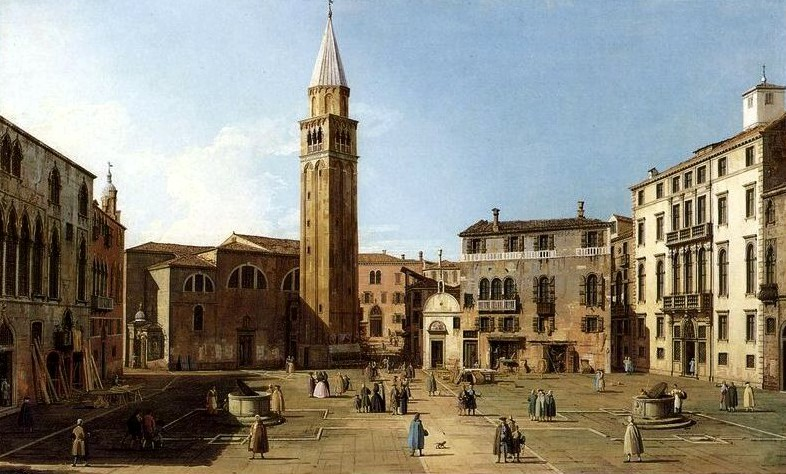
Biserica Sf. Arhanghel Mihail (chiesa di San Michele Arcangelo sau di Sant'Angelo, 920-1837, distrusă)
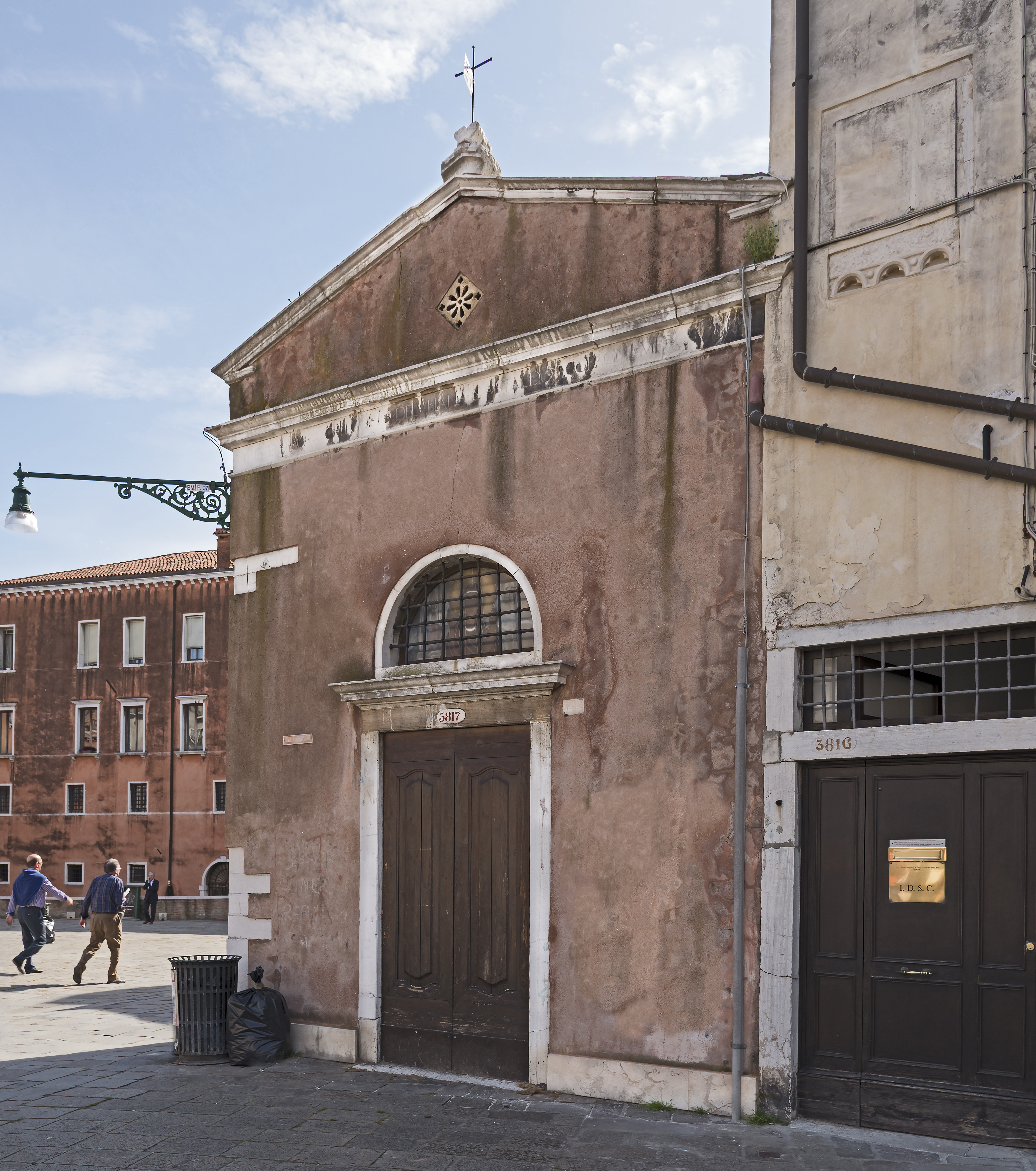
Oratoriul Sfântul Înger al Şchiopilor (oratorio di Sant'Angelo degli Zoppi, 1069)

#### Castello
Bazilici

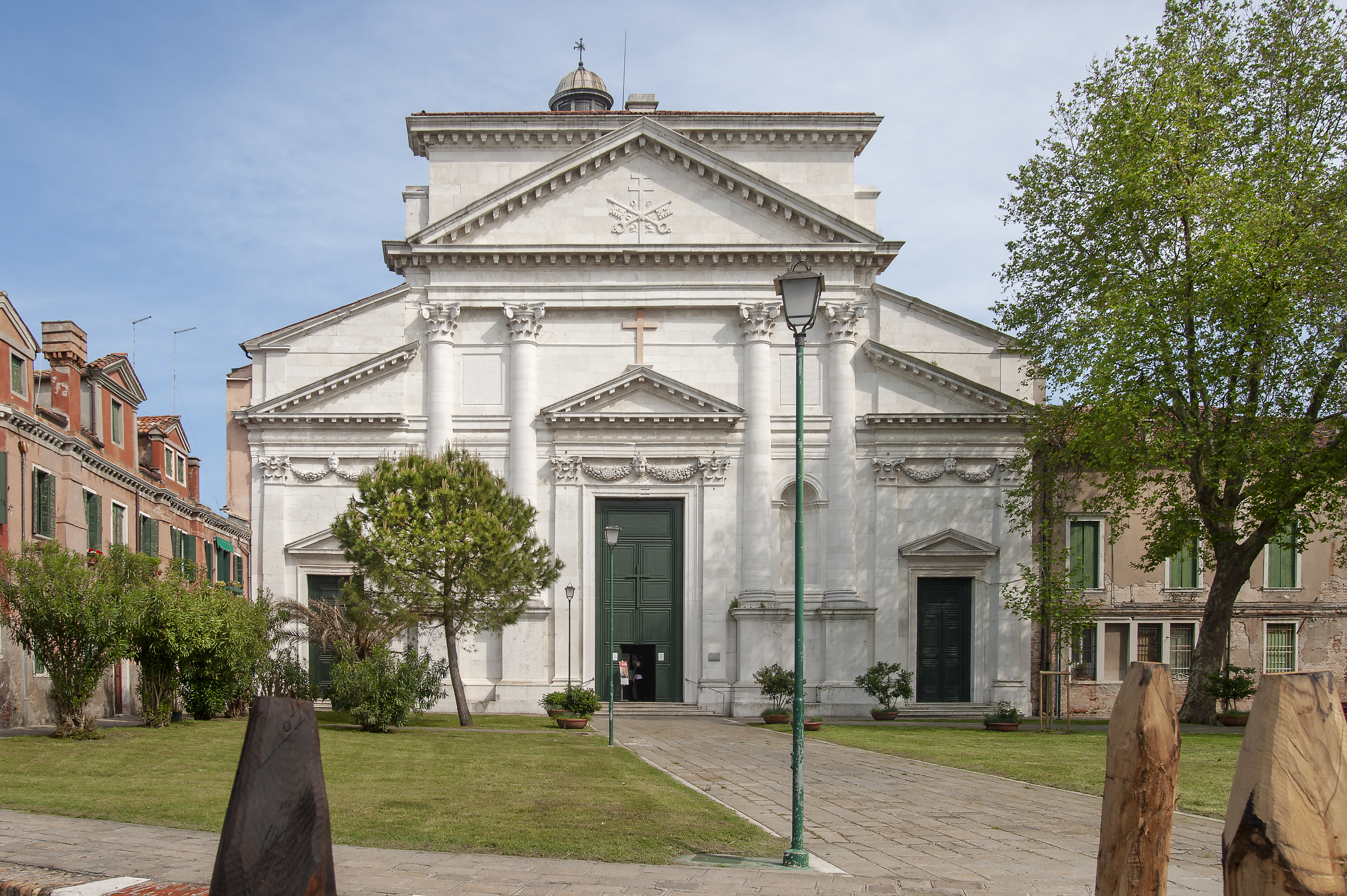
Bazilica Sf. Petru din Castello (Basilica di San Pietro Apostolo, 650)
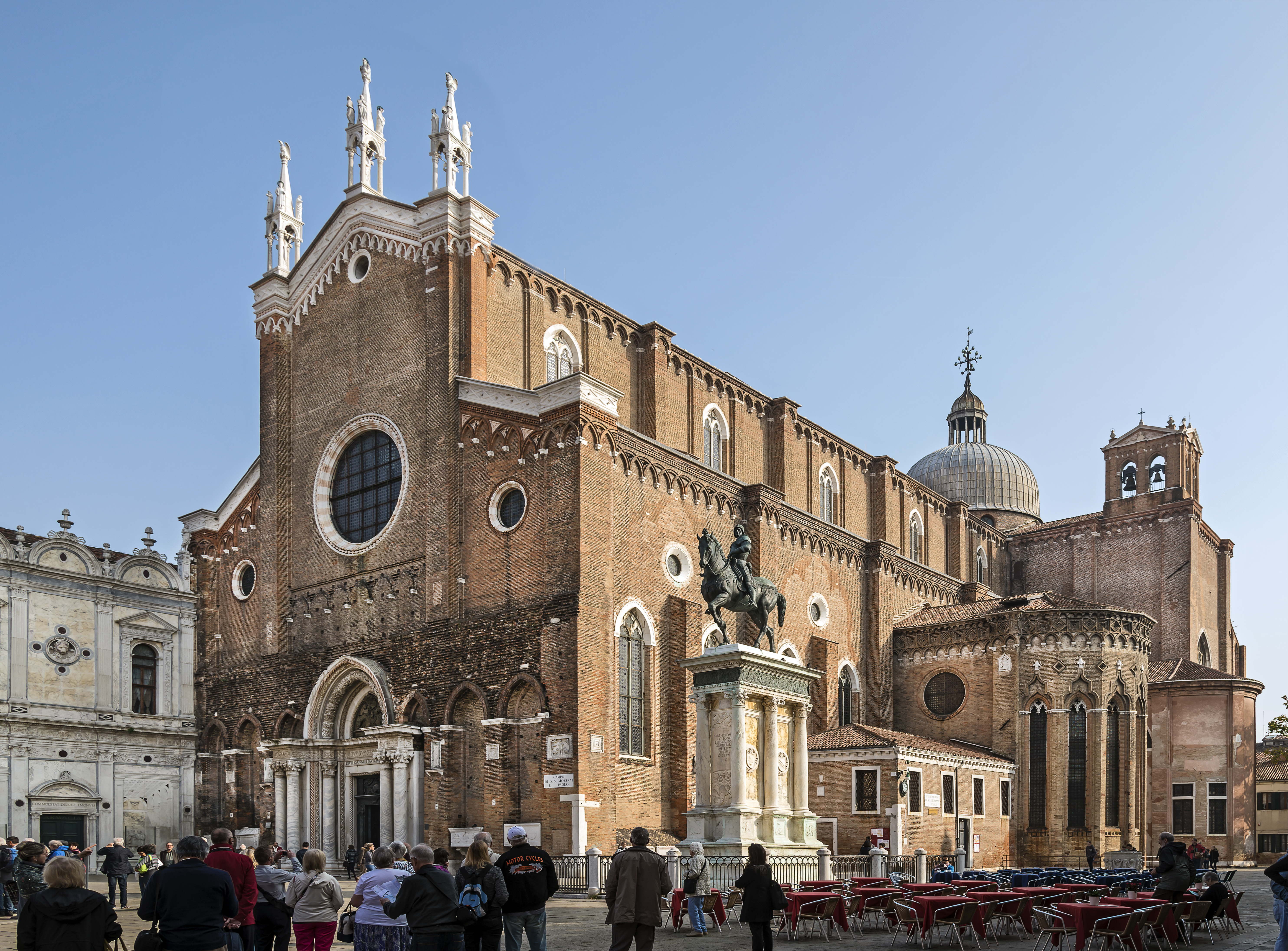
Bazilica Sf. Ioan şi Paul (basilica dei Santi Giovanni e Paolo martiri, numită şi basilica detta San Zanipolo în veneţiană, 1234)
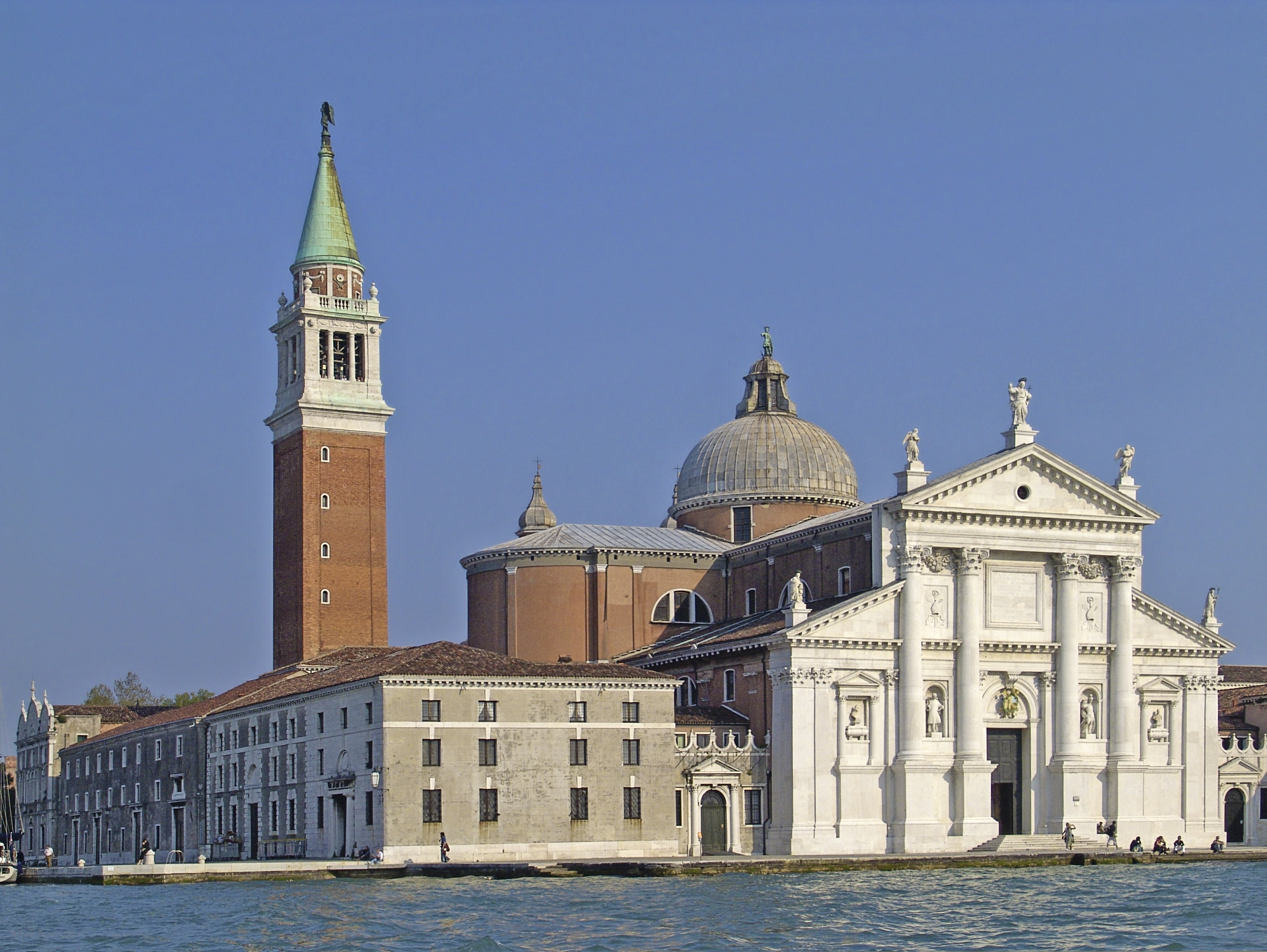
Bazilica San Giorgio Maggiore (basilica di San Giorgio Maggiore, 1566)

Biserici

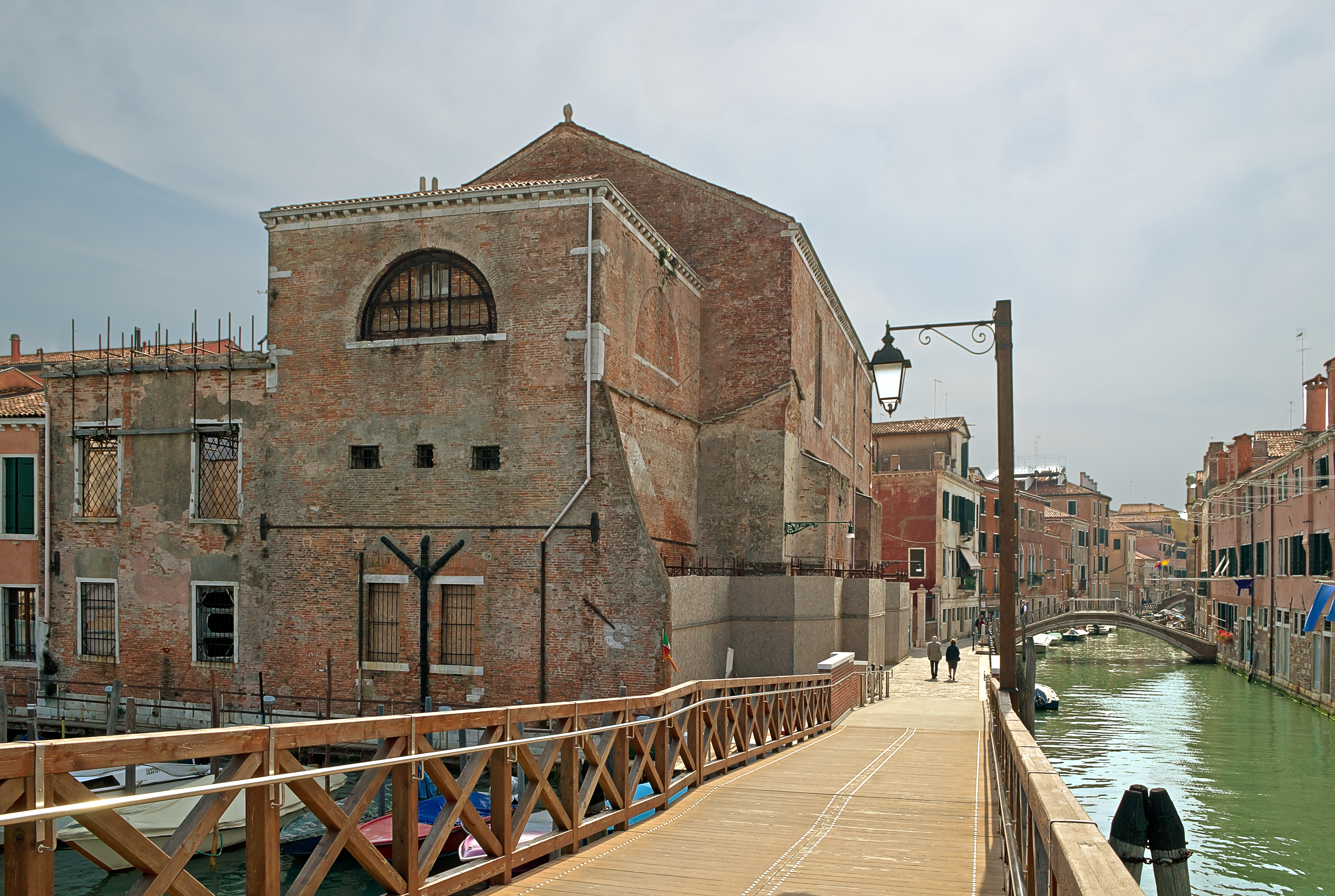
Biserica Sf. Ana (chiesa di Sant' Anna, 1297, desacralizată)
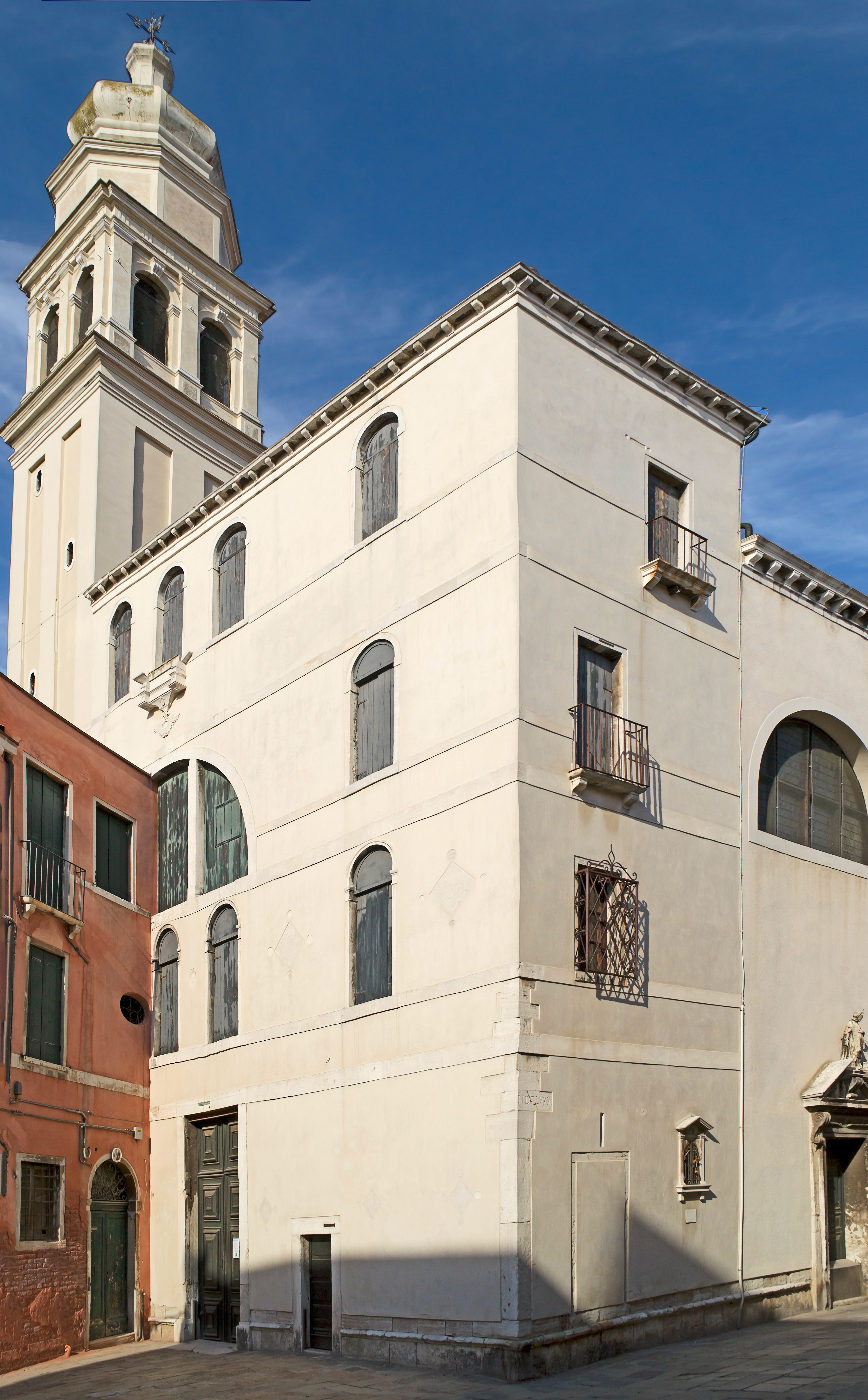
Biserica Sf. Antonin (chiesa di Sant'Antonin sau Antonino Martire, sec. VII)
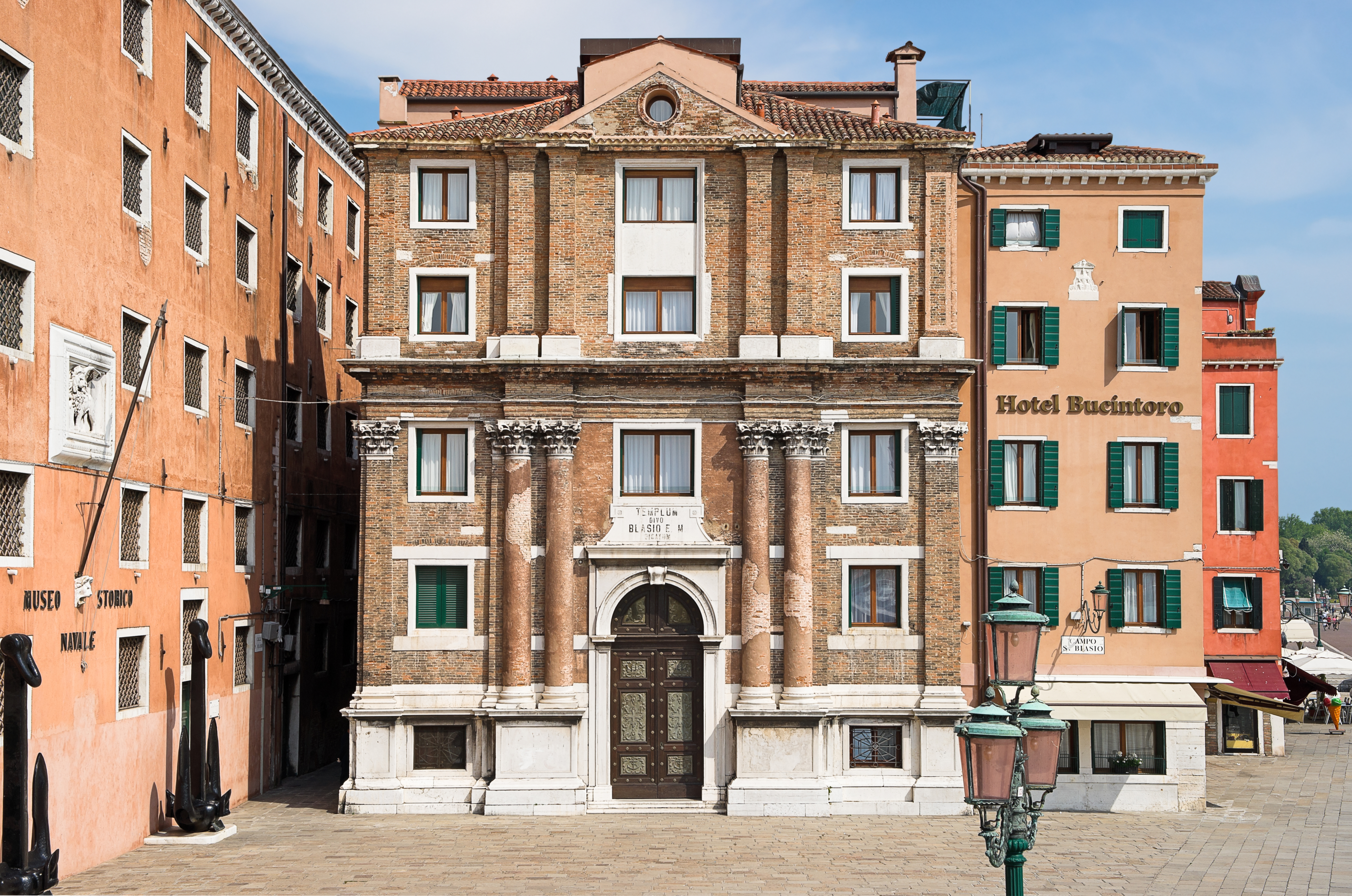
Biserica Sf. Blaziu (chiesa di San Biagio Vescovo, 1052)
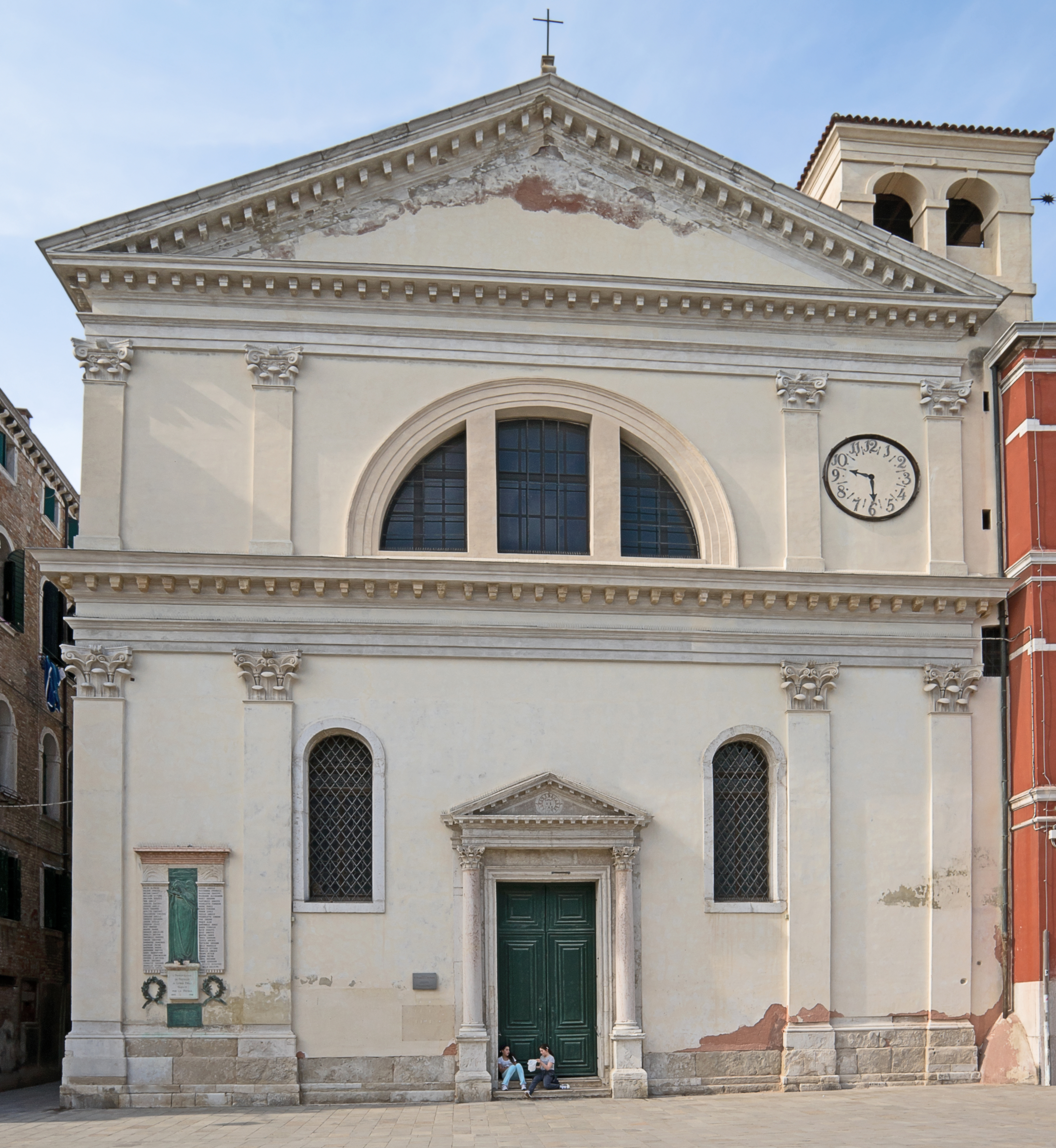
Biserica Sf. Francisc de Paola (chiesa di San Francesco di Paola, 1150)
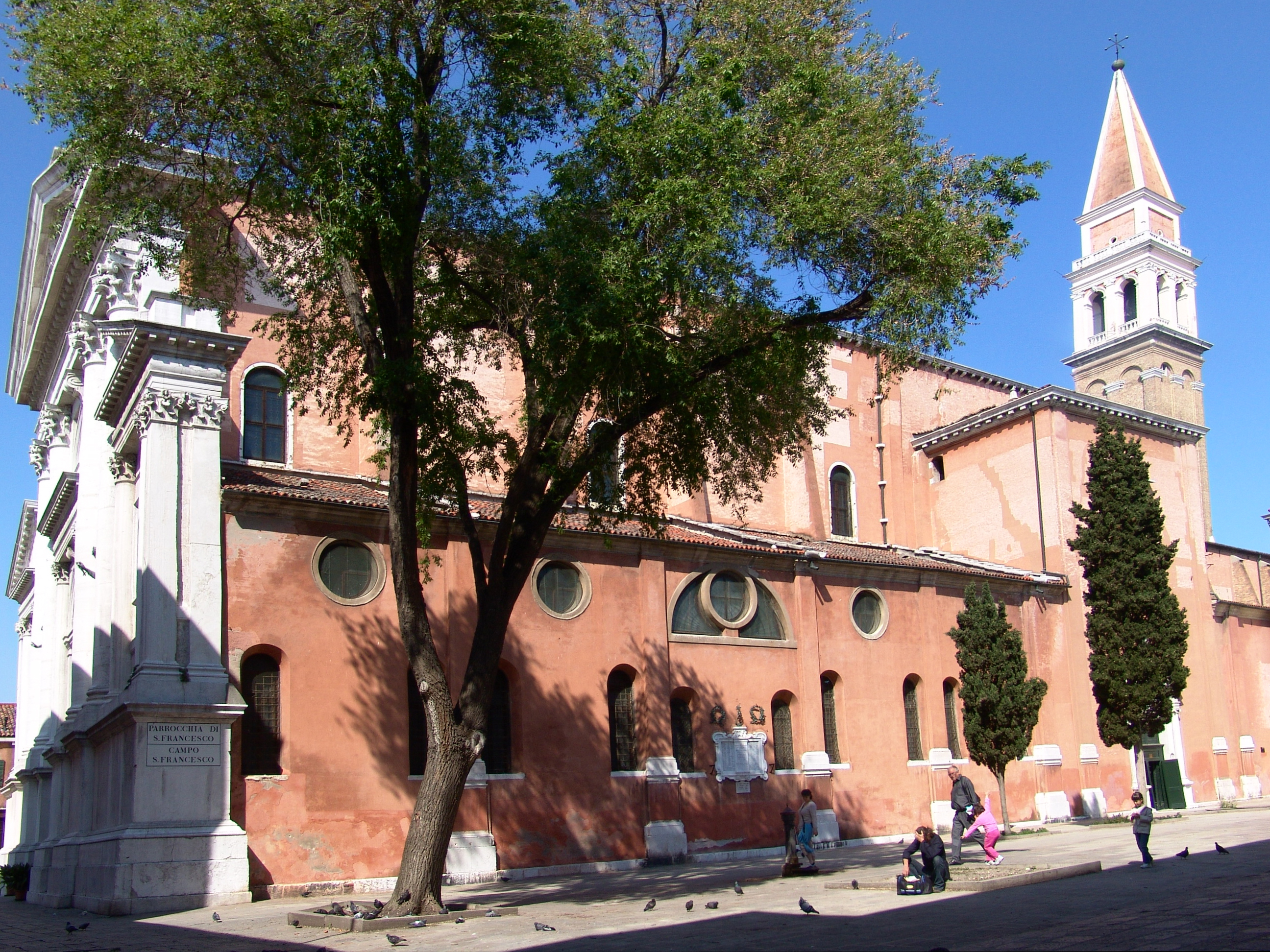
Biserica Sf. Francisc din Vie (chiesa di San Francesco della Vigna, 1253)
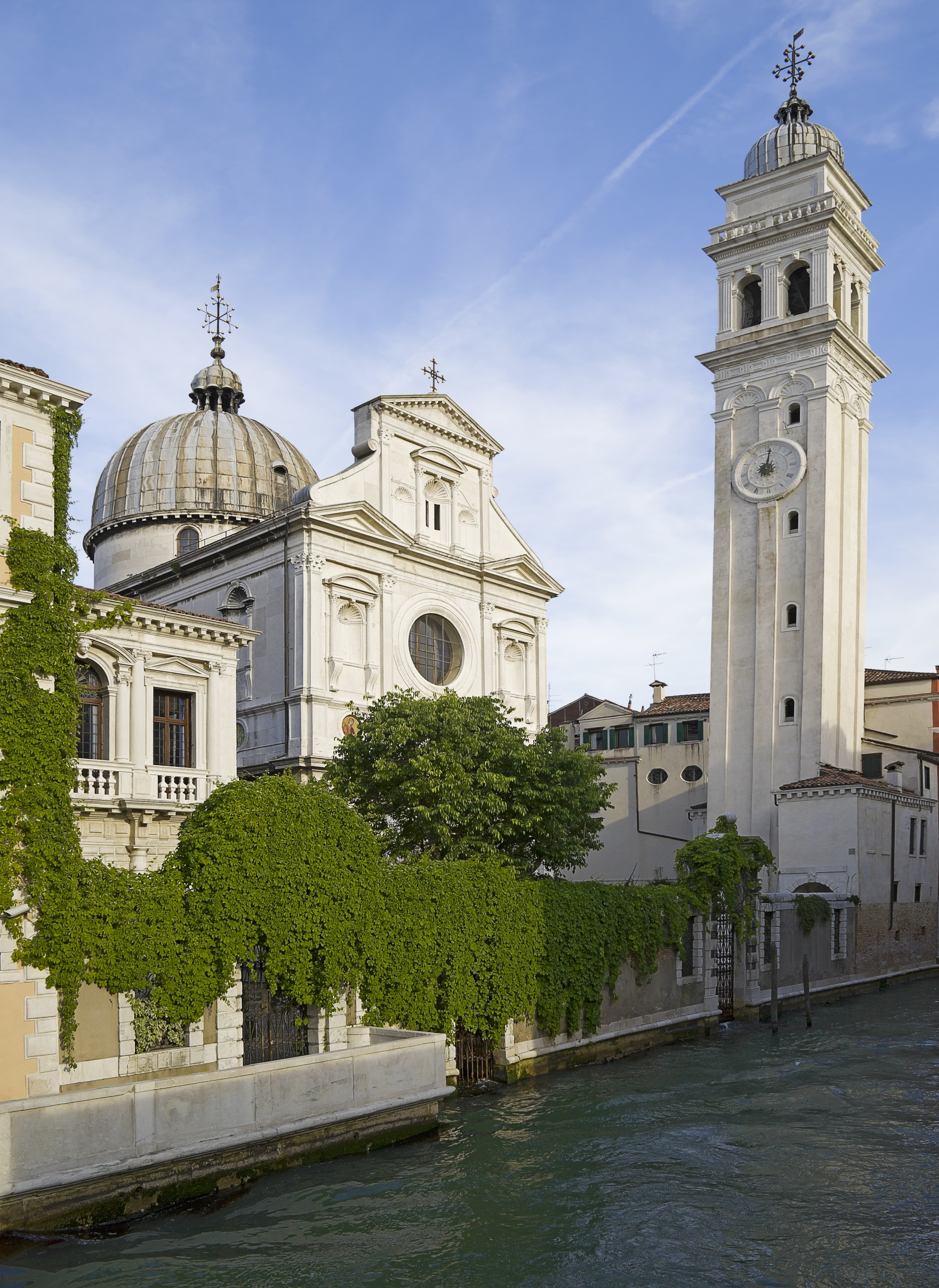
Biserica San Giorgio dei Greci (ortodoxă)  (chiesa di San Giorgio dei Greci, 1450)
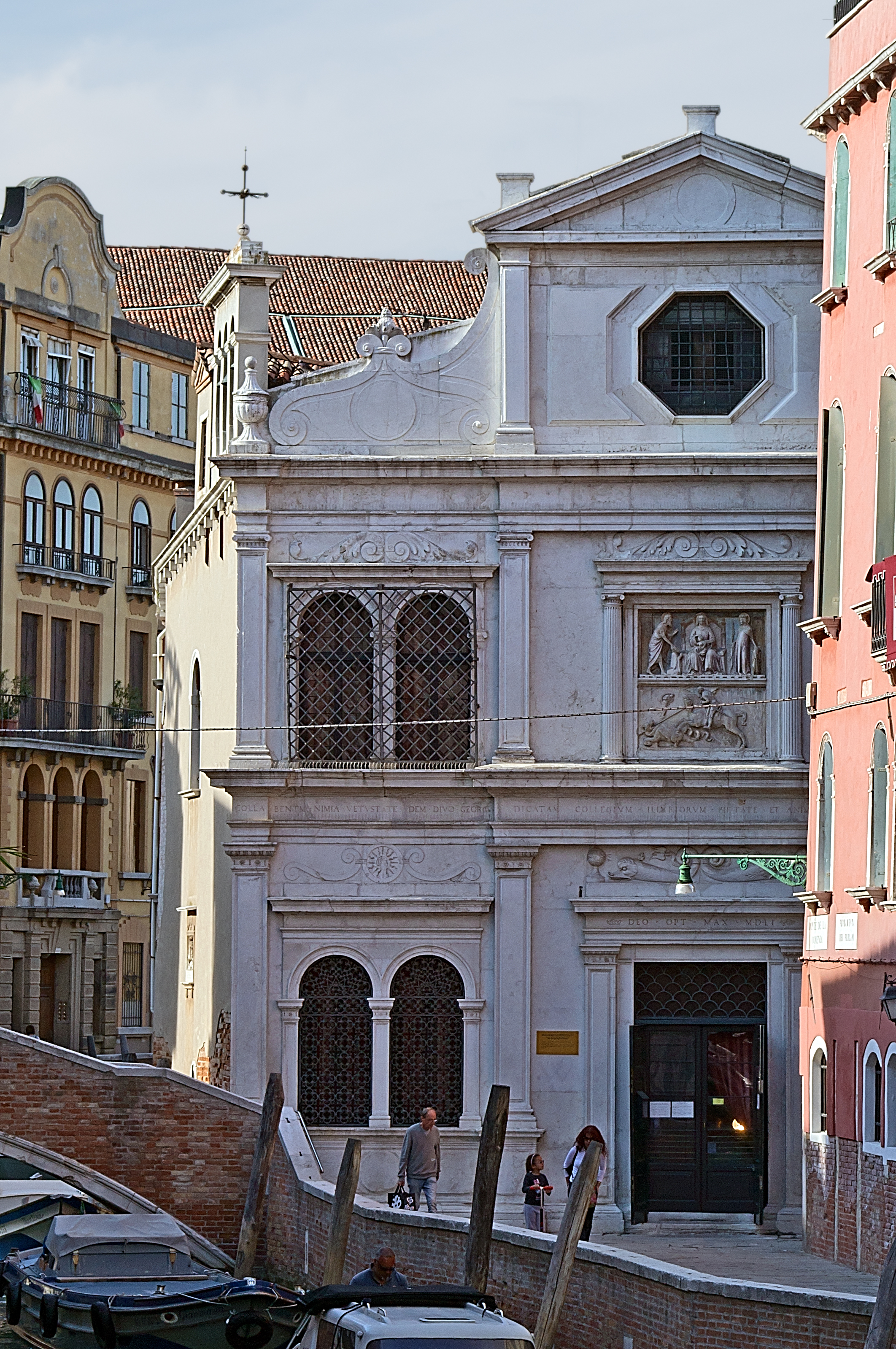
Biserica Sf. Gheorghe al Slavonilor (S. Giorgio degli Schiavoni, Ss. Giorgio e Trifone Martiri sau Scuola Dalmata)
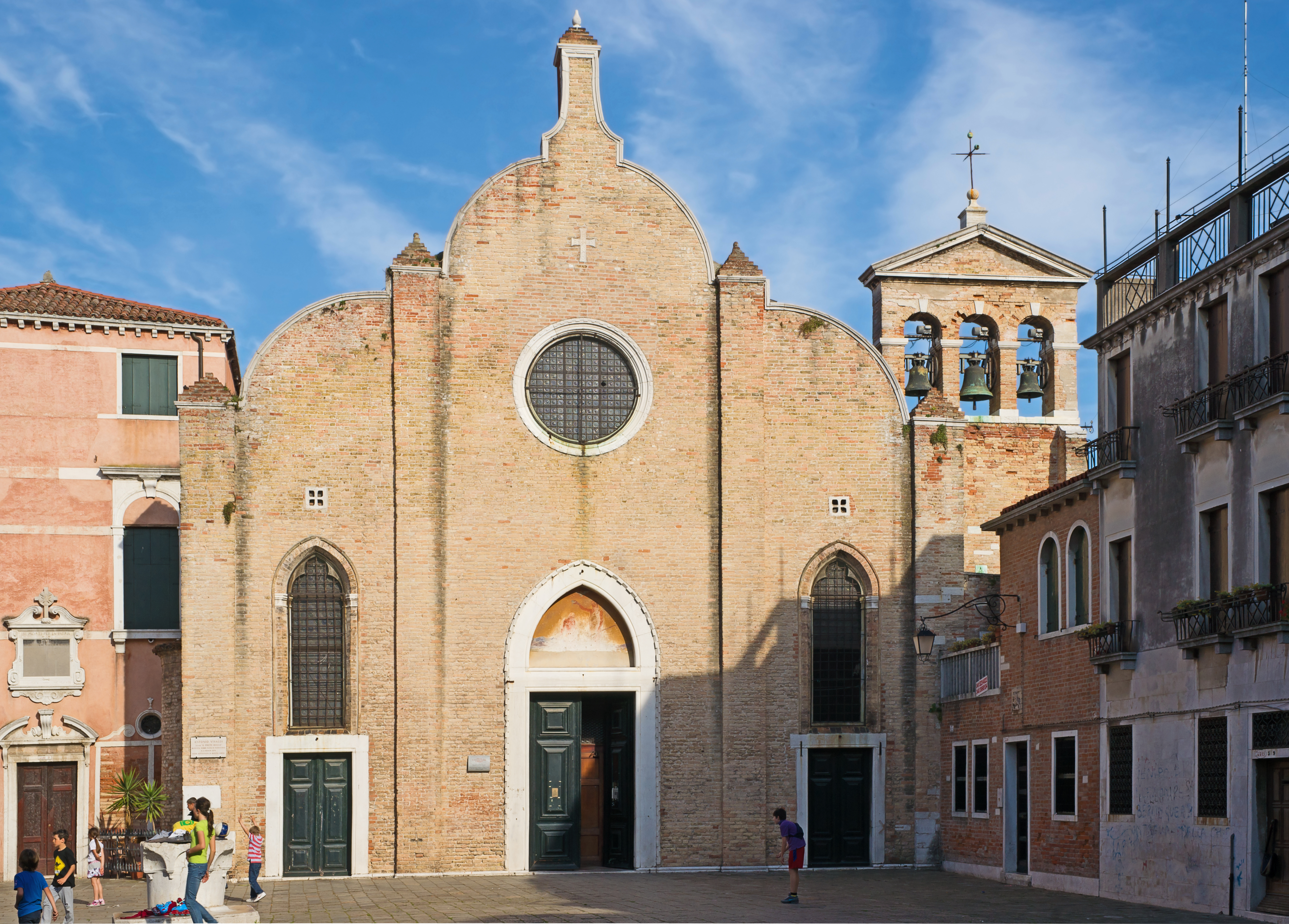
Biserica Sf. Ioan din Bragora (chiesa di San Giovanni Battista in Bragora, 750)
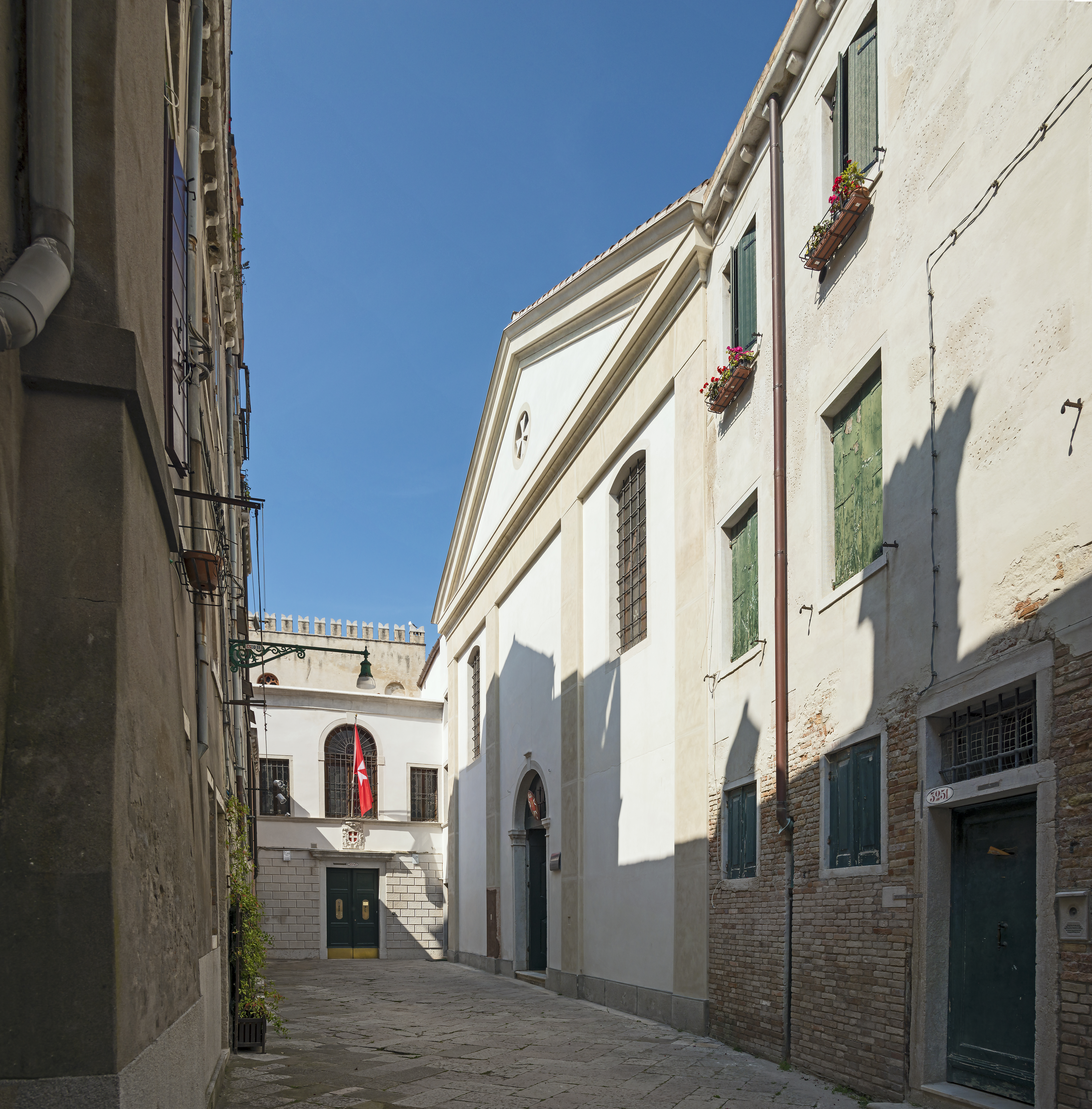
Biserica Sf. Ioan al Maltei (chiesa di San Giovanni Battista dell'Ordine di Malta, 1312)
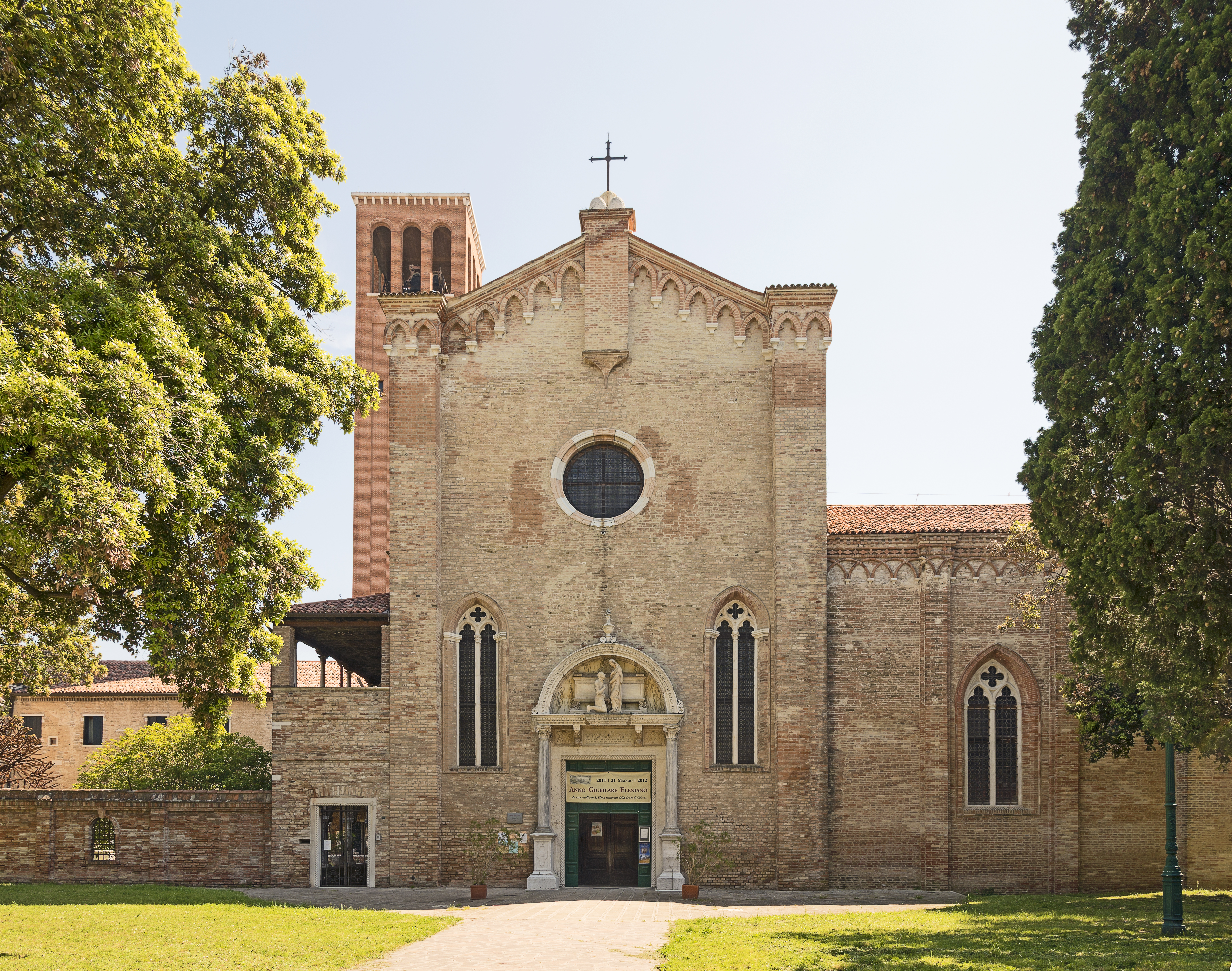
Biserica Sf. Elena (chiesa di Sant'Elena imperatrice, 1250)
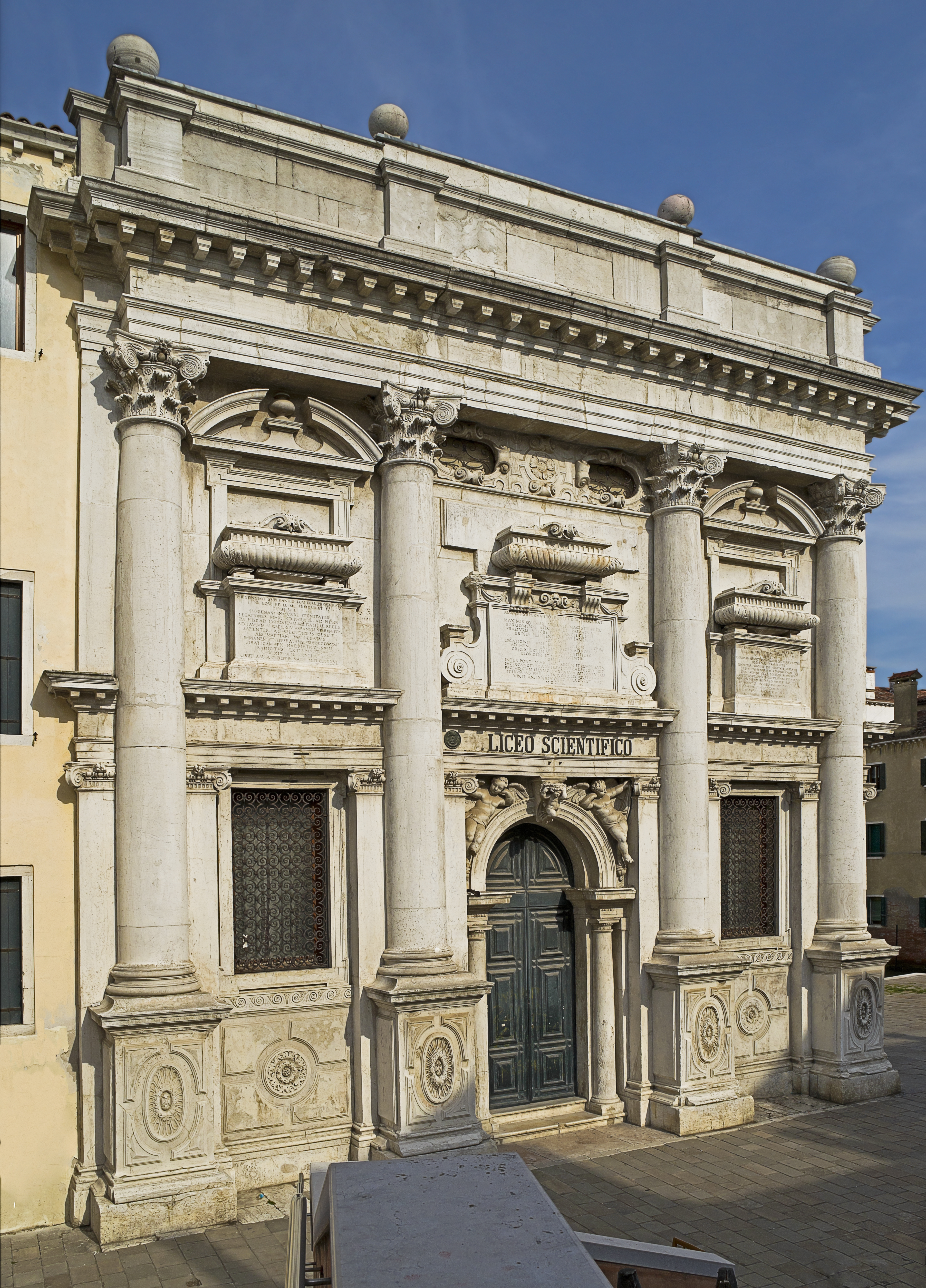
Biserica Sf. Iustina  (chiesa di Santa Giustina, 1512, desacralizată)
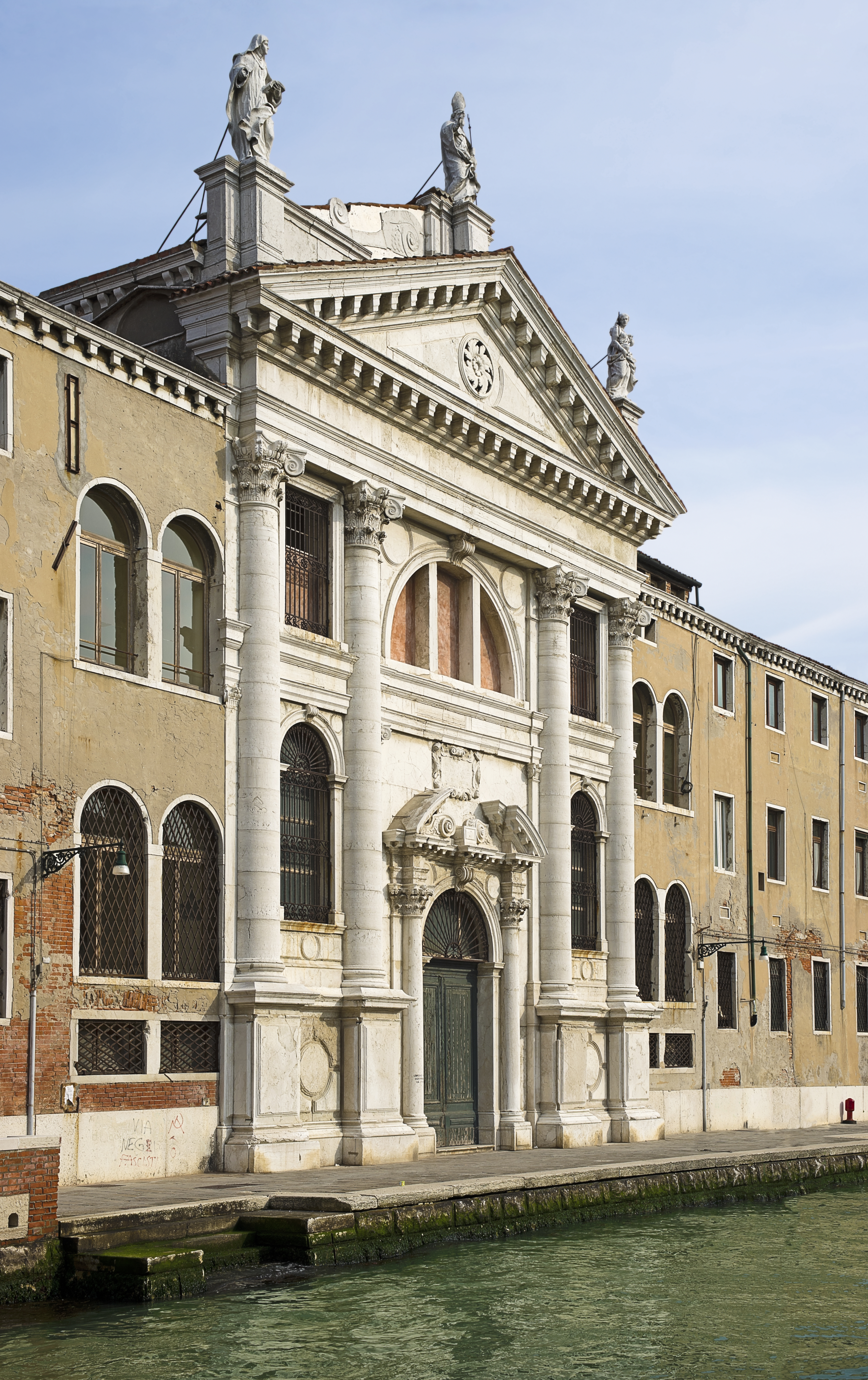
Biserica Sf. Lazăr al Cerşetorilor (chiesa di San Lazzaro dei Mendicanti, 1601)
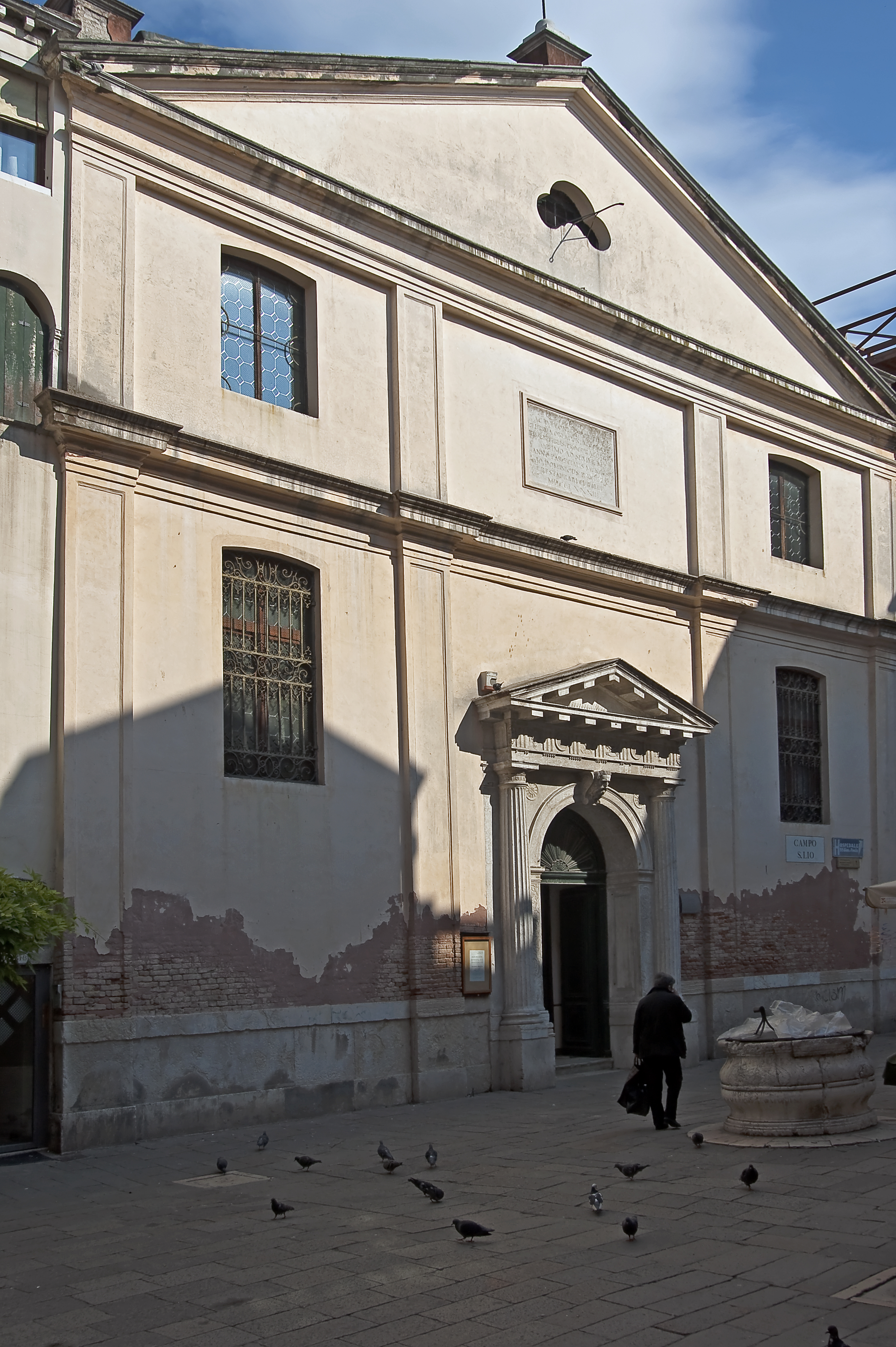
Biserica Sf. Leon (chiesa di San Lio sau San Leone IX, 850)
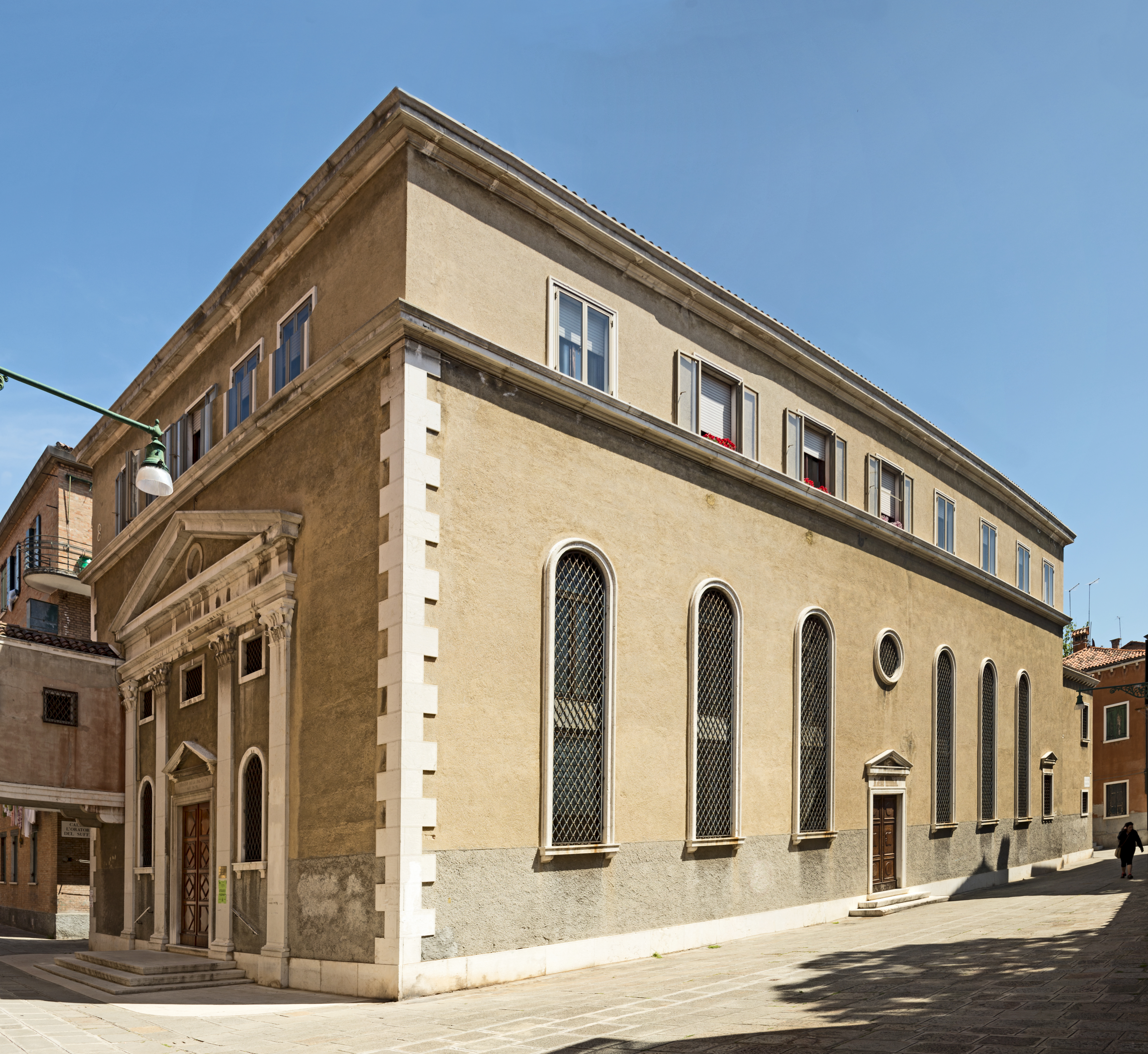
Biserica Santa Maria della Celestia (chiesa di Santa Maria della Celestia, 1199-1810, acum chiesa Francescane di Cristo Re)
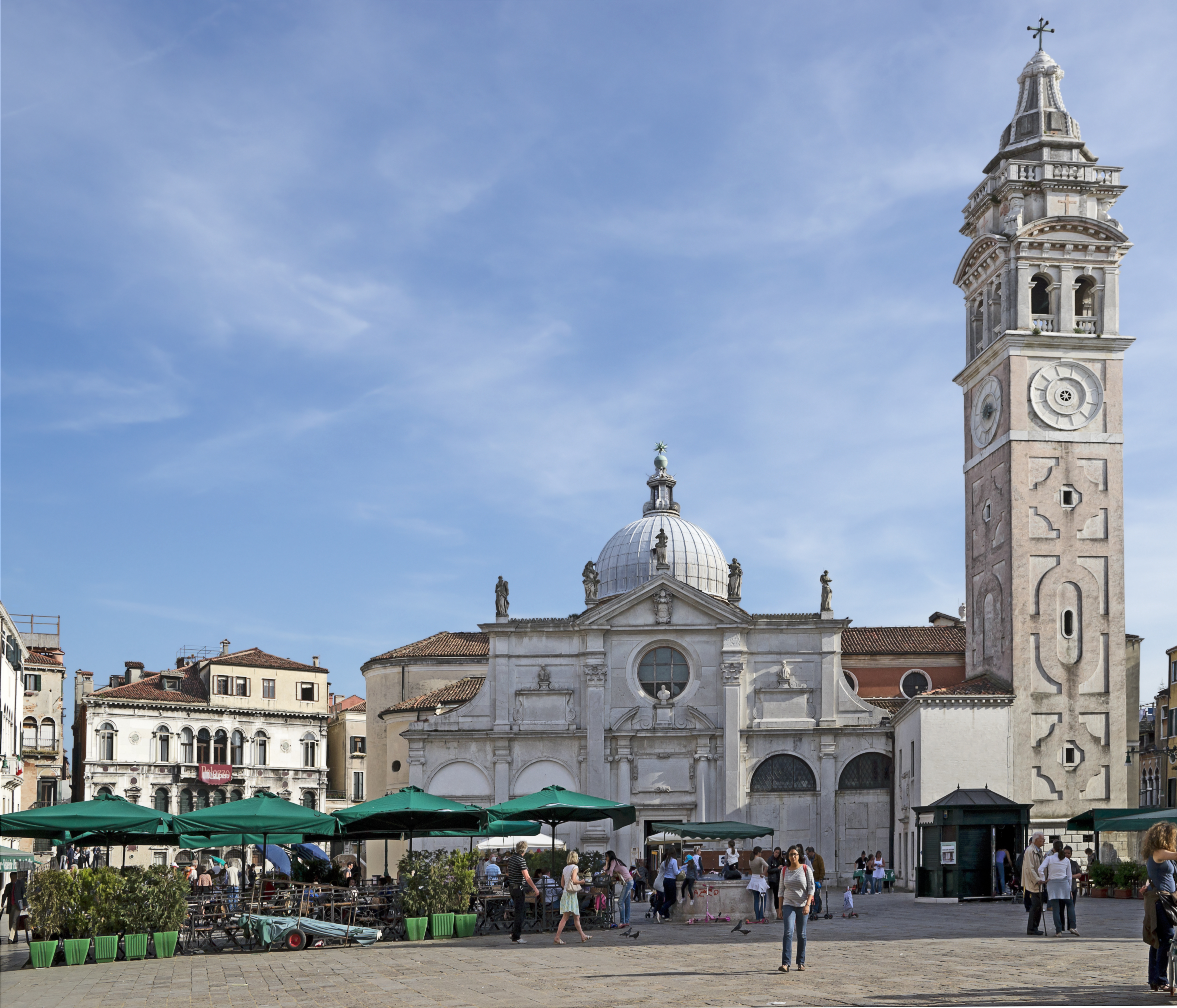
Biserica Santa Maria Formosa (chiesa di Santa Maria Formosa sau Purificazione di Maria, 650)
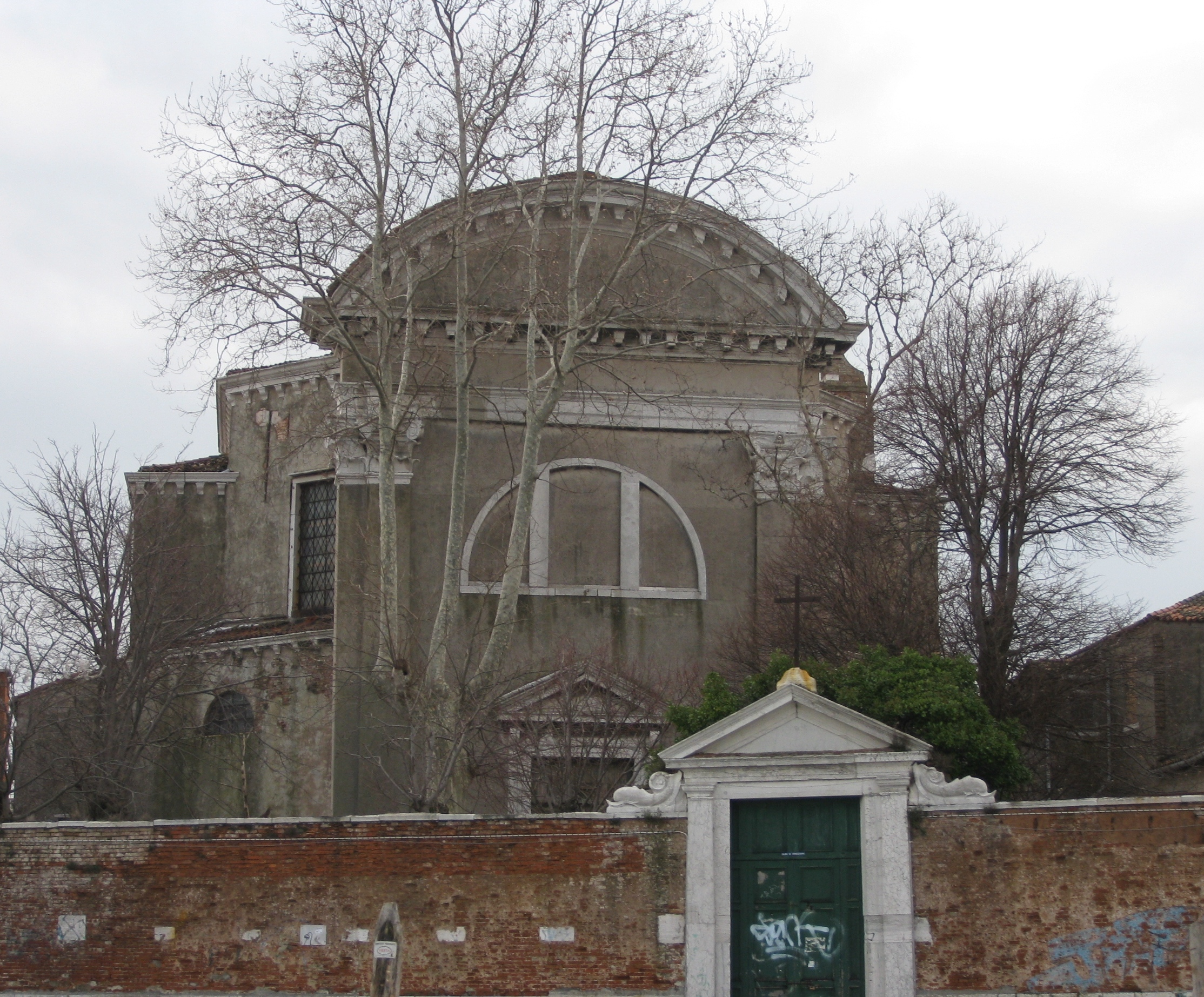
Biserica Sf. Maria a Lacrimilor (chiesa di Santa Maria del Pianto, închisă)
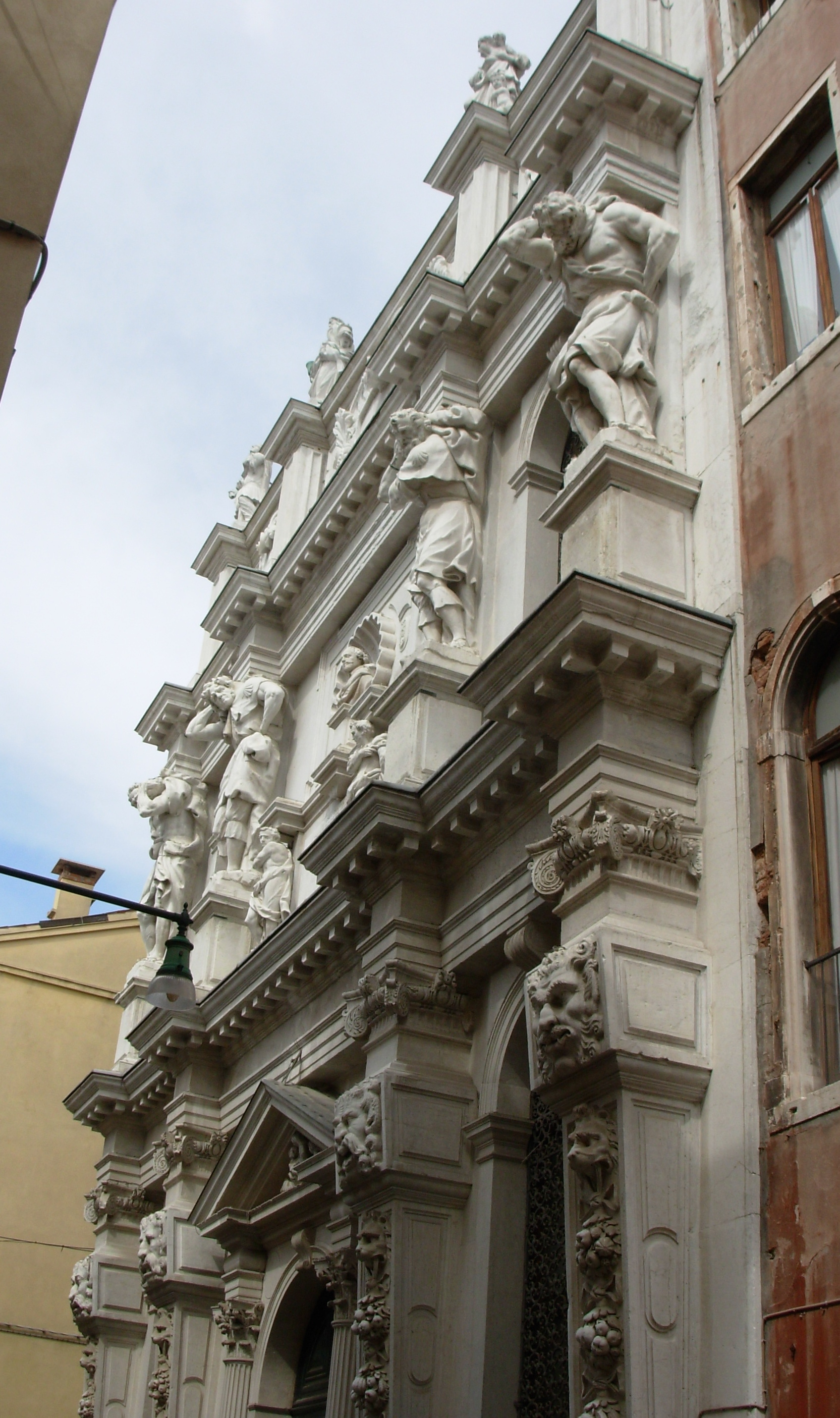
Biserica Ospedaletto (chiesa di Santa Maria Assunta o dei Derelitti sau Ospedaletto, 1662)
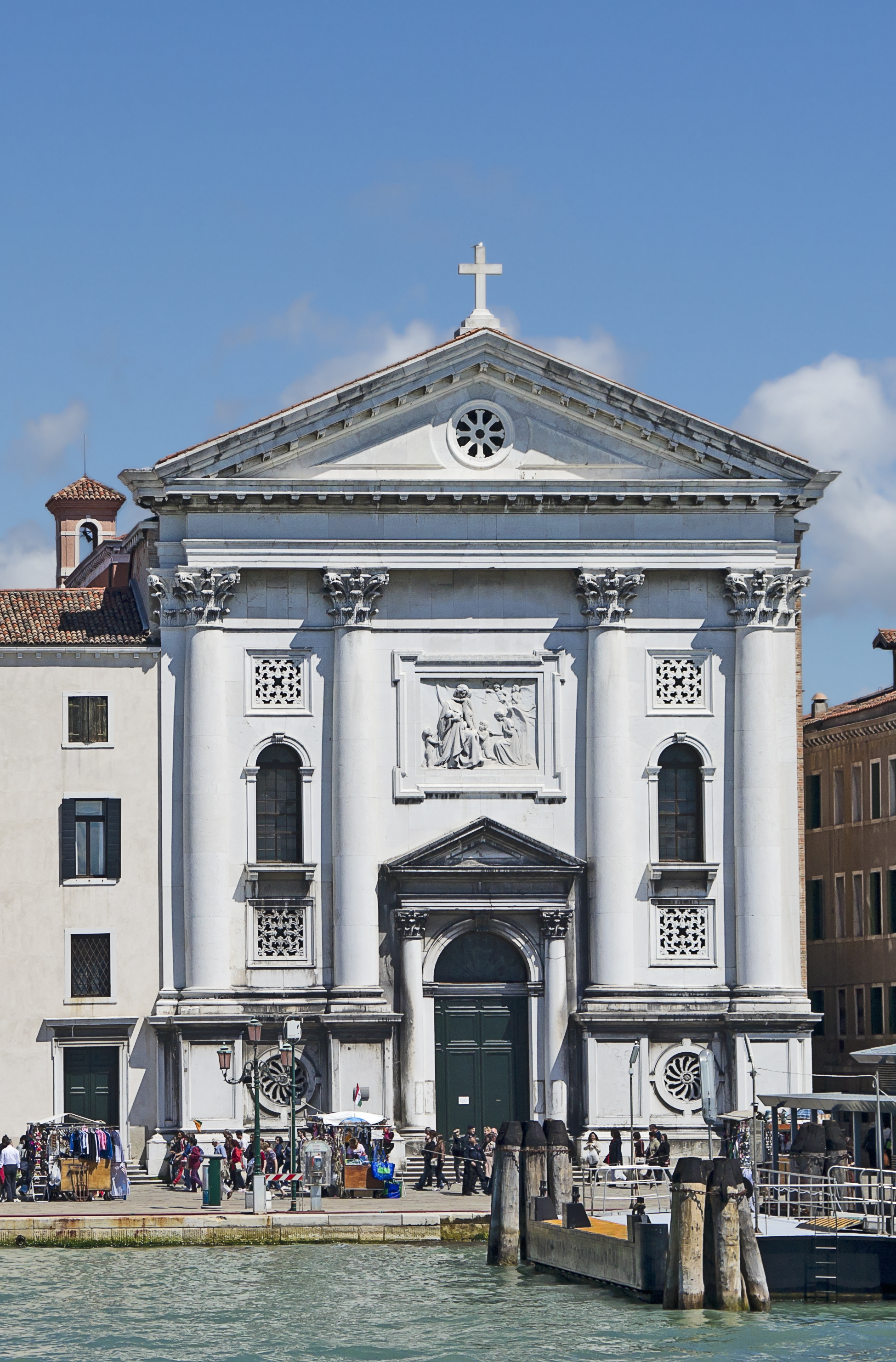
Biserica Santa Maria della Pietà (chiesa della Pietà sau Santa Maria della Visitazione, 1450)
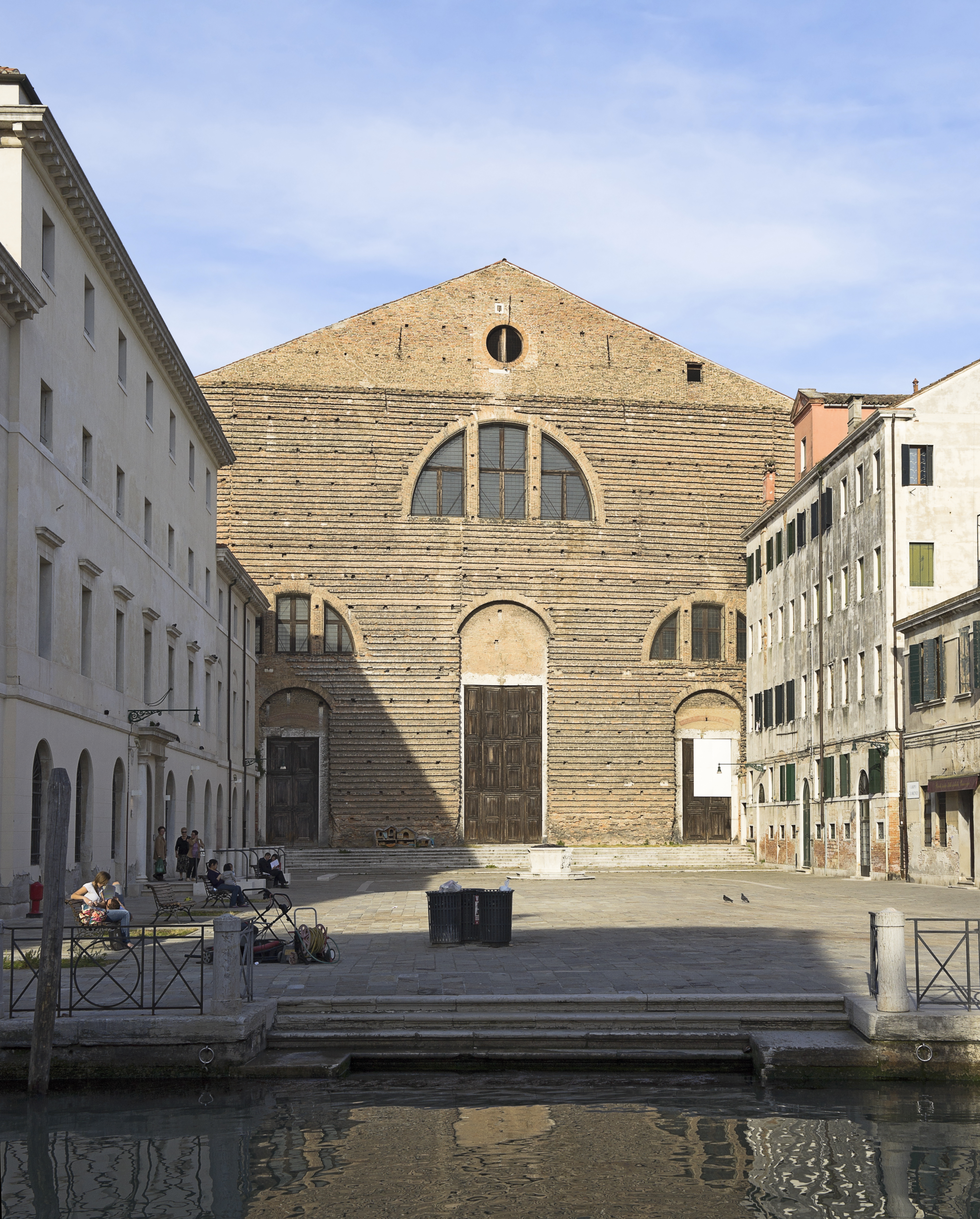
Biserica Sf. Laurenţiu  (chiesa di San Lorenzo Martire, 840, desacralizată)
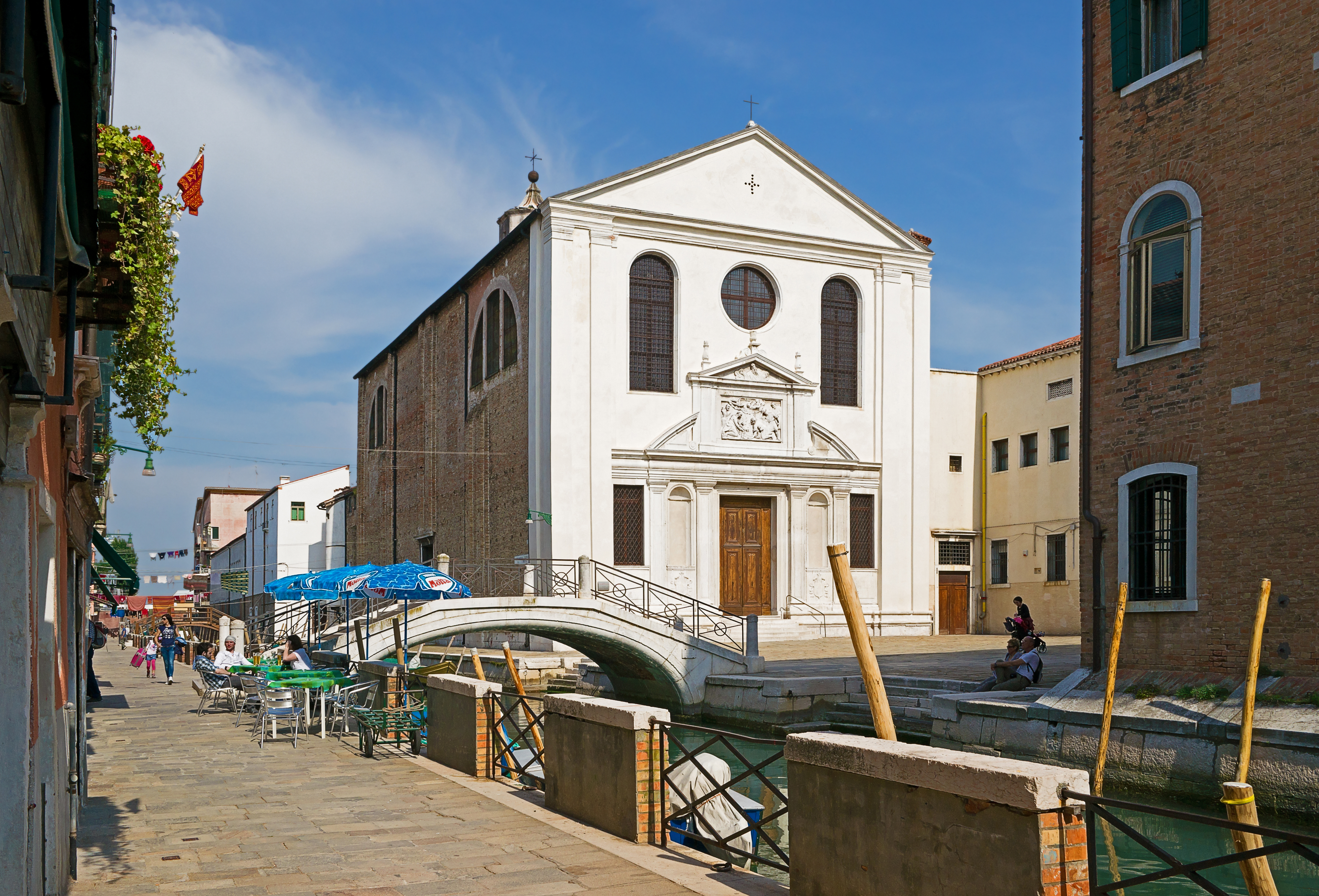
Biserica Sf. Iosif din Castello (chiesa di San Giuseppe di Castello sau Sant'Isepo, 1512)
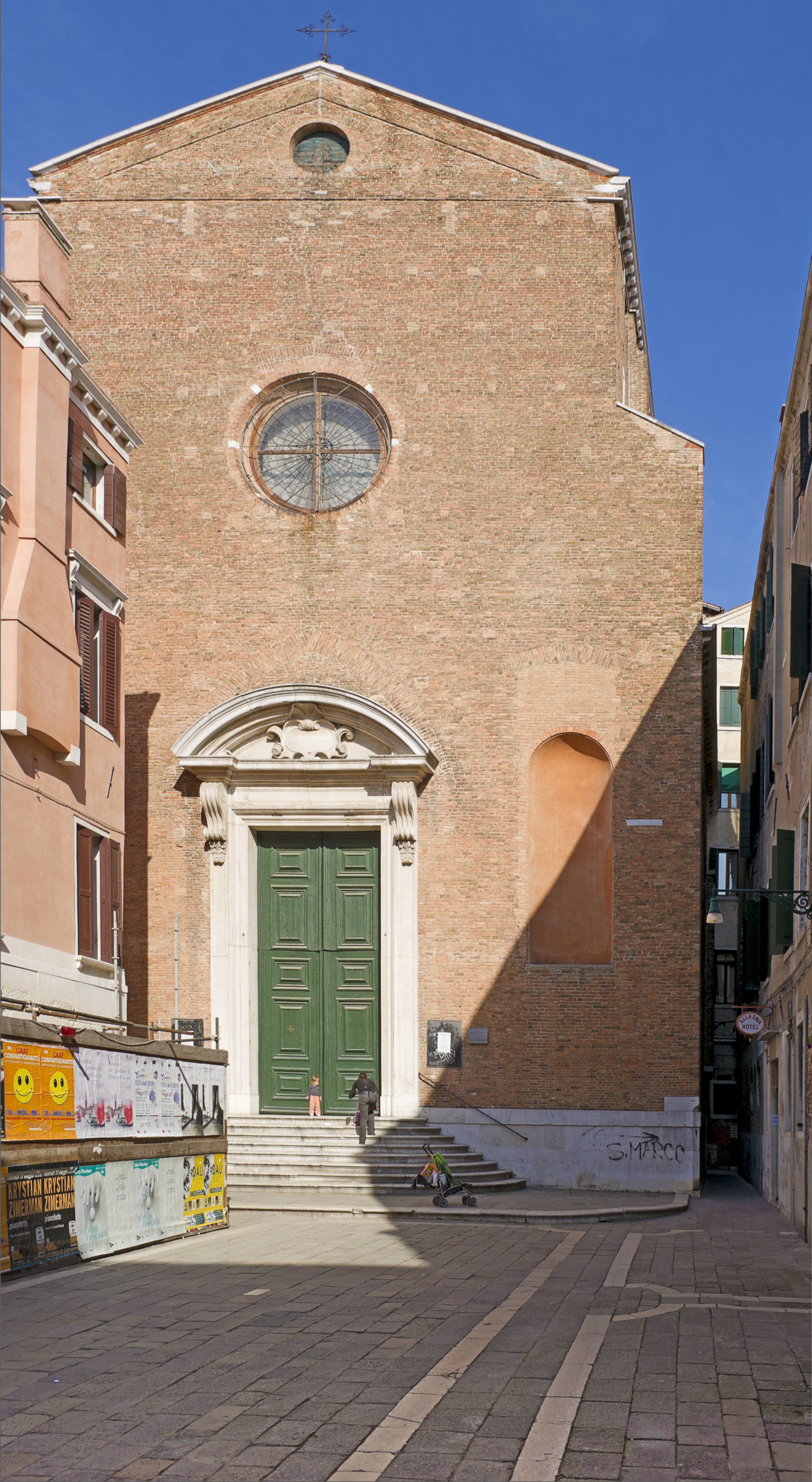
Biserica Sf. Maria a Fasolelor (chiesa di Santa Maria della Consolazione sau La Fava, 1450)
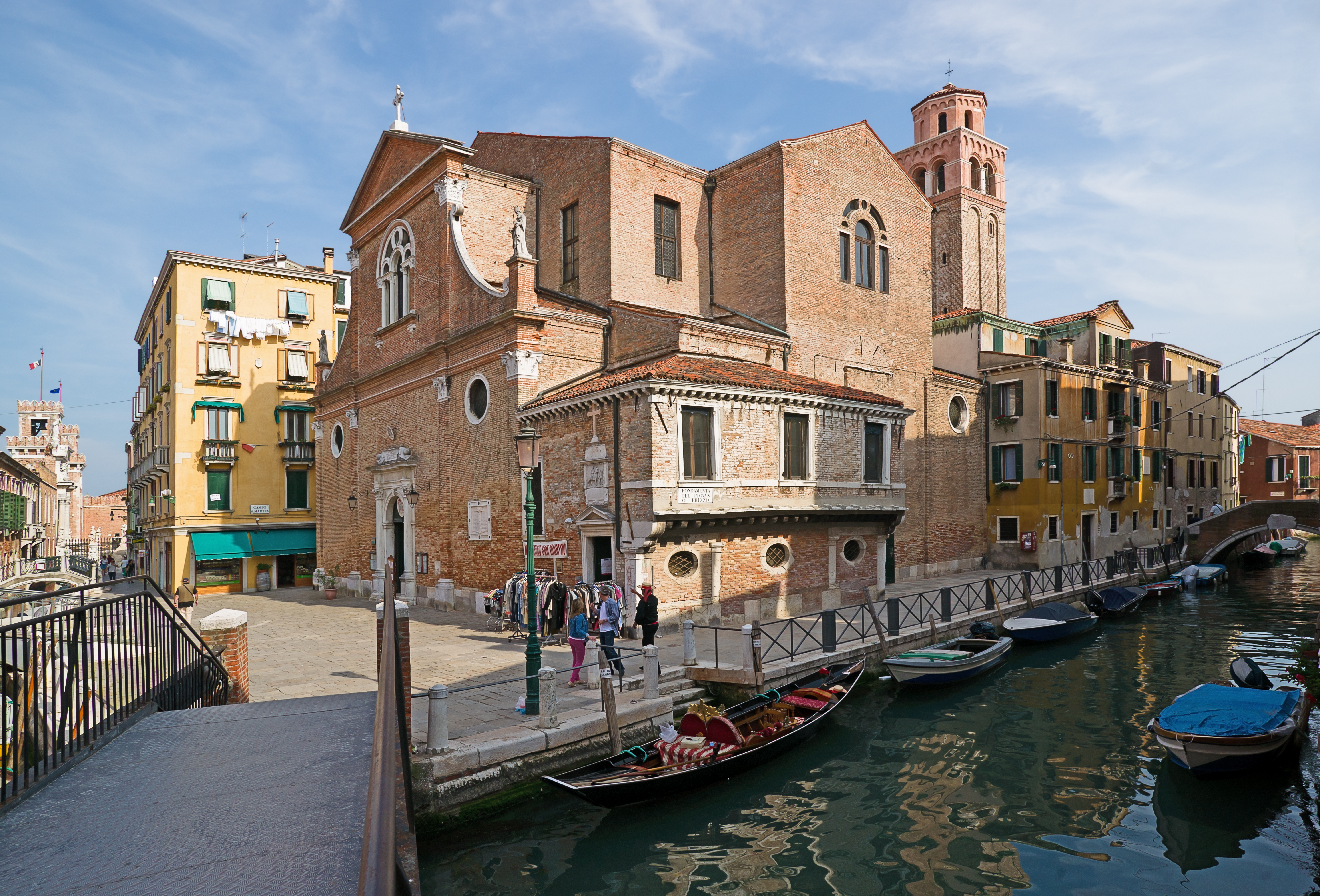
Biserica Sf. Martin (chiesa di San Martino Vescovo, 700)
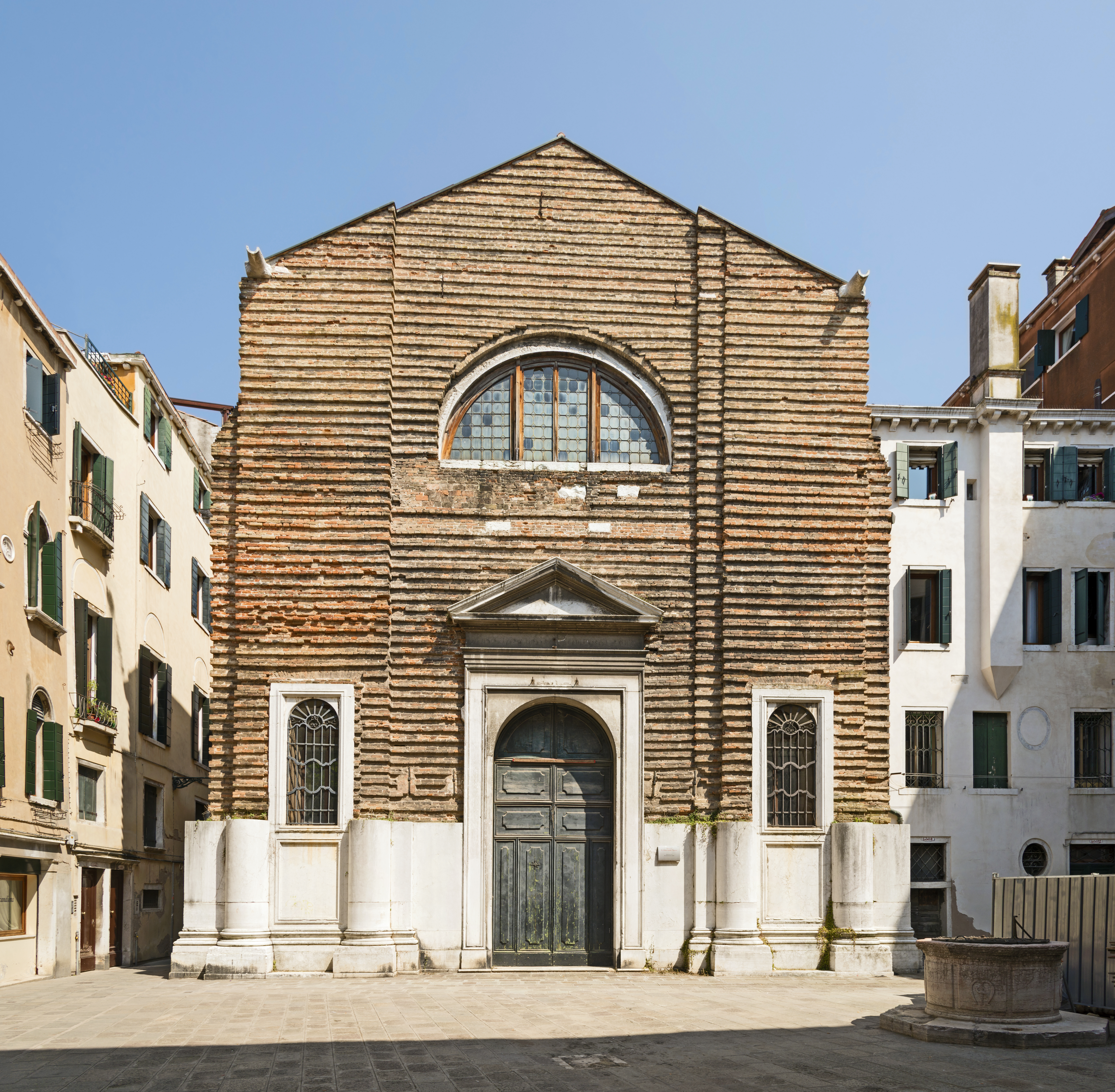
Biserica Sf. Ioan cel Nou (chiesa di San Giovanni Nuovo, San Zaninovo în veneţiană, 950)
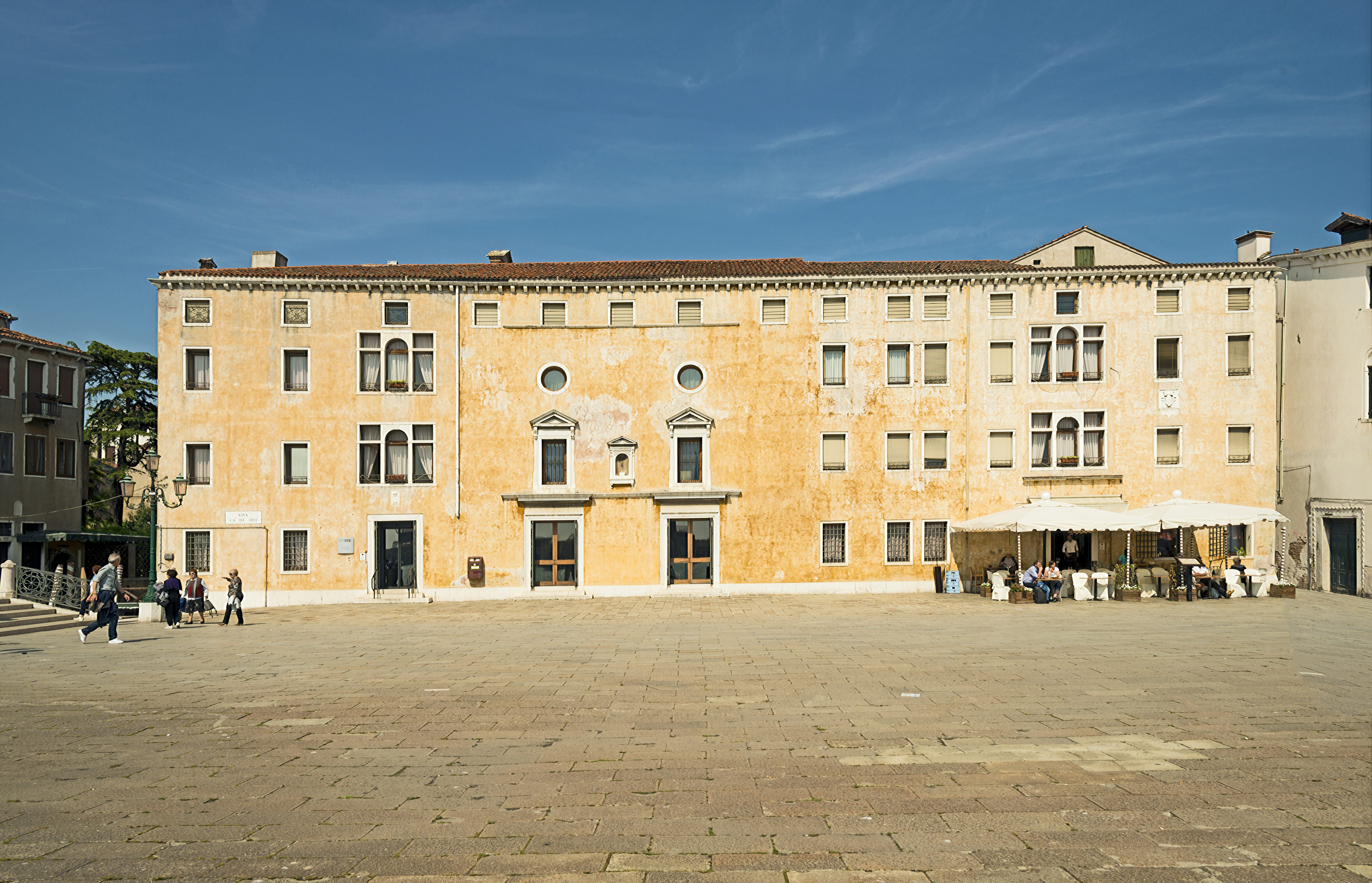
Biserica Sf. Maria a Casei Domnului (chiesa Santa Maria de la Ca' di Dio, 1272)
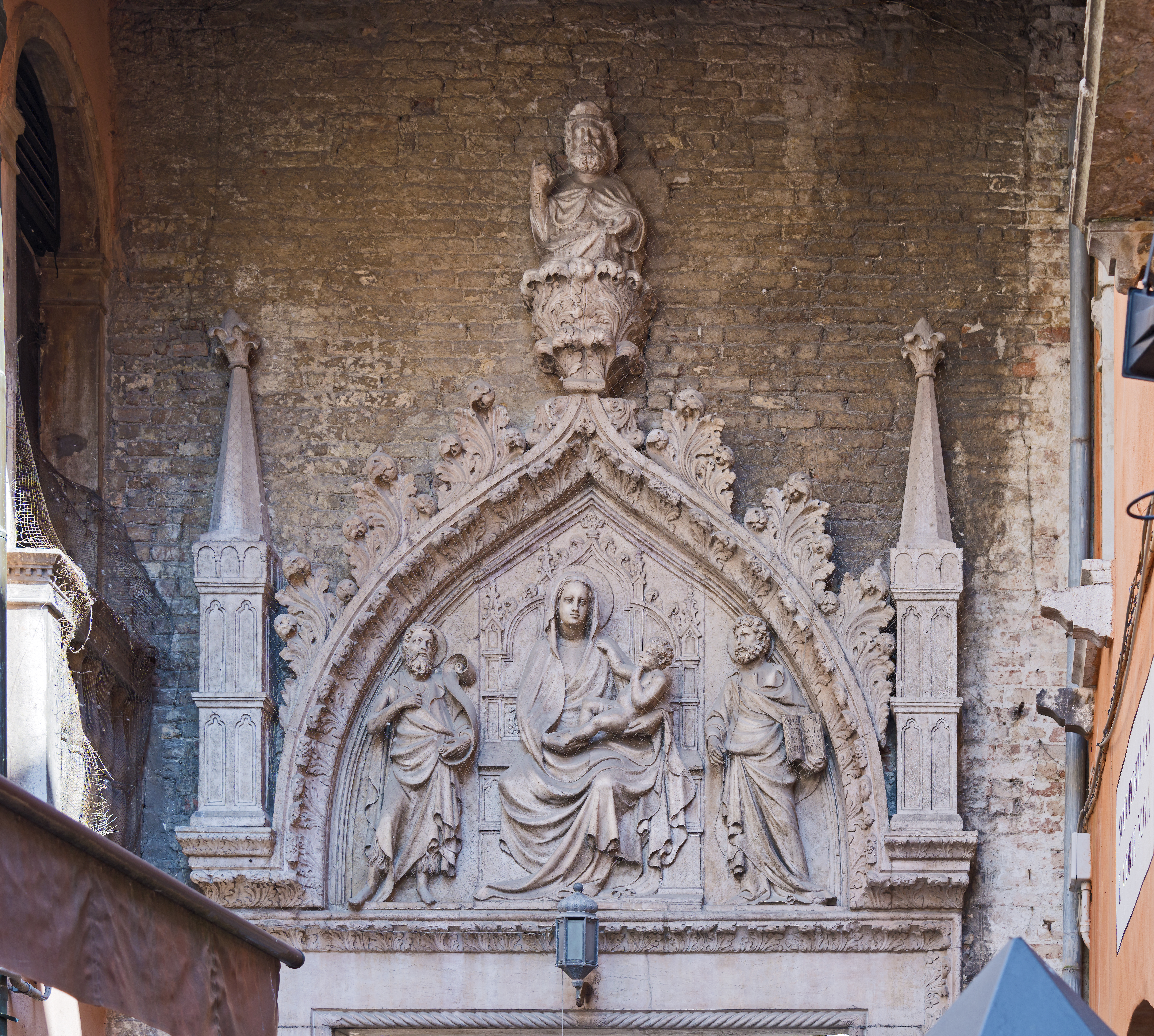
Biserica Sf. Proculus (chiesa di San Provolo, 1077-1814)
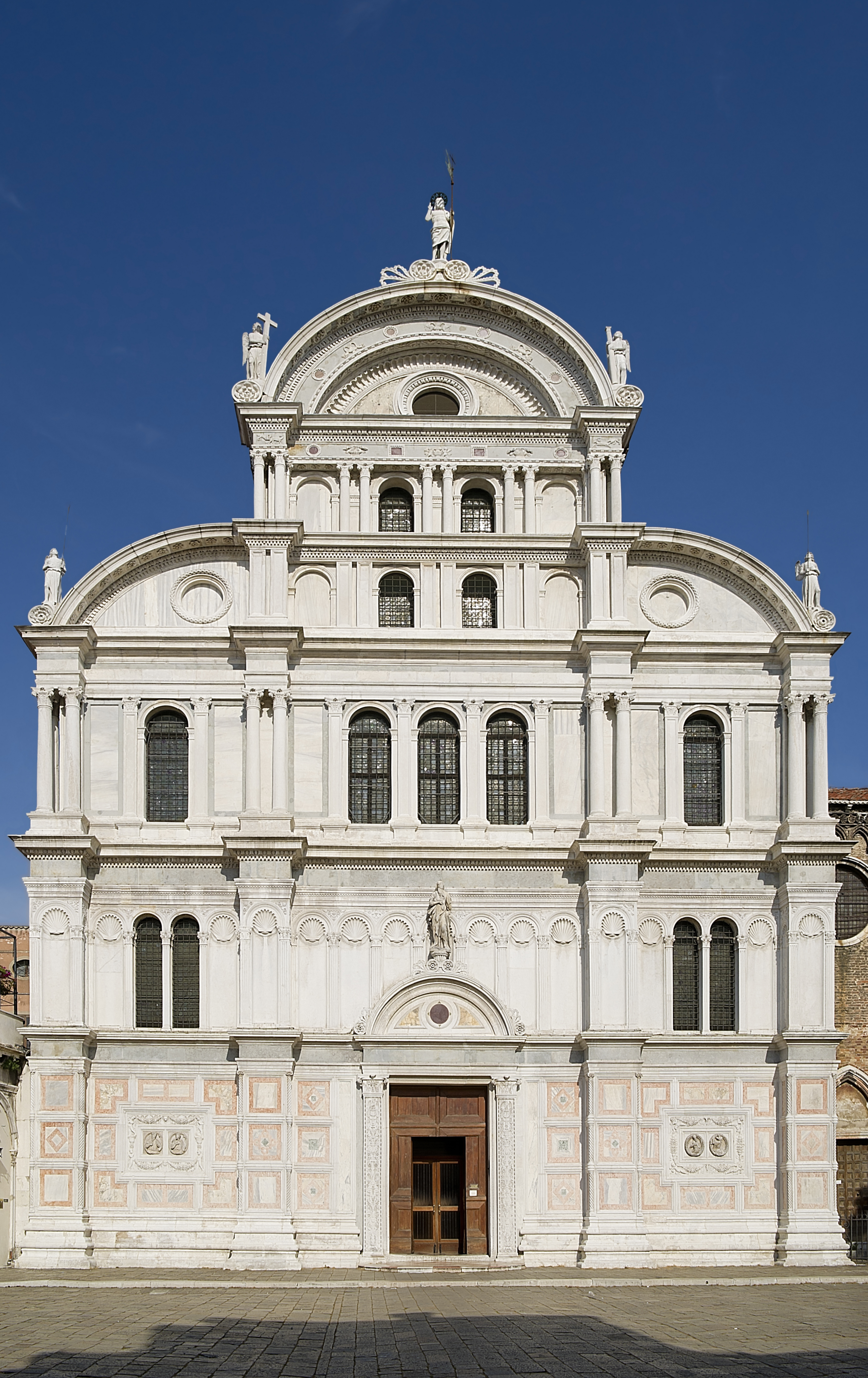
Biserica Sf. Zaharia (chiesa dei Santi Zaccaria e Atanasio, 829)

##### desacralizate sau distruse
- Biserica Sf. Ana (chiesa di Sant'Anna, 1297, desacralizată)
- Biserica Sf. Abate Anton (chiesa di Sant'Antonio Abate, 1346-1807)
- Biserica Sf. Daniel (chiesa di San Daniele, 1138-1839)
- Biserica Sf. Dominic din Castello (chiesa di San Domenico di Castello, 1317-1807)
- Biserica Sf. Filip și Iacob  (Chiesa di San Filippo e Giacomo e Sant'Apollonia, 1148-1780).
- Biserica Sf. Iustina  (chiesa di Santa Giustina, 1512, desacralizată)
- Biserica Sf. Ioan din Lateran (('chiesa di San Giovanni di Laterano, 1369-1810)
- Sf. Maria a Concepției (chiesa di Santa Maria Nuova di Gerusalemme sau delle Vergini, 1239-1809)
- Biserica Sf. Marina  (chiesa di Santa Marina, 1030-1818)
- Biserica Sf. Mormânt (monasterio del Santo Sepolcro, distrusă)
- Biserica Sf. Treime (chiesa della SS. Trinità sau Santa Ternità, ca.1200-1810)
- Biserica Sf. Nicolae din Bari  (chiesa di San Nicolò di Bari, distrusă)
- Biserica Sf. Proculus (chiesa di San Provolo, 1077-1814)
- Biserica Sf. Severian  (chiesa di San Severo, 820-1829)

### Vicariatul San Polo - Santa Croce - Dorsoduro

#### San Polo

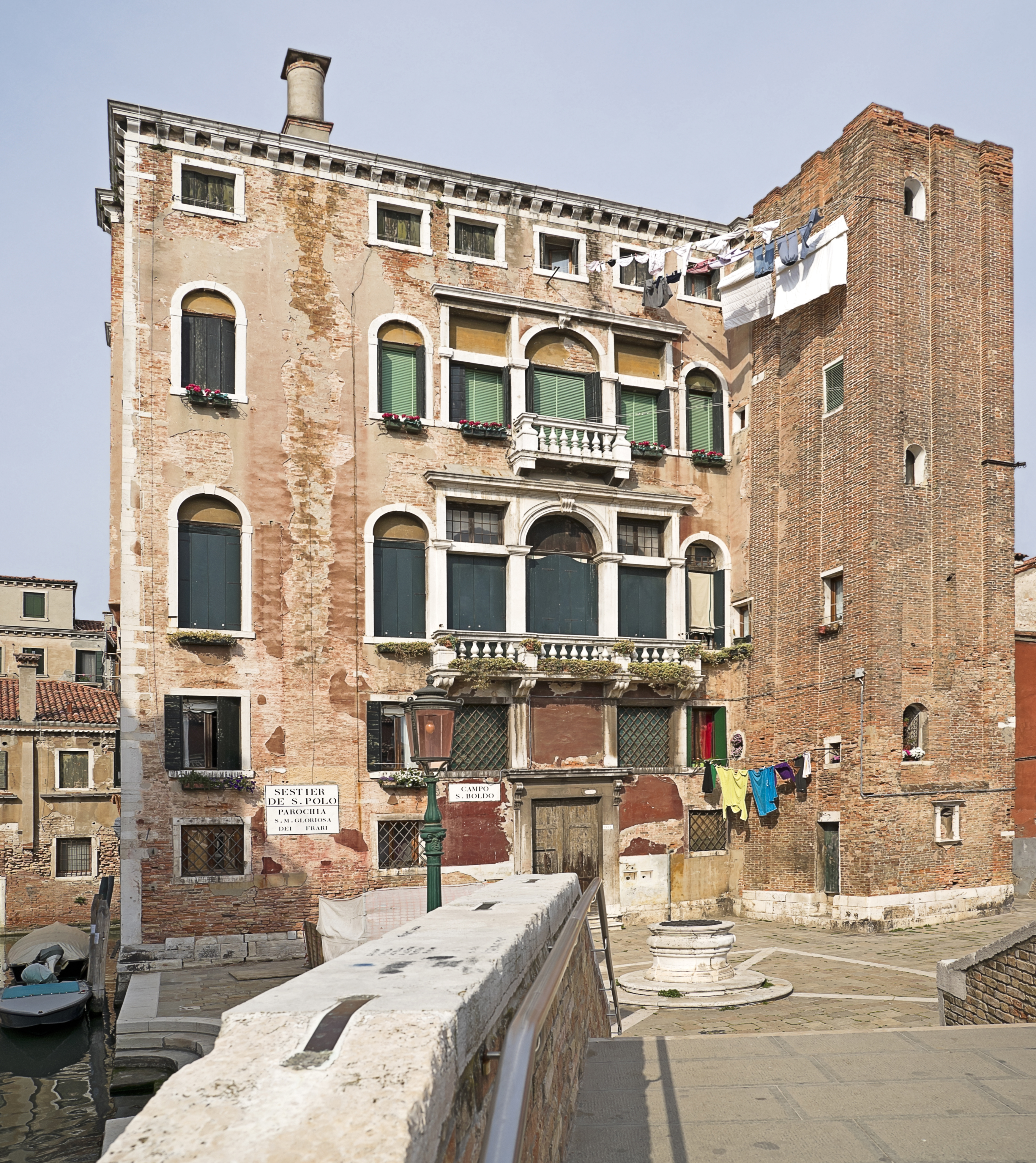
San Boldo - secolul XI, distrusă în 1807
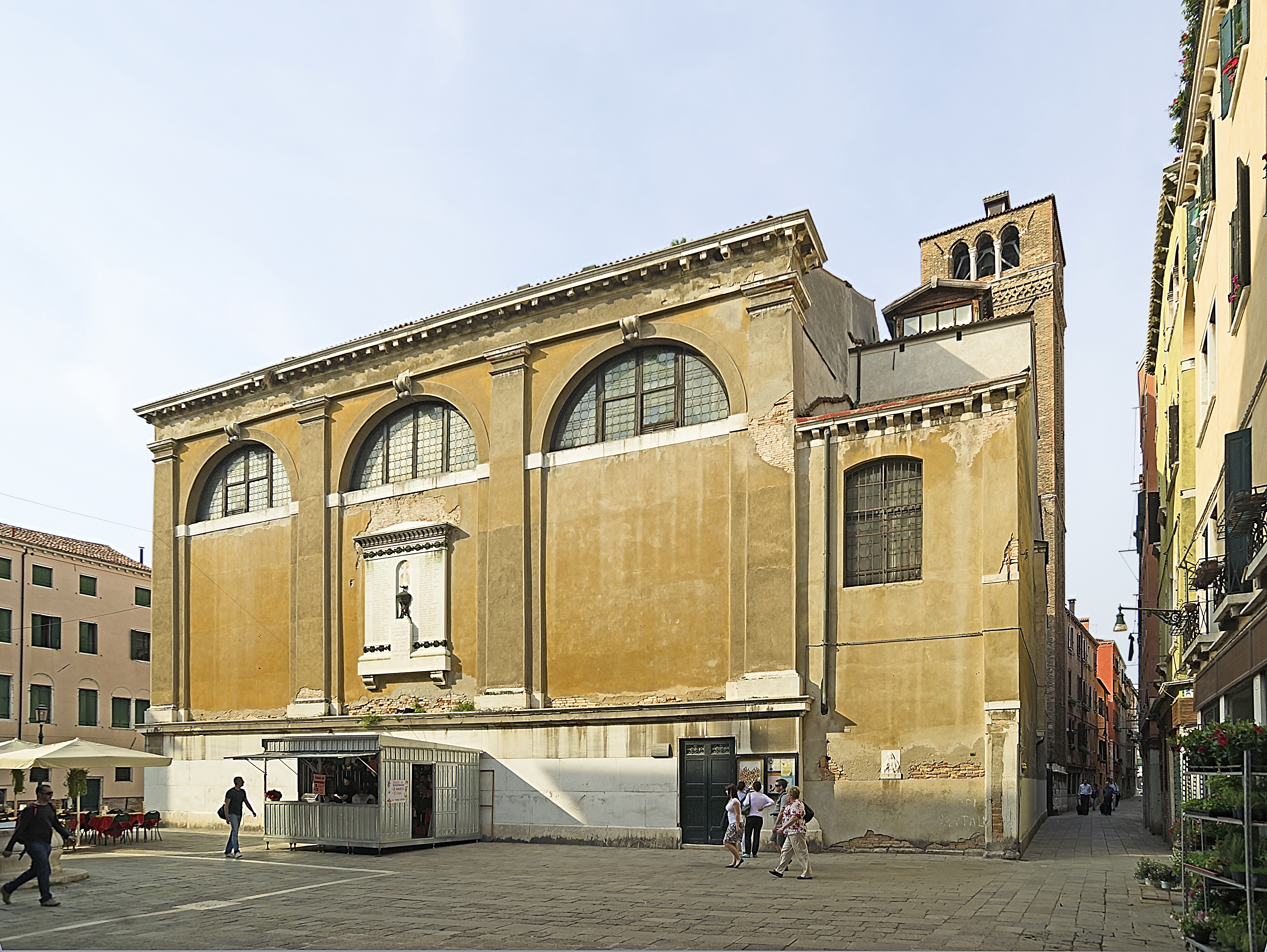
Biserica Sf. Casian (chiesa di San Cassiano, 950)
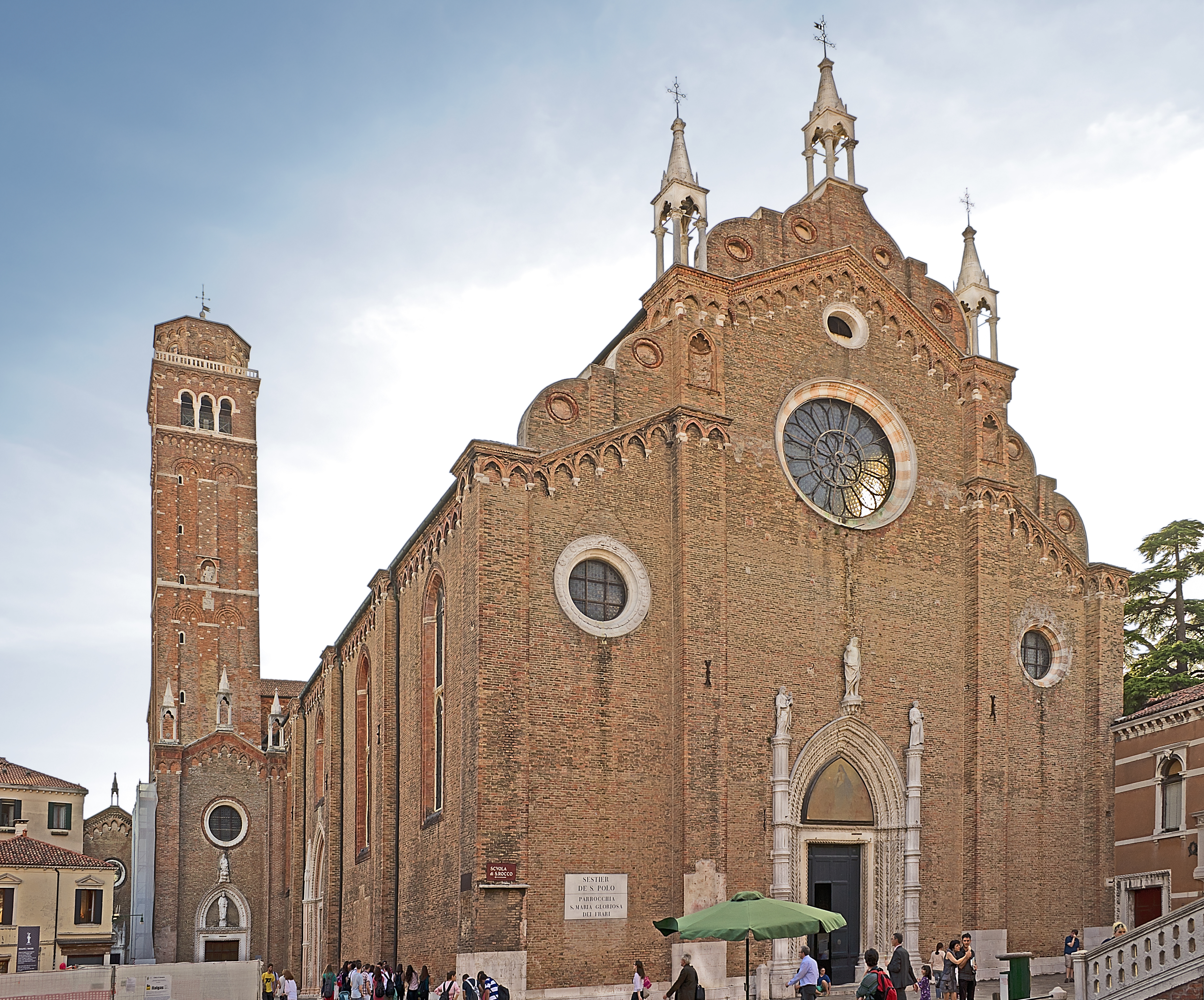
Bazilica Sf. Maria Glorioasă a Fraţilor (basilica di Santa Maria Gloriosa dei Frari, numită popular I Frari, 1250)
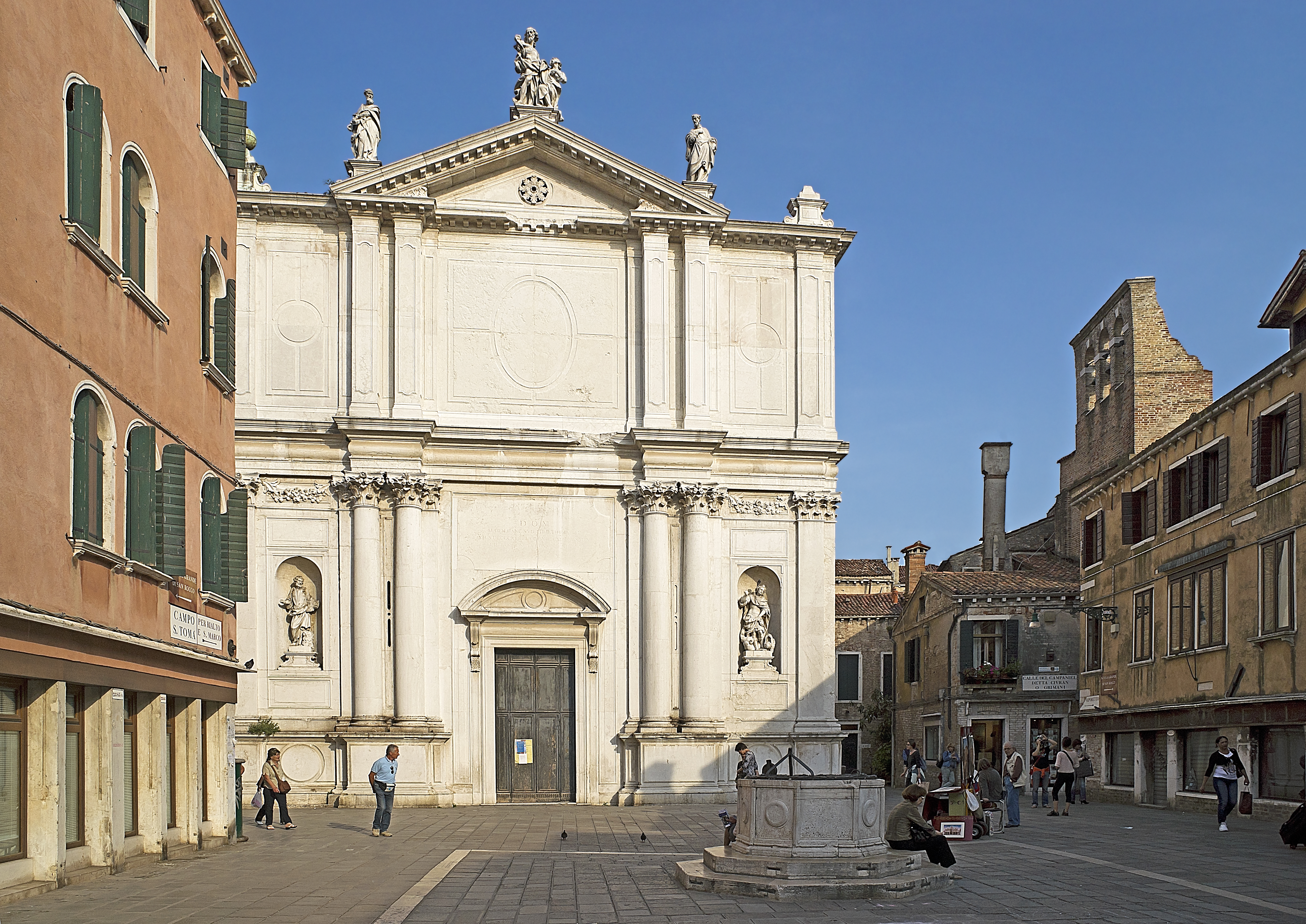
Biserica Sf. Toma (chiesa di San Tomà sau San Tommaso, 1375)
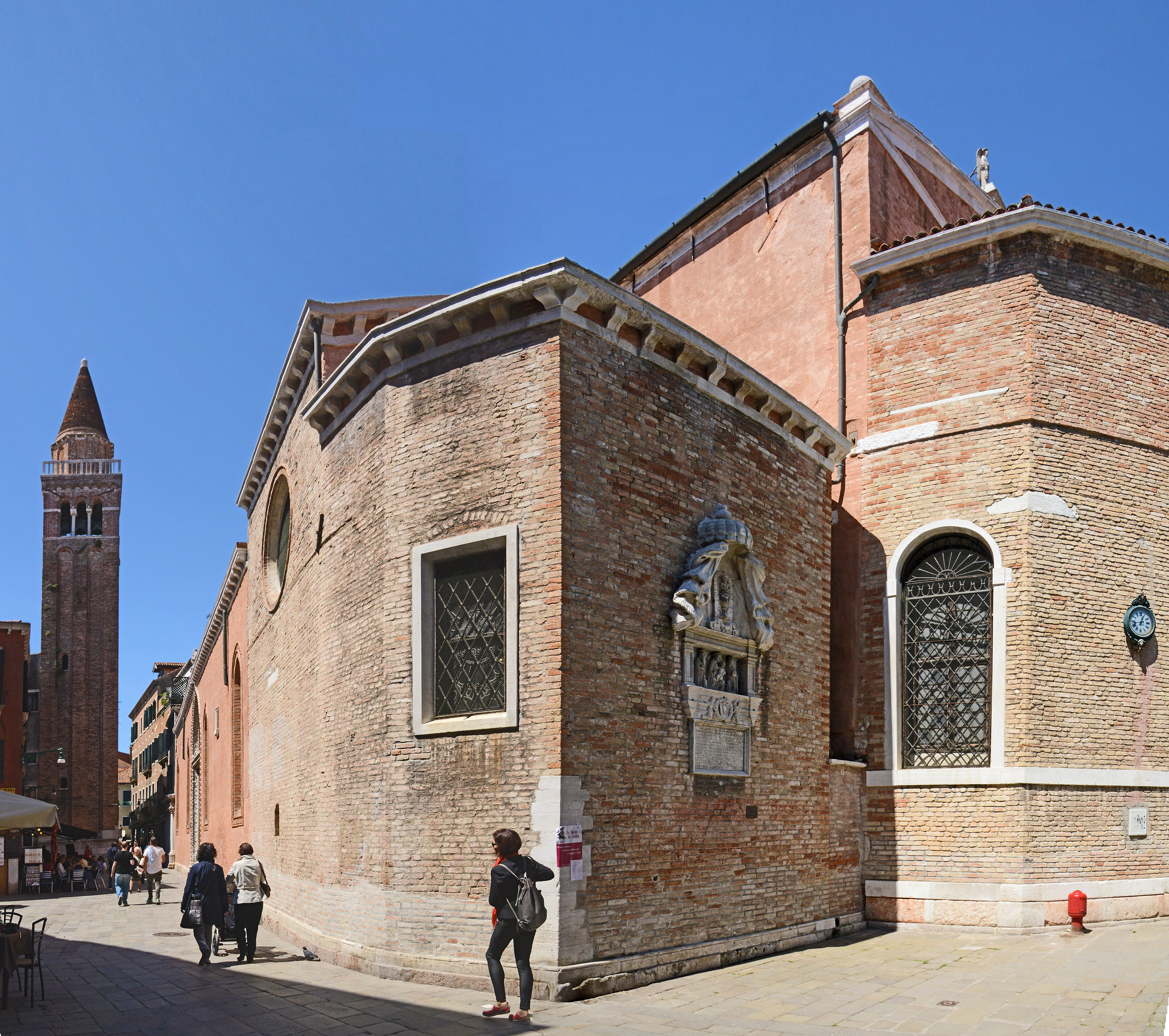
Biserica Sf. Paul (chiesa di San Polo sau San Paolo Apostolo, 850)
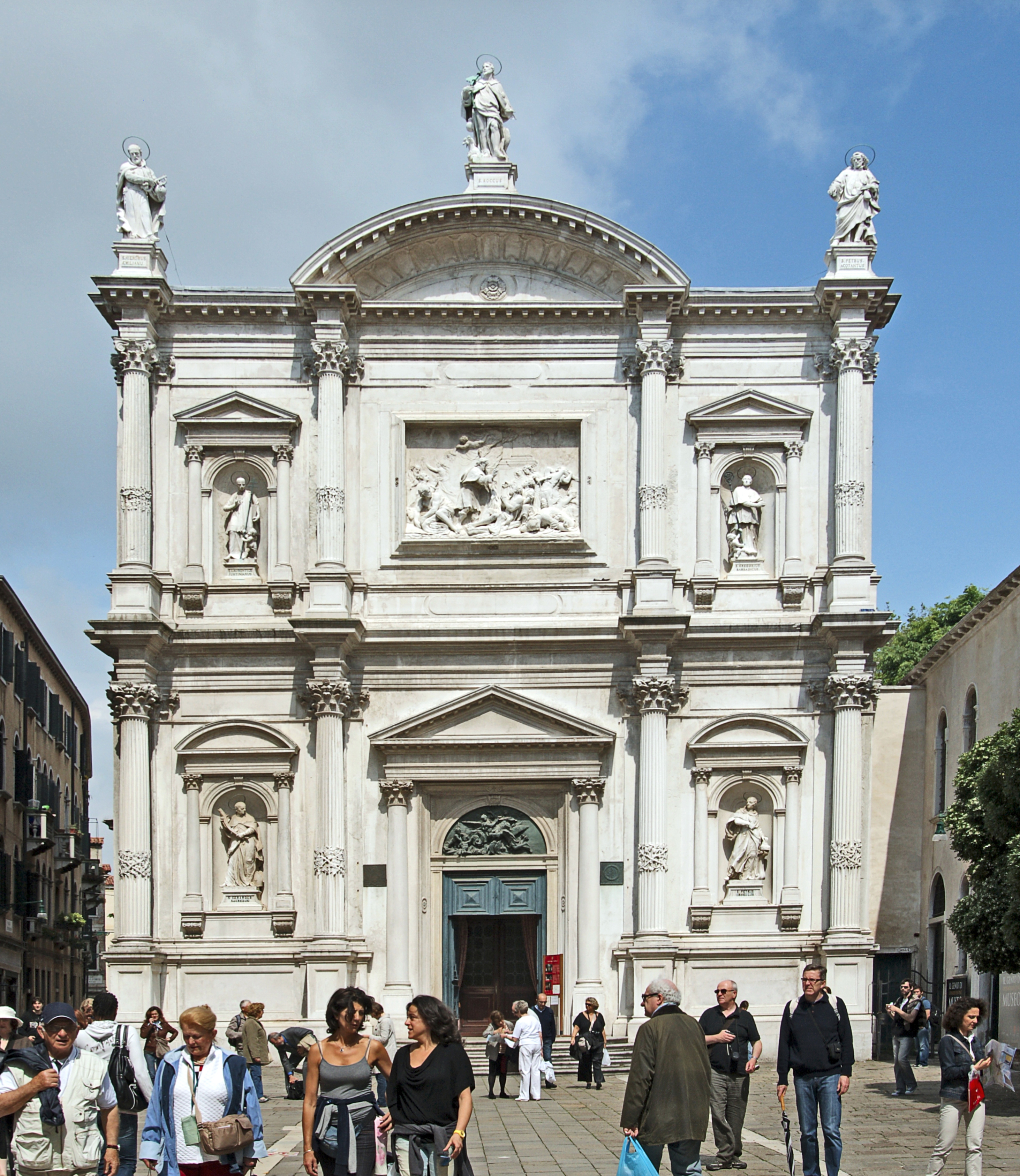
Biserica Sf. Rochus (chiesa di San Rocco, 1489)
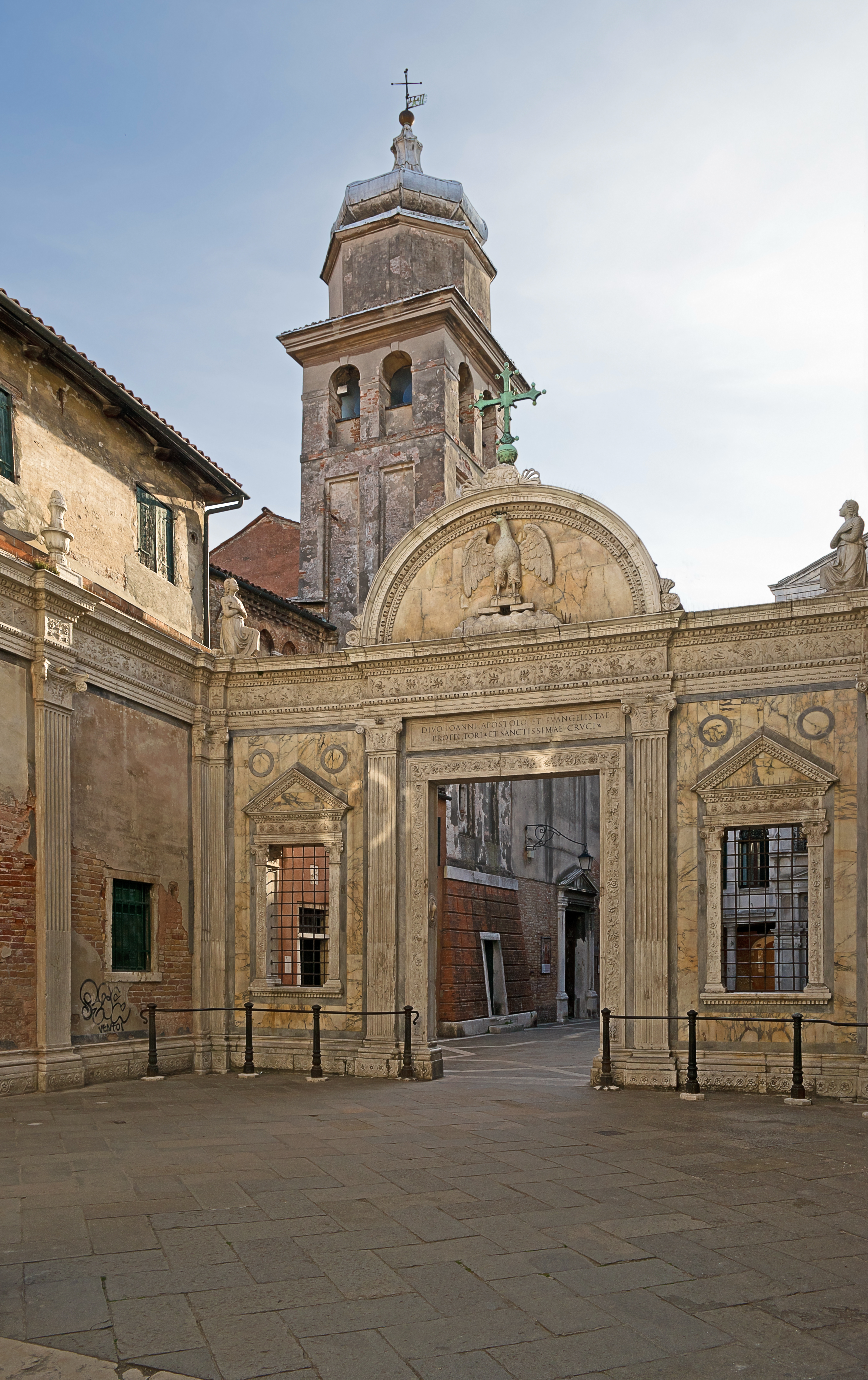
Biserica Sf. Ioan Evanghelist Ioan (chiesa di San Giovanni Evangelista, 1301)
Biserica Sf. Augustin (chiesa Sant'Agostin, 959-1873, distrusă)
Biserica Sf. Stin (chiesa di San Stin, ca. 900-1810, distrusă)
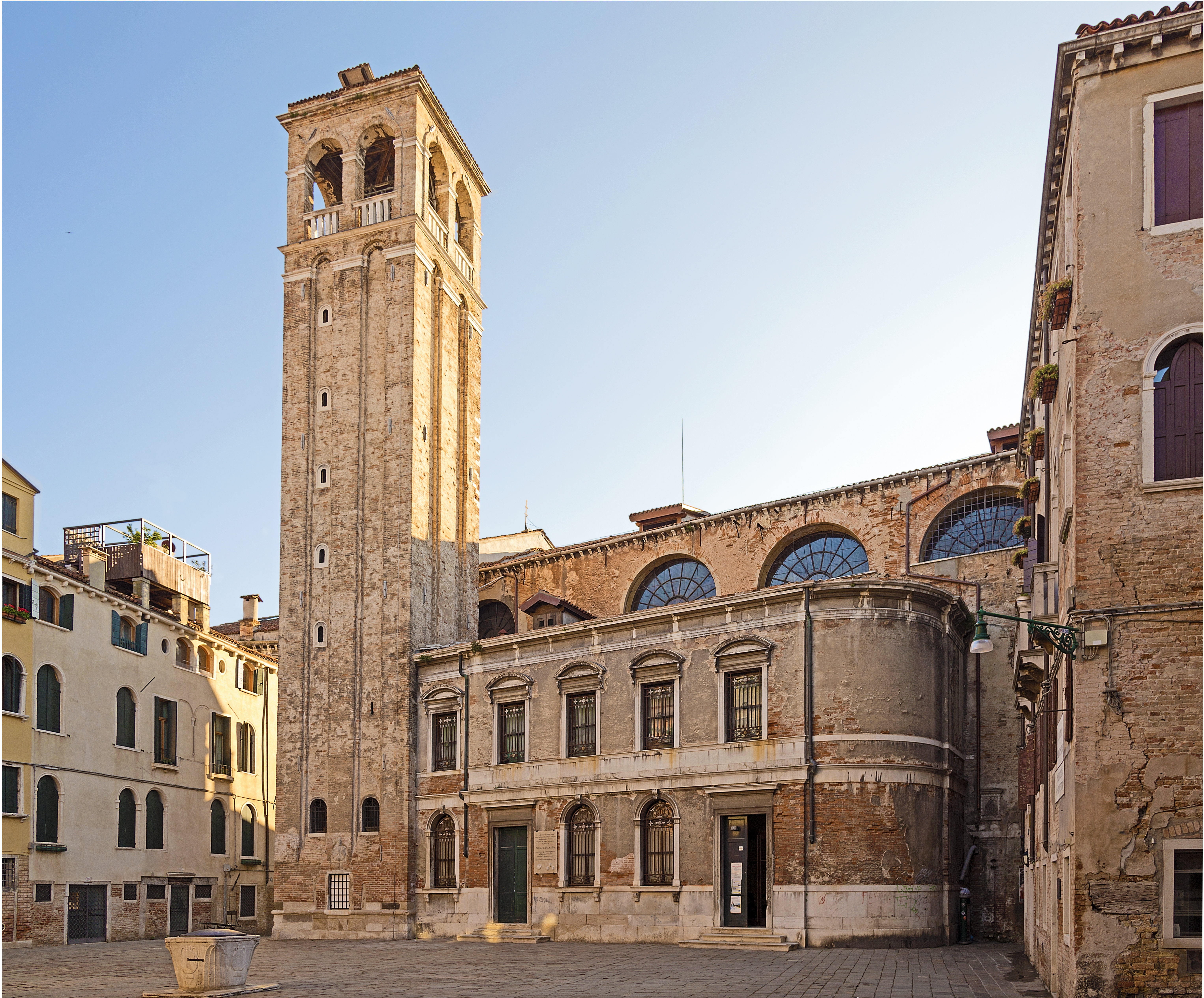
Biserica Sf. Silvestru (chiesa di San Silvestro I Papa, 850)
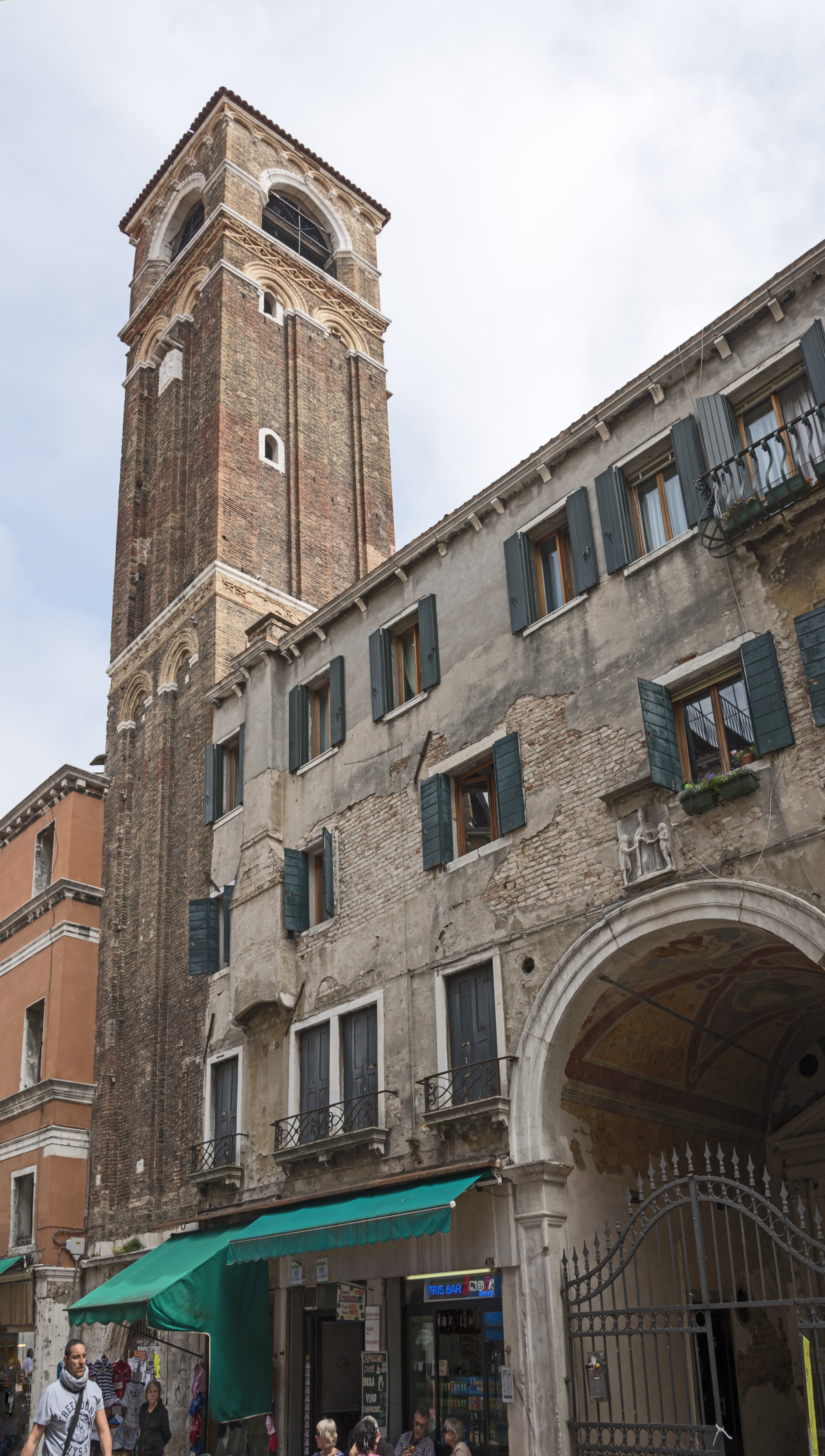
Biserica Sf. Ioan Capelanul (chiesa di San Giovanni Elemosinario, 1051)
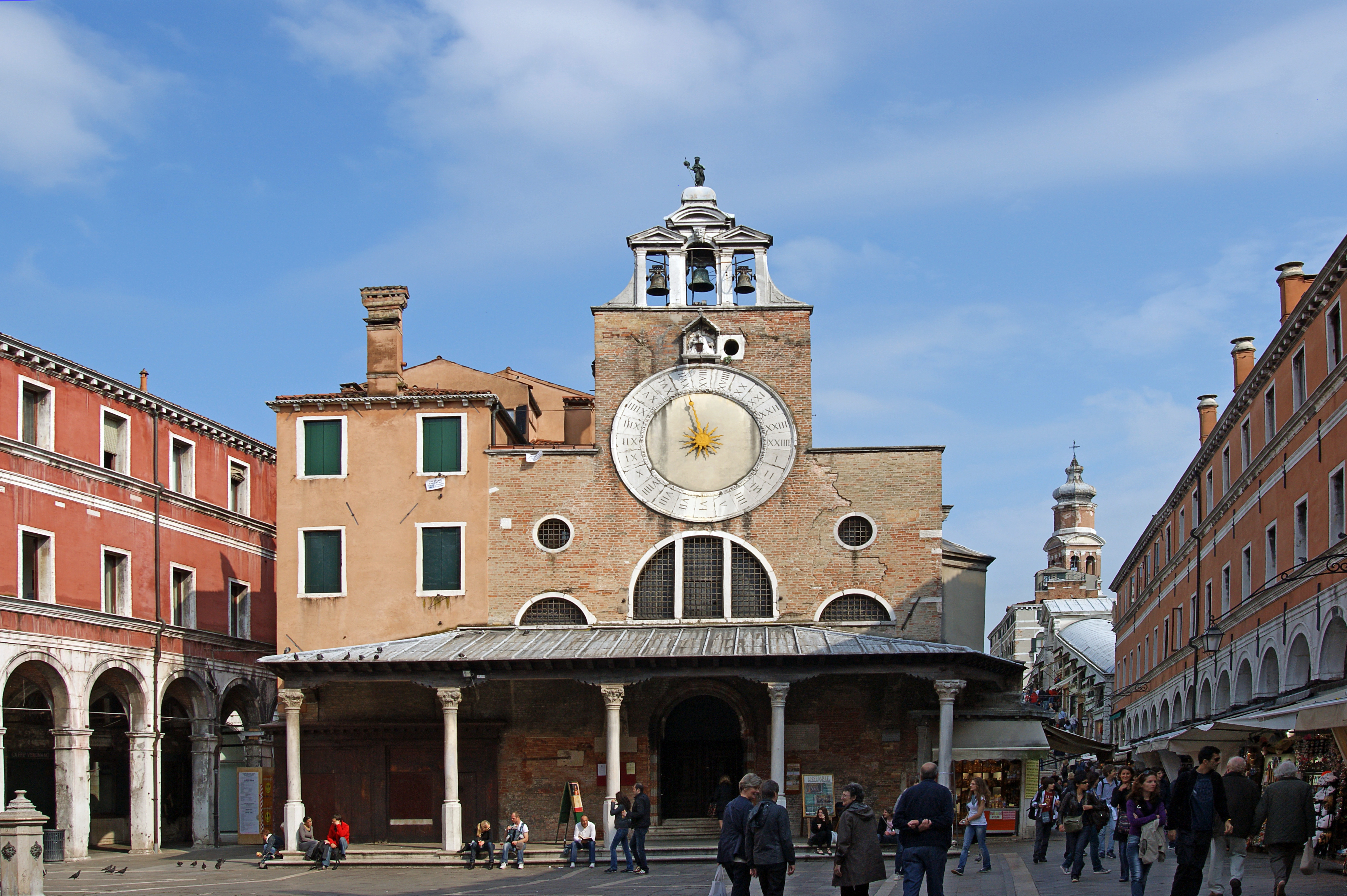
Biserica Sf. Iacob din Rialto (chiesa di San Giacomo Apostolo di Rialto sau San Giacometto, 450)
Biserica Sf. Apolinarie  (chiesa di Sant'Aponal sau San Apollinare, 1034, desacralizată)
Biserica Sf. Matei din Rialto (chiesa di San Matteo di Rialto, 1156-1807, distrusă)

##### desacralizate sau distruse
- Biserica Sf. Nicolae al Salății (San Niccolò de' Frari, poreclită della Lattuga sau San Niccoletto, 1332-)

#### Santa Croce

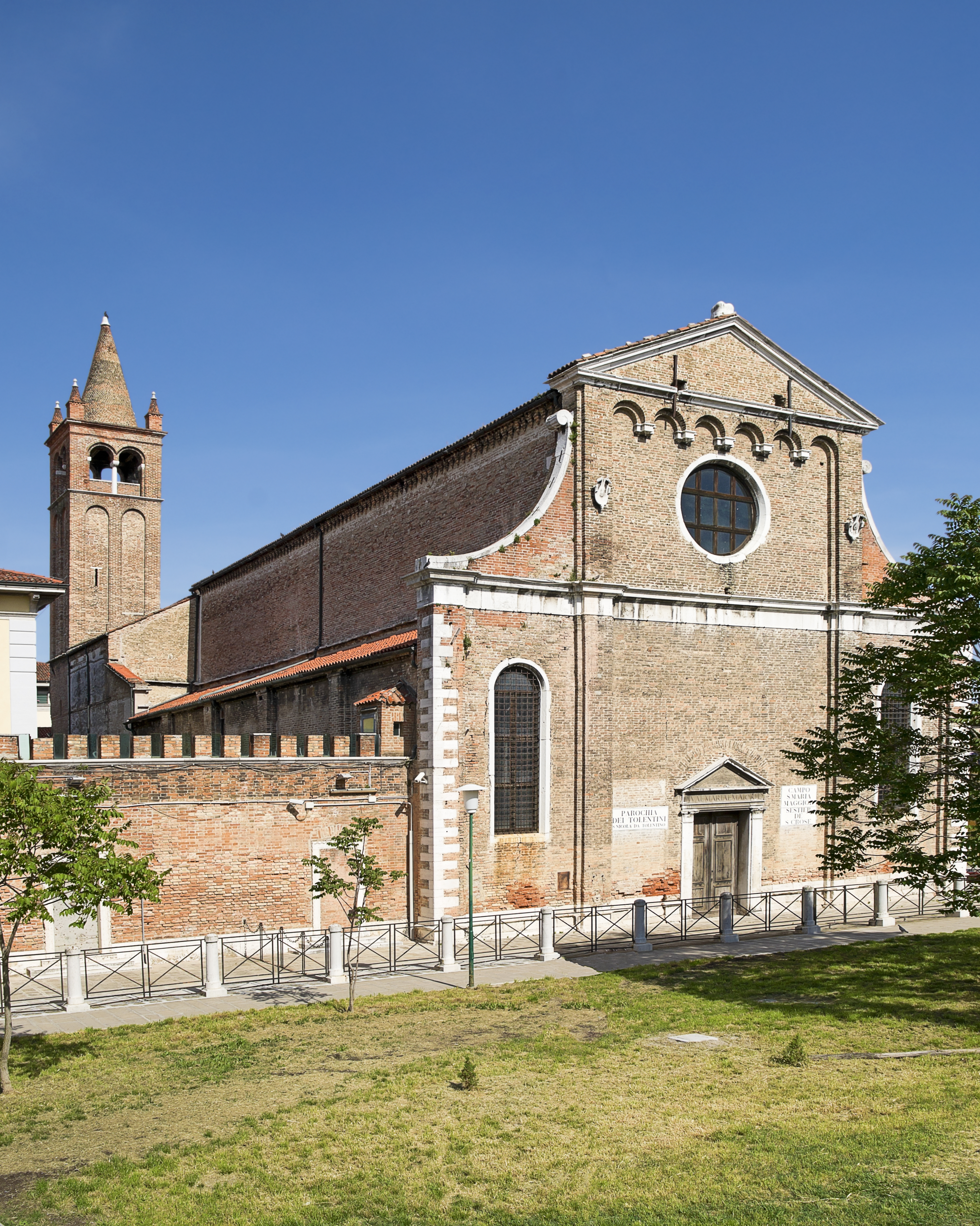
Biserica Santa Maria Maggiore (chiesa di Santa Maria Maggiore, 1450, desacralizată)
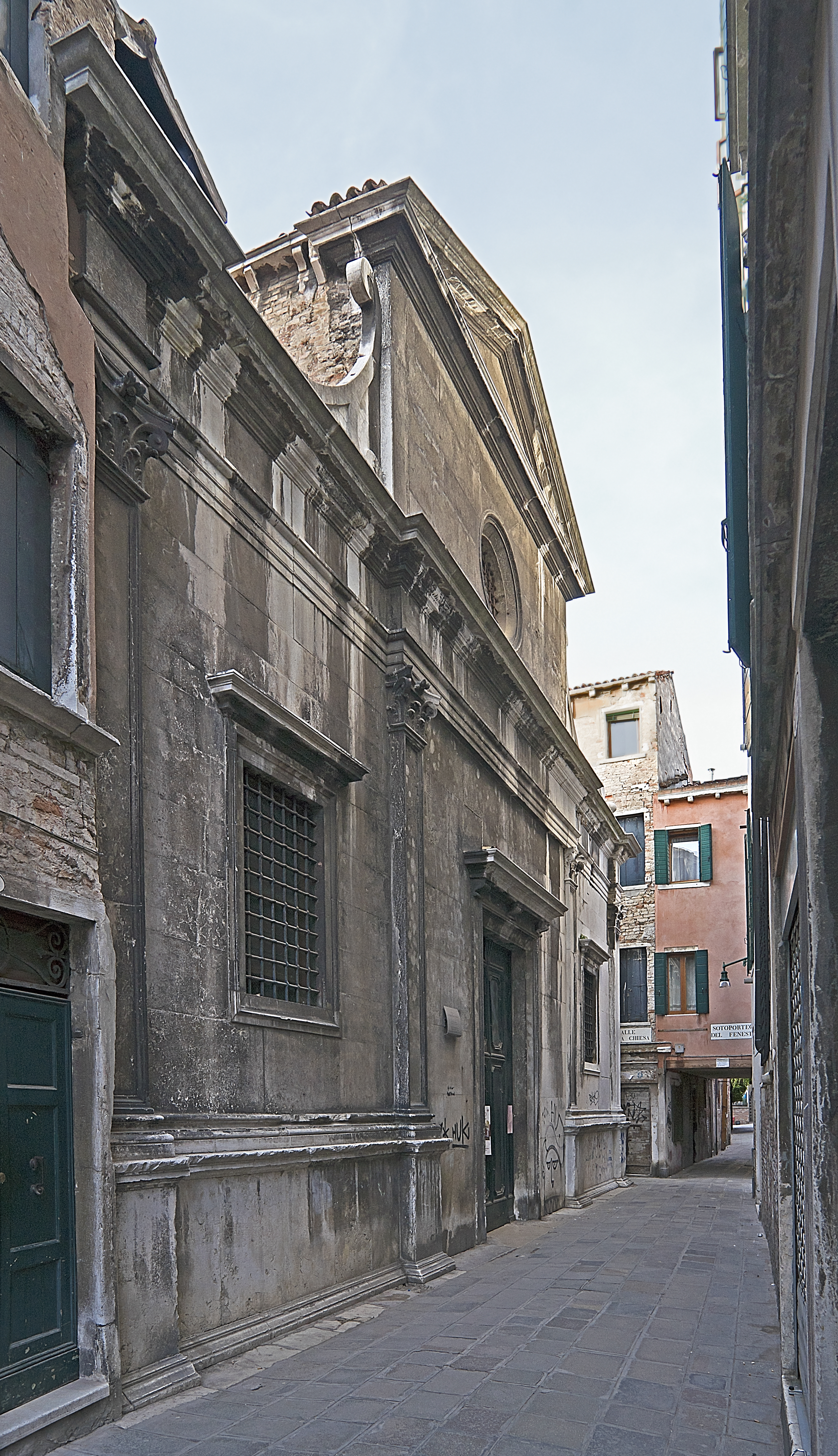
Biserica Sf. Maria, Maica Domnului (chiesa di Santa Maria Mater Domini, 960)
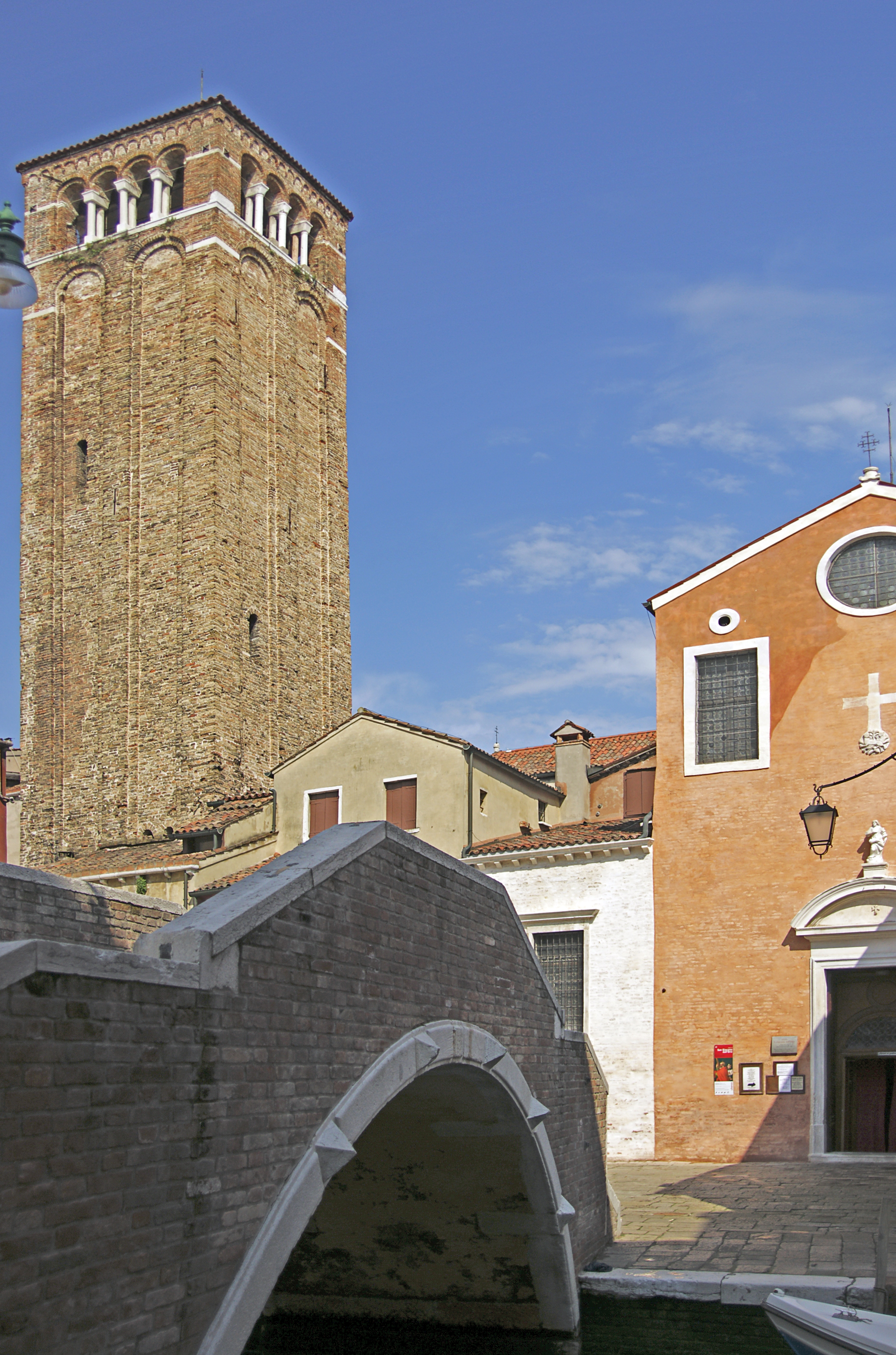
Biserica Sf. Iacob dall'Orio (chiesa di San Giacomo dall'Orio, 850)
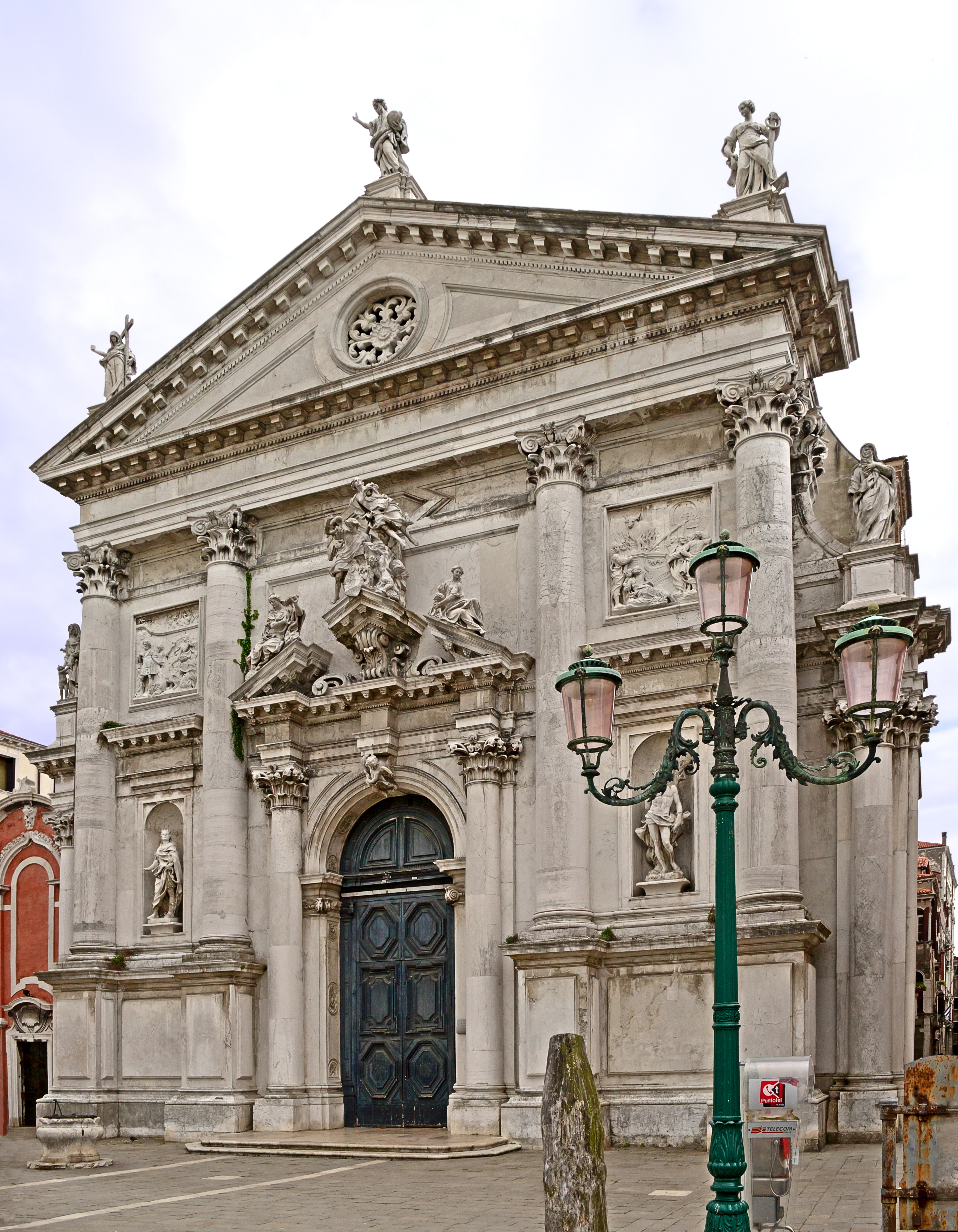
Biserica Sf. Eustachie (chiesa di San Stae sau Sant'Eustachio, 996)
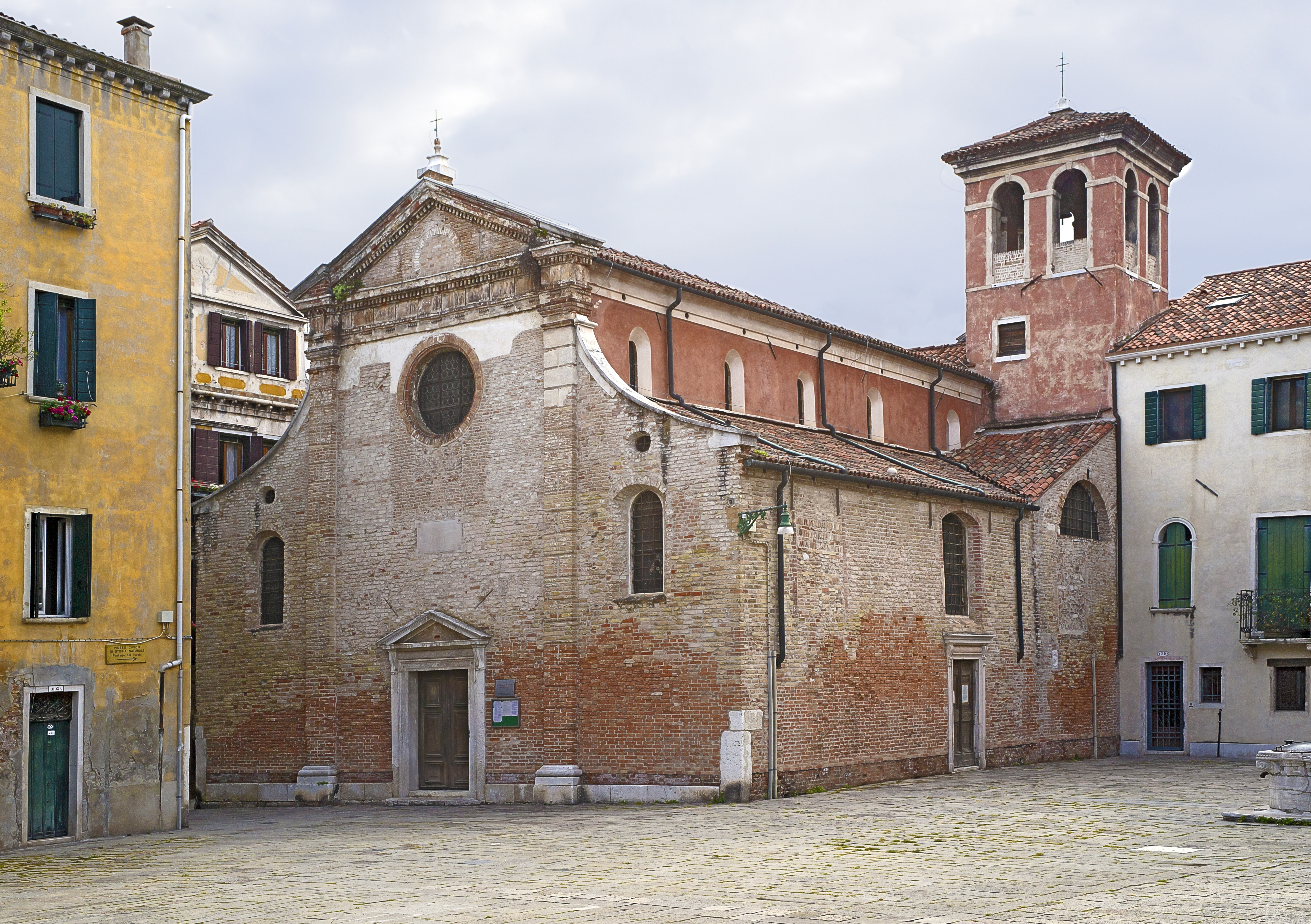
Biserica Sf. Ioan Botezătorul (chiesa di San Zan Degolà sau Giovanni Decollato, 1007)
Biserica Sf. Ubaldo (chiesa di San Boldo, la San Polo, ca.1000-1808, distrusă)
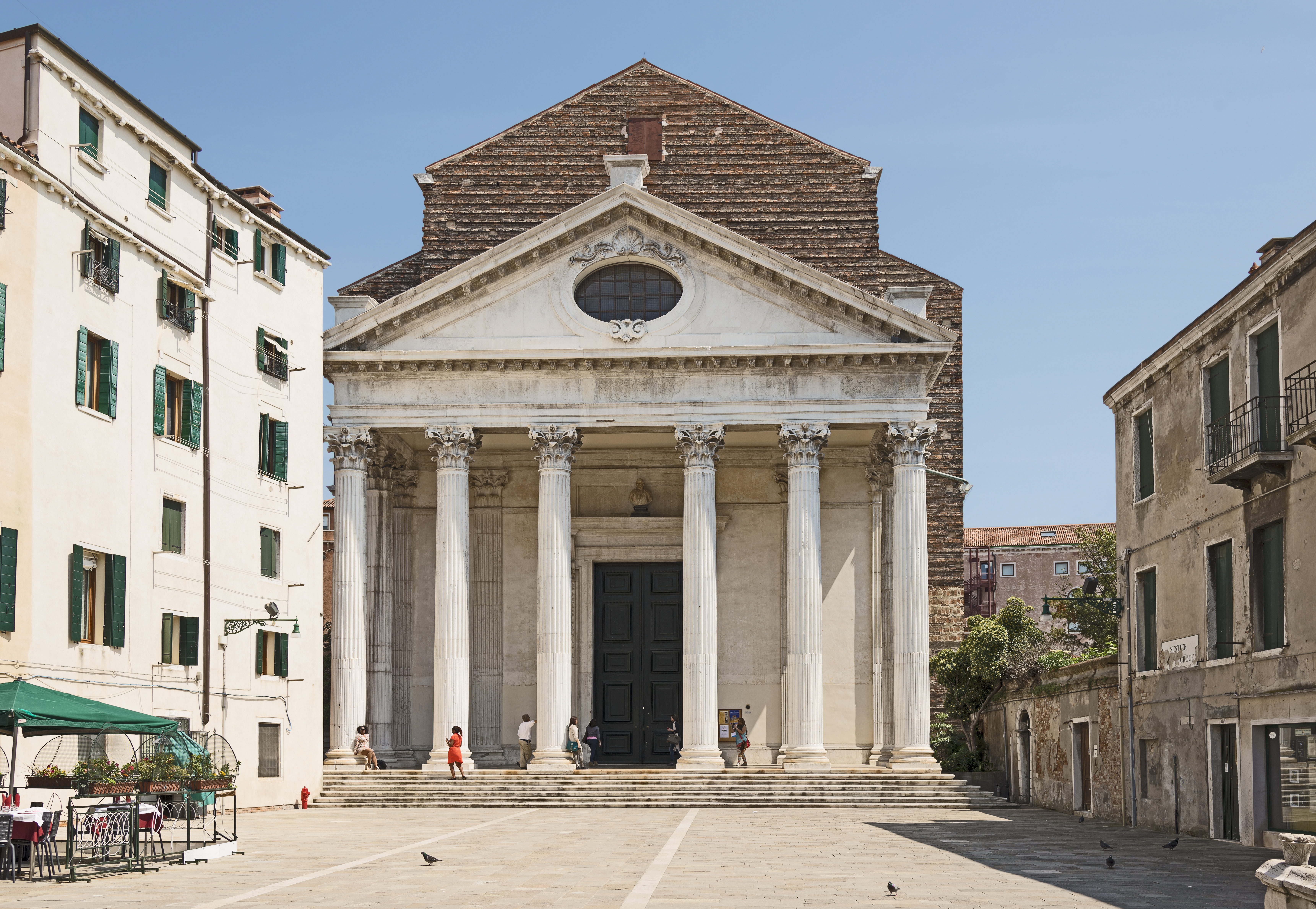
Biserica Sf. Nicolae din Tolentino (chiesa di San Nicola da Tolentino sau mai simplu I Tolentini, 837)
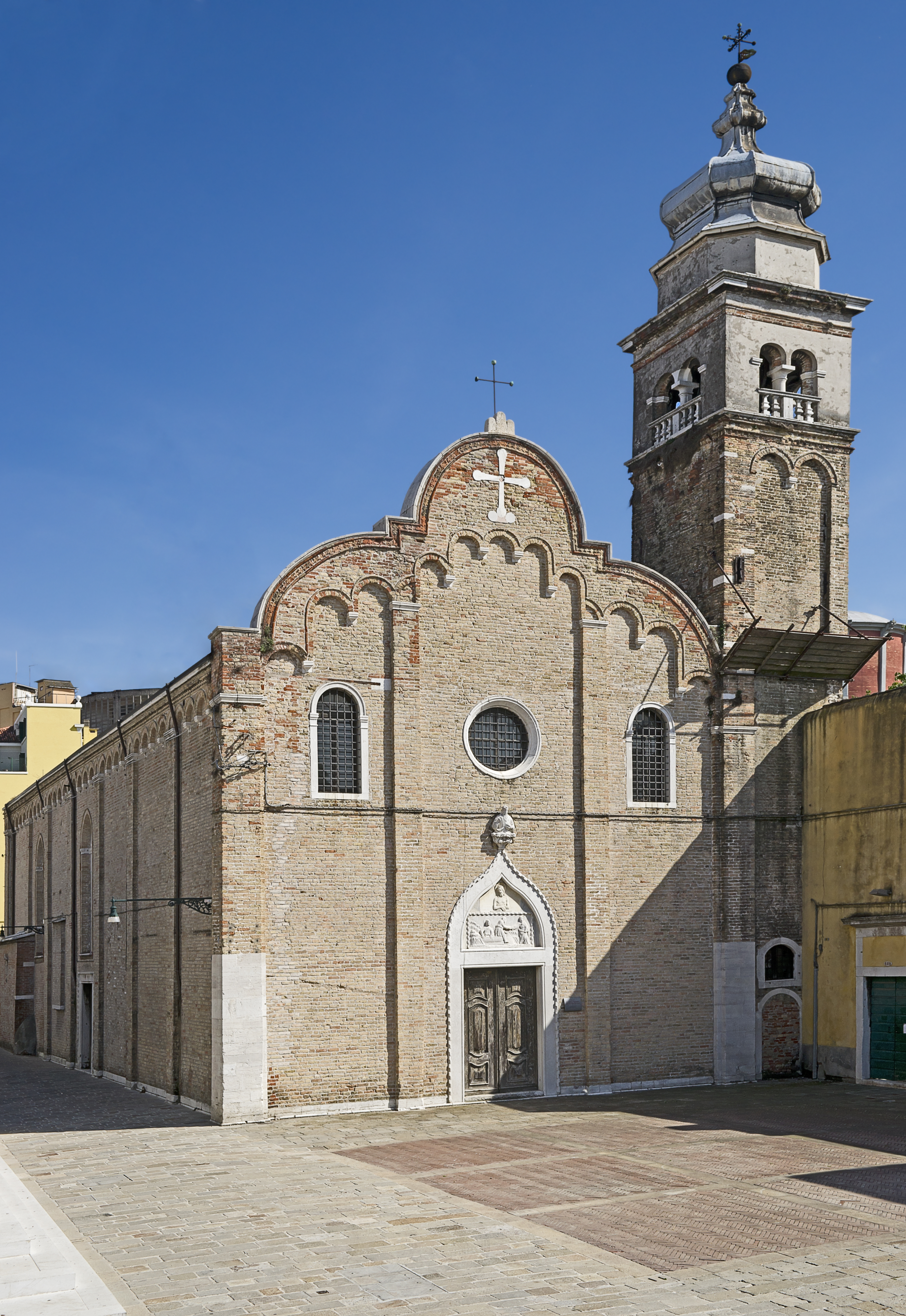
Biserica Sf. Apostol Andrei (chiesa di Sant'Andrea Apostolo sau della Zirada, 1329, desacralizată)
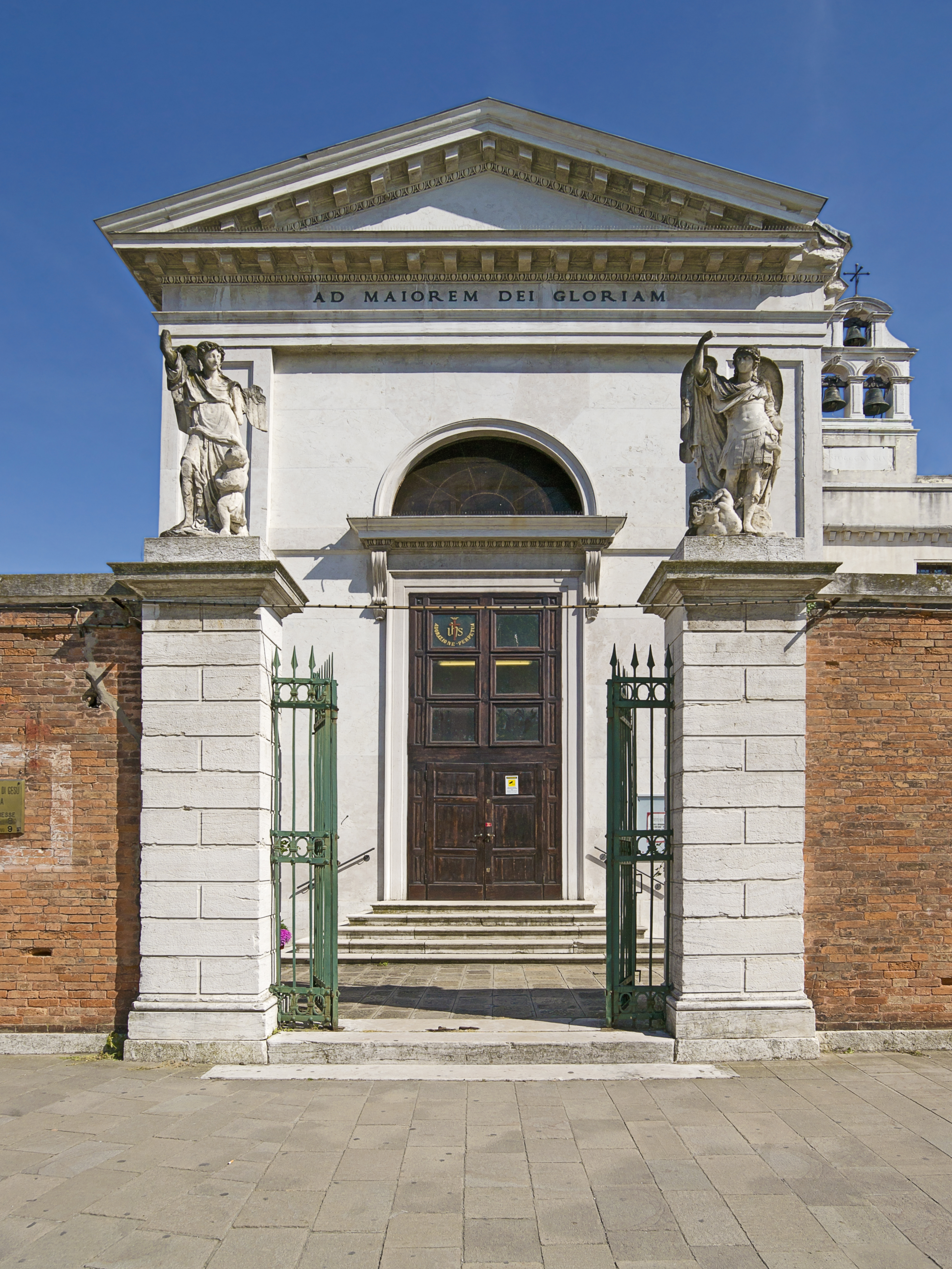
Biserica Numele lui Isus (chiesa di Nome di Gesù Santa Chiara, 1834)
Biserica Sf. Cruce (chiesa di Santa Croce, 774-1810, distrusă)
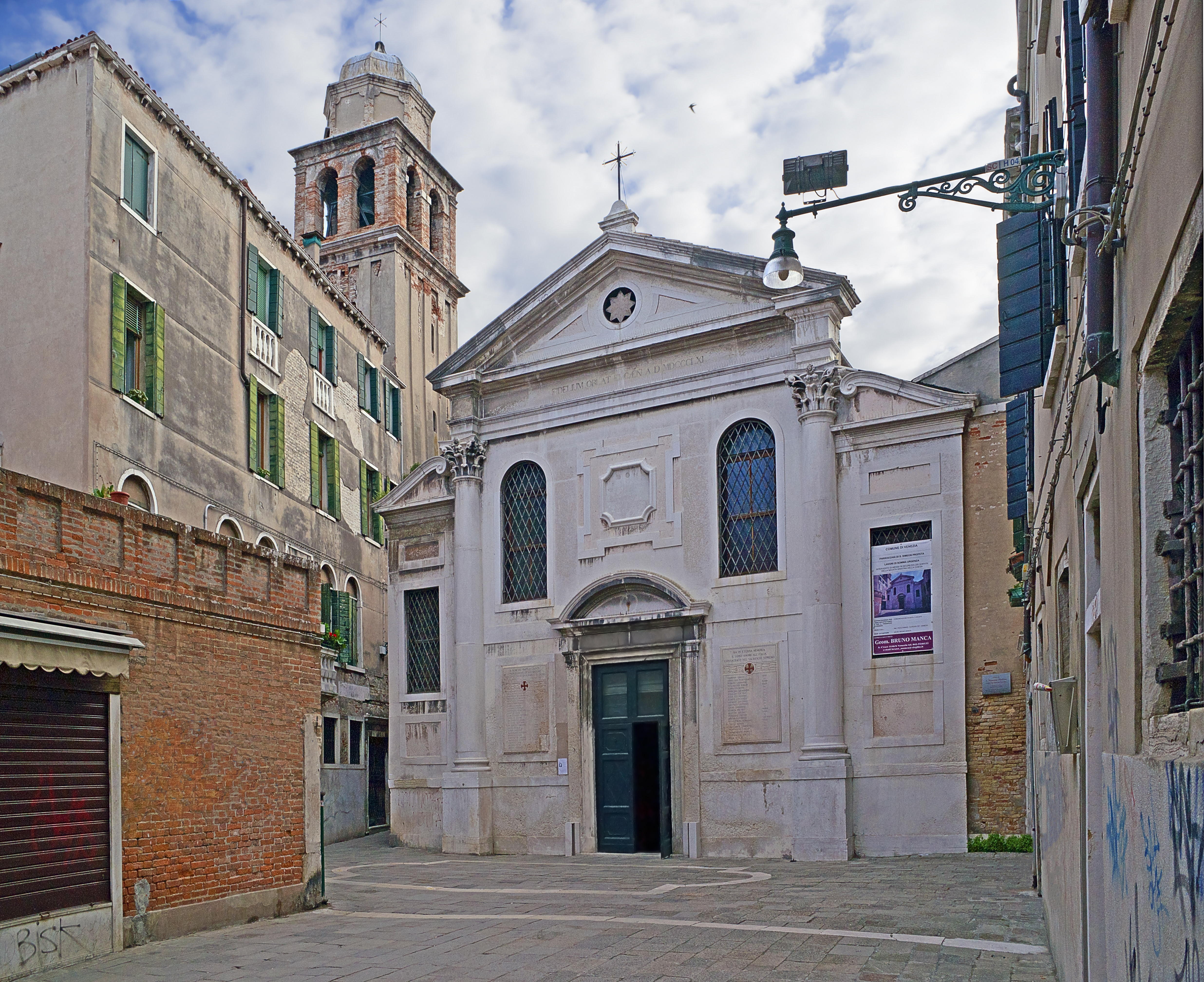
Biserica Sf. Profet Simion (chiesa di San Simeone Profeta sau Grande, 900)
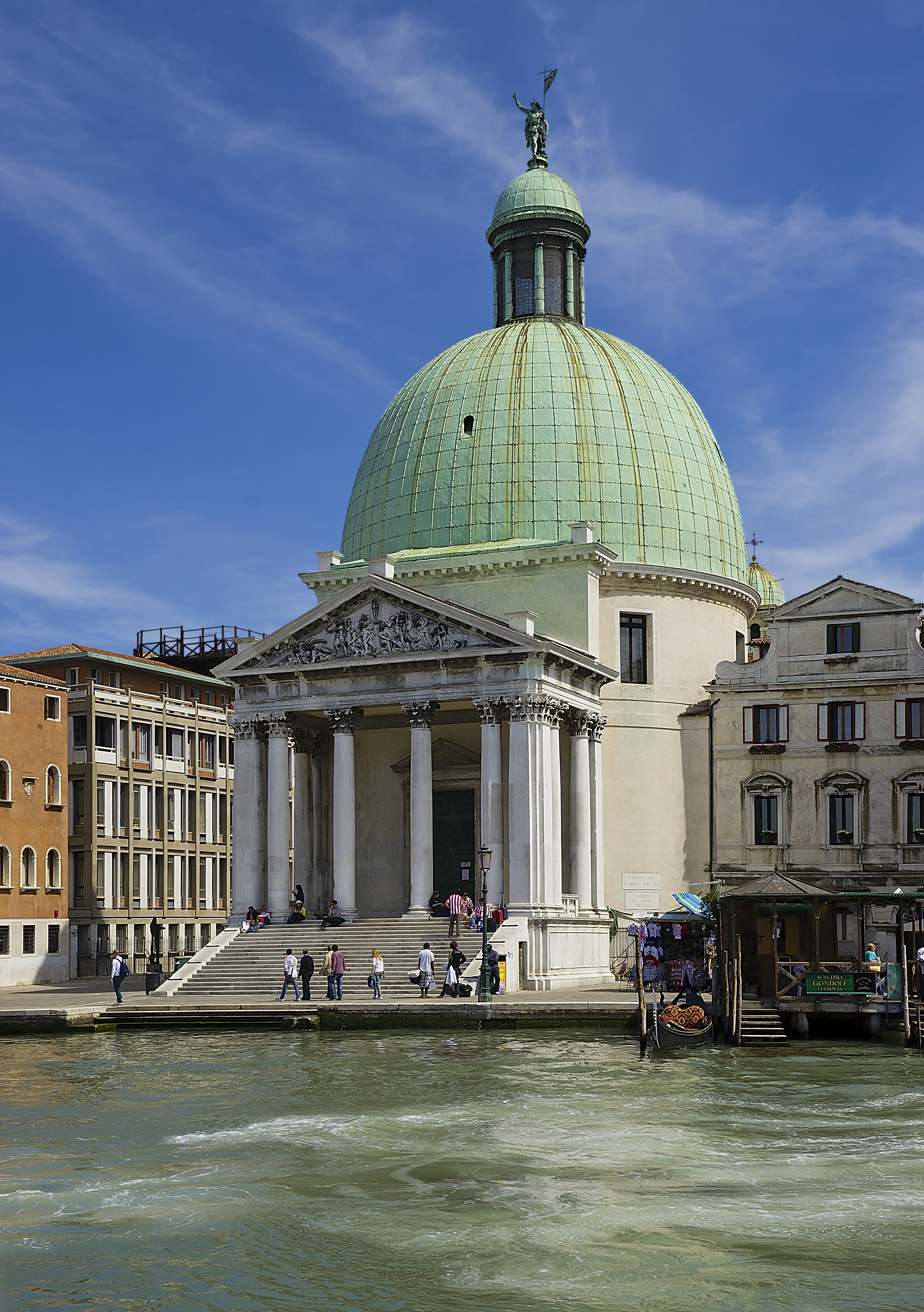
Biserica Sf. Simion cel Nou (chiesa di San Simeone Piccolo, 850)

#### Dorsoduro (fără Giudecca)

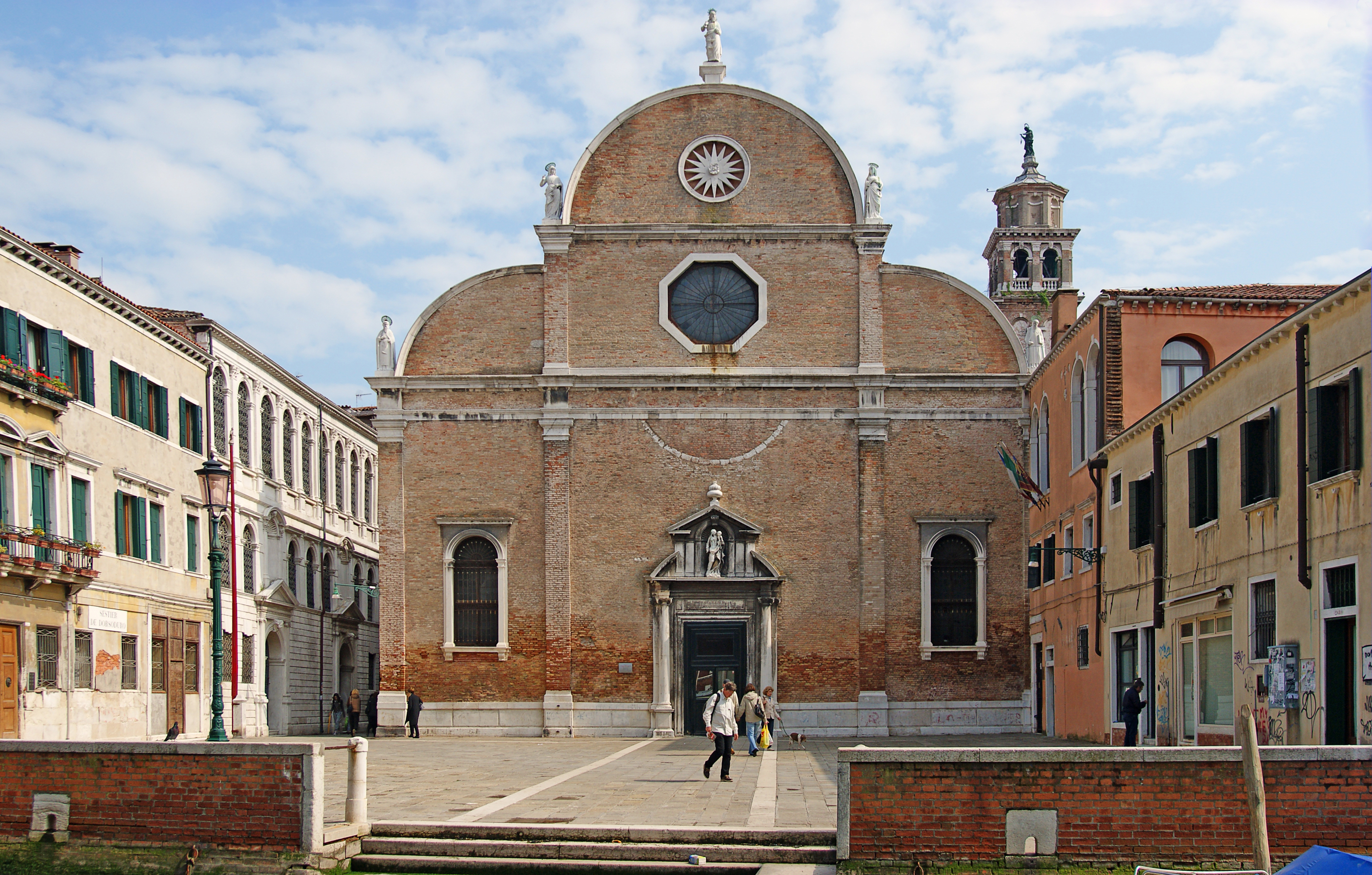
Biserica Sf. Maria ai Carmelitanilor (chiesa di Santa Maria dei Carmini sau Maria Assunta del Carmelo, 1290)
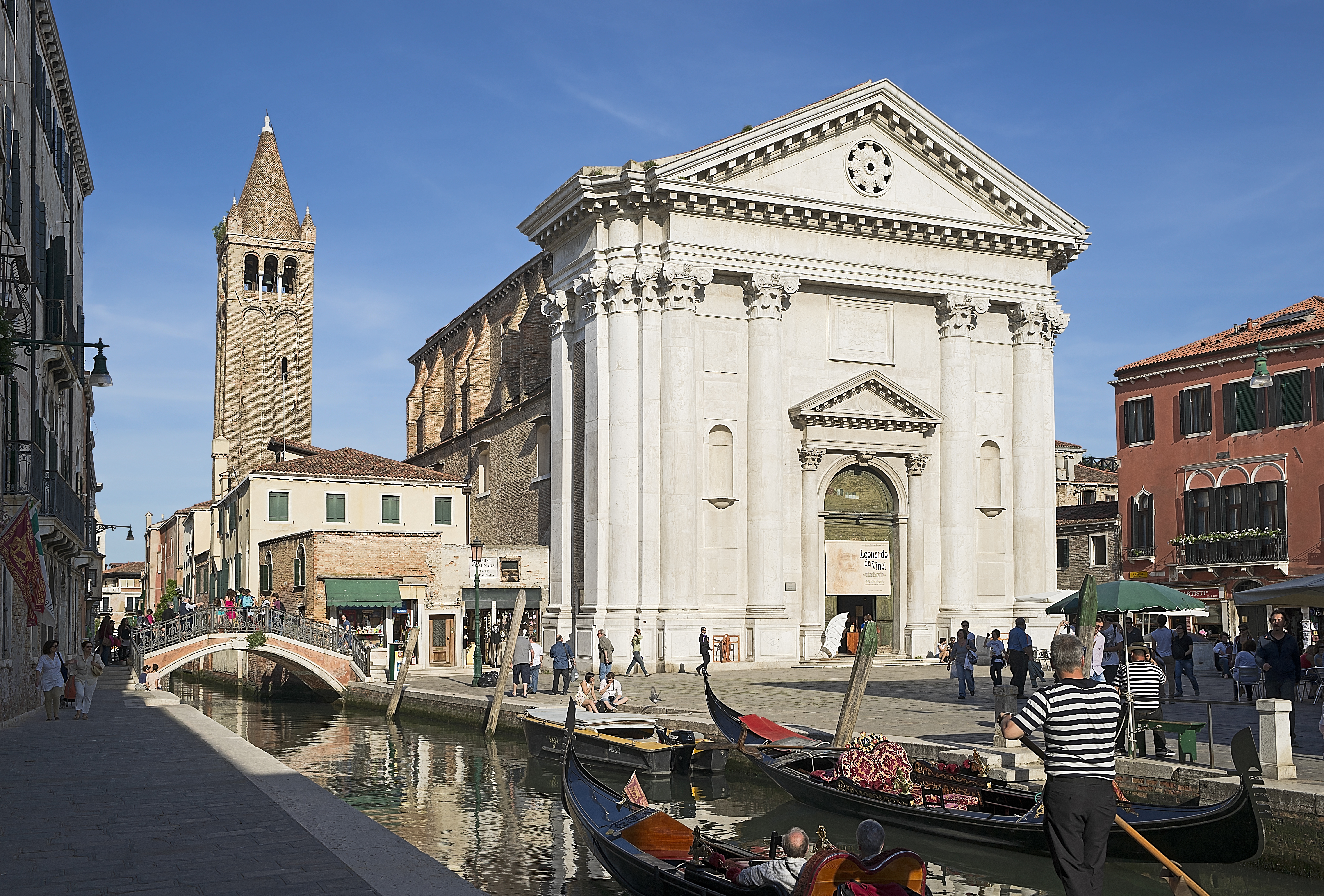
Biserica Sf. Barnaba (chiesa di San Barnaba, 1105)
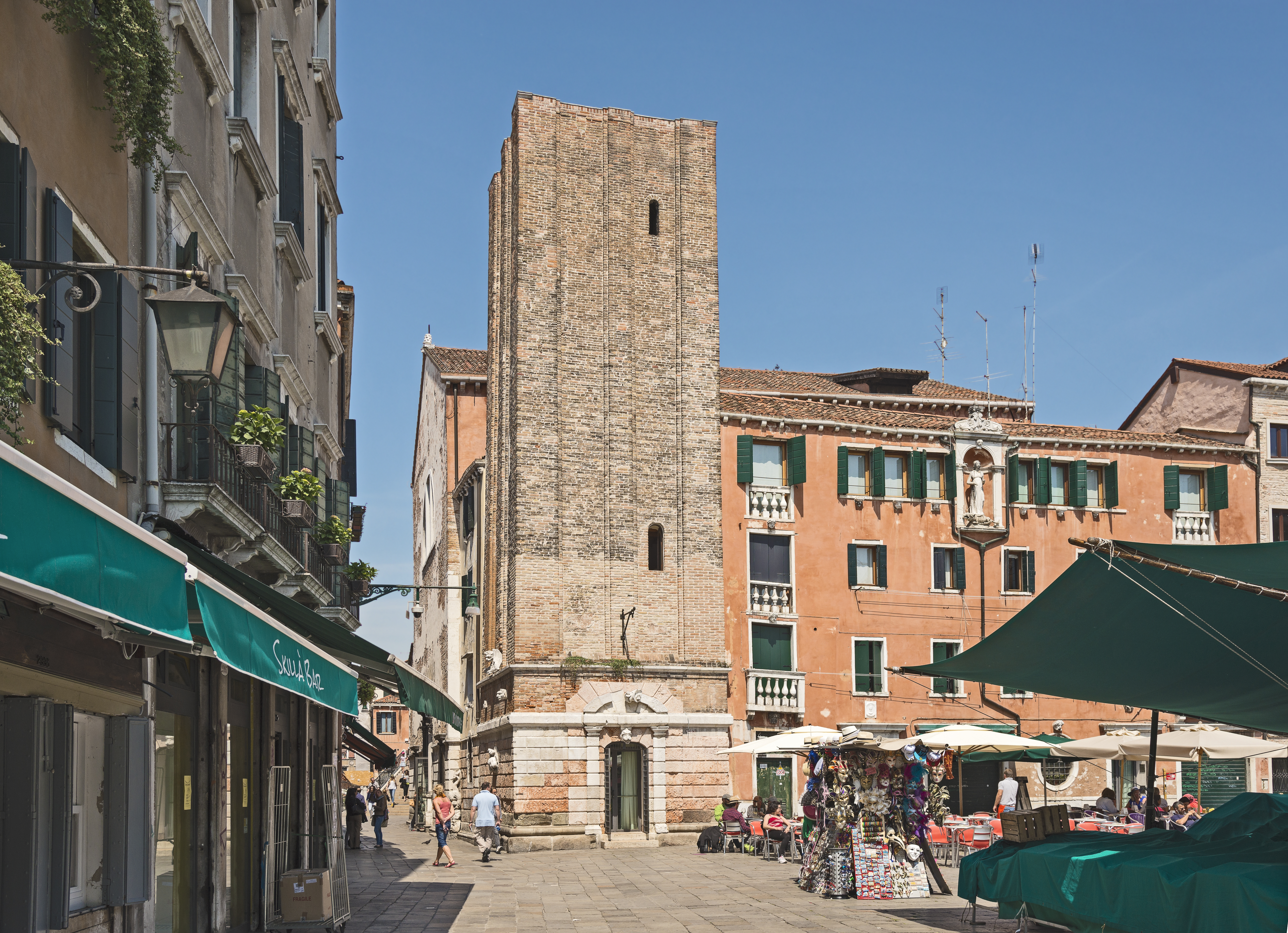
Biserica Sf. Margherita  (chiesa di Santa Margherita, 853, desacralizată)
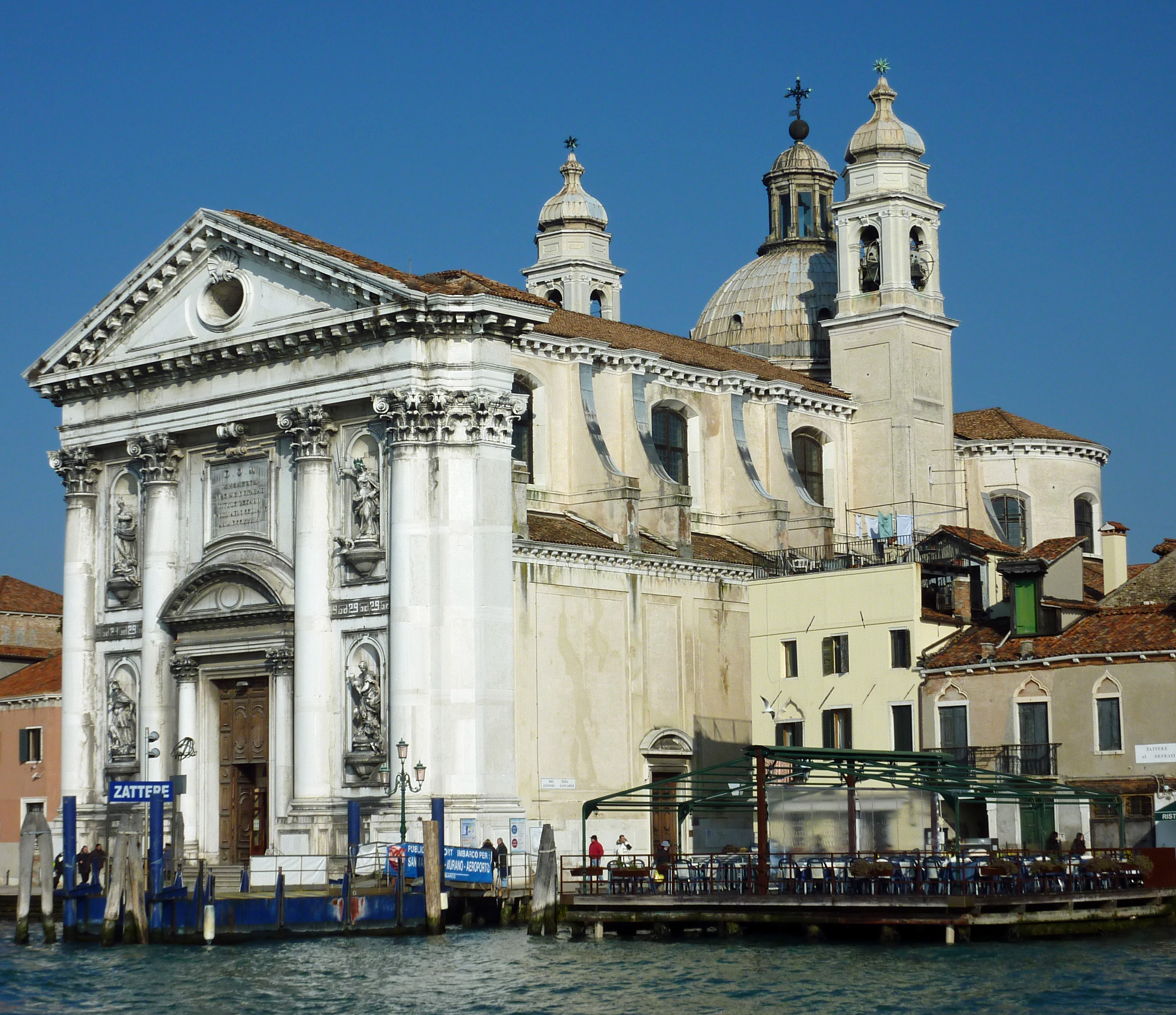
Biserica Sf. Maria a Rozariului (I Gesuati) (chiesa di Santa Maria del Rosario sau chiesa dei Gesuati, sau mai simplu I Gesuati, 1494)
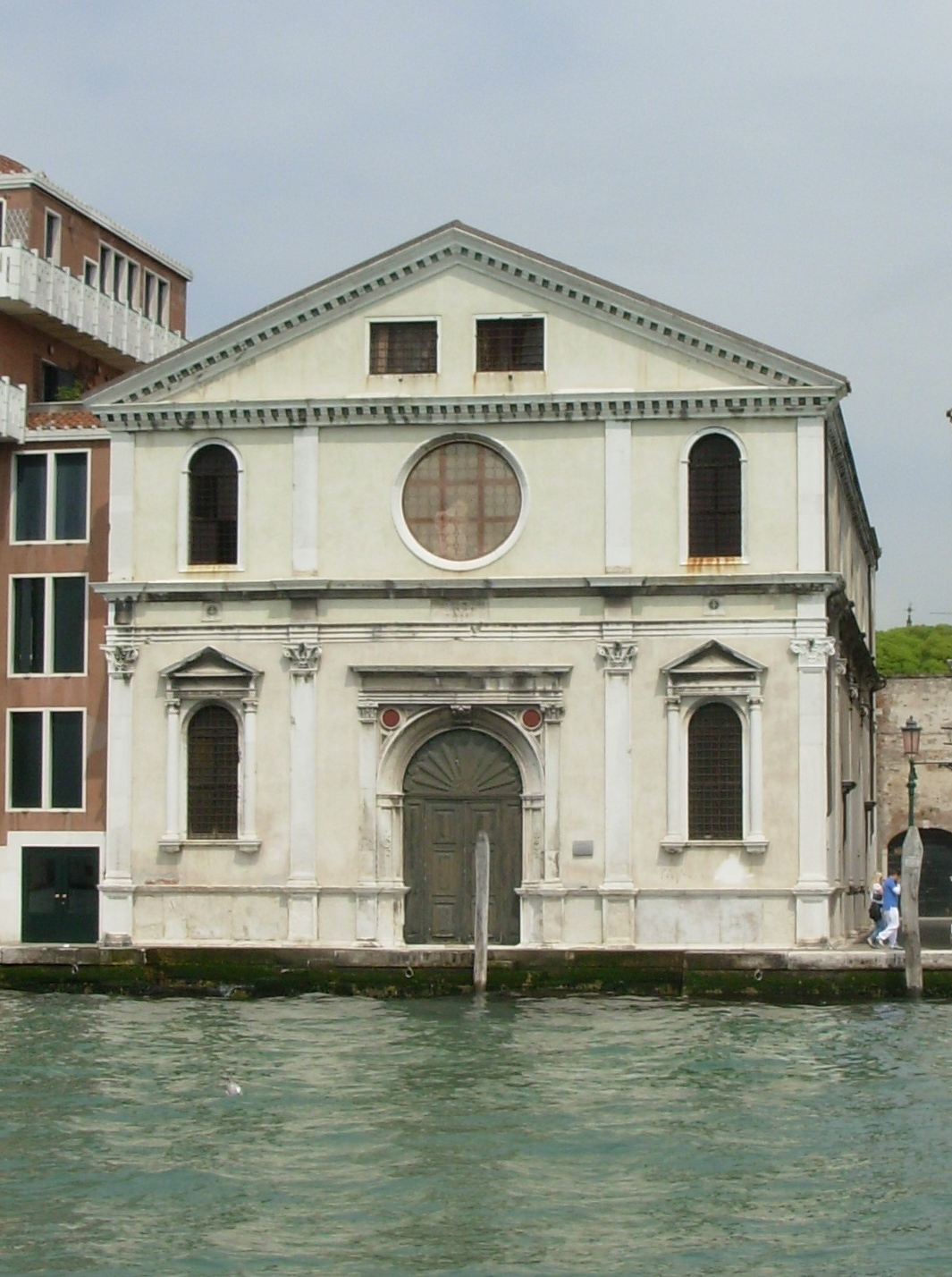
Biserica Sf. Spirit (chiesa dello Spirito Santo, 1483)
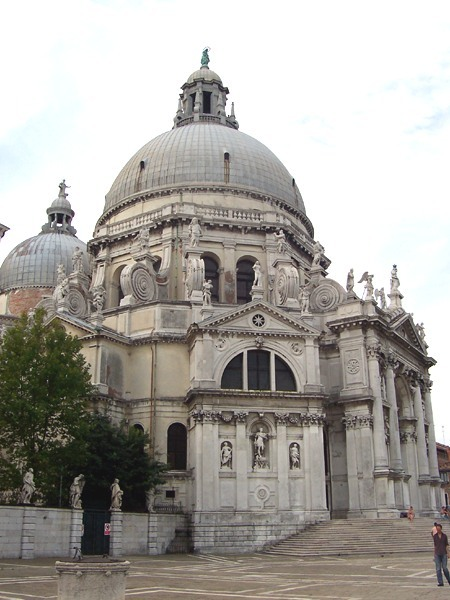
Bazilica Santa Maria della Salute (basilica di Santa Maria della Salute sau mai simplu la Salute, 1681)
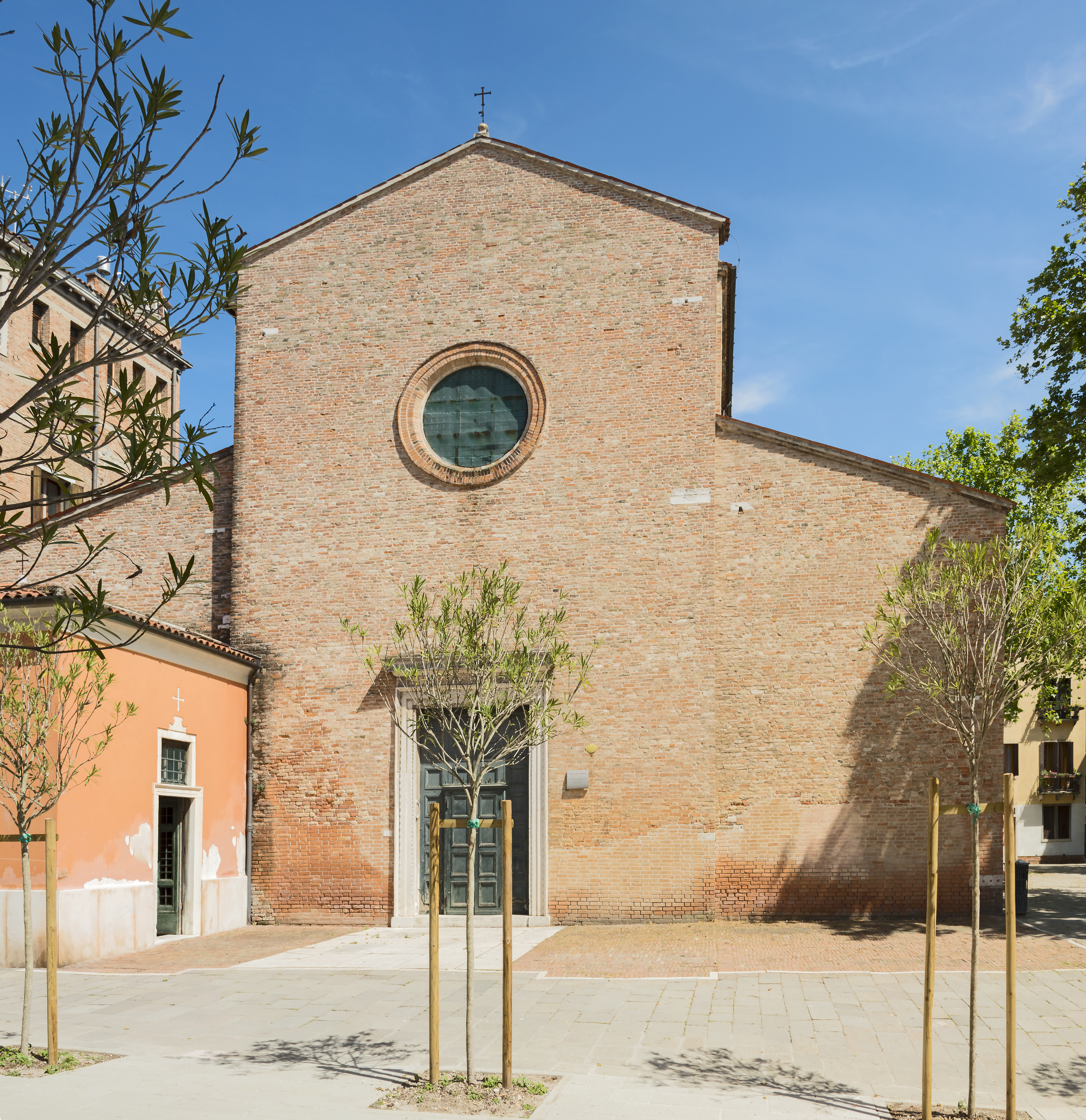
Biserica Sf. Agneza (chiesa di Sant'Agnese, 1081)
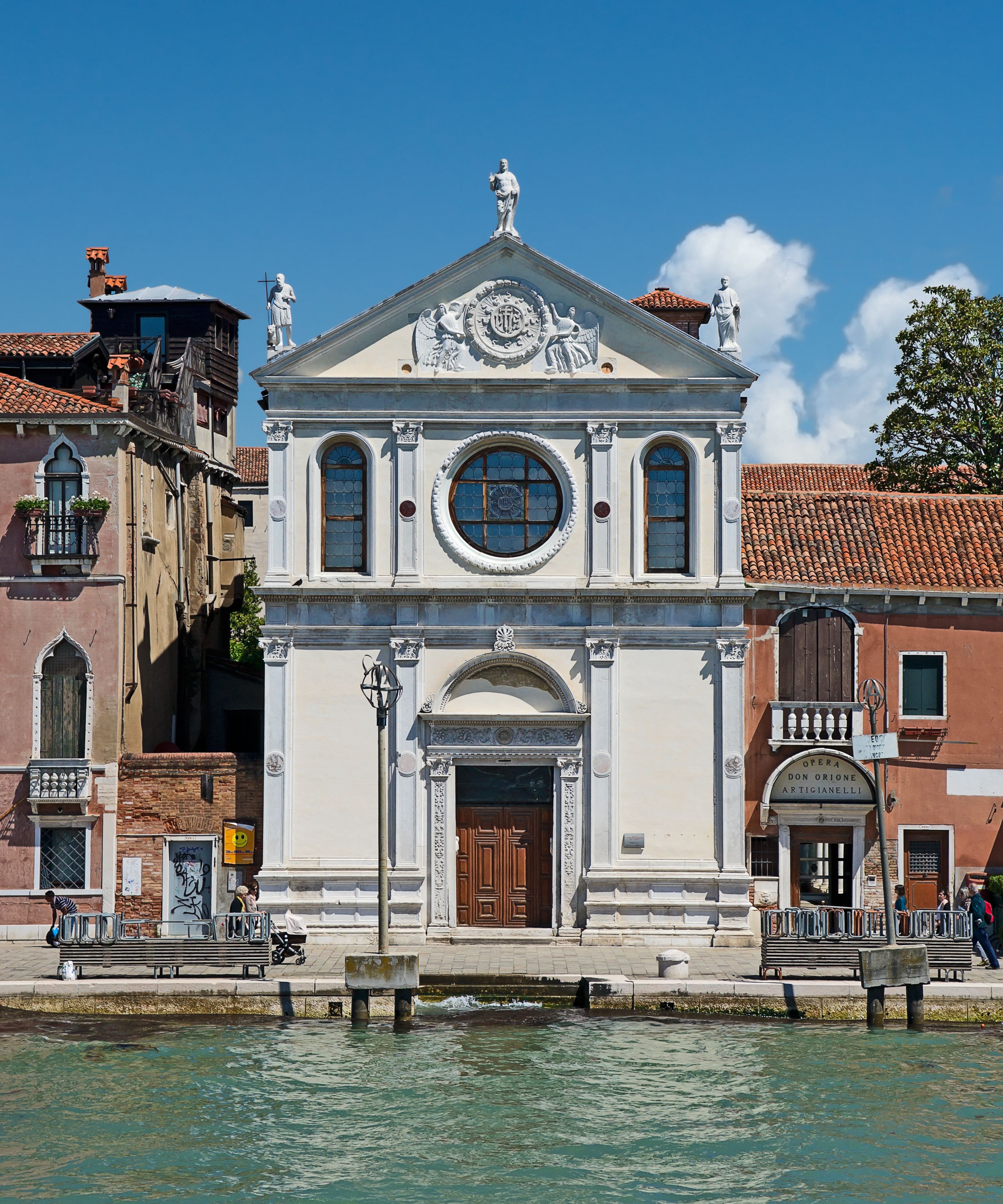
Biserica Sf. Maria a Vizitării (chiesa di Santa Maria della Visitazione, 1400)
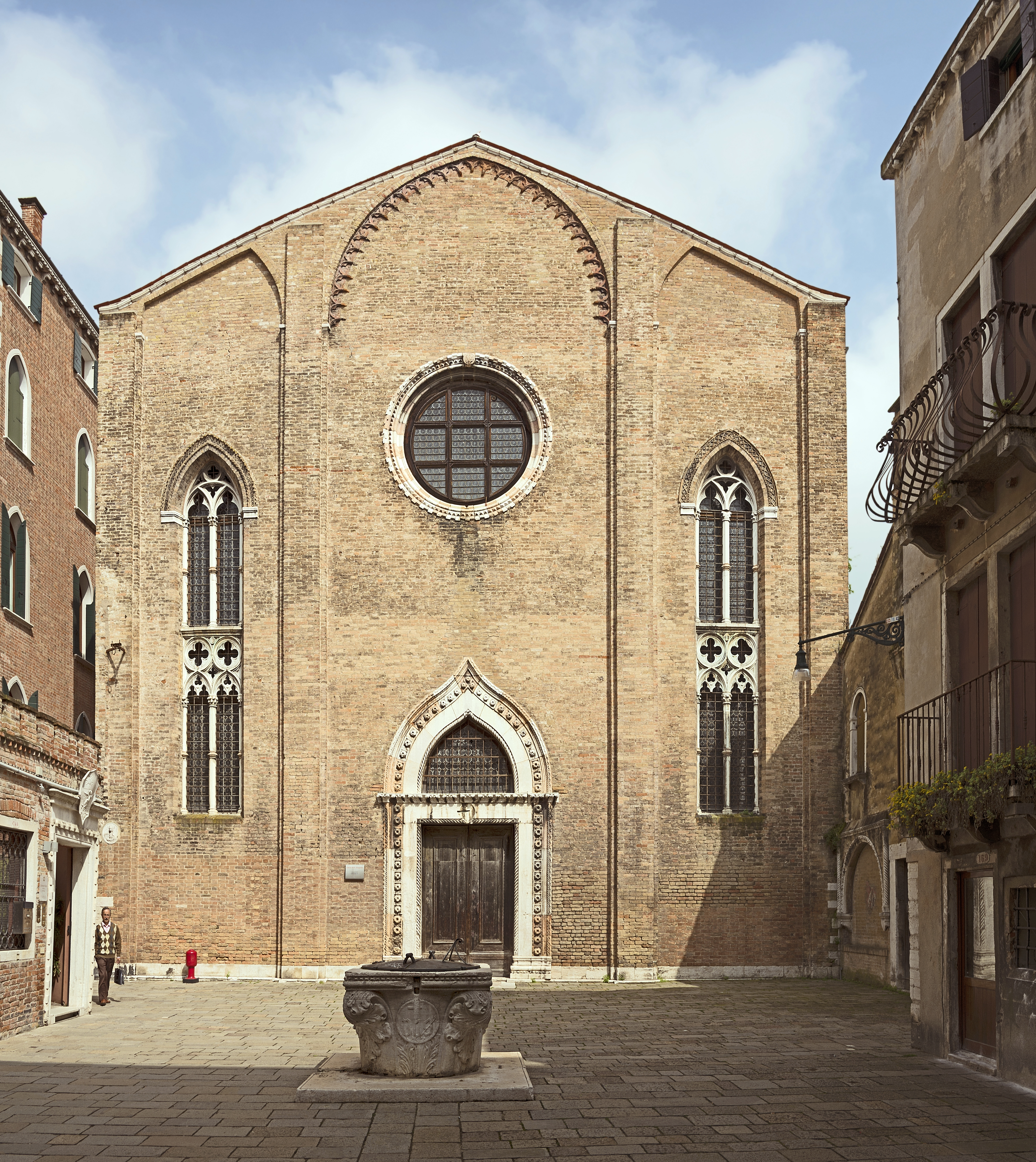
Biserica Sf. Grigore  (chiesa di San Gregorio, 806, desacralizată)
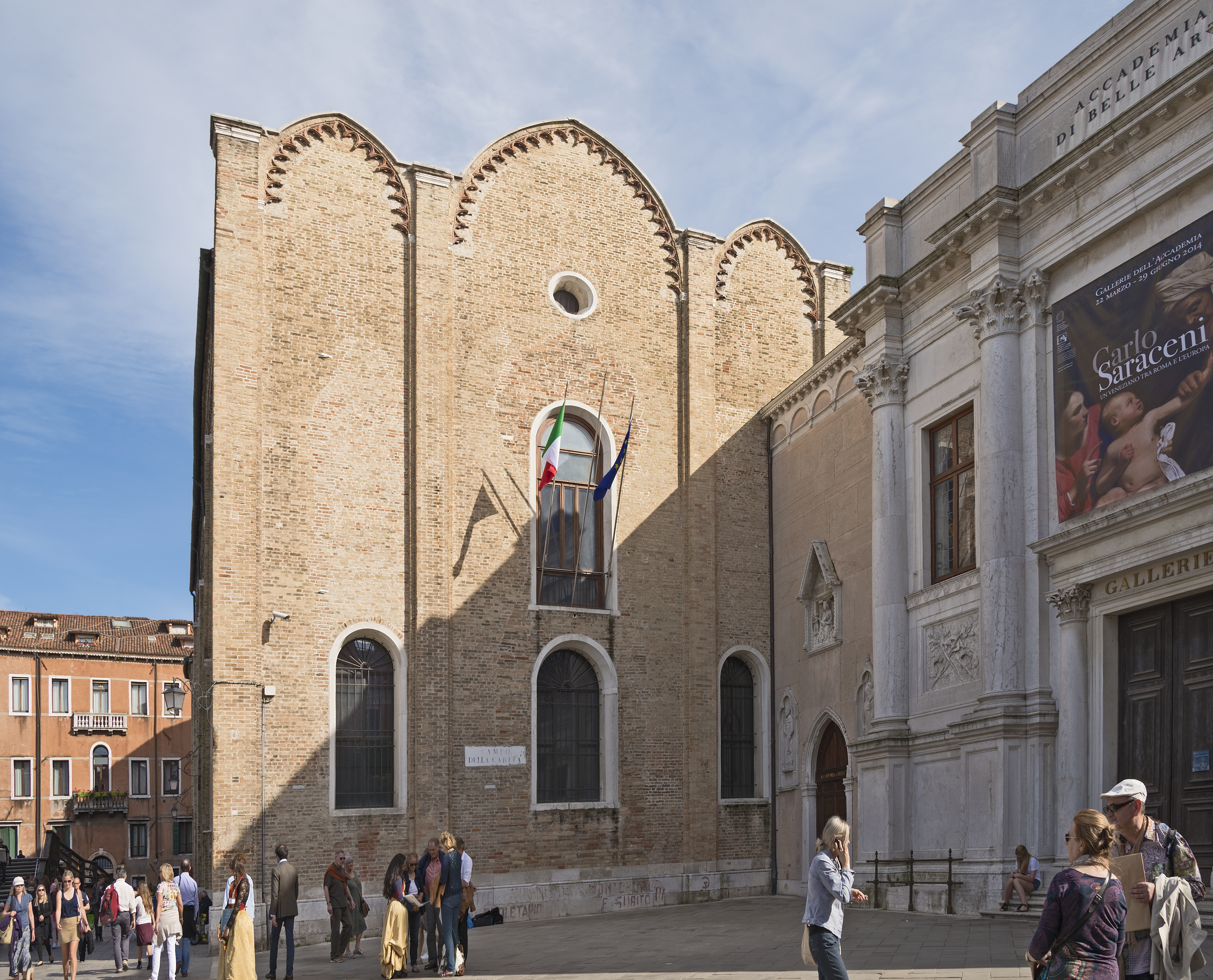
Biserica Sf. Maria a Carităţii (chiesa di Santa Maria della Carità, 1450-1807, desacralizată)
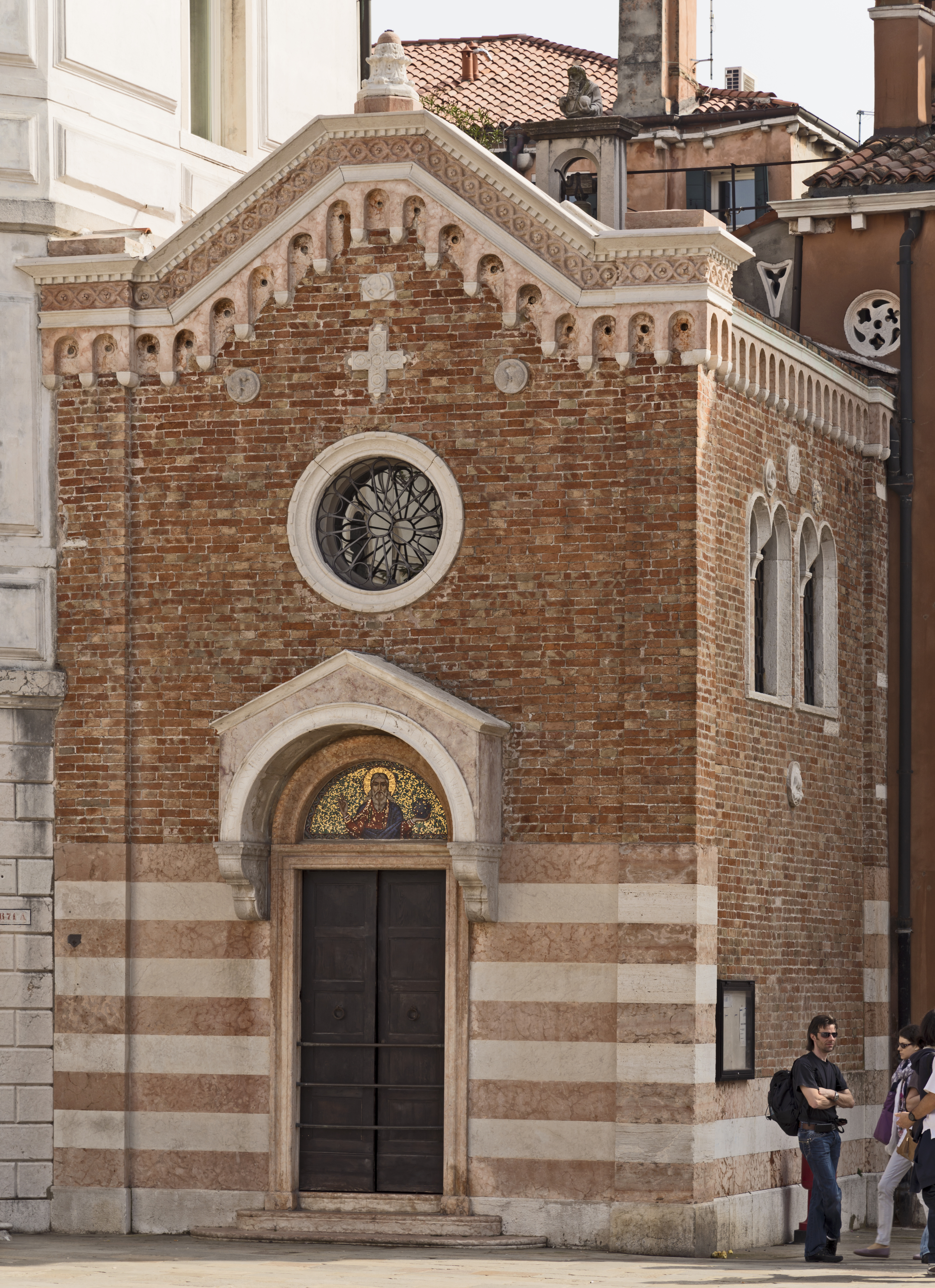
Biserica Sf. Vitus (chiesa di San Vio sau Santi Vito e Modesto, 912-1813, distrusă)
Biserica Santa Maria dell'Umiltà şi mănăstirea sa (distruse în 1824)
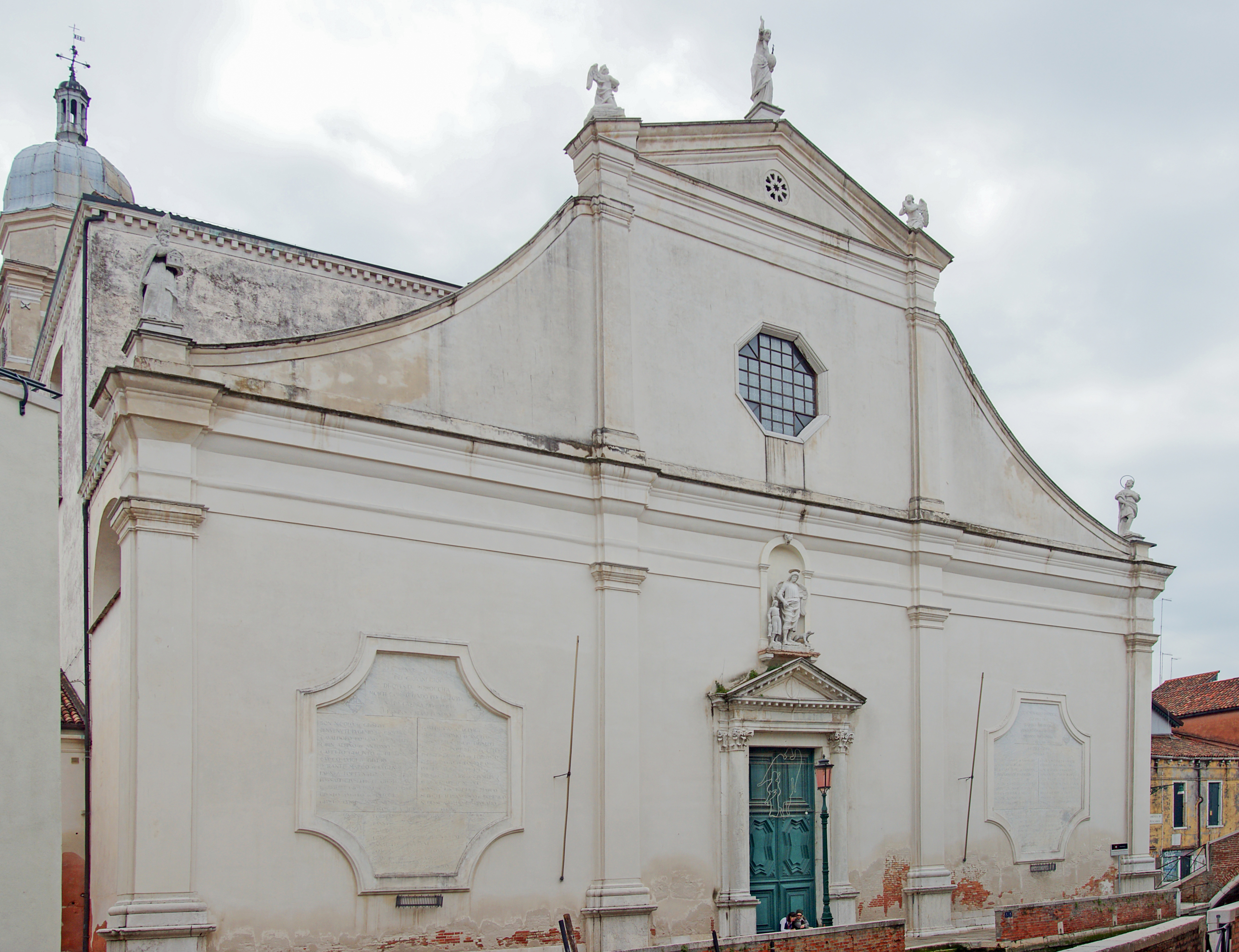
Biserica Arhanghelul Rafael (chiesa Raffaele Arcangelo, 650)
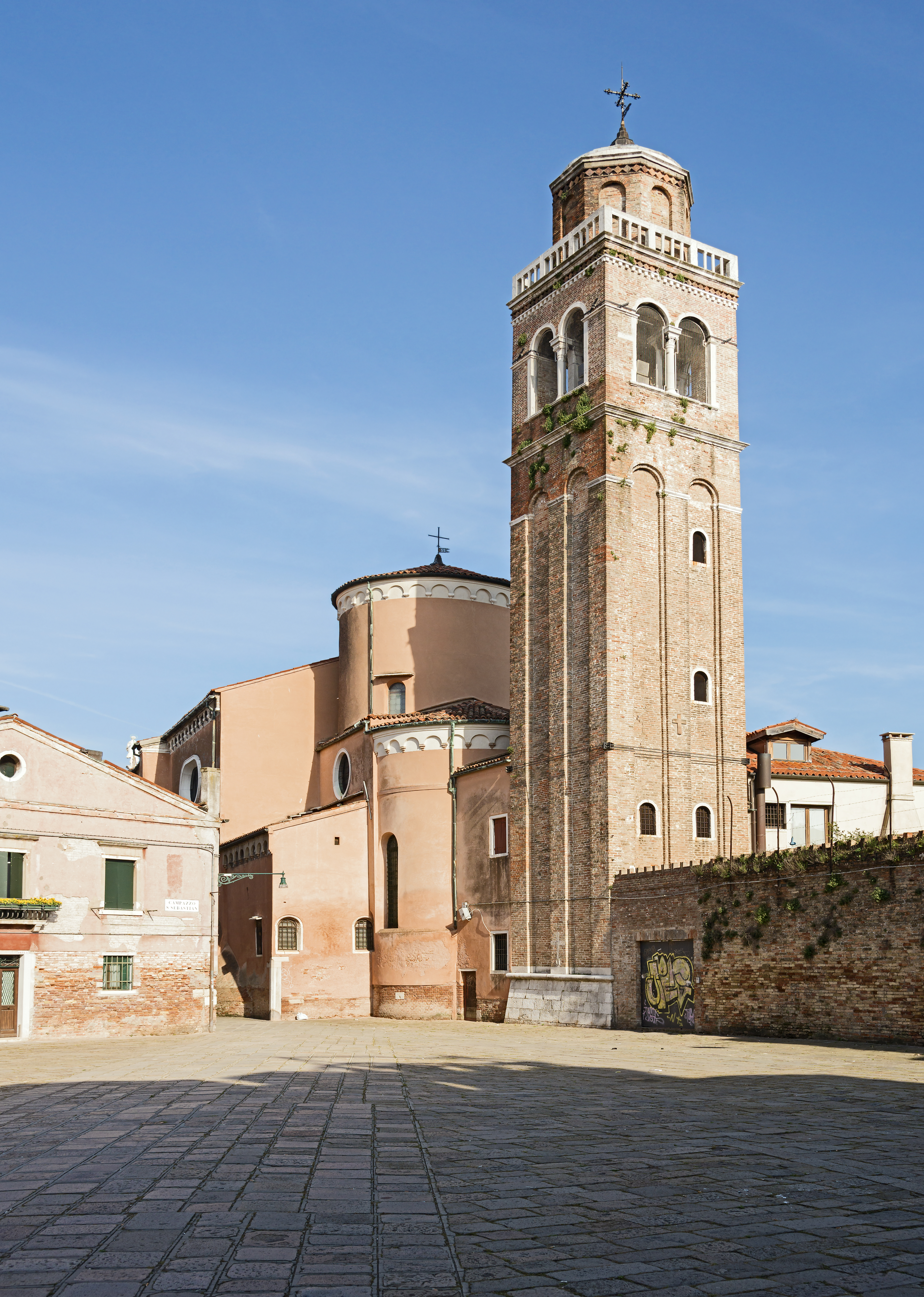
Biserica Sf. Sebastian (chiesa di San Sebastiano, 1348)
Biserica Sf. Pantalon (chiesa di San Pantalon sau Pantaleone Martire, 1050)
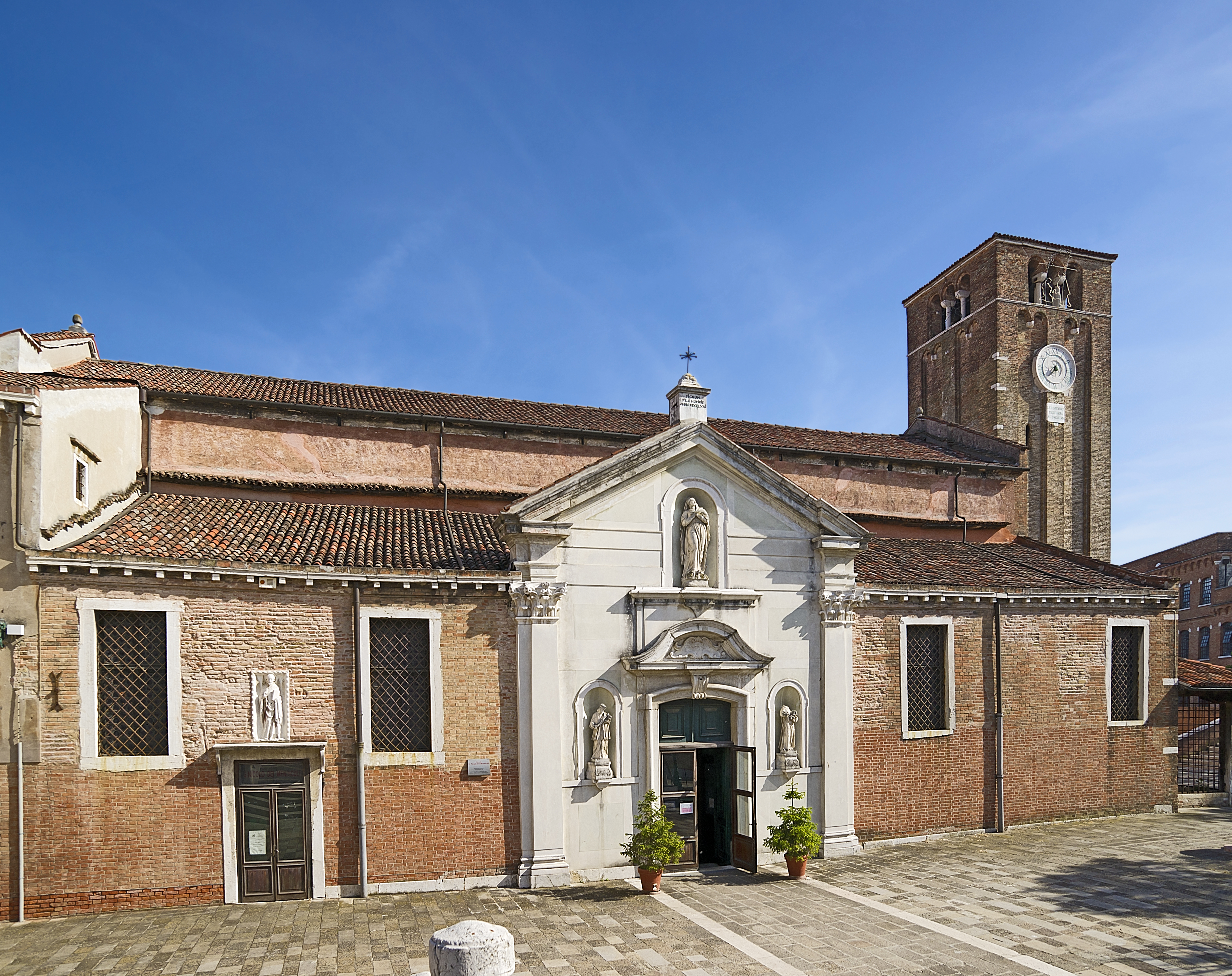
Biserica Sf. Nicolae al Cerşetorilor (chiesa di San Nicolò dei Mendicoli sau Nicola Vescovo, 650)
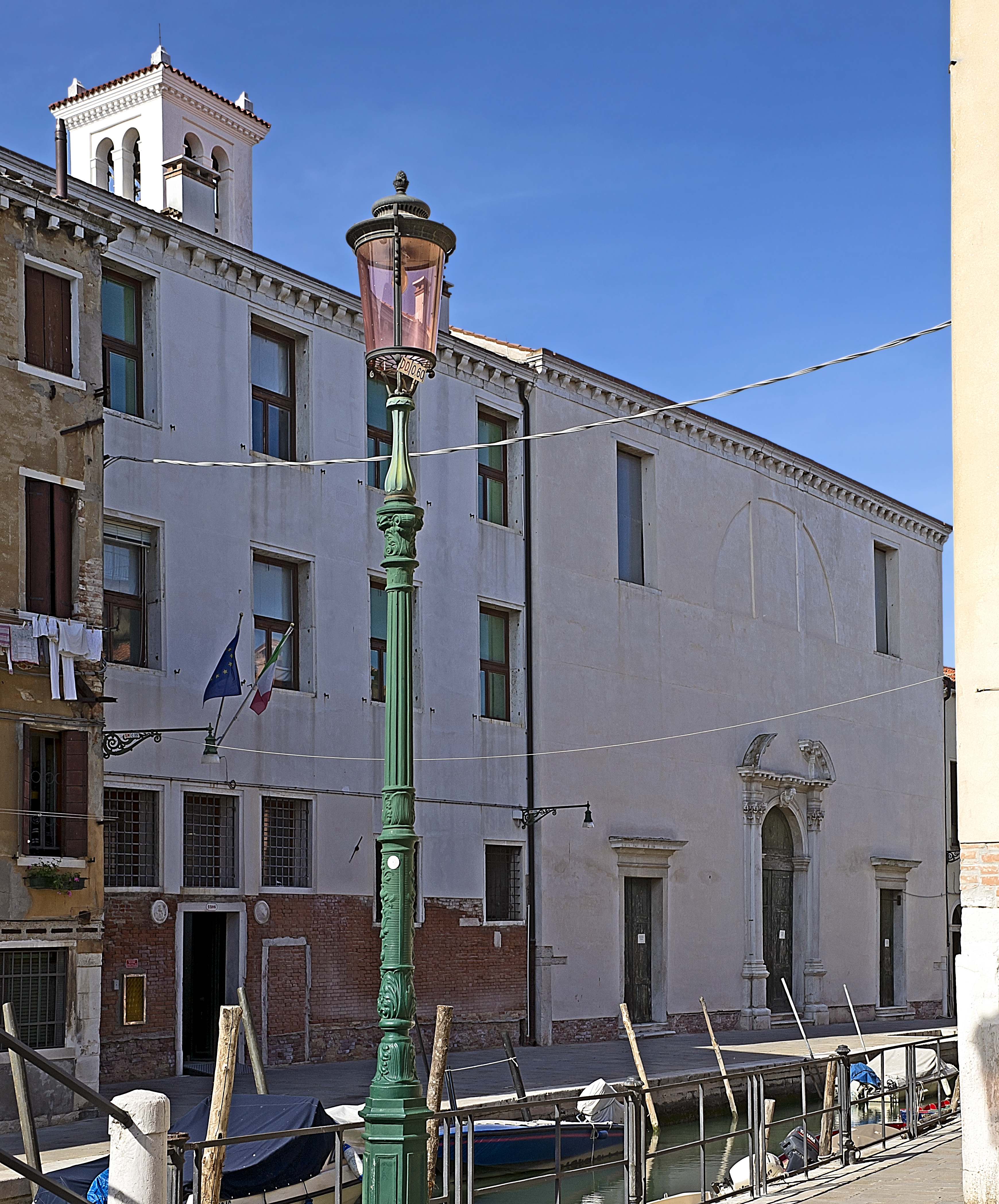
Biserica Sf. Tereza  (chiesa di Santa Teresa sau chiesa delle Terese, mai simplu Le Terese ; 1677, desacralizată)
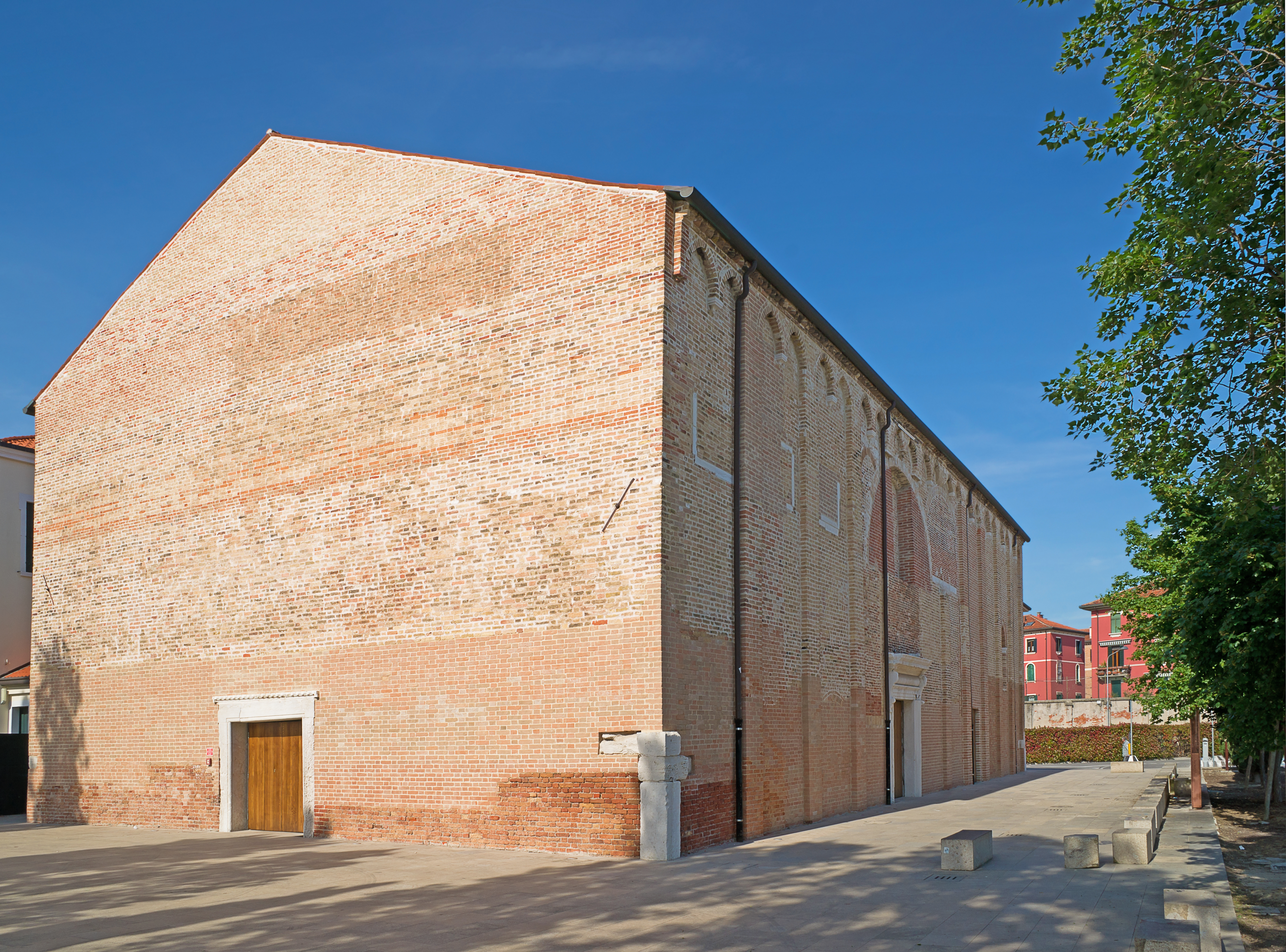
Biserica Sf. Marta (chiesa di Santa Marta, 1450, desacralizată)
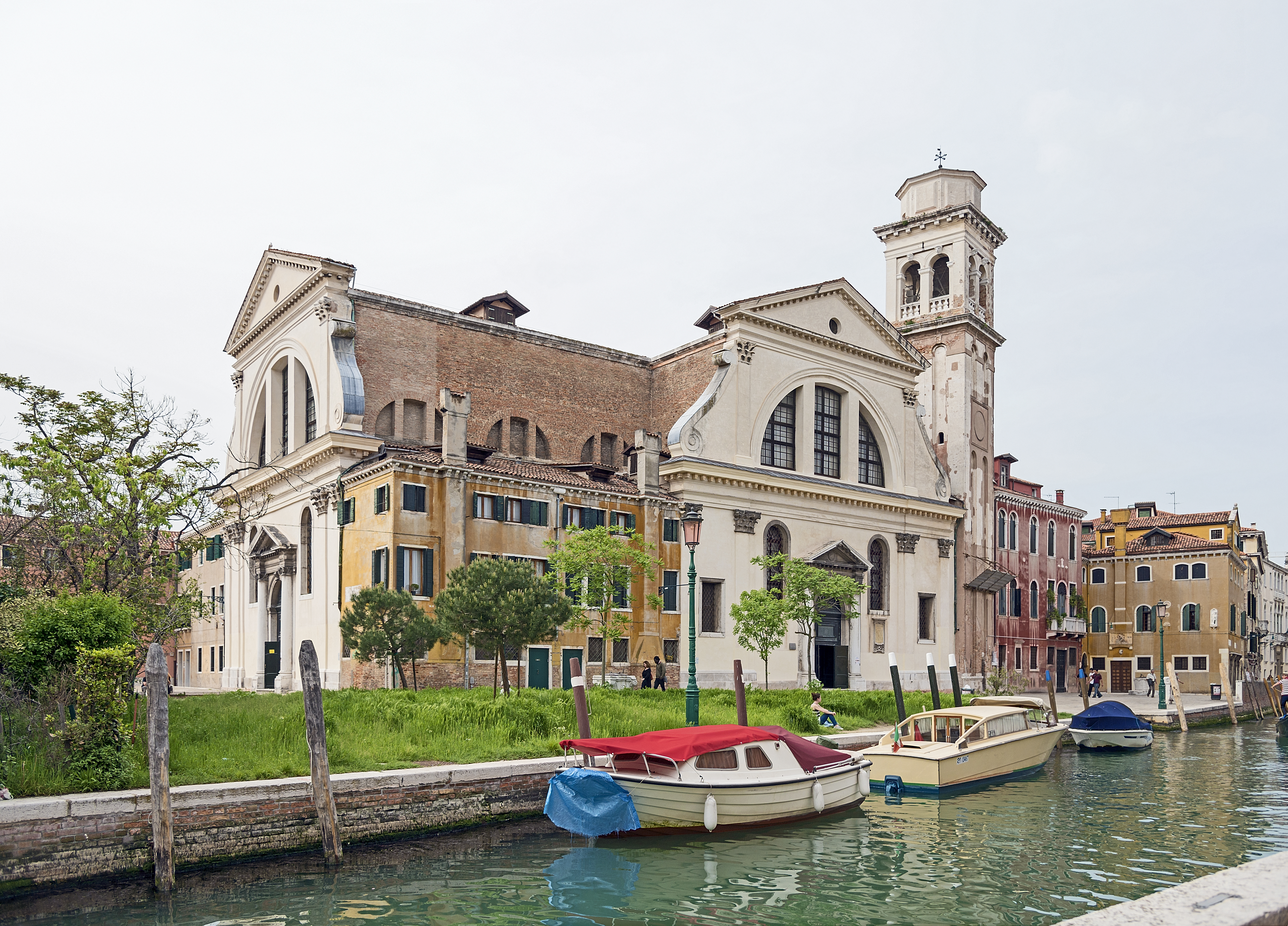
Biserica Sf. Gervasiu şi Protasiu (chiesa dei SS. Gervasio e Protasio Martiri sau San Trovaso, 1028)
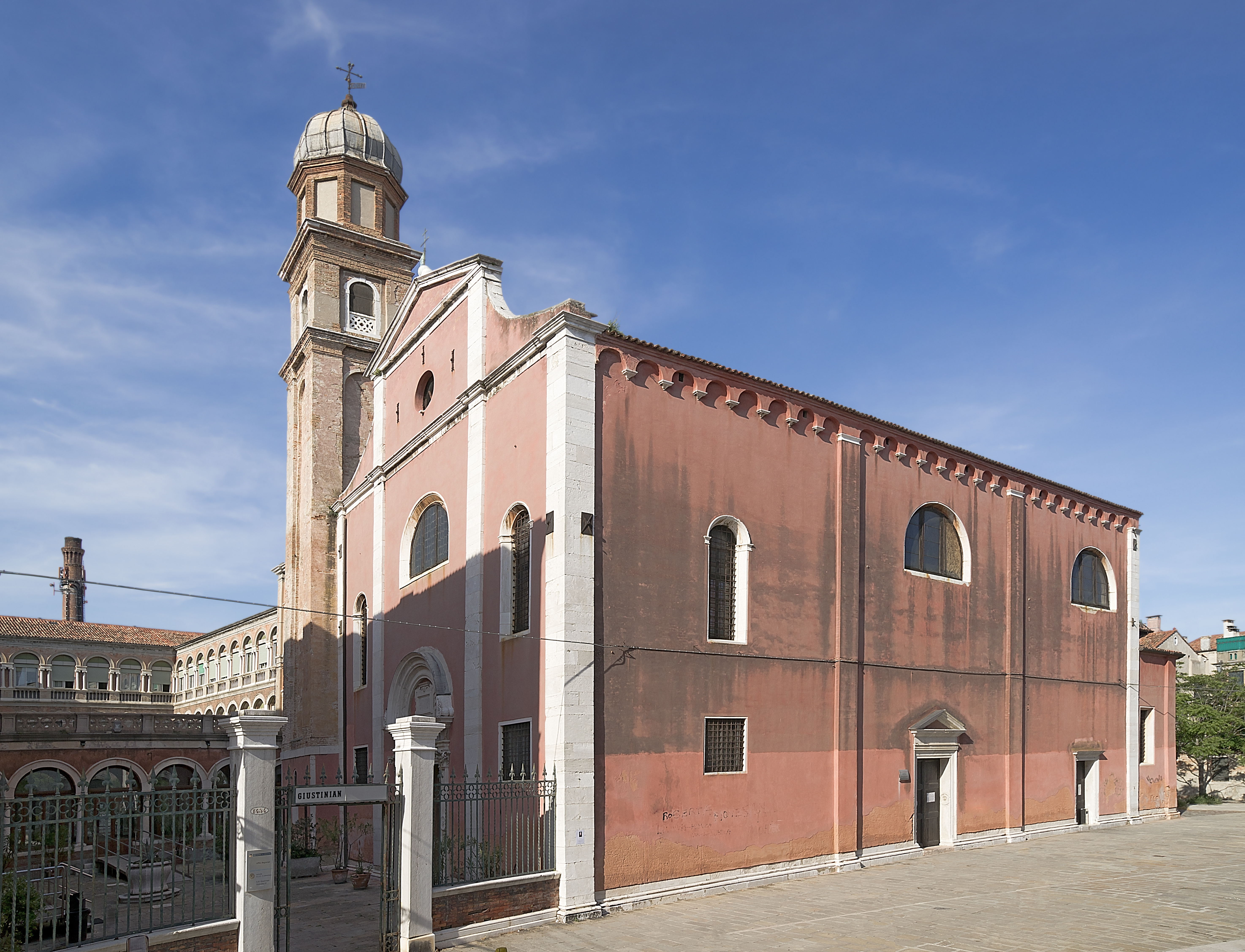
Biserica Tuturor Sfinţilor (chiesa degli Ognissanti, 1550)
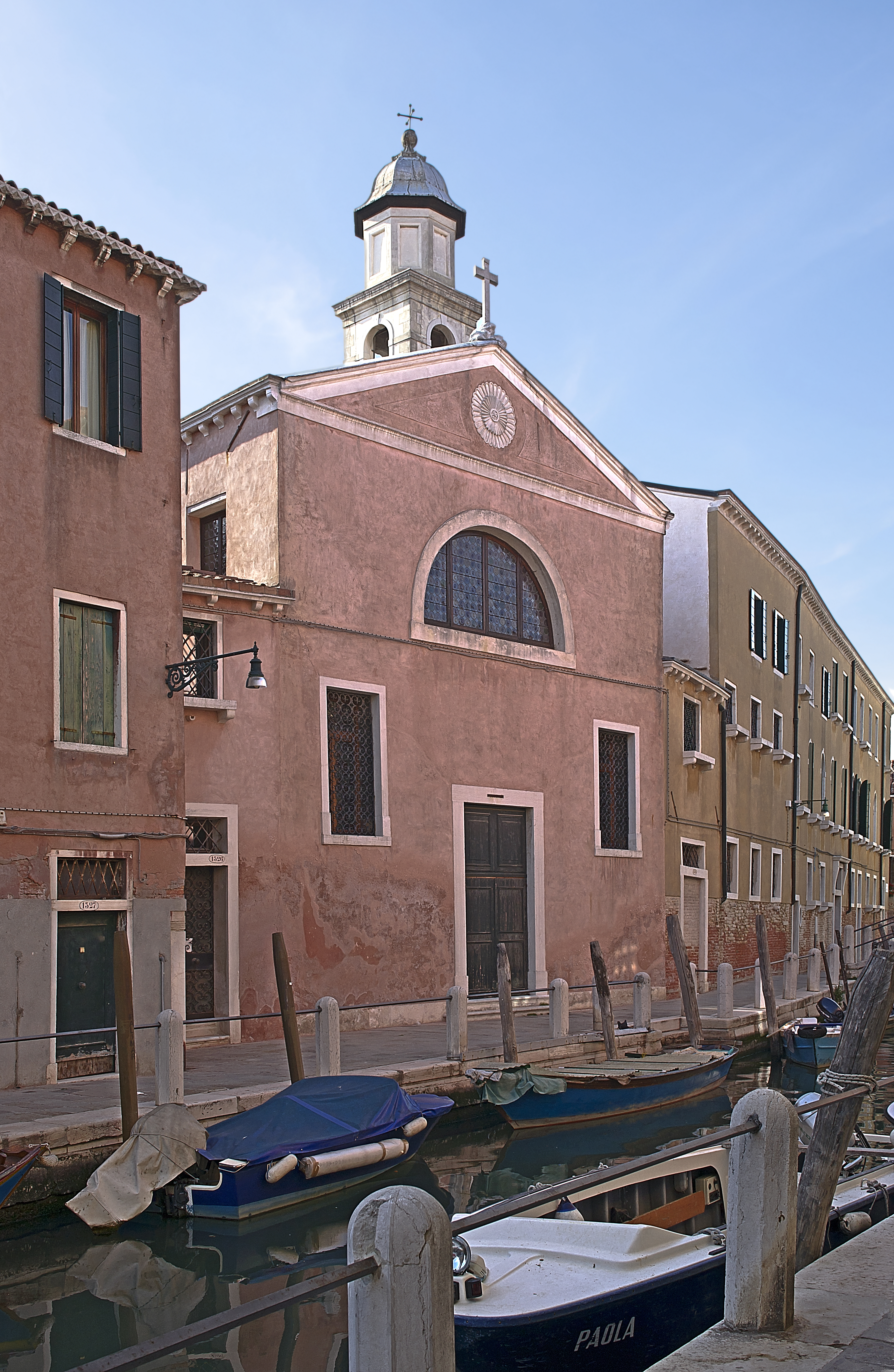
Biserica Eremiţilor (chiesa delle Eremite sau chiesa di Gesù, Giuseppe e Maria, 1693, închisă în 1810)
Biserica Sf. Vasile (chiesa di San Basilio, 870-1824, distrusă)
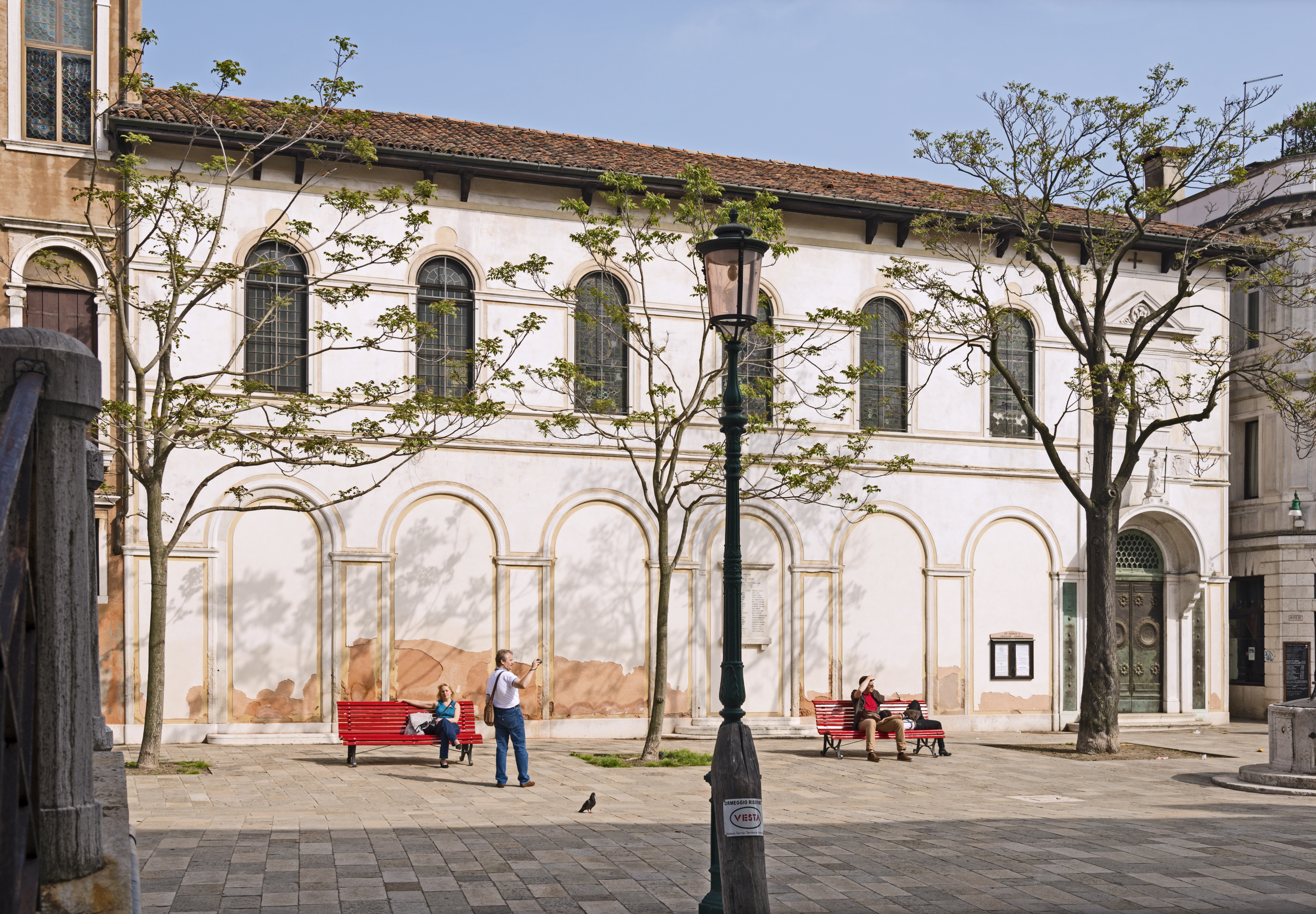
Biserica Sf. Gheorghe  (chiesa di Saint George, 1525, anglicană)

#### Giudecca(inclusă în Dorsoduro)

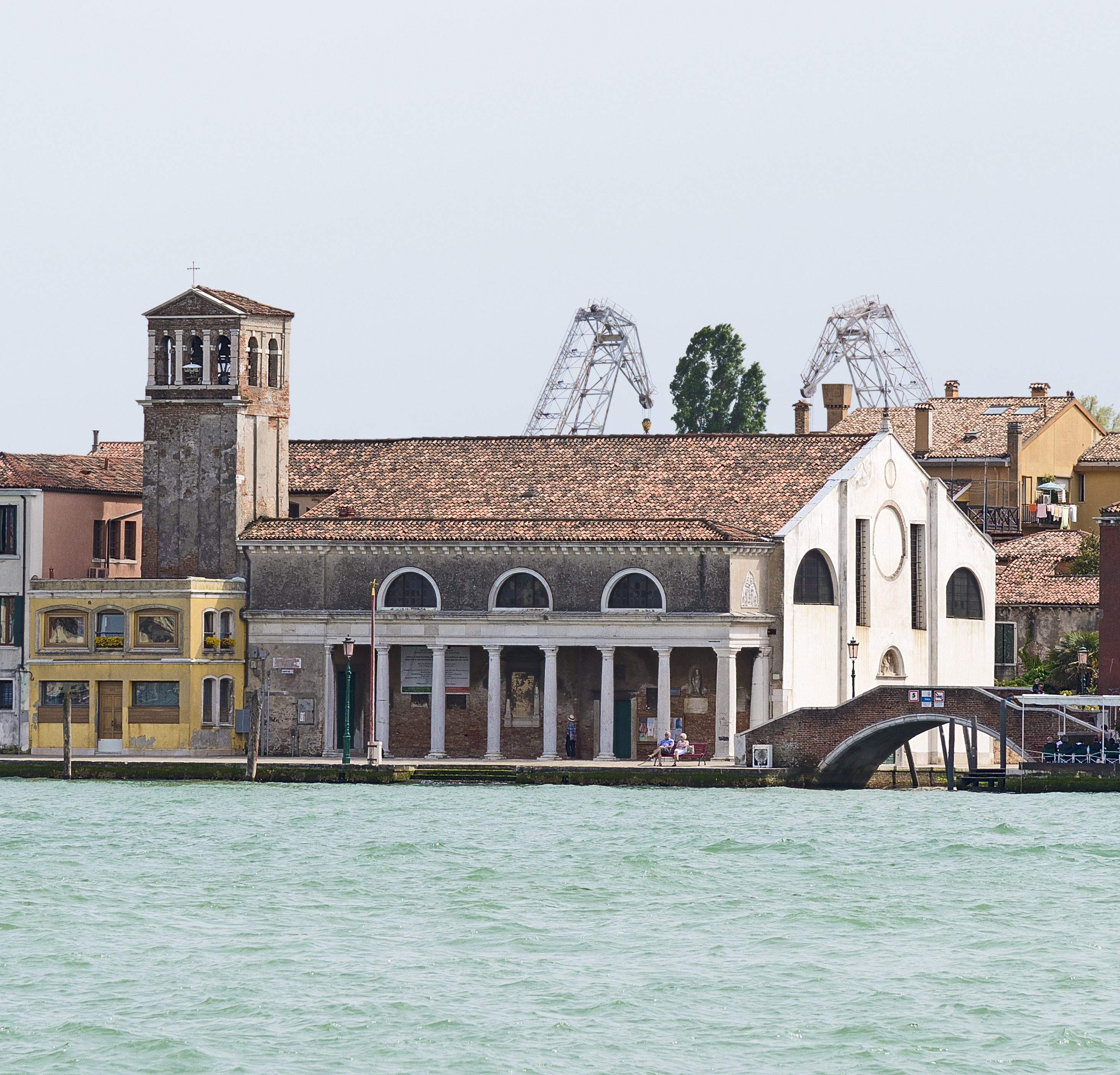
Biserica Sf. Eufemia (chiesa di Sant'Eufemia, sec. IX)
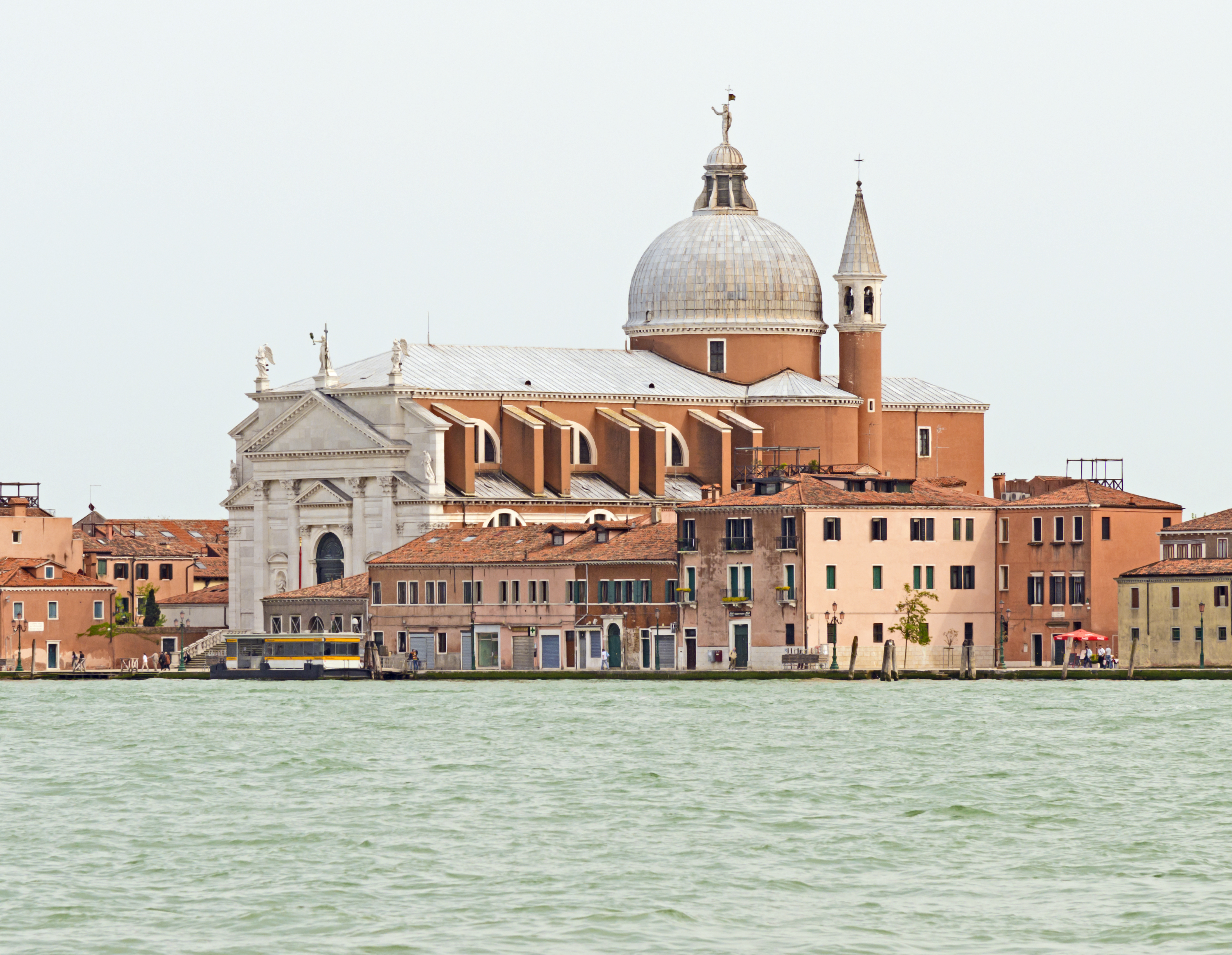
Biserica Il Redentore (chiesa del Redentore, 1577)
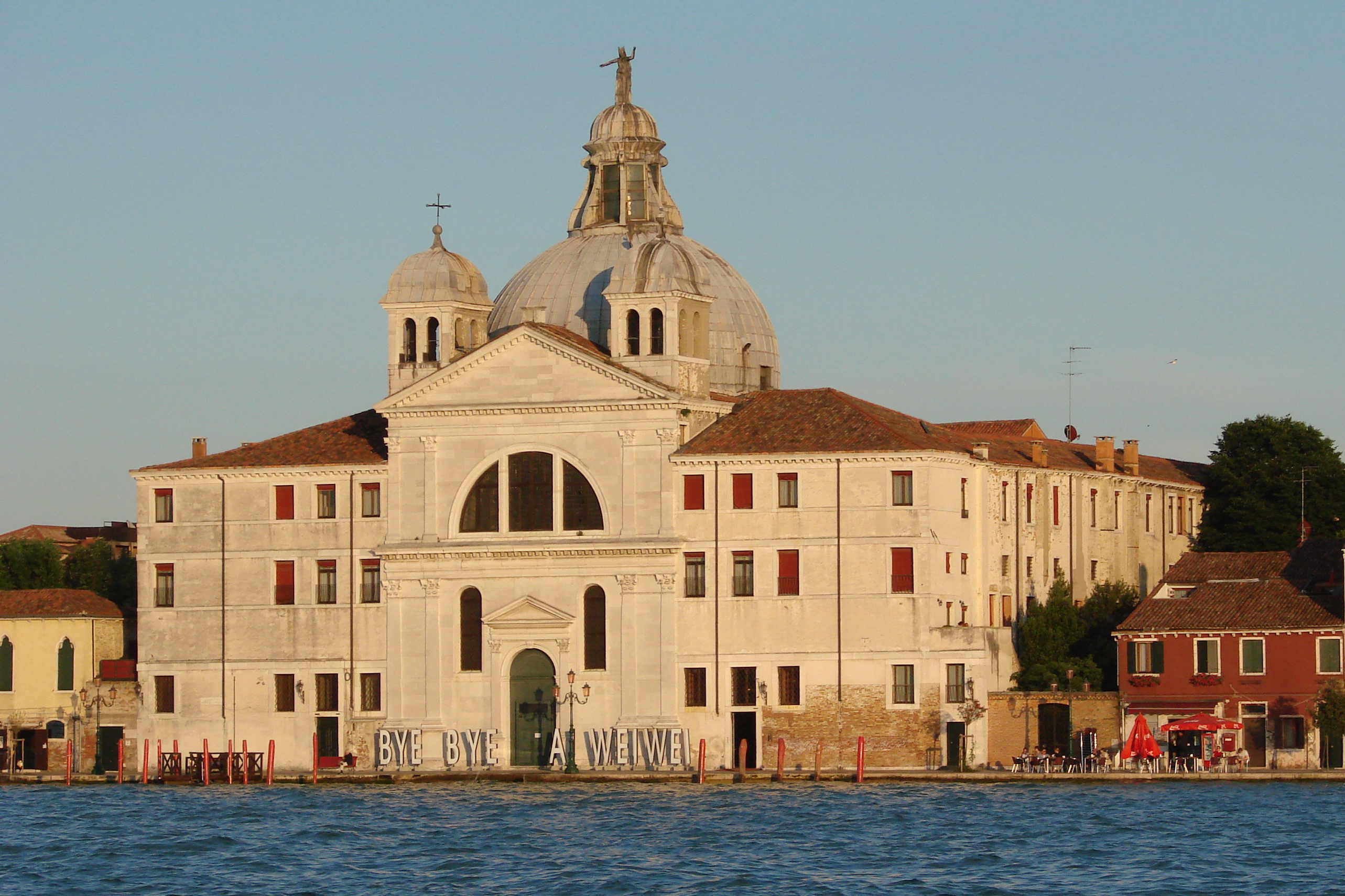
Biserica Sf. Maria a Prezentării sau Biserica Le Zitelle (chiesa di Santa Maria della Presentazione sau le Zitelle, 1581)
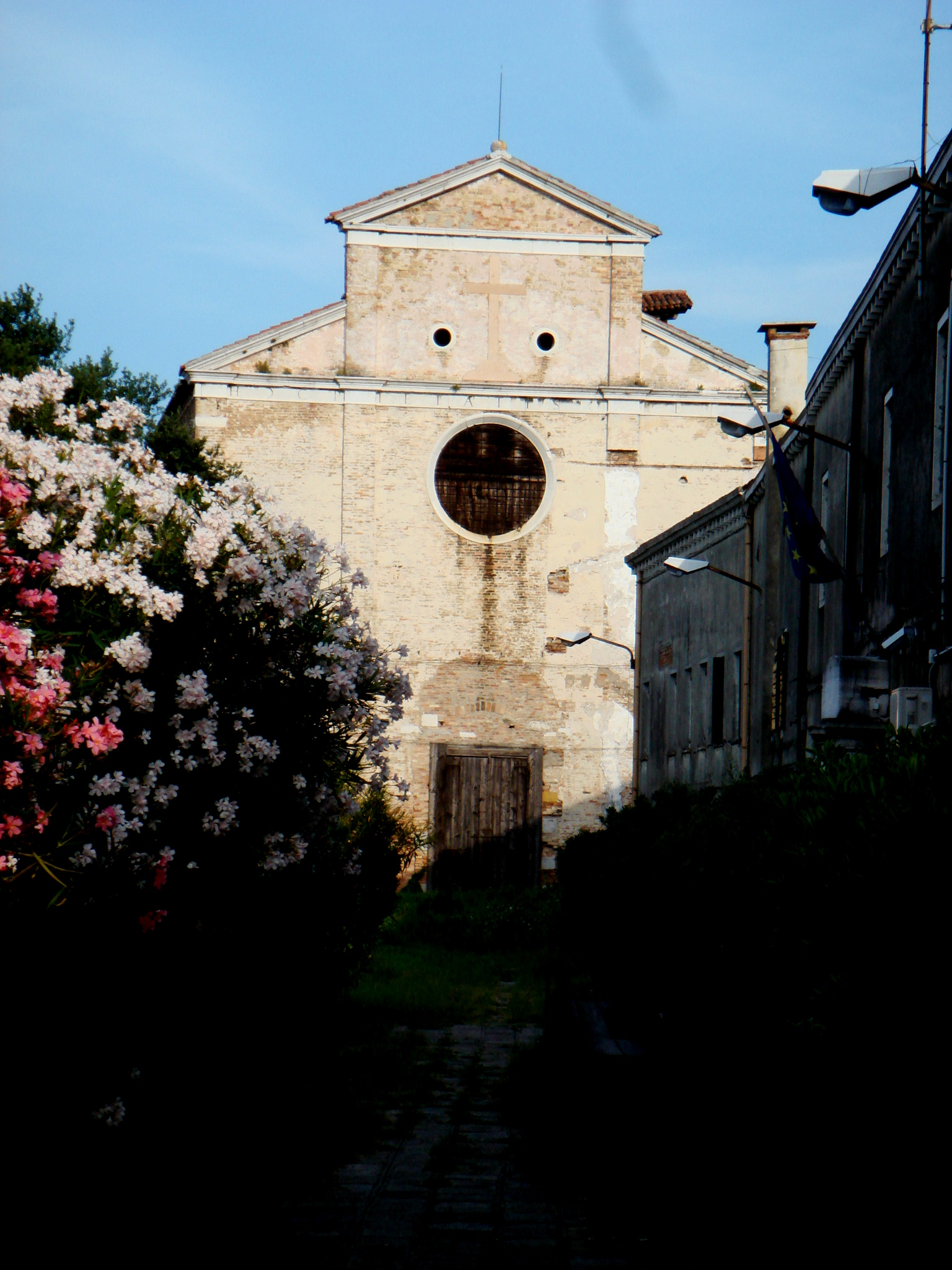
Biserica Sf. Cruce (chiesa di Santa Croce, desacralizată)
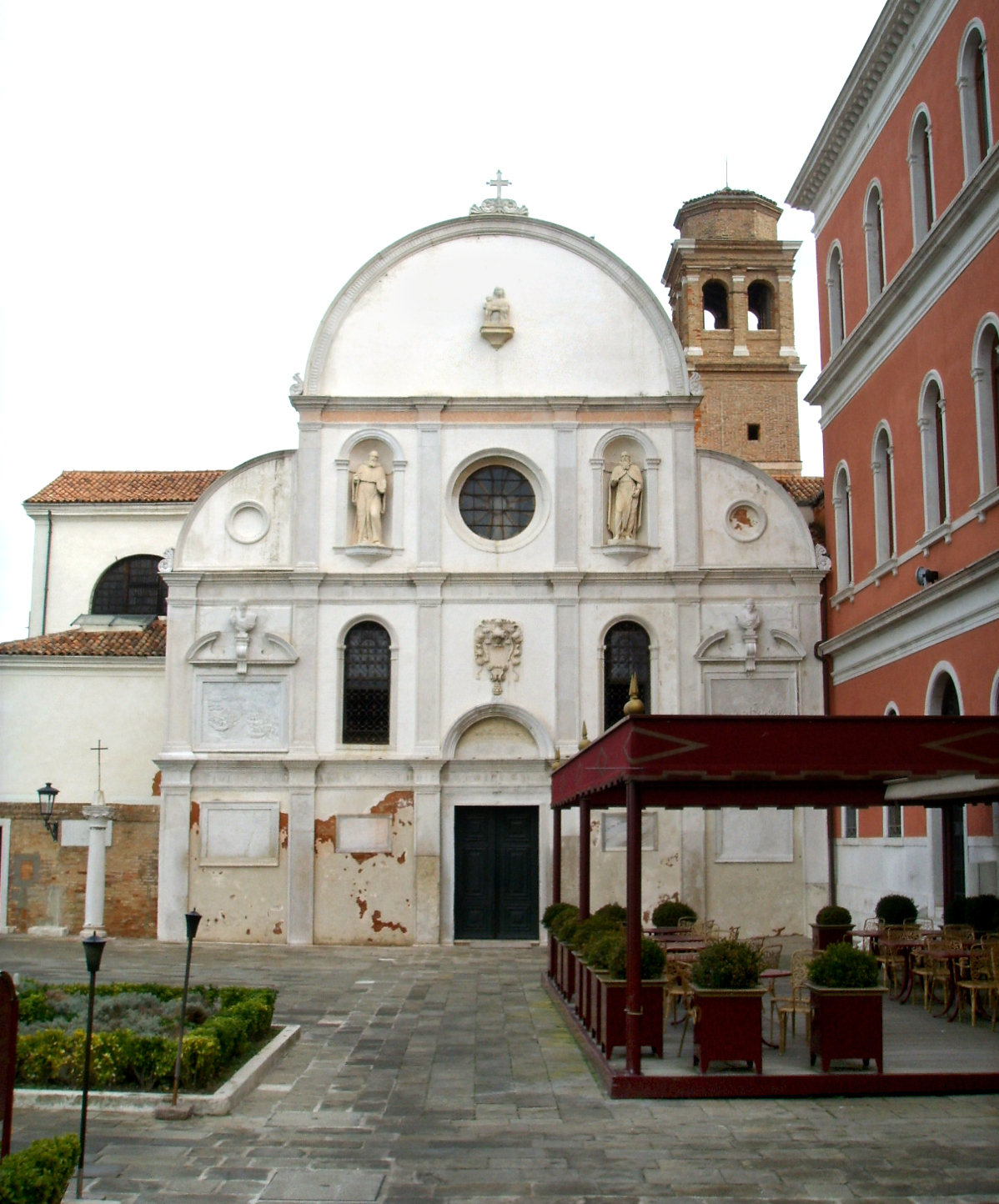
Biserica Sf. Clement (chiesa di San Clemente, insula San Clemente, închisă)

Biserica San Gerardo Sagredo (chiesa di San Gerardo Sagredo, modernă - fără valoare arhitectonică)

##### desacralizate sau distruse
- Biserica Convertitelor  (chiesa di Santa Maria Maddalena Convertite, desacralizată)
- Biserica Sf. Cozma și Damian (chiesa dei Santi Cosma e Damiano, 1501, desacralizată)
- Biserica Sf. Iacob (chiesa di San Giacomo, 1338- ?)
- Biserica Sf. Ioan (chiesa di San Giovanni, 1333- ?)
- Biserica Sf. Blaziu și Cataldo (chiesa dei SS. Biaggio e Cataldo, distrusă)

### Vicariatul Cannaregio - Estuar

#### Cannaregio

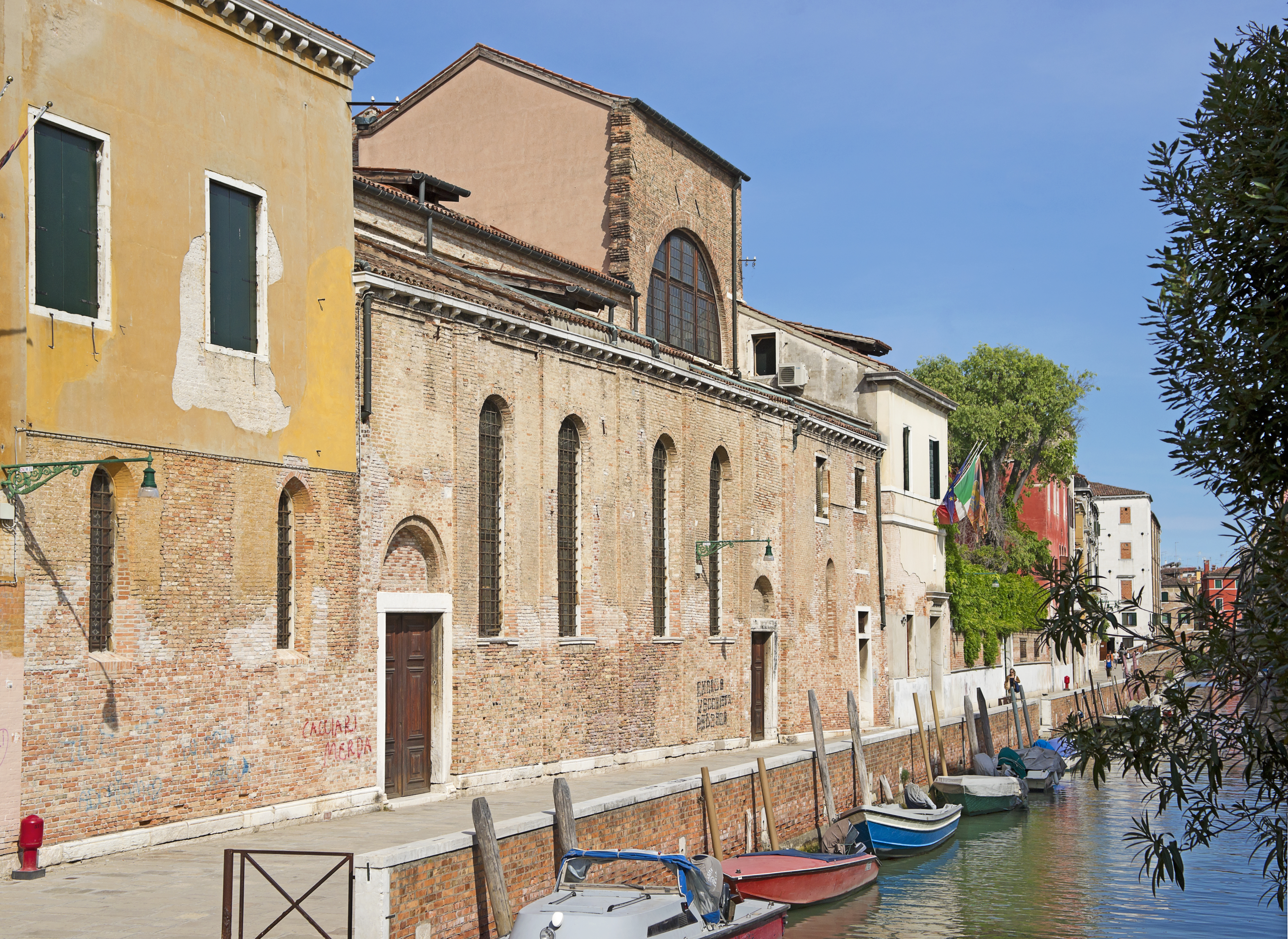
Biserica Sf. Ecaterina (chiesa di Santa Caterina, 1274, desacralizată)
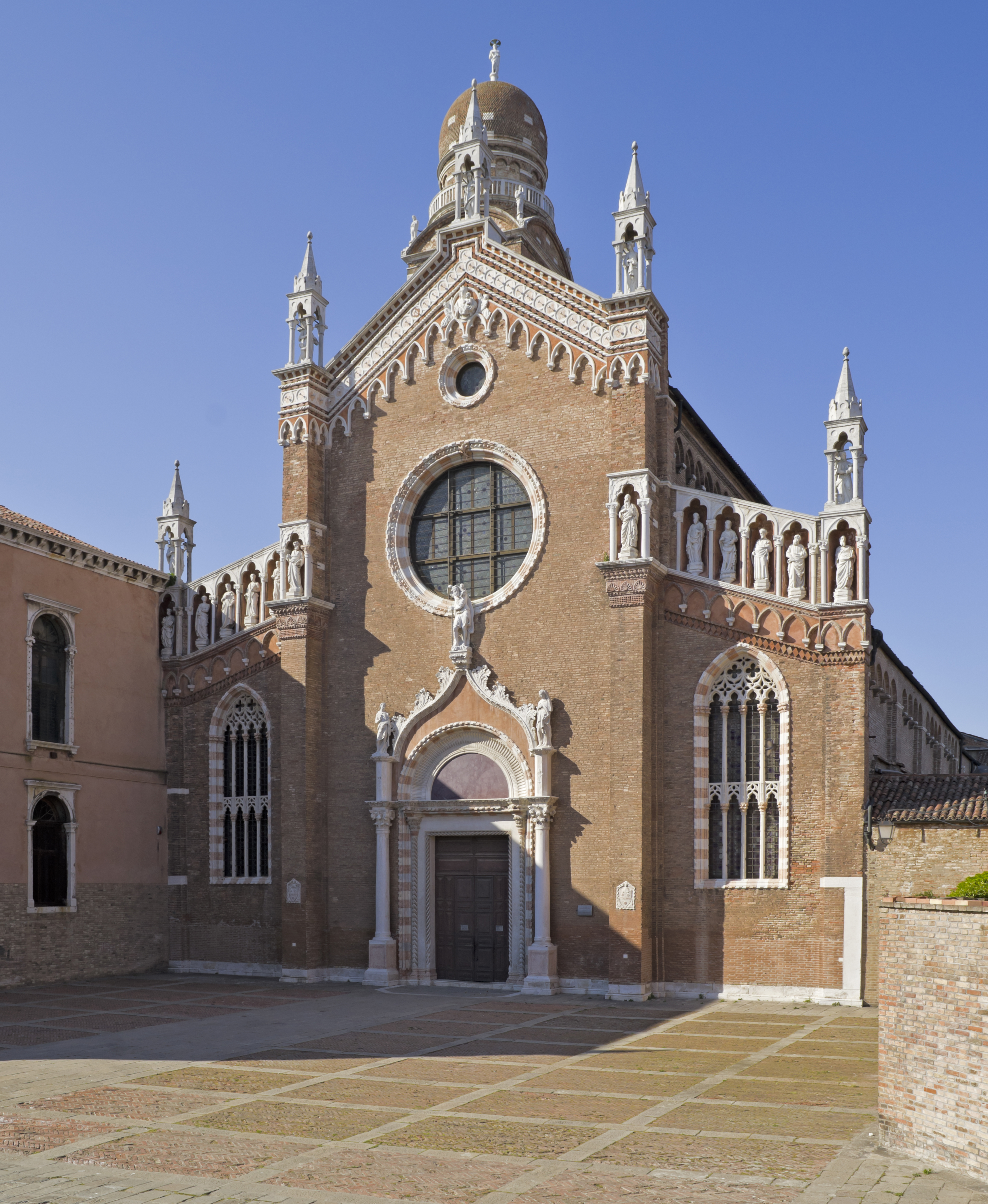
Biserica della Madonna dell'Orto (chiesa della Madonna dell'Orto sau di San Cristoforo, 1350)
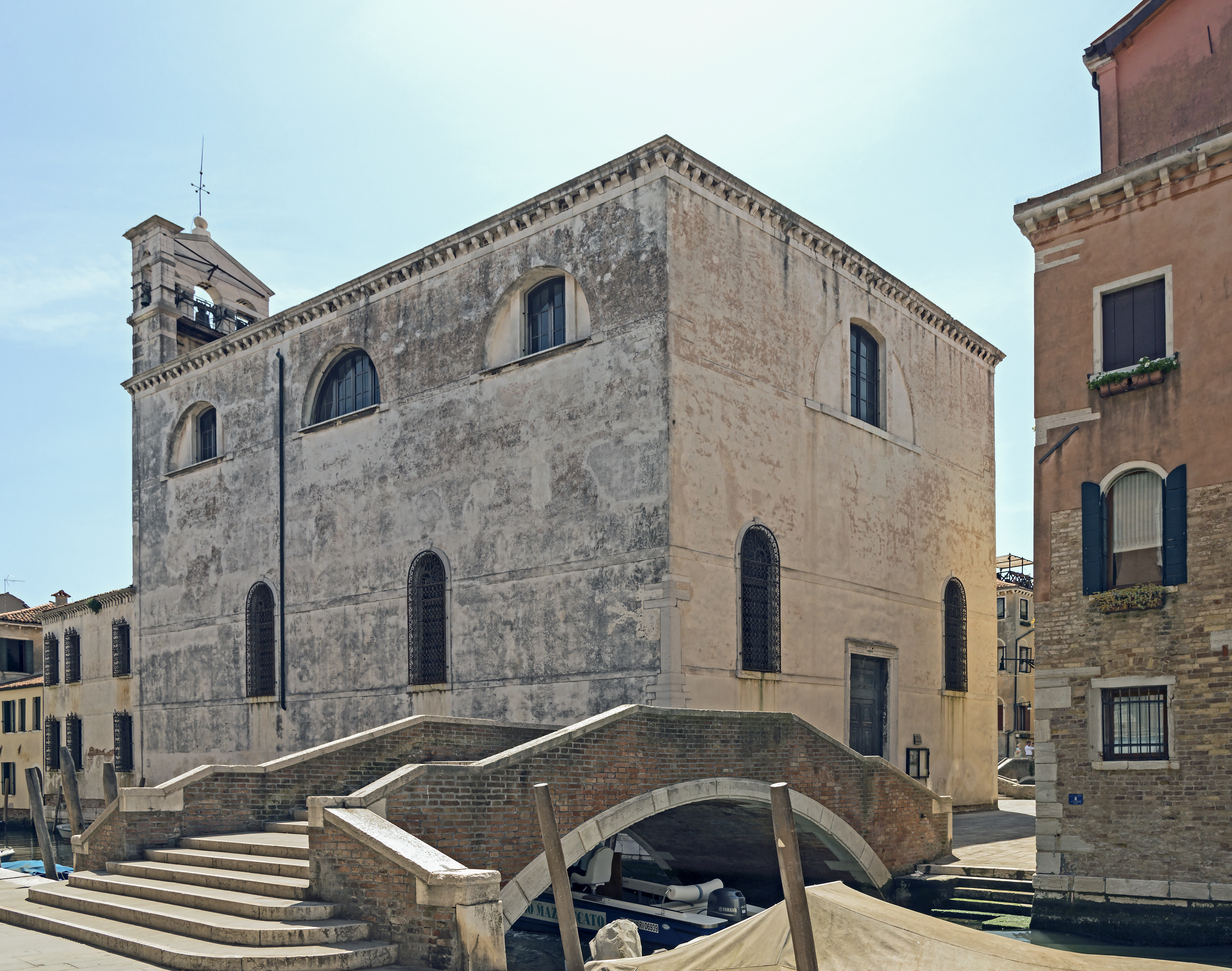
Biserica Sf. Martial (chiesa di San Marziale, 1142)
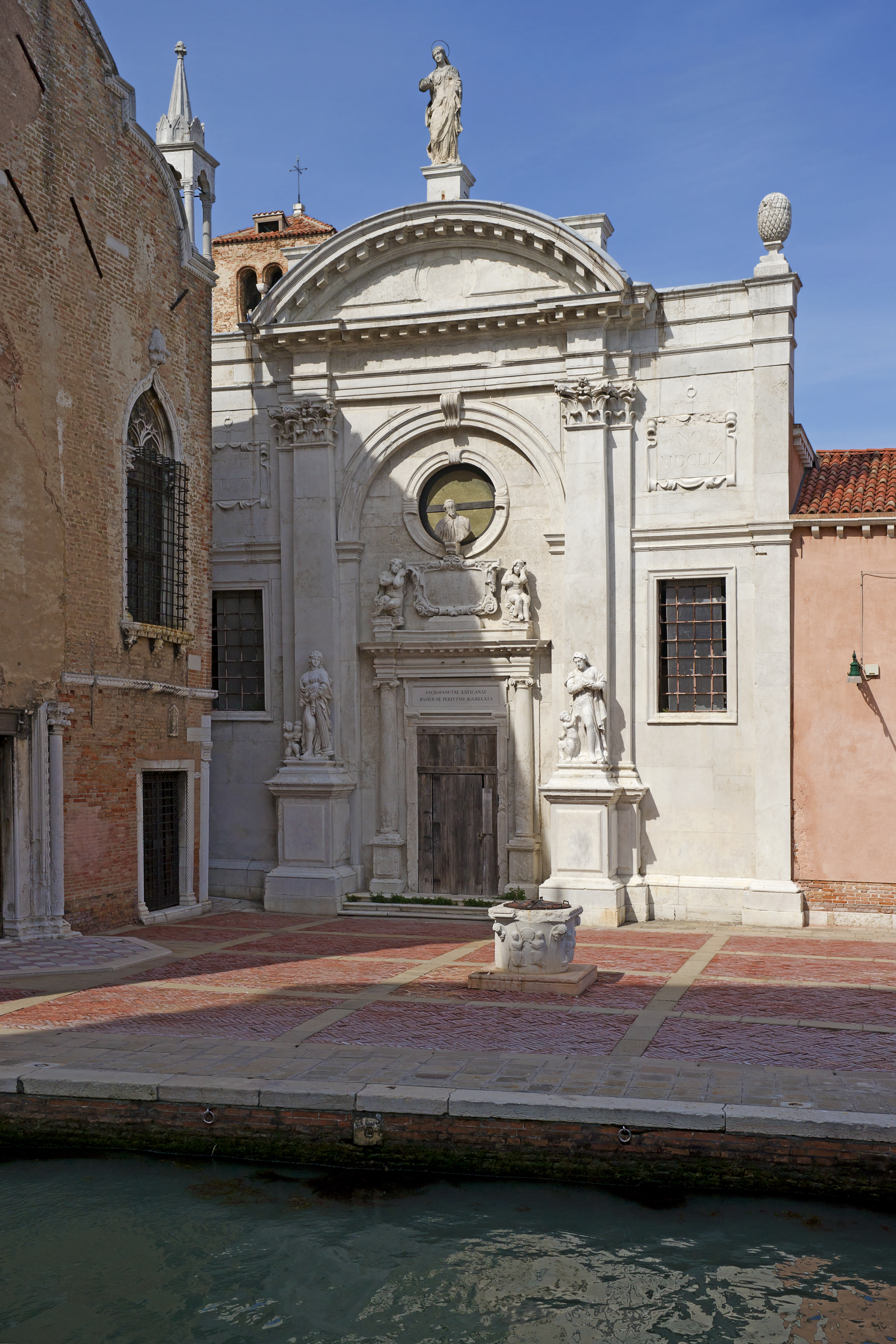
Biserica Santa Maria della Misericordia (chiesa dell'Abbazia della Misericordia sau di Santa Maria di Val Verde, 950, desacralizată)
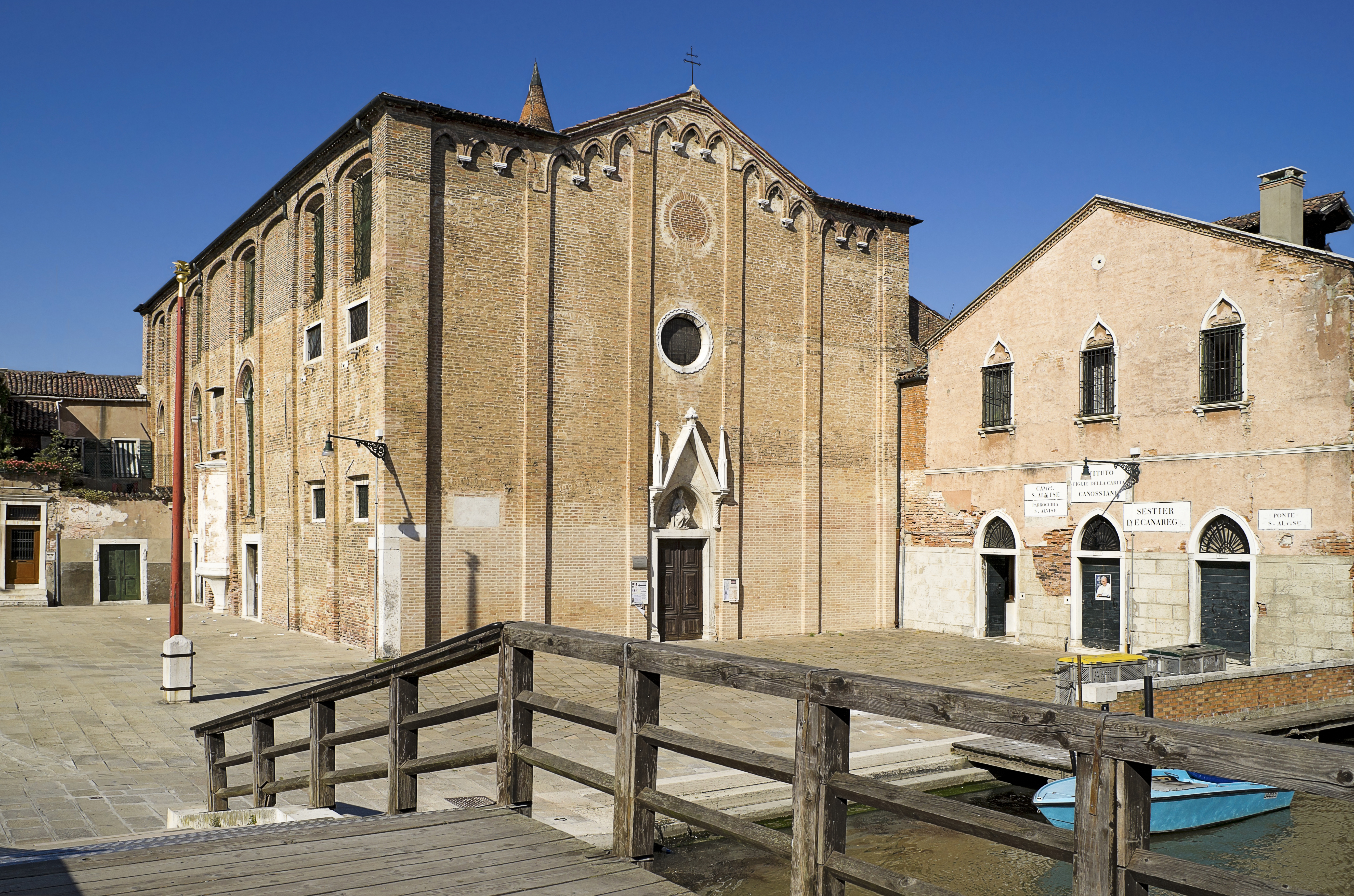
Biserica Sf. Alvisiu (chiesa di Sant'Alvise, 1388)
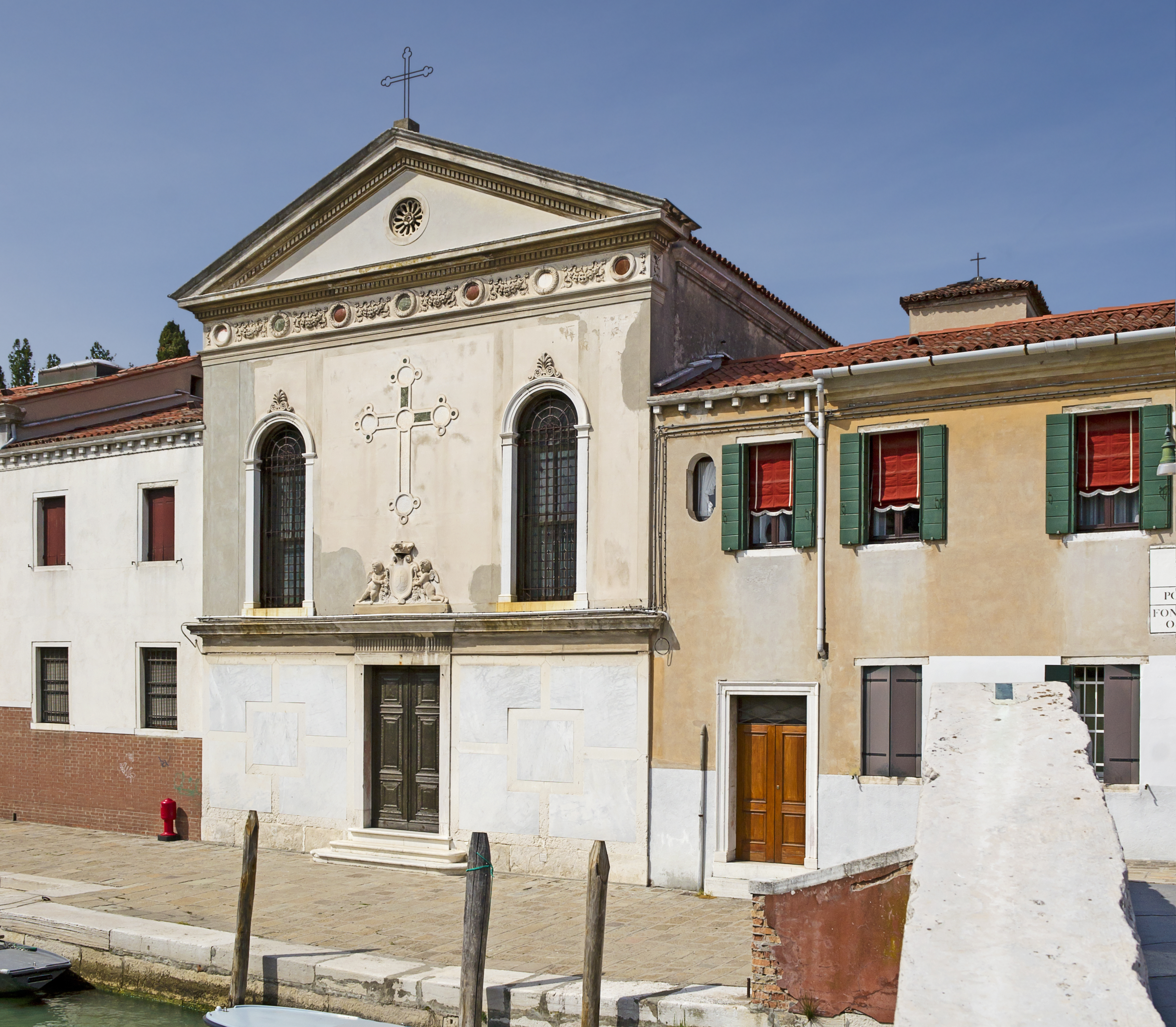
Biserica Sf. Bonaventura (chiesa di San Bonaventura, 1620)
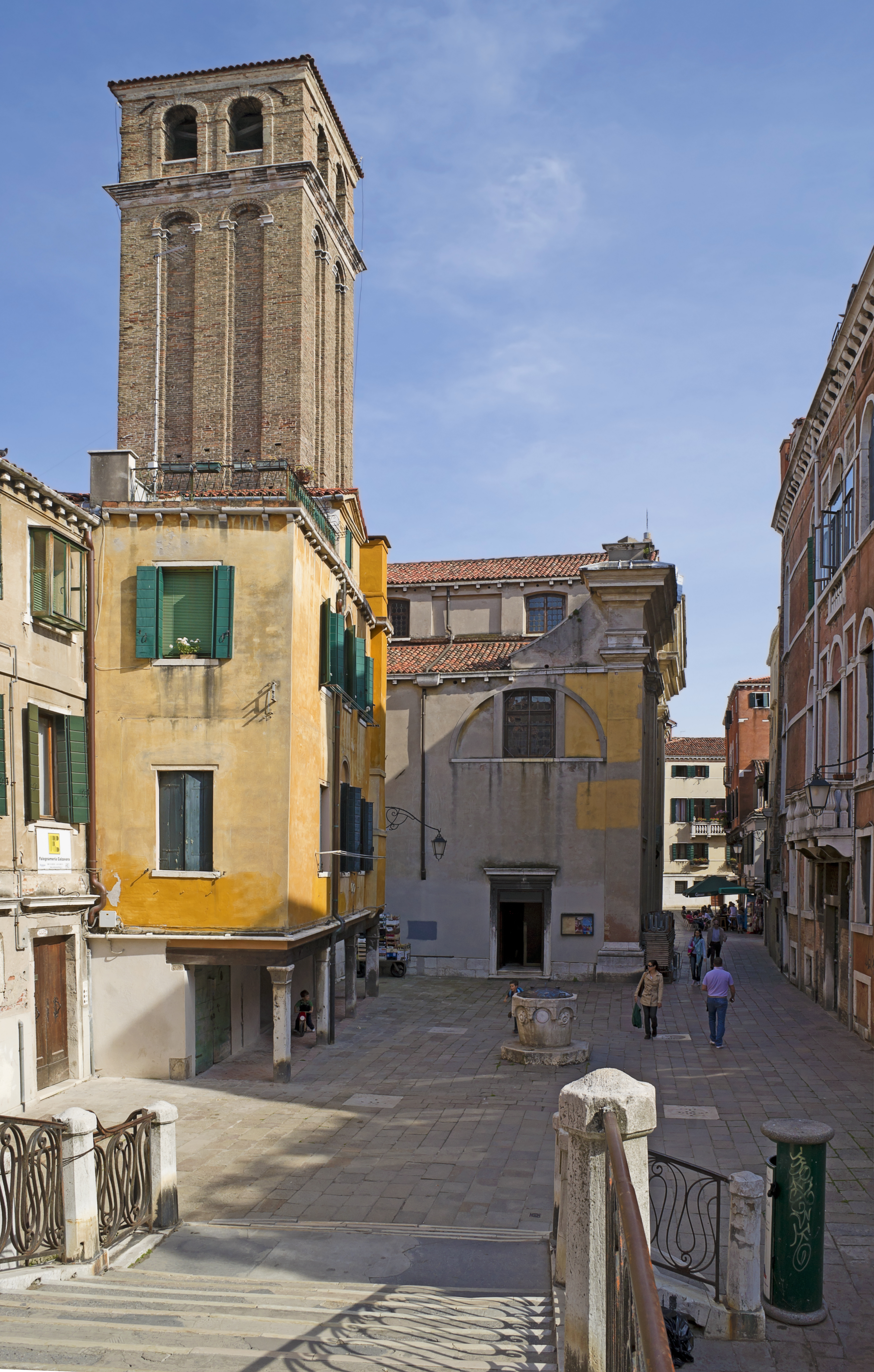
Biserica Sf. Cantian (chiesa di San Canciano, sau San Canziano, 1351)
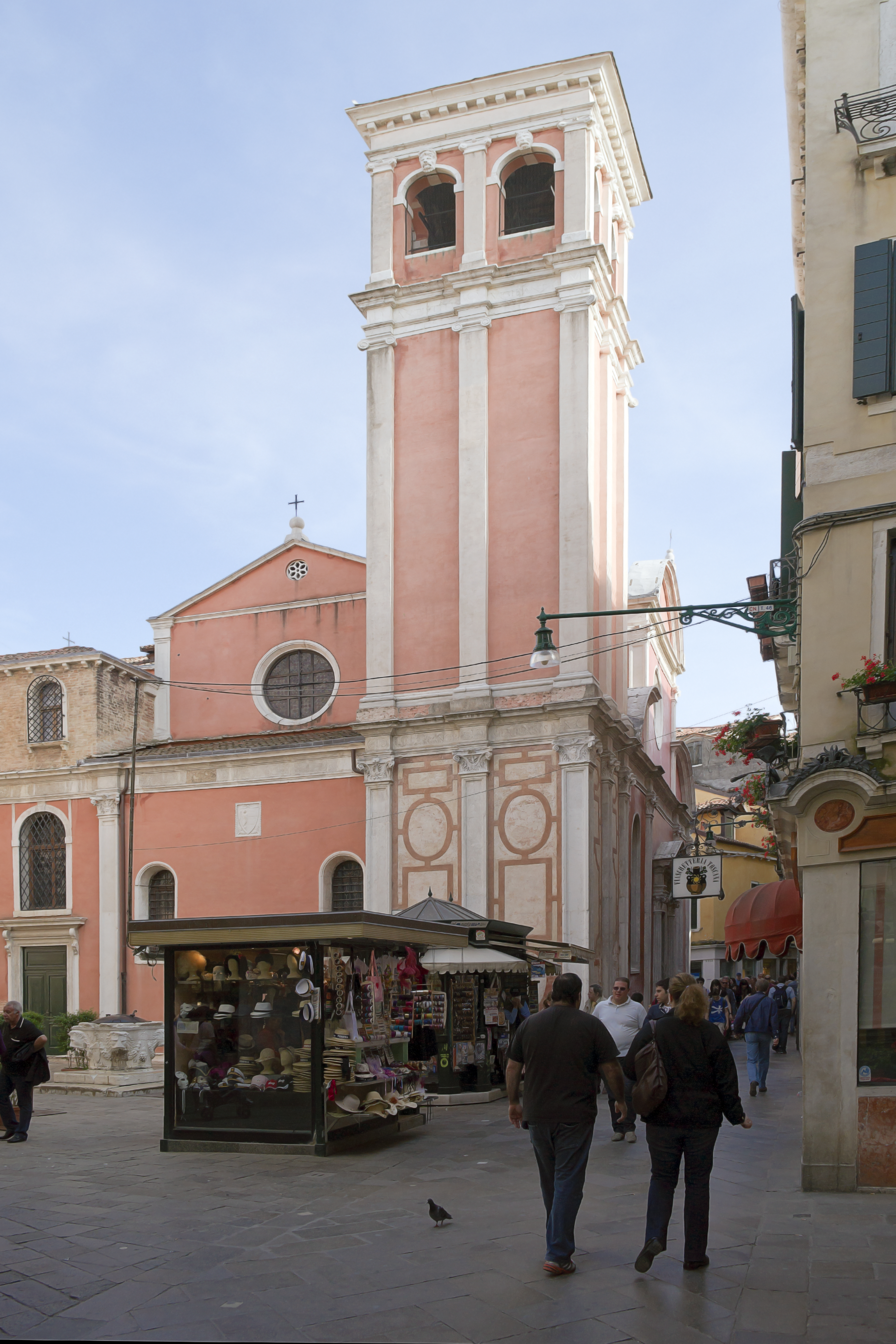
Biserica Sf. Ioan Gură de Aur (chiesa di San Giovanni Grisostomo, 1050)
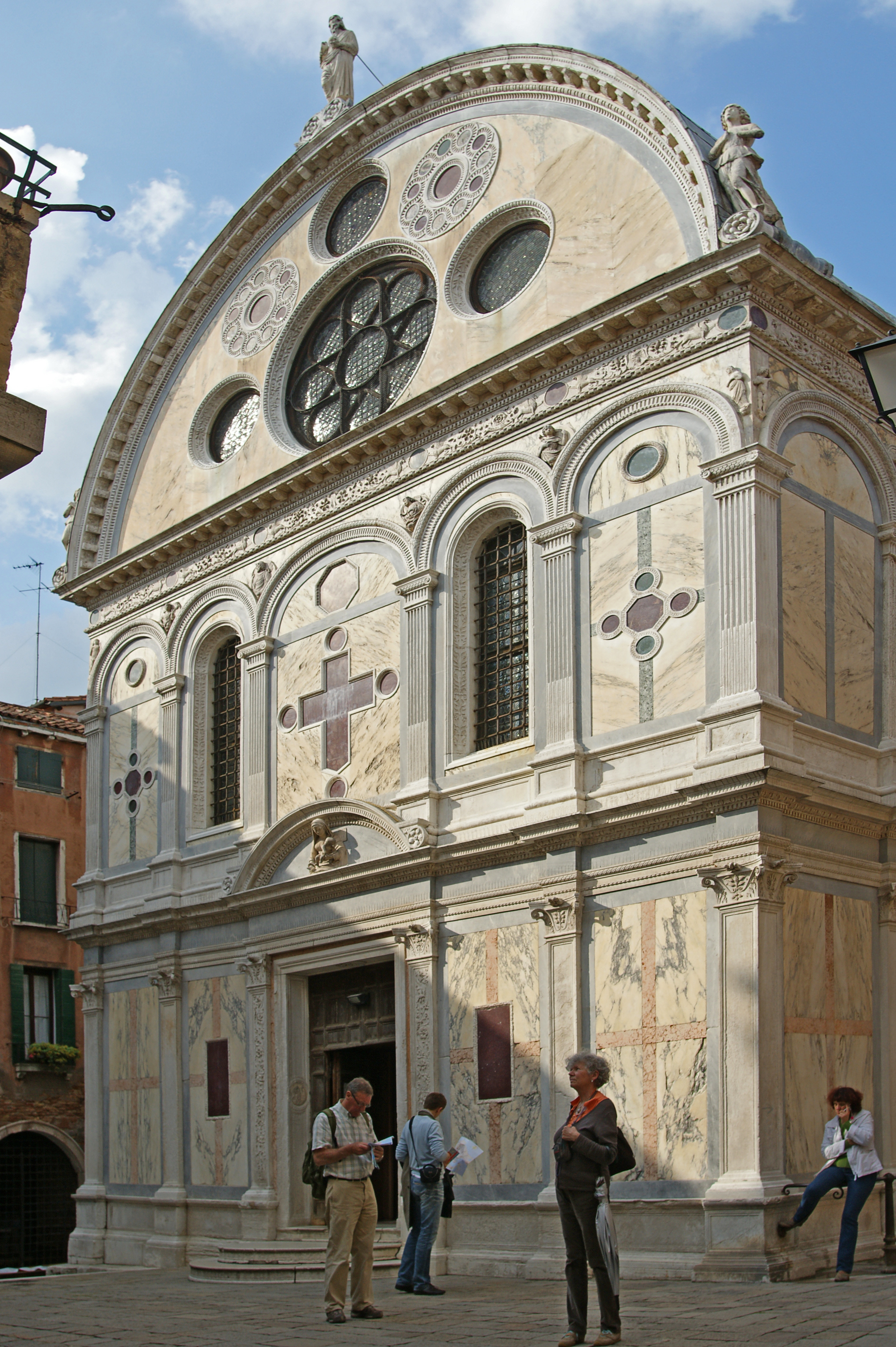
Biserica Sf. Maria a Miracolelor (chiesa di Santa Maria dei Miracoli, 1408)
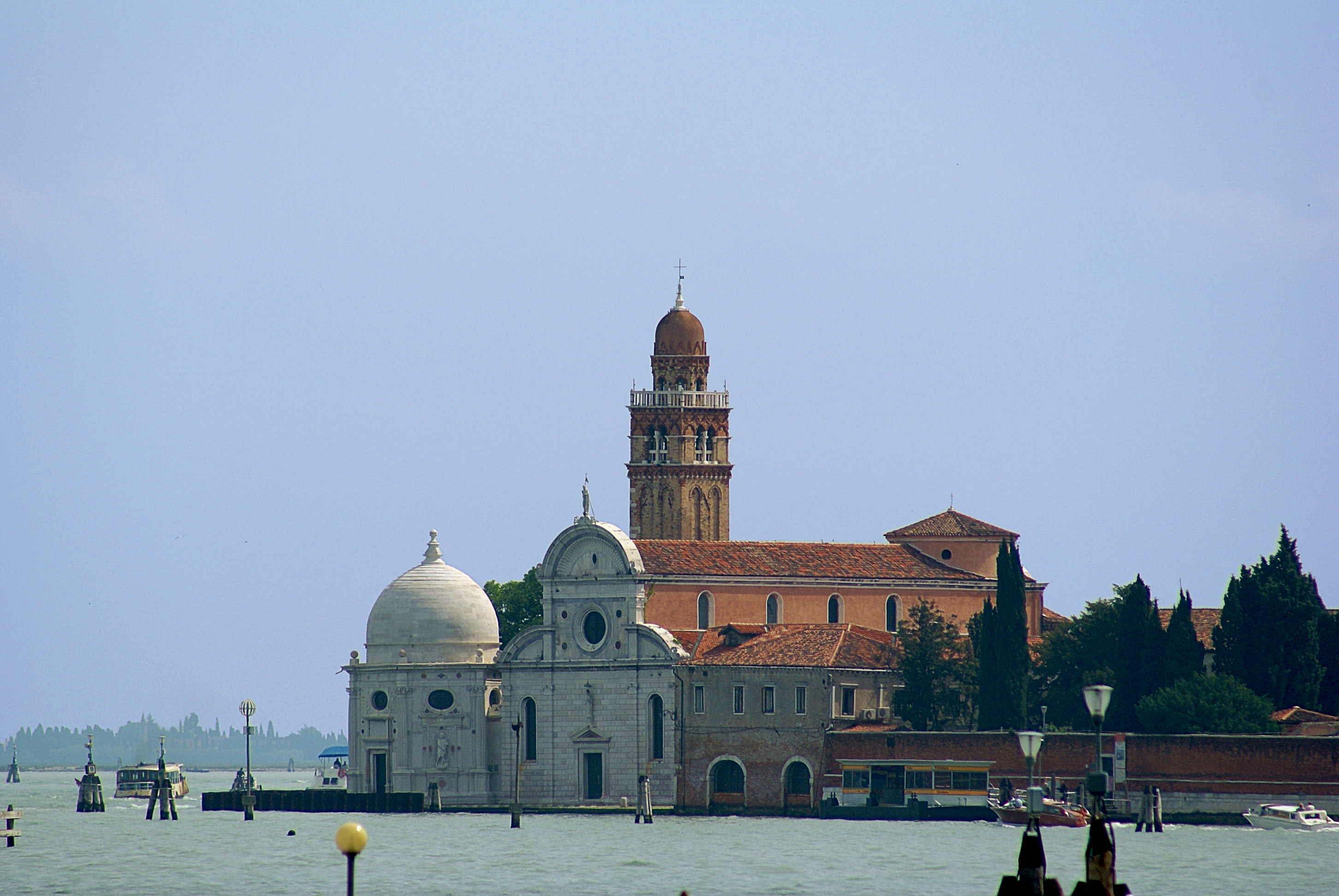
Biserica Sf. Mihai din insulă (chiesa di San Michele in Isola, insula San Michele)
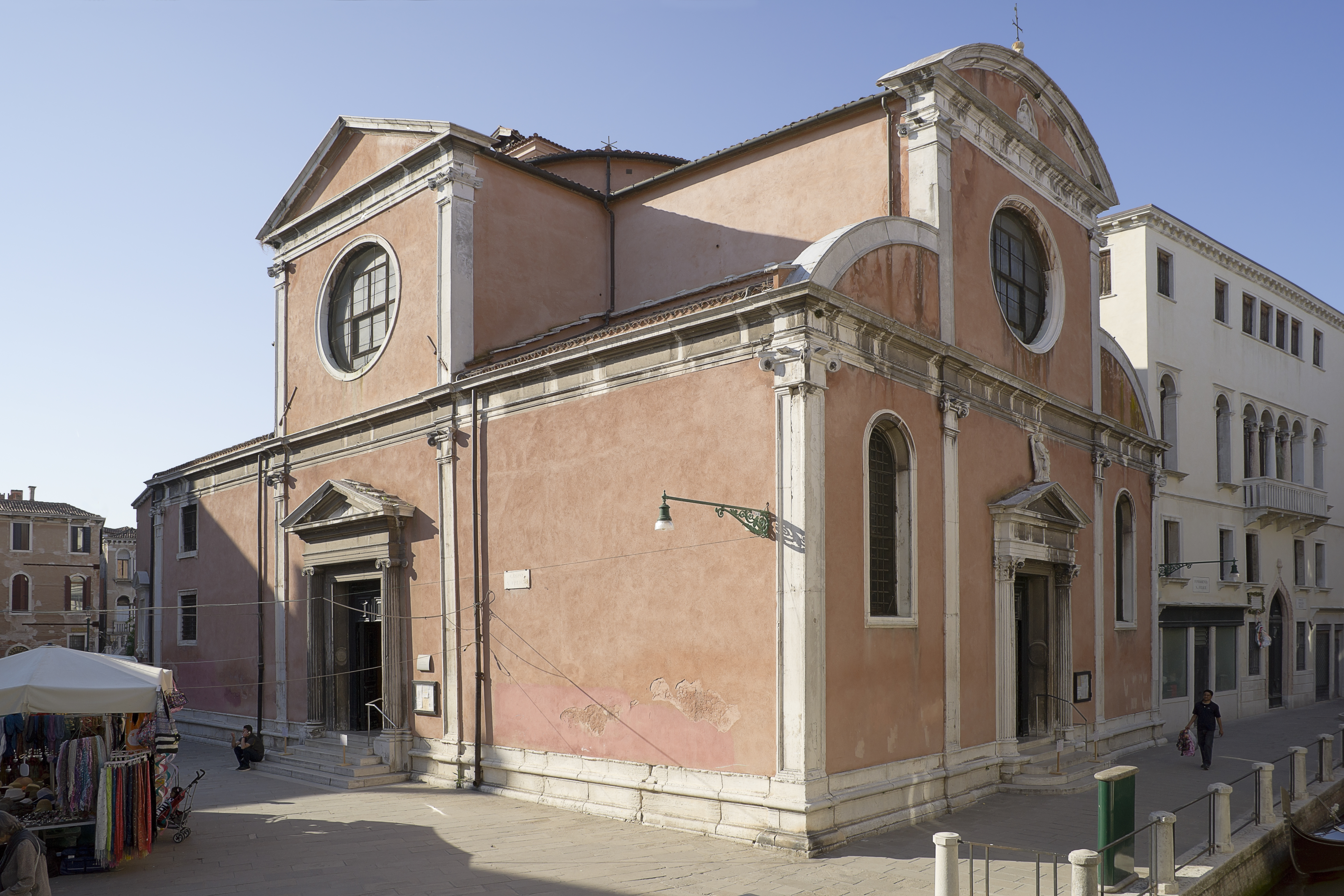
Biserica Sf. Felix (chiesa di San Felice, 950)
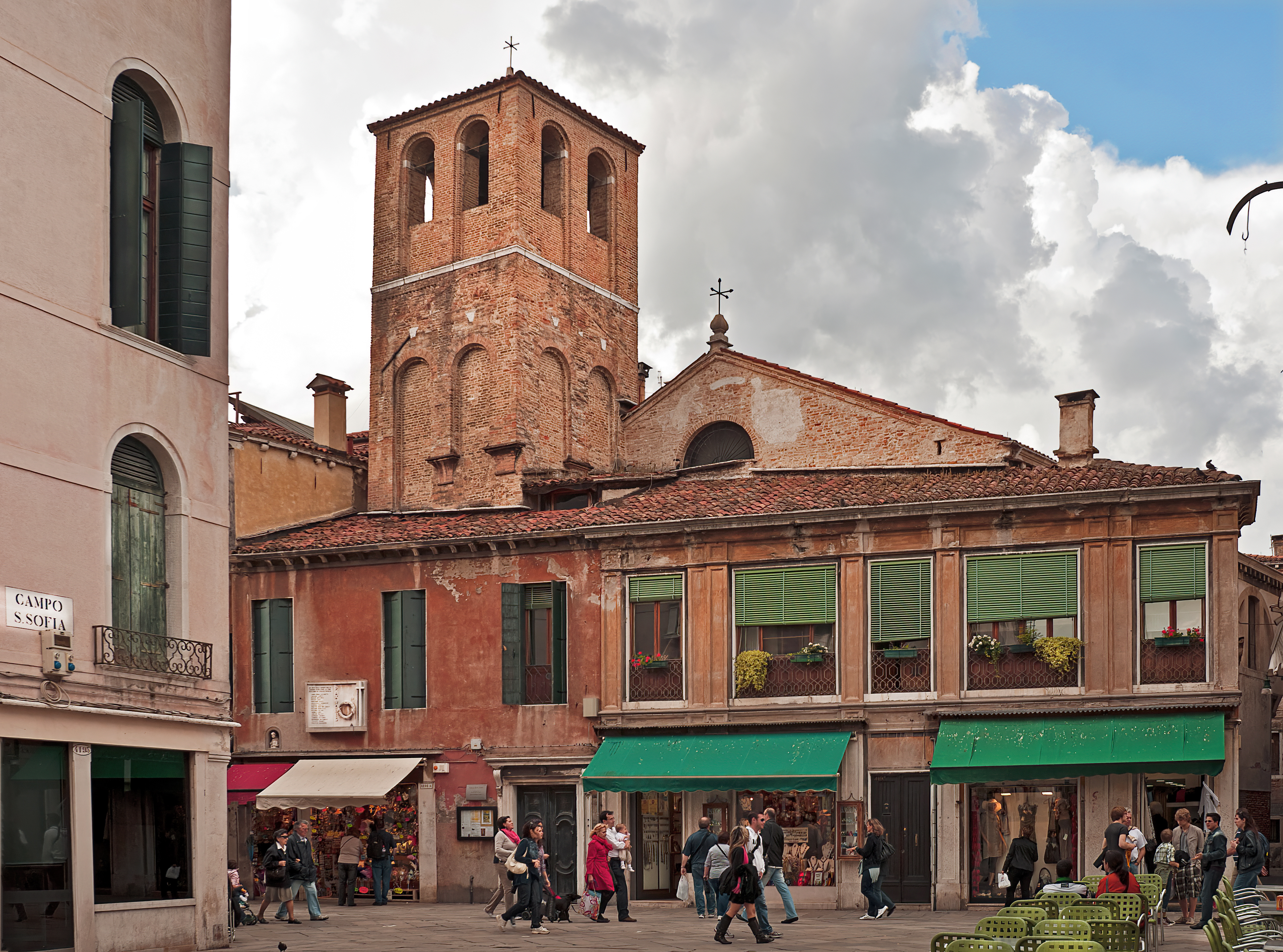
Biserica Sf. Sofia (chiesa di Santa Sofia, 1750)
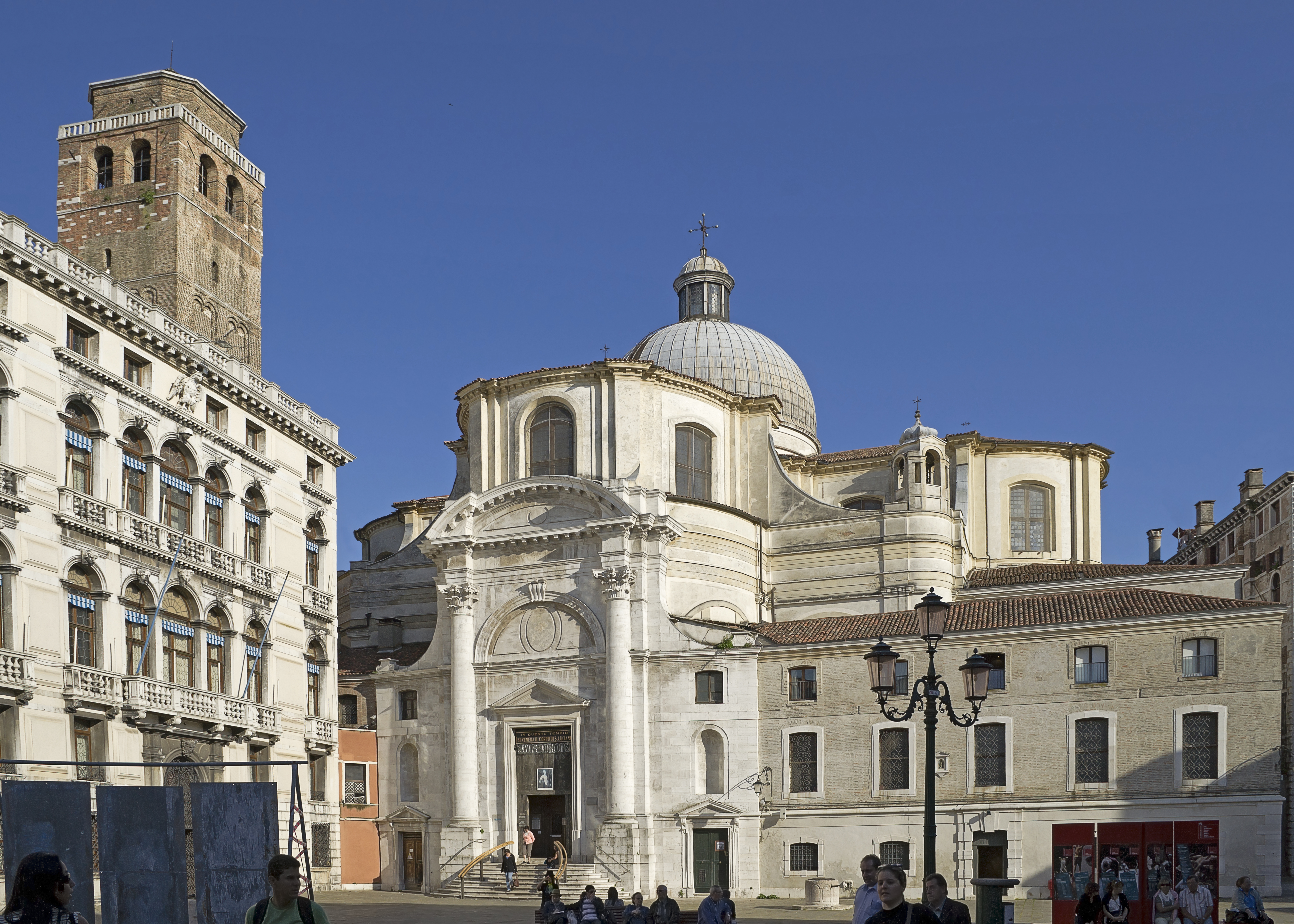
Biserica Sf. Ieremia (chiesa di San Geremia e Lucia, 1050)
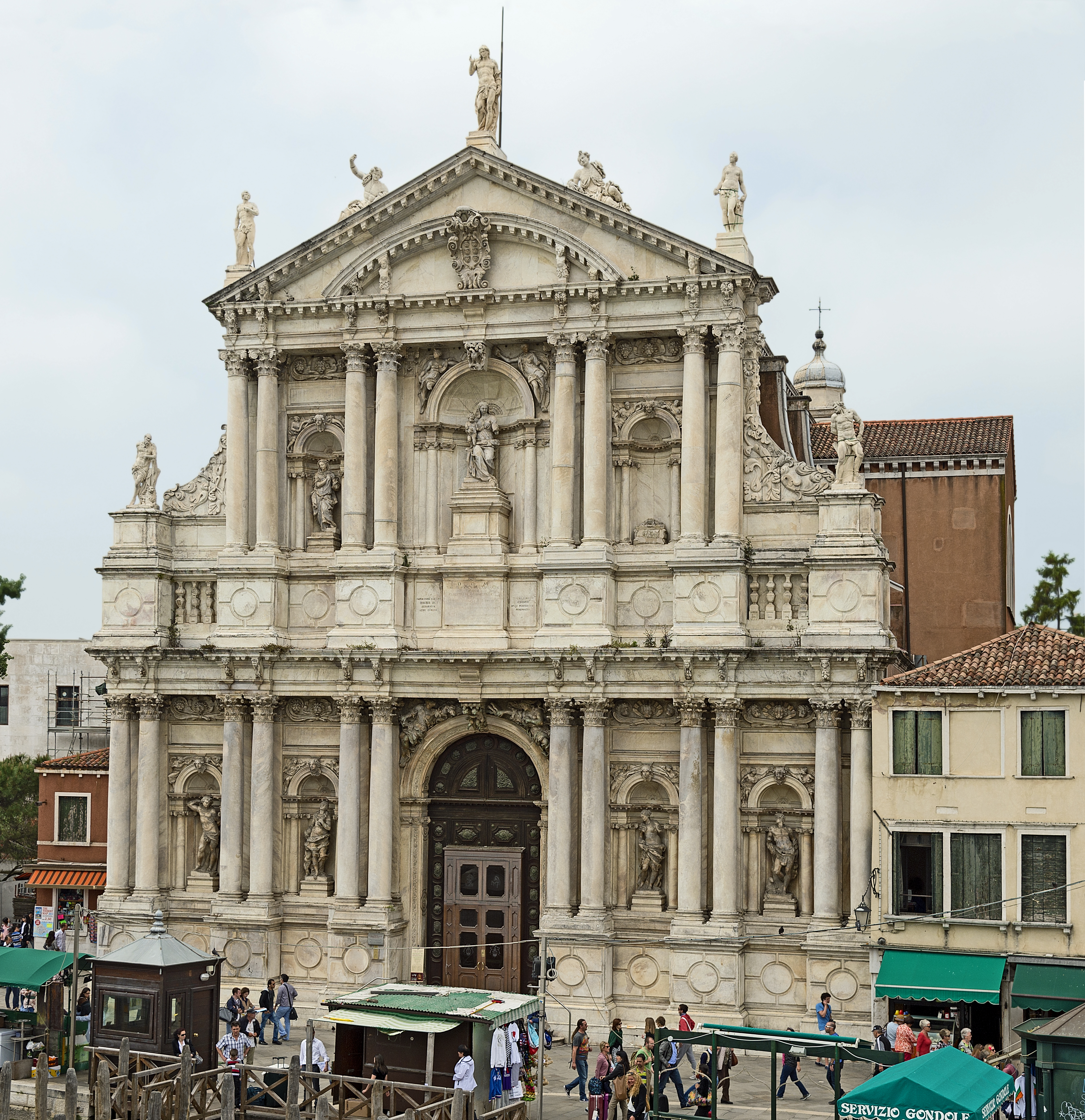
Biserica Sf. Maria din Nazaret (chiesa Santa Maria di Nazareth, numită şi Le Scalzi sau Biserica desculţilor, 1633)
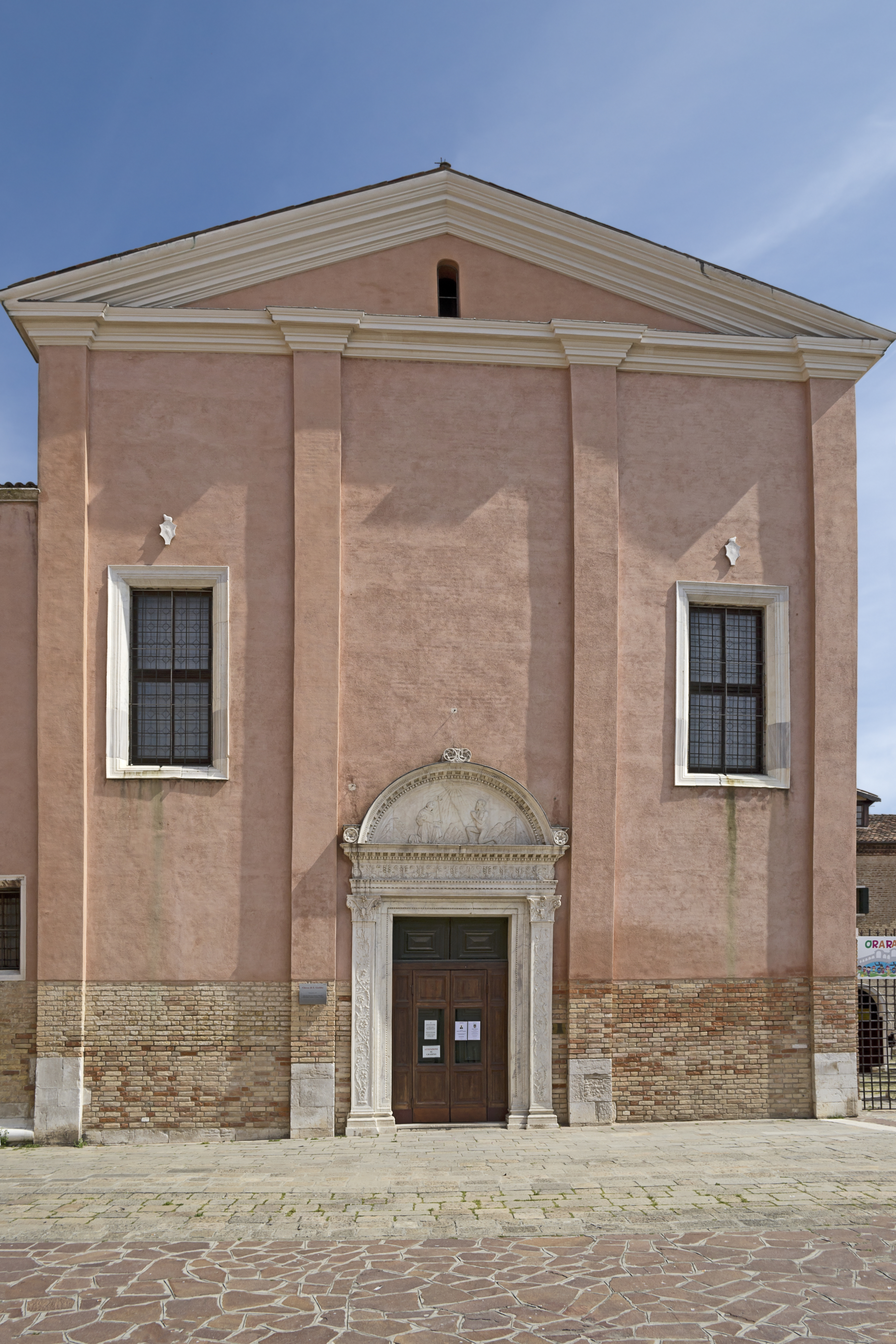
Biserica Sf. Iov (chiesa di San Giobbe, 1378)
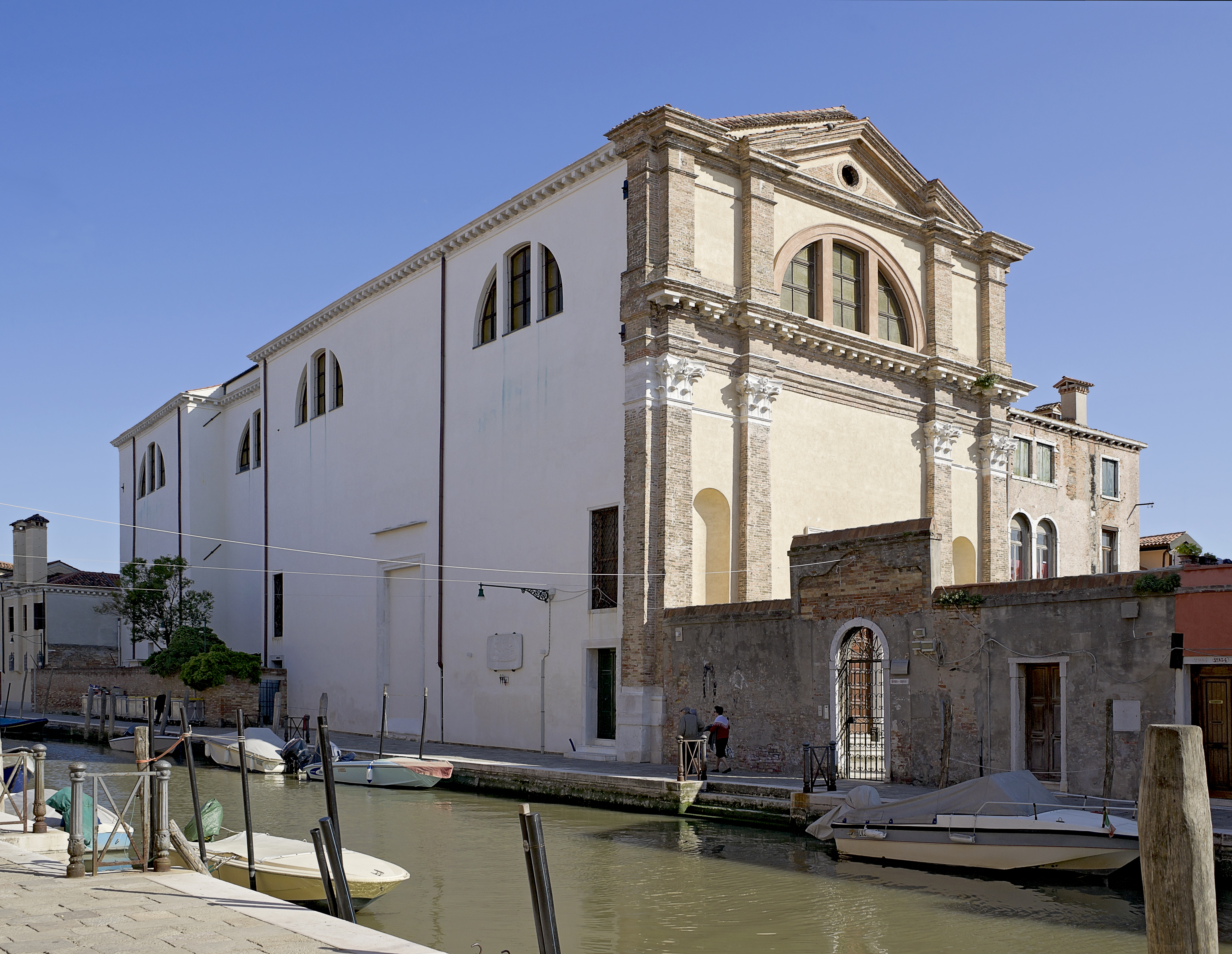
Biserica Sf. Ieronim (chiesa di San Girolamo Sacerdote e Dottore, 1425)
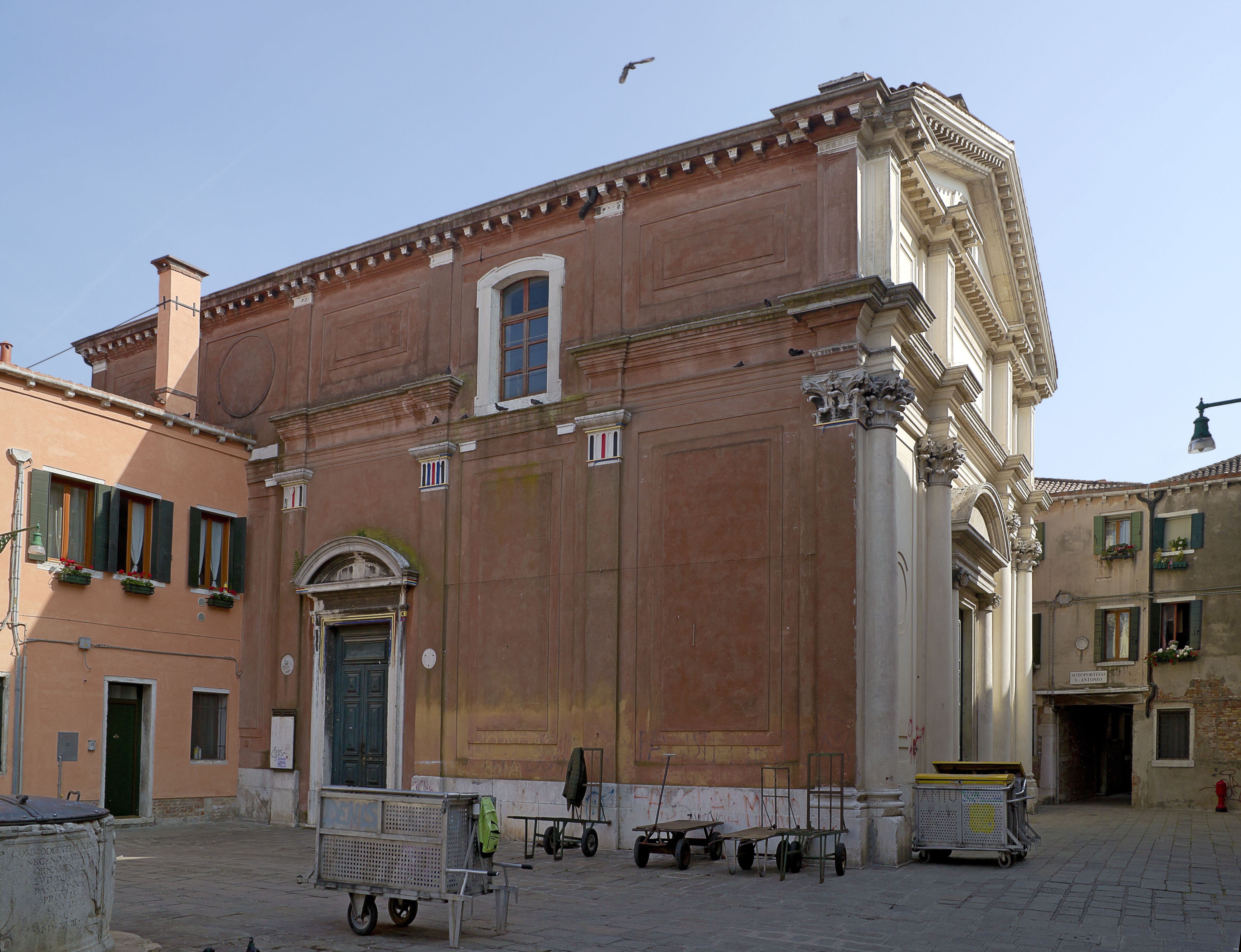
Biserica Sf. Leonard (Chiesa di San Leonardo, 1794)
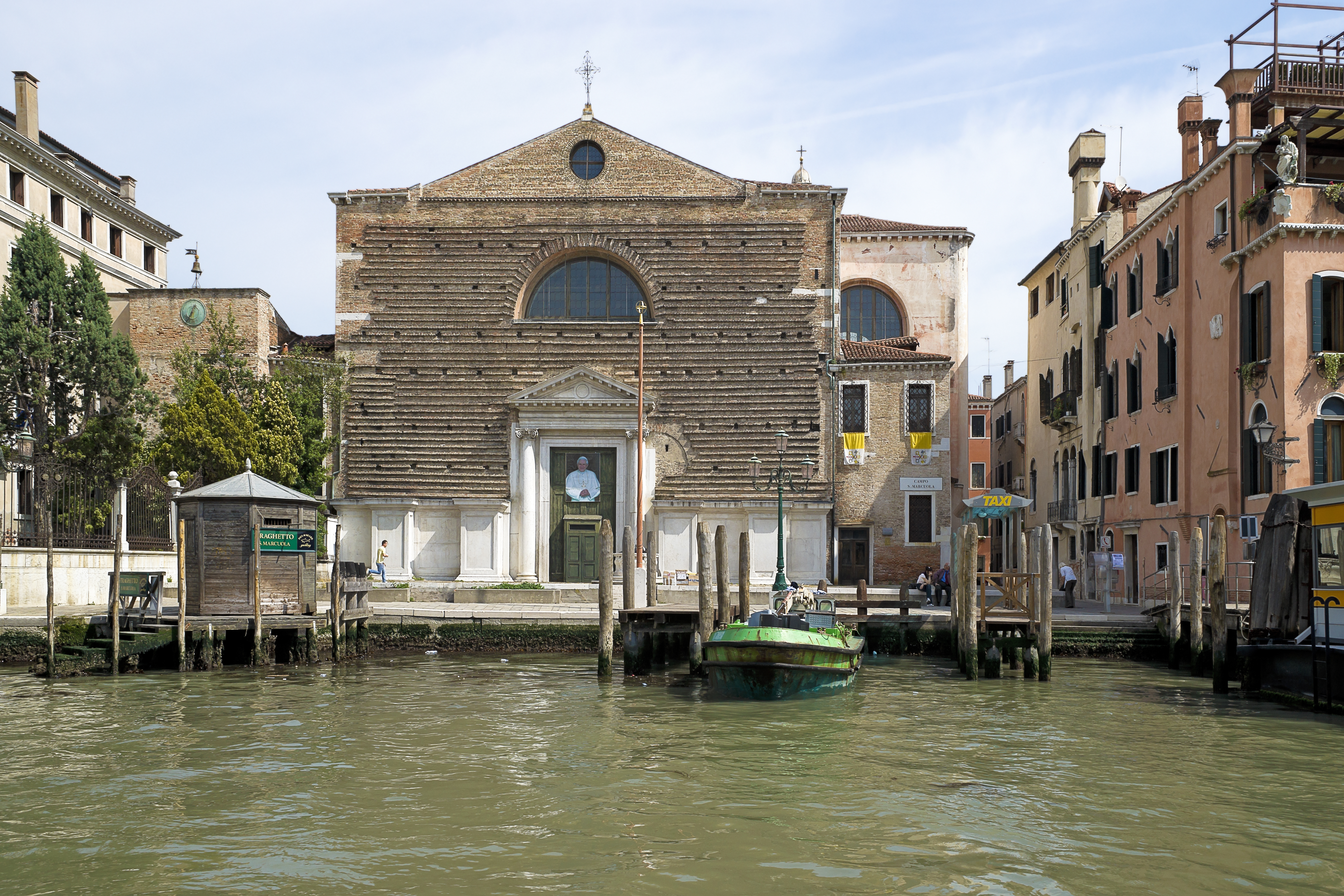
Biserica Sf. Marcuola (chiesa di San Marcuola, 1728)
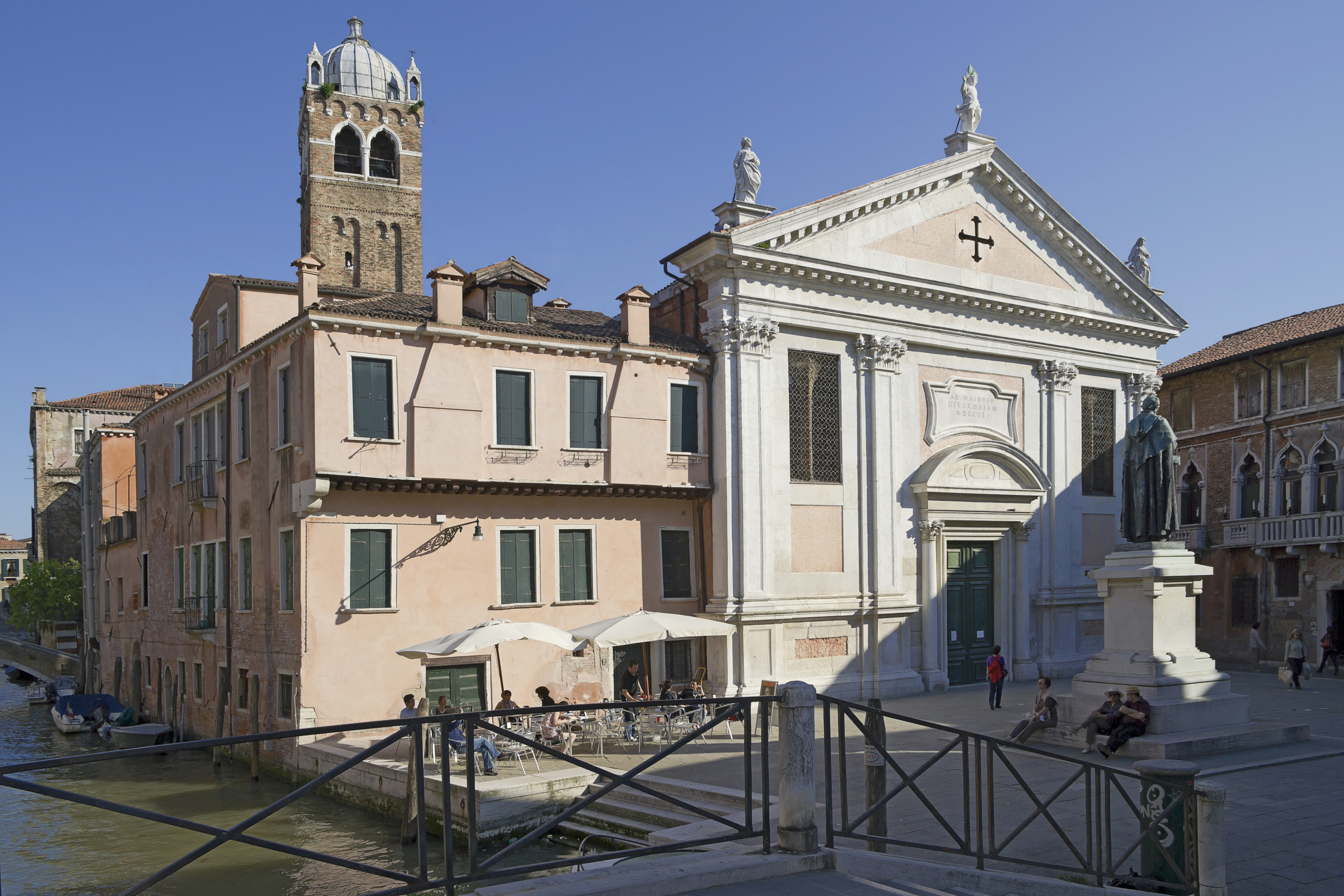
Biserica Sf. Fosca (chiesa di Santa Fosca, 1050)
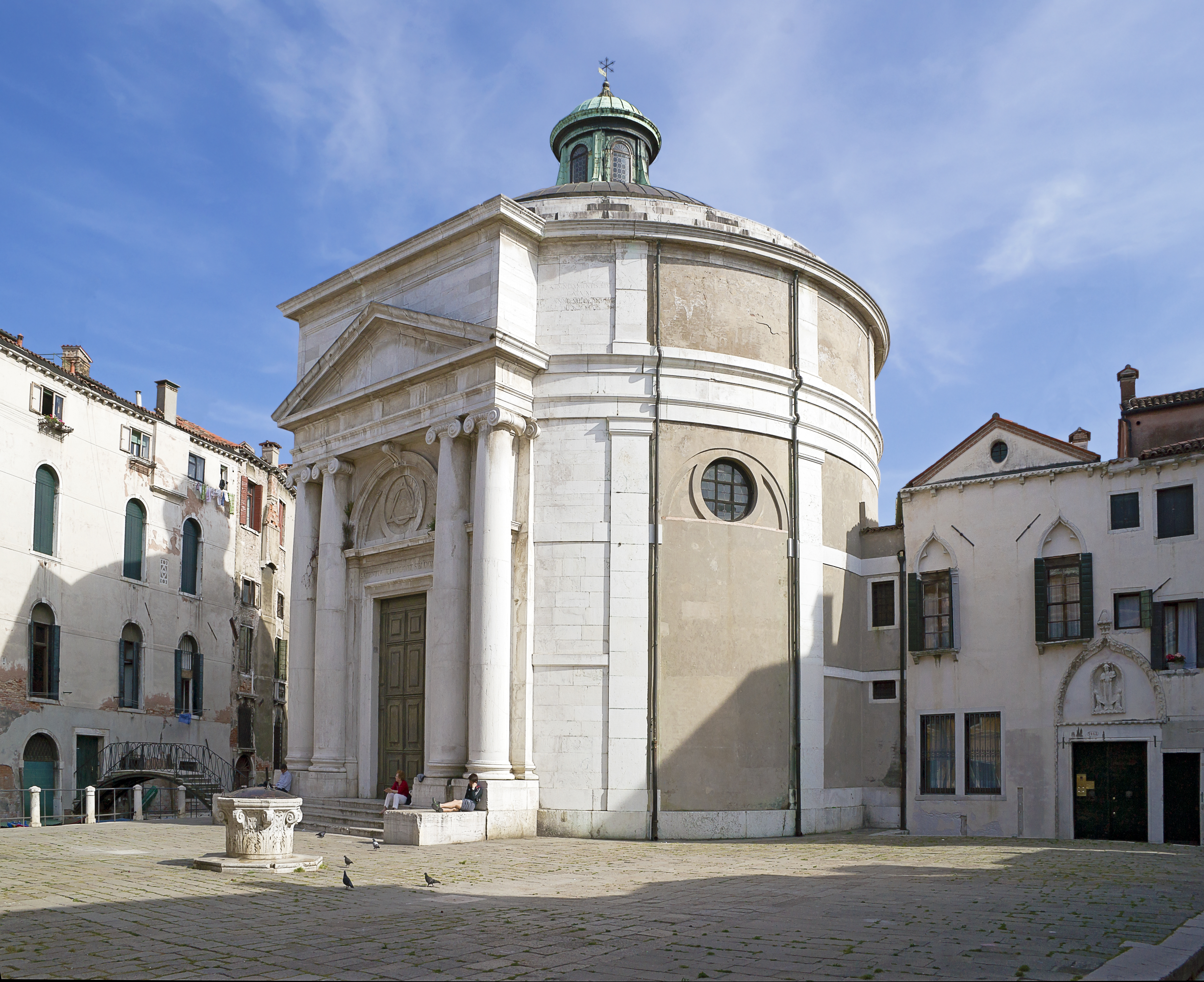
Biserica Sf. Maria Magdalena (chiesa di Santa Maria Maddalena, plus souvent nommée La Maddalena, 1450)
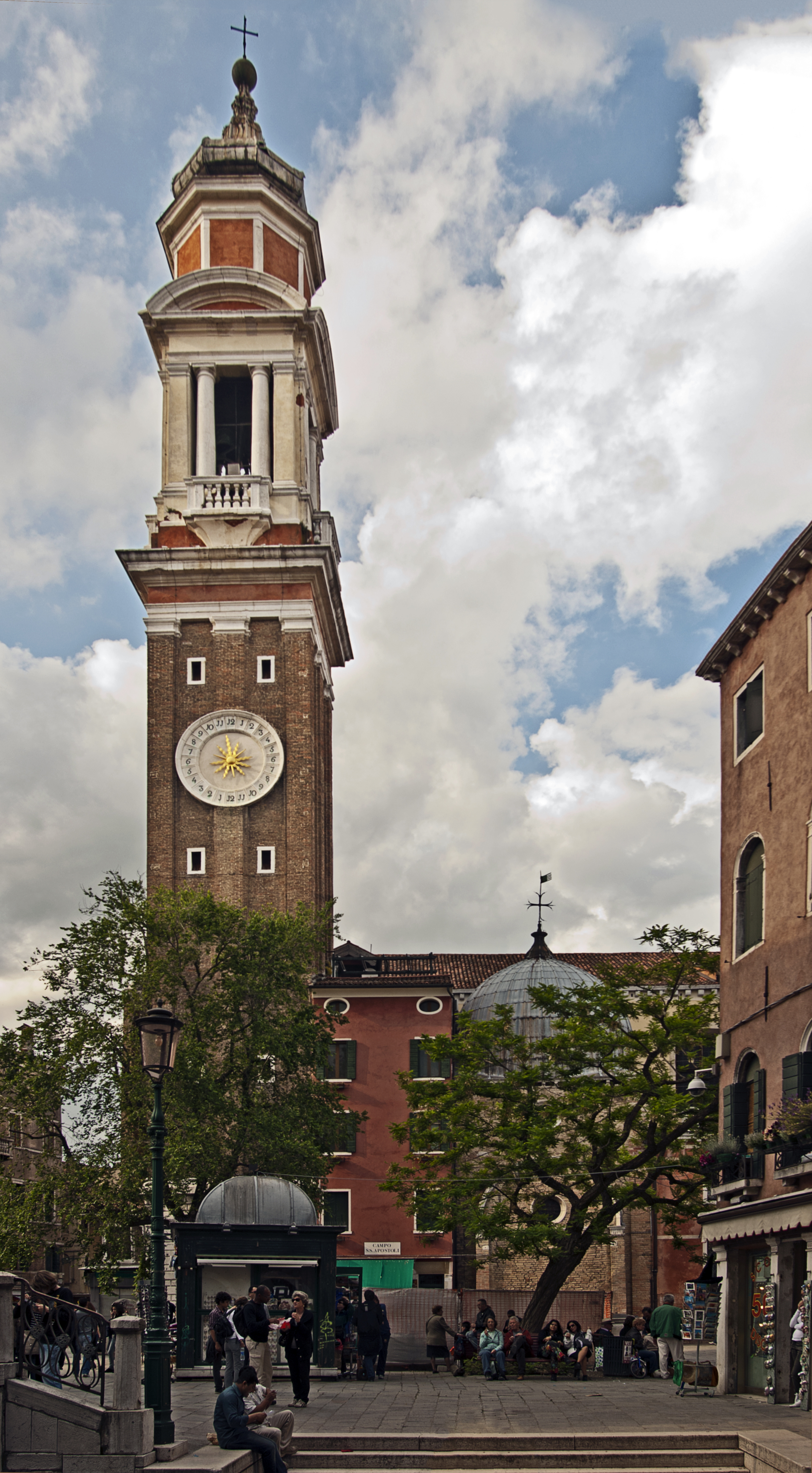
Biserica Sf. Apostoli (chiesa dei Santi Apostoli, 1020)
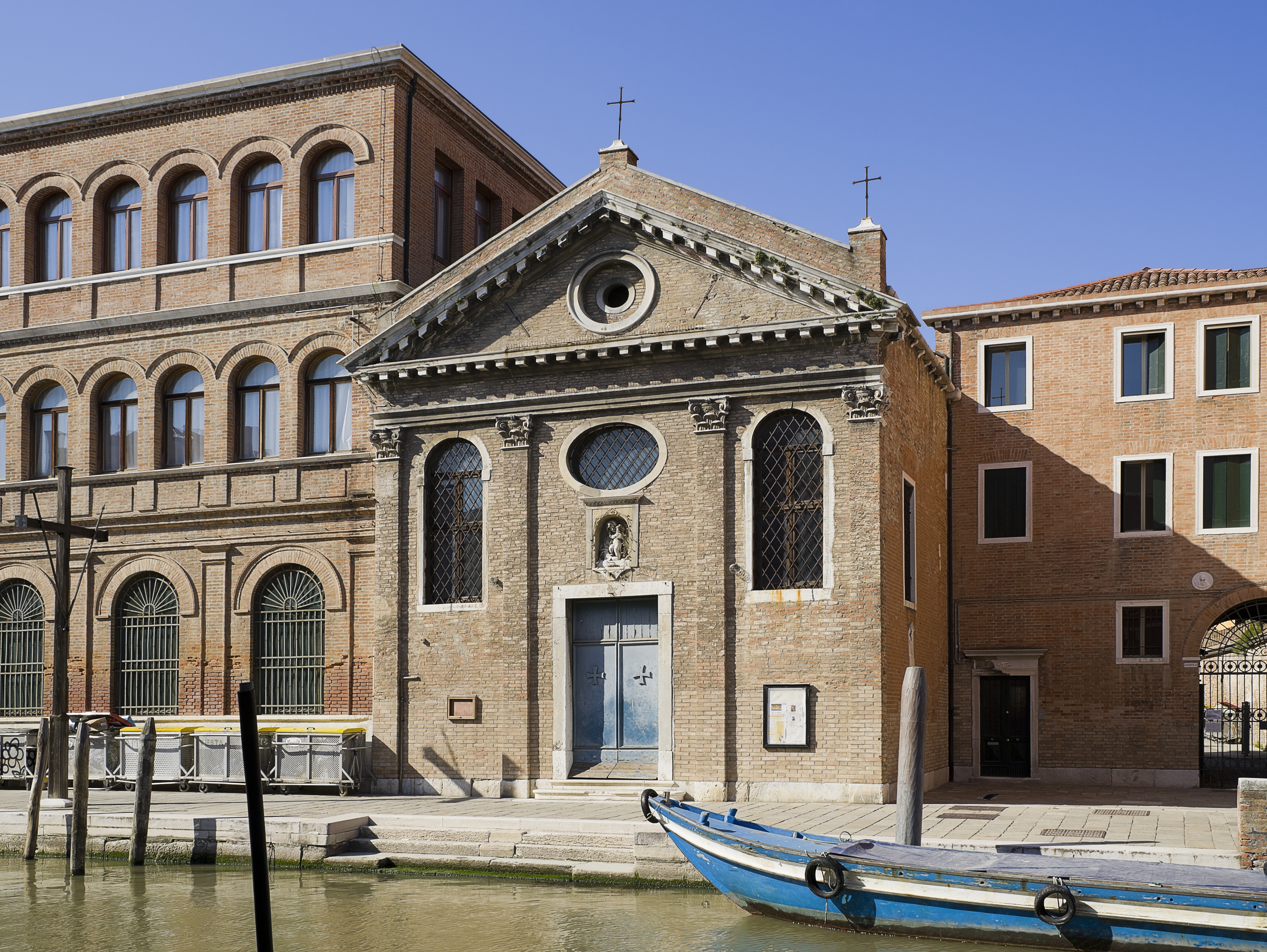
Biserica Capucinilor (chiesa delle Cappuccine, 1623)
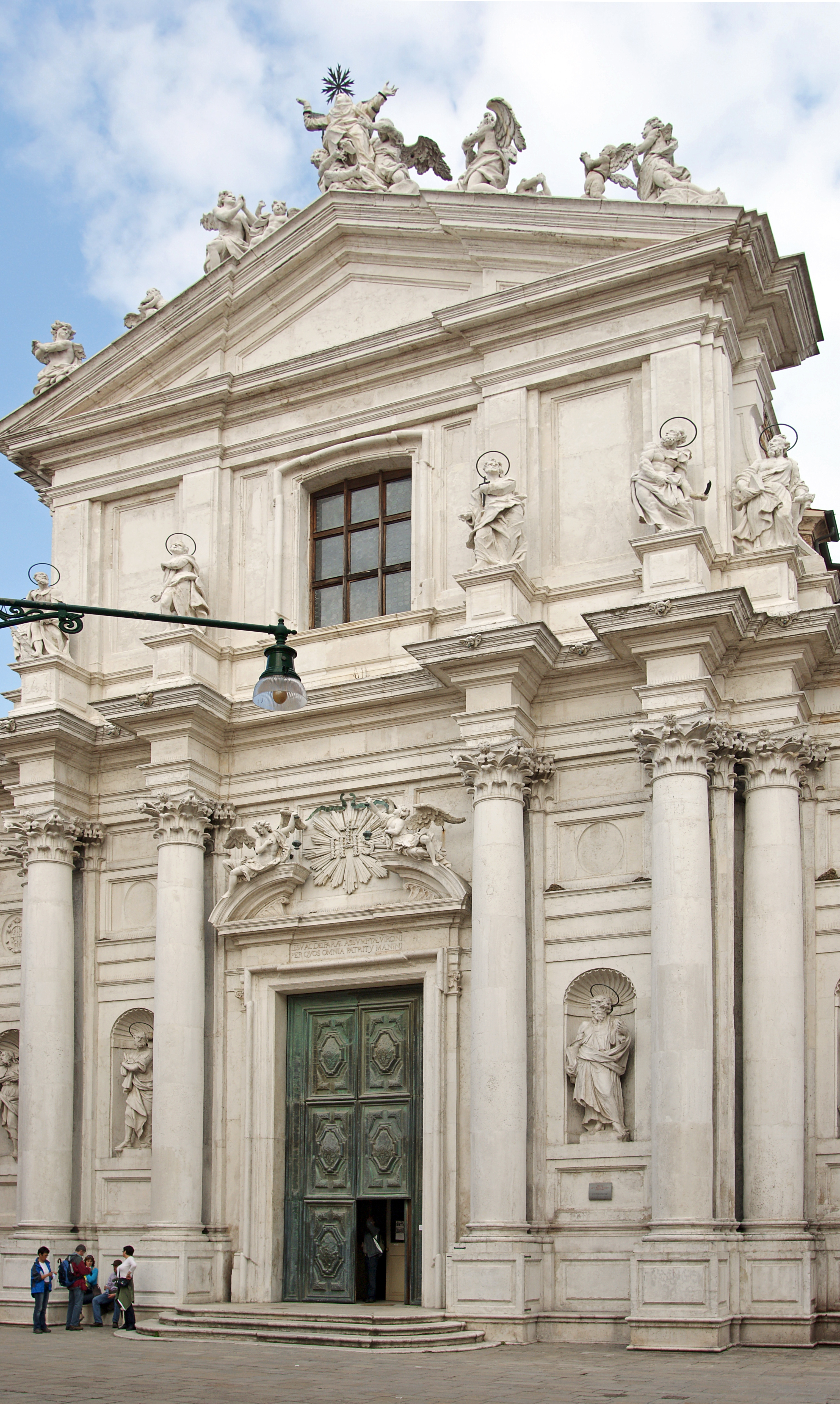
Biserica Adormirea Maicii Domnului (Chiesa di Santa Maria Assunta, numită şi Chiesa dei Gesuiti căci a fost construită de iezuiţi, 1170)
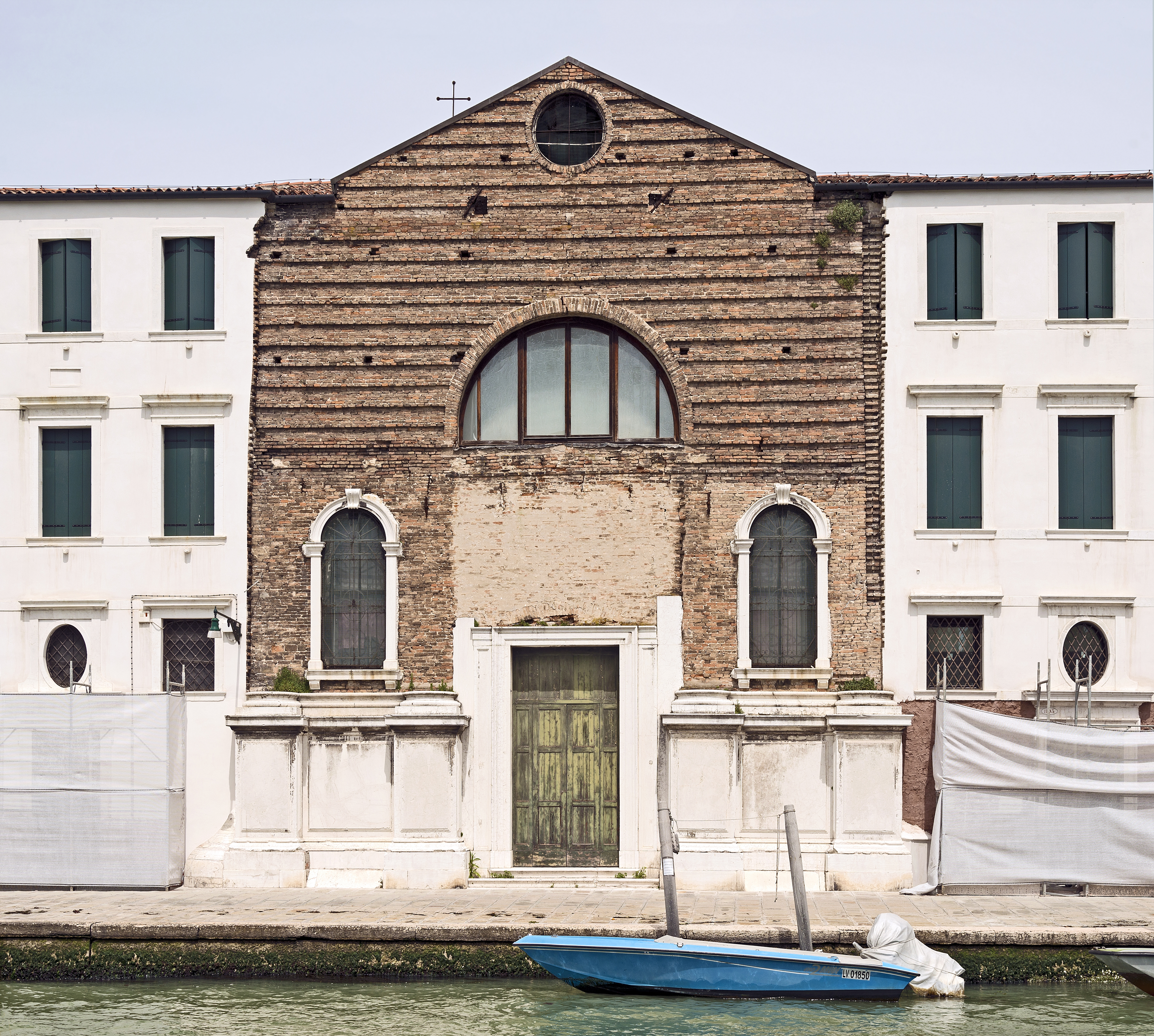
Biserica Sf. Maria a Penitenţilor (chiesa di Santa Maria delle Penitenti 1763)
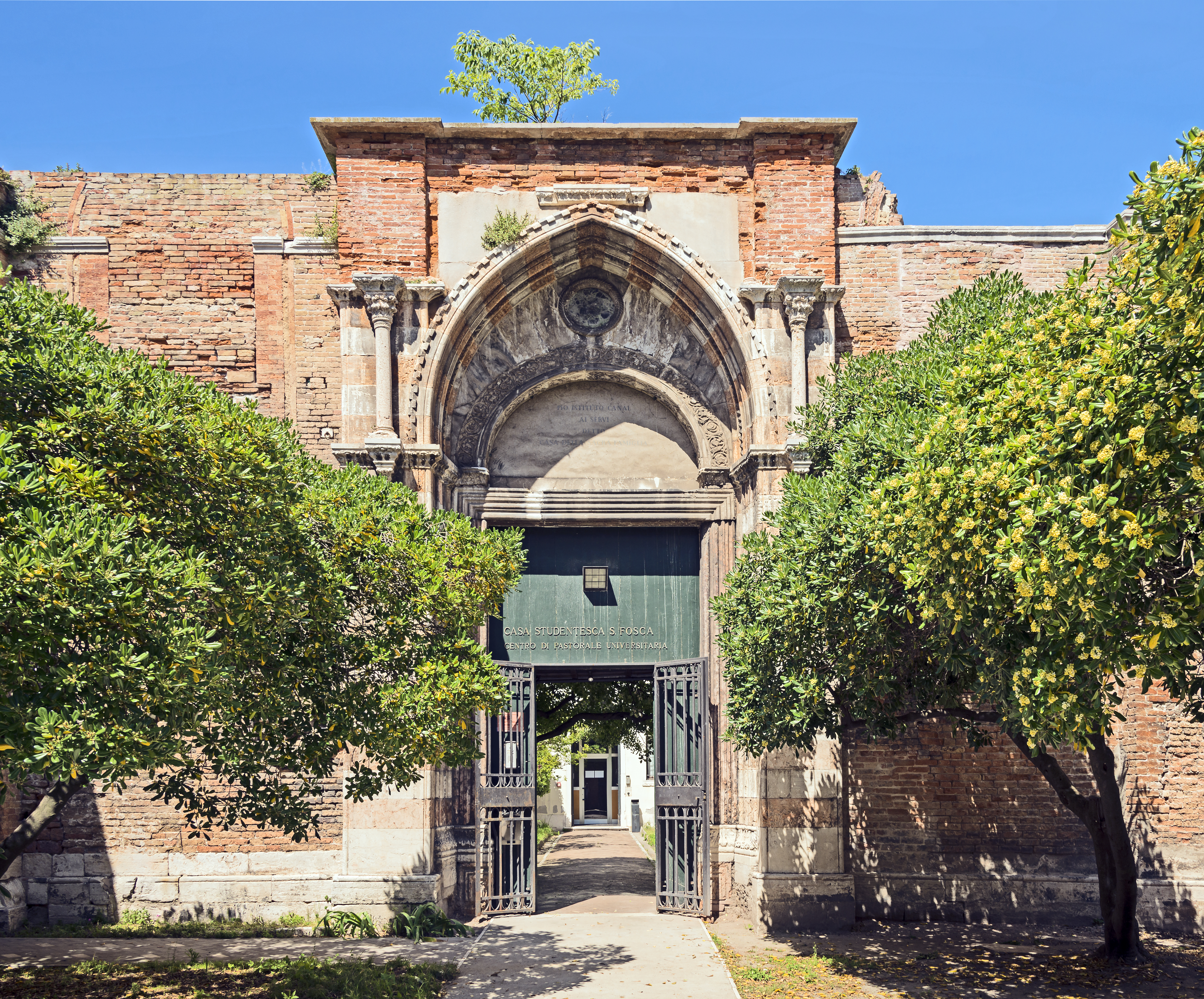
Biserica Sf. Maria a Servilor
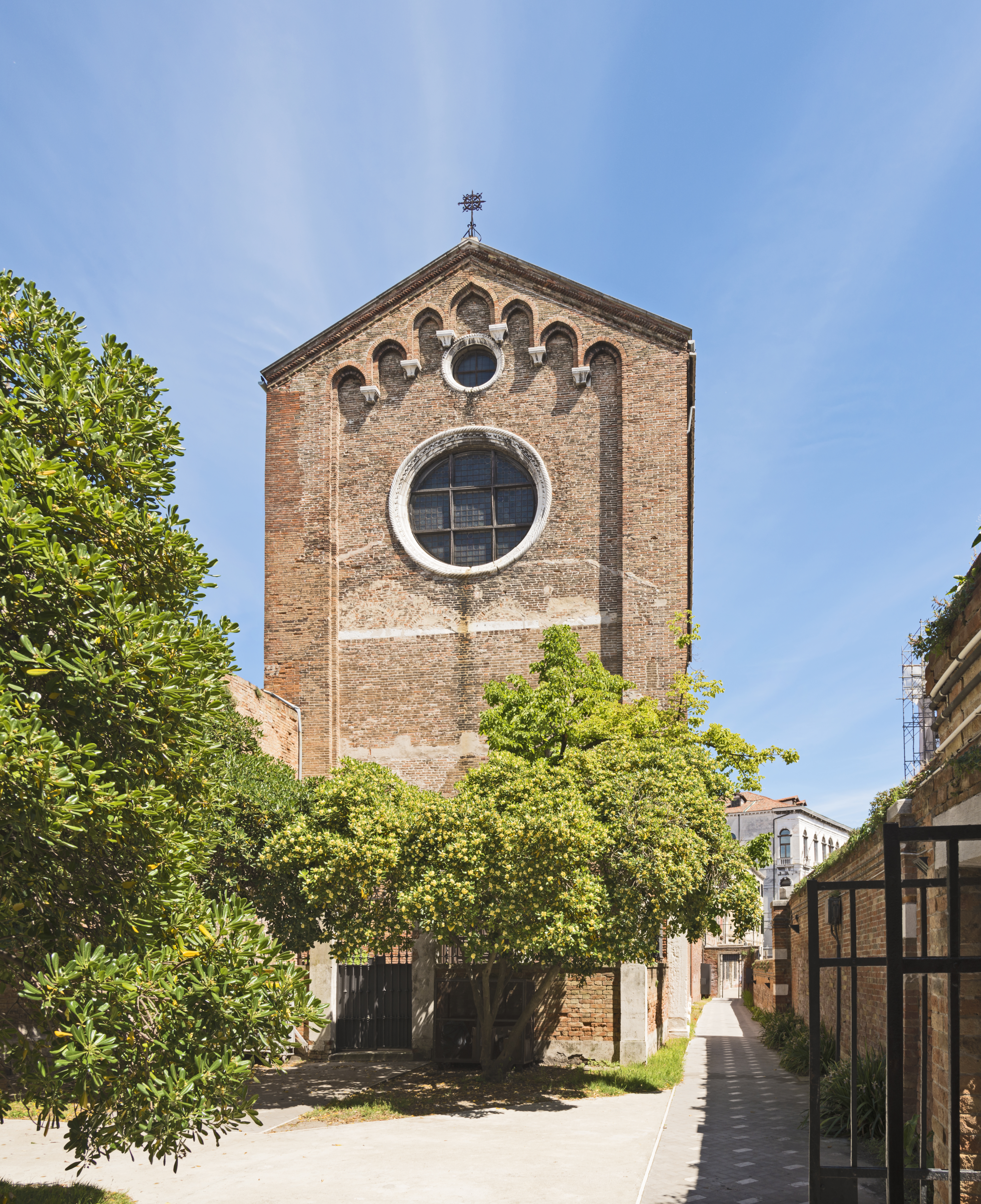
Capela Volto Santo sau Dei Lucchesi

##### desacralizate sau distruse
- Biserica Sf. Ecaterina (chiesa di Santa Caterina, 1274, desacralizată)
- Biserica Trupul Domnului (chiesa del Corpus Domini, 1393-1810)
- Biserica Sf. Leonard (chiesa di San Leonardo, desacralizată)
- Biserica Sf. Lucia (chiesa di Santa Lucia, 1192-1861)
- Biserica Sf. Maria a Servilor (chiesa di Santa Maria dei Servi, 1318-1812)
  - Biserica Sf. Cristofor al Păcii  (chiesa di San Cristoforo delle Pace, insula San Michele, distrusă)

#### Murano

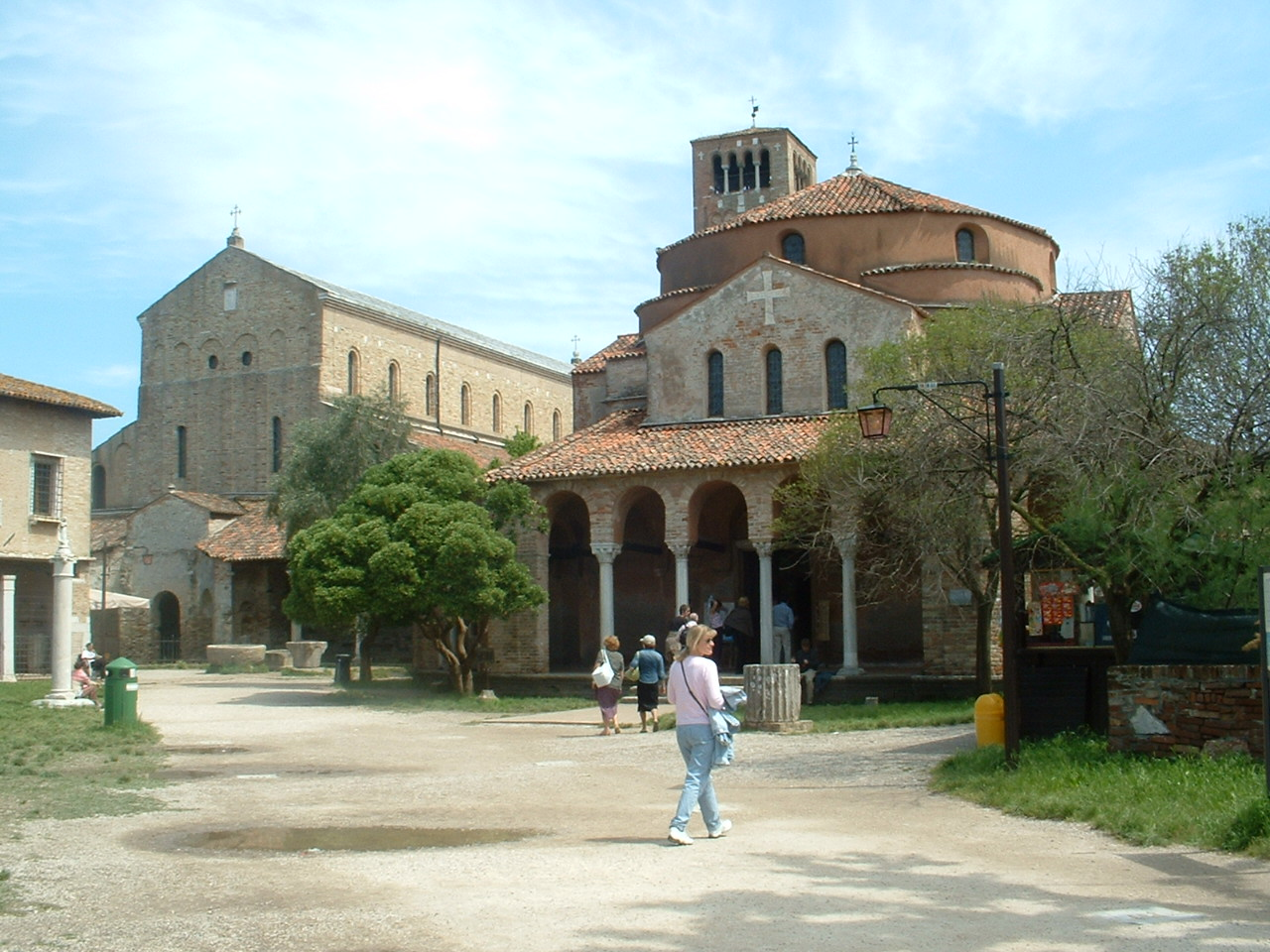
Catedrala Santa Maria Assunta și Biserica Sfânta Fosca, Torcello.

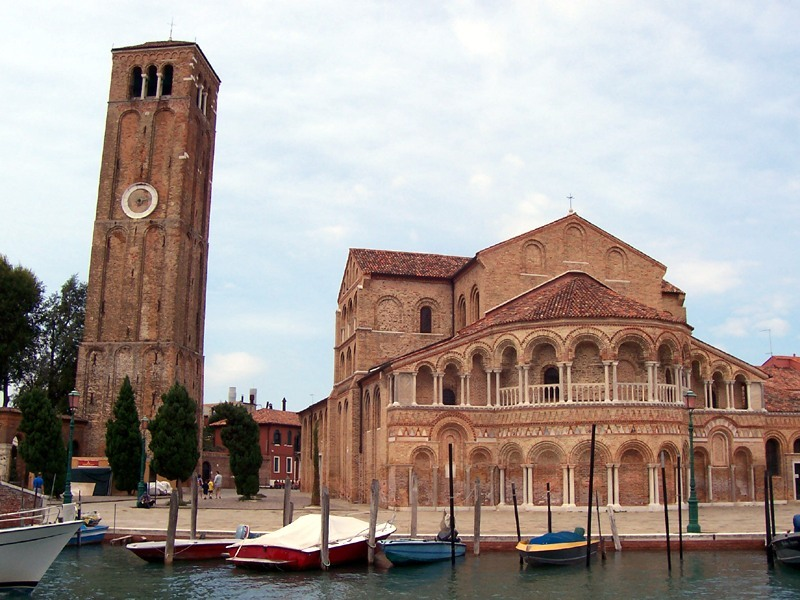
Bazilica Santi Maria e Donato din Murano.

- Bazilica Sf. Maria și Donațian (basilica dei Santi Maria Assunta, Donato e Cipriano)
- Biserica Sf. Petru Martir (chiesa di San Pietro Martire)
  - Biserica Sf. Maria a Îngerilor (chiesa di Santa Maria degli Angeli, sec. XII))
  - Biserica Sf. Ștefan (chiesa di Santo Stefano, oratoriu)
  - Oratoriul Sf. Iosif și Sf. Tereza (opera Piei Brati)

##### distruse sau desacralizate[1]
- Biserica Sf. Martin (chiesa di San Martino, distrusă)
- Biserica Sf. Bernard (chiesa di San Bernardo, distrusă)
- Biserica Preasfântul Mântuitor (chiesa di San Salvador, distrusă)
- Biserica Sf. Apostol Matei (chiesa di San Matteo Apostolo sau San Maffio, distrusă)
- Biserica Sf. Matia (chiesa di San Mattia, distrusă)
- Biserica Sf. Marcu și Andrei (chiesa dei SS. Marco ed Andrea, distrusă)
- Biserica Sf. Maria a Concepției (chiesa di Santa Maria Concetta, distrusă)
- Biserica Sf. Clara (chiesa di Santa Chiara sau San Nicola Vescovo, desacralizată)
- Biserica Sf. Iacob din Galicia (chiesa di San Giacomo in Galizia, distrusă)
- Biserica Sf. Ioan al celor Bătuți (chiesa di San Giovanni dei Battuti, distrusă)
- Biserica Sf. Iosif (chiesa di San Giuseppe, distrusă)
- Biserica Sf. Tereza și Iosif (chiesa di SS. Teresa e Giuseppe, distrusă)
- Biserica Sf. Ciprian (chiesa di San Cipriano, distrusă)
- Biserica Preasfânta Treime (chiesa Santissima Trinità, distrusă)

#### Burano
- Biserica Sf. Martin (chiesa di San Martino Vescovo)
  - Biserica Capucinilor (chiese dei Capuccine și monasterio di Santa Maria delle Grazie, scoasă din uz)
  - Mănăstirea Sf. Francisc al Deșertului (monastero di San Francesco del Deserto, insula San Francesco del Deserto)
  - Oratorio di Santa Barbara
- Biserica Sf. Barnaba (chiesa di San Barnaba, 1800)
- Biserica Sf. Maurus (chiesa e monastero di San Mauro sau Moro, distrusă)
- Biserica Sf. Ciprian și Corneliu (chiesa e monasterio dei SS.Cipriano e Cornelio, distrusă)
- Biserica Sf. Vitus (chiesa e monasterio di San Vito, distrusă)

#### Torcello
- Biserica Sf. Apostol Andrei (chiesa di Sant'Andrea Apostolo, distrusă)
- Biserica Sf. Înger din Zampenigo (chiesa di Sant'Angelo di Zampenigo, distrusă)
- Biserica Sf. Anton (chiesa di Sant'Antonio Abate, distrusă)
- Biserica Sf. Ioan Botezătorul (battistero di San Giovanni Battisa, distrusă)
- Biserica Sf. Ioan Evanghelistul (chiesa di San Giovanni Evangelista, oratoriu)(aparține de Burano)
- Biserica Sf. Marcu (sacello di San Marco Evangelista, distrusă)
- Biserica Sf. Toma al Burgunzilor (chiesa di San Tommaso dei Borgognoni, distrusă)
- Biserica Sf. Fosca (chiesa di Santa Fosca)
- Biserica Sf. Margherita (chiesa di Santa Margherita, distrusă)
- Catedrala Santa Maria Assunta (cattedrale di Santa Maria Assunta, 639)(aparține de Burano)
- Biserica Sf. Sofia (chiesa di Santa Sofia)

#### Mazzorbo
- Biserica Sf. Ecaterina (chiesa di Santi Pietro Apostolo e Santa Caterina Vergine Martire, 1298)
- Biserica Sf. Maria Valverde (monastero di Santa Maria Valverde, distrusă)
- Biserica Sf. Arhanghel Mihail (chiesa di San Michele Arcangelo sau Sant'Angelo, distrusă)
- Biserica Sf. Petru (chiesa di San Pietro, distrusă)
- Biserica Sf. Eufemia (monastero di Santa Eufemia, distrusă)
- Biserica Sf. Maffia (monastero di San Maffia, distrusă)
- Biserica Sf. Maria a Grației (monastero di Santa Maria delle Grazie, distrusă)
- Biserica Sf. Bartolomeu (chiesa di San Bartolomeo, distrusă)
- Biserica Sf. Ștefan (chiesa di Santo Stefano, distrusă)
- Biserica Sf. Cozma și Damian (chiesa di Santi Cosma e Damiano, distrusă)

### Vicariatul Lido

#### Lido

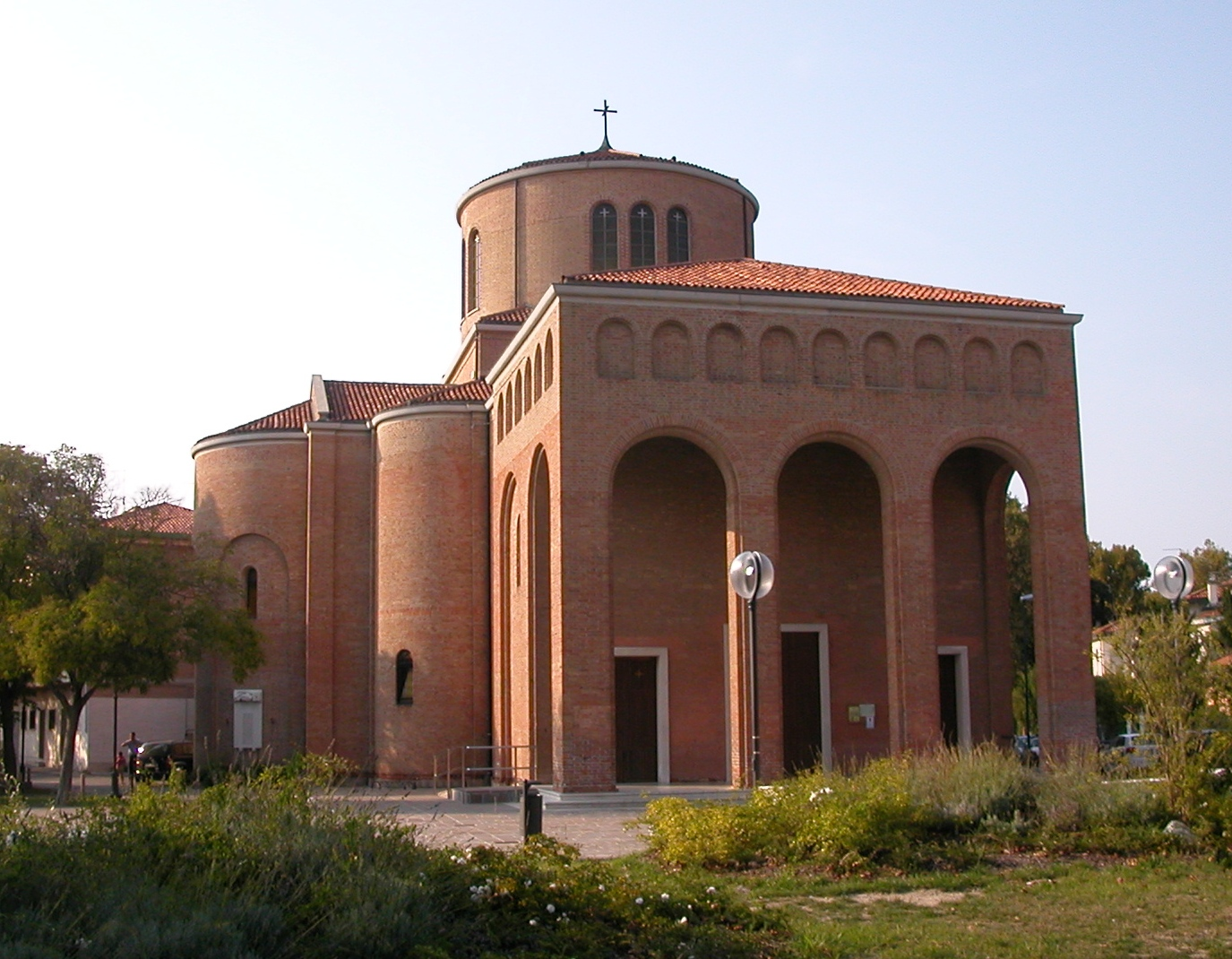
Biserica Sf. Anton (chiesa di Sant'Antonio di Padova, 1346)
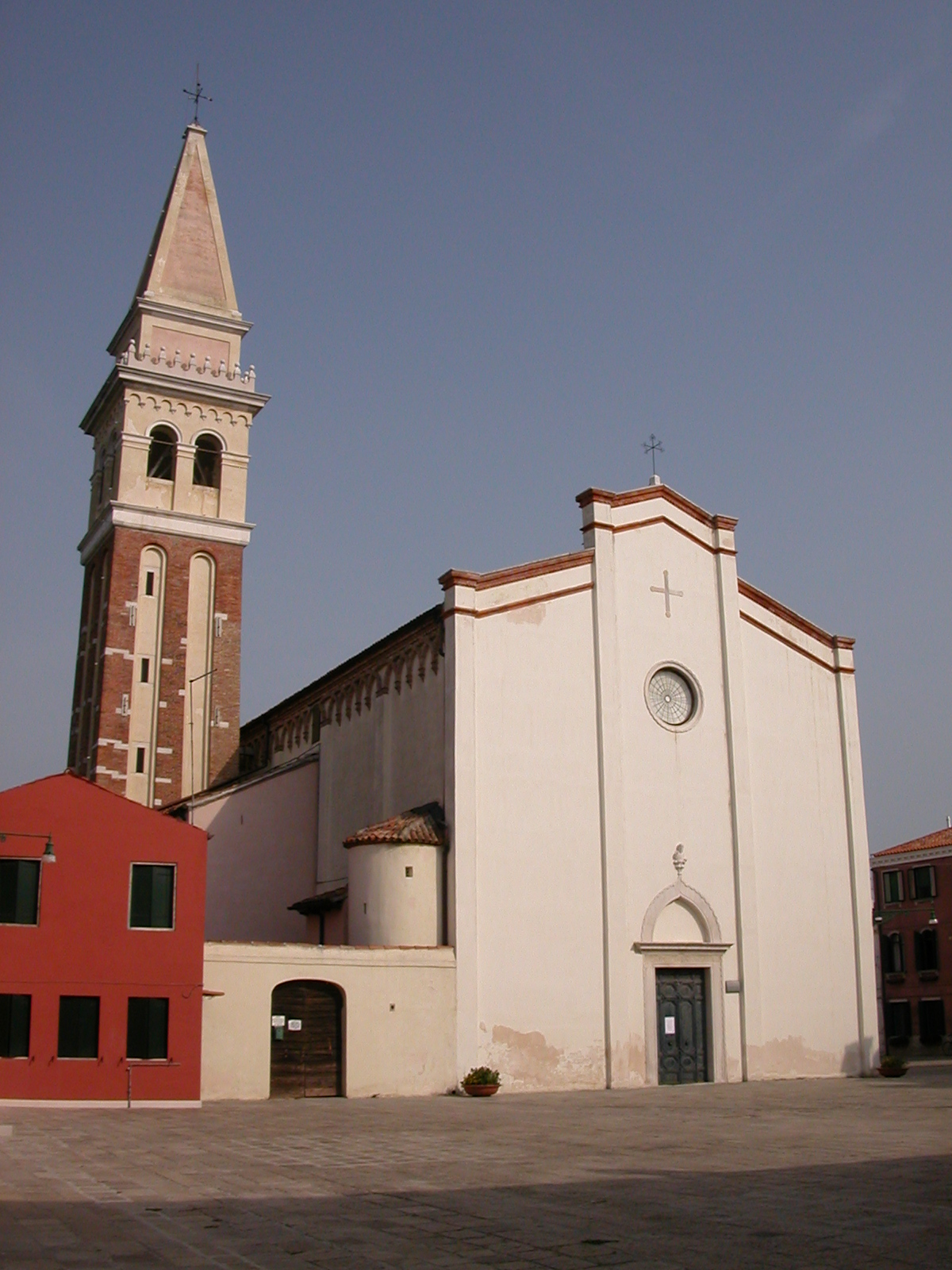
Biserica Santa Maria Assunta (chiesa di Santa Maria Assunta (Malamocco), sec. IX)
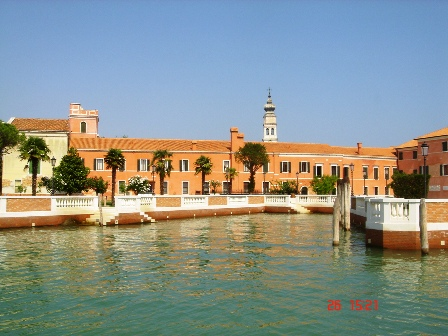
Mănăstirea Sf. Lazăr al Armenilor (monastero di San Lazzaro degli Armeni, insula San Lazzaro degli Armeni, armeano-catolică)
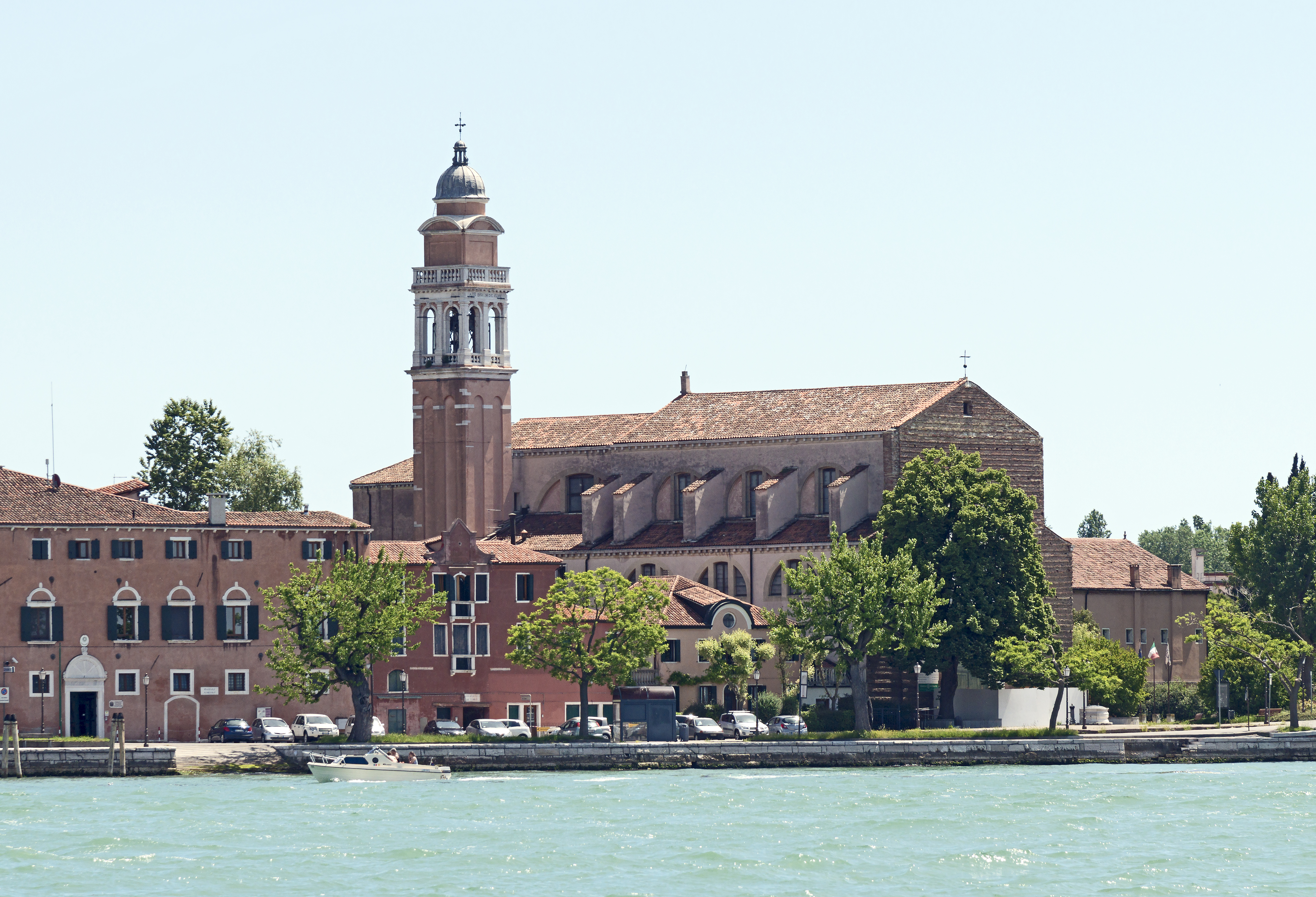
Biserica Sf. Nicolae din Lido (chiesa di San Nicolò al Lido sau Nicola Vescovo)
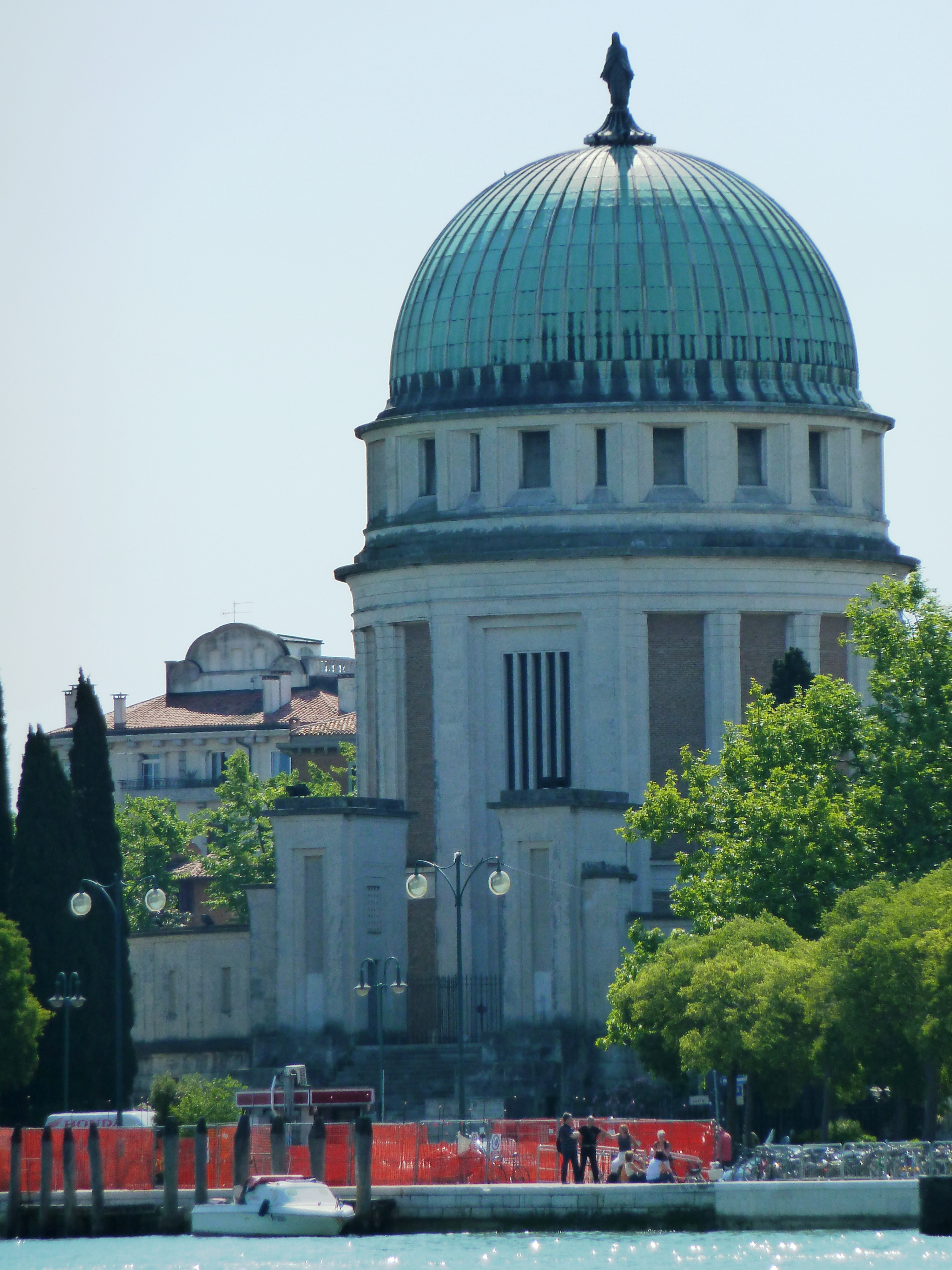
Biserica Sf. Maria a Victoriei (Santa Maria della Vittoria))

- Biserica Sf. Maria a Sănătății (chiesa di Santa Maria della Salute (Alberoni))
- Biserica Sf. Ignațiu de Loyola (chiesa di Sant'Ignazio di Loyola)
- Biserica Sf. Maria Elisabeta (chiesa di Santa Maria Elisabetta sau Visitazione della Beata Vergine Maria)

#### Pellestrina
- Biserica Ognissanti (chiesa di Ognissanti)